# 千夜一夜物語のあらすじ
千夜一夜物語のあらすじ（せんやいちやものがたりのあらすじ）では、説話集『千夜一夜物語』のあらすじを記述する。
夜数と物語名は『完訳千一夜物語』（豊島与志雄ほか訳、岩波文庫、マルドリュス版の翻訳、ISBN 4-00-327801-1 ほか全13巻）に準拠。
- バートン版への対応は、『バートン版 千夜一夜物語』（大場正史訳、筑摩書房ちくま文庫、ISBN 4-480-03841-8 ほか全11巻）に準拠。
- 東洋文庫版への対応は、アラビア語のカルカッタ第二版からの直接の翻訳である『アラビアン・ナイト』（前嶋信次・池田修訳、平凡社東洋文庫、ISBN 4-582-80071-8 ほか全18巻及び別巻）への対応。

## シャハリヤール王と弟シャハザマーン王との物語
- バートン版「シャーリヤル王とその弟の物語」
- 東洋文庫版「シャーリヤル王とその弟君の話」

昔々、サーサーン朝（ササン朝ペルシャ）にシャフリヤールという王がいた（Shahryār:物語上の架空人物）。王はインドと中国も治めていた。弟のシャハザマーンはサーサーン朝（ササン朝ペルシャ）の北部の都市サマルカンドを治めていた。あるとき兄は弟に会いたくなり、サマルカンドの弟に使いをやって、自分の都に弟を呼んだ。兄のもとに向け出発した際、兄への贈り物を忘れた事に気付いたシャハザマーンが宮殿へ取って返すと、妃が1人の奴隷と浮気の最中であった。彼は妃と奴隷を殺してから兄の国を訪れたが、傷心のためひどく塞いでいた。しかし兄の留守の間、シャハザマーンは兄の妃が20人の男奴隷と20人の女奴隷を相手に痴態の限りを尽くすのを目撃し、自分に起きた出来事はこれに較べればましだと思って元気を取り戻した。帰ってきたシャフリヤールは弟がすっかり明るくなったのを見て理由を尋ねた。弟が目撃した事を聞き、さらに自分の眼でそれを確かめると、シャフリヤールは衝撃のあまり弟と共に宮殿を後にして流浪の旅に出た。
ある海辺の1本の木の下で2人が休んでいる時に魔神がやってきた。2人が木に登って見ていると、魔神は頭の上の櫃から非常に美しい乙女を出し、その膝枕で眠り始めた。木の上の兄弟に気付いた乙女は2人に自分と性交するよう言い、しなければ魔神を起こして2人を殺させると脅した。怯えた2人は言うとおりにした。済むと乙女は、自分は婚礼の夜に魔神にさらわれきて今に至ること、しかしこれまで魔神が眠っている隙に570人（最新のマフディー版では98人）の男たちと性交したこと、なんとなれば女が何かをしたいと思えば何者もそれを抑える事など出来ないことを語って聞かせた。魔神でさえ自分達よりも酷い不貞に遭っていることに驚嘆した2人はそれぞれの都へ帰っていった。
宮殿に戻った兄のシャフリヤールはまず妃と件の奴隷達の首を刎ねさせた。そして大臣に毎晩1人の処女を連れて来るよう命じ、処女と寝ては翌朝になると殺すようになった。3年もすると都から若い娘は姿を消してしまったが、それでも王は大臣に処女を連れて来るよう命じた。この大臣には娘が2人いたが、恐怖と悩みにやつれた父を見て、姉娘のシャハラザードは自分を王に娶合わせるよう父に言った。王のもとに参上したシャハラザードは妹のドニアザードを呼び寄せた。王とシャハラザードの床入りが済むと、ドニアザードはかねて姉に言い含められたとおり姉に物語をねだった。古今の物語に通じているシャハラザードは国中の娘達の命を救うため、自らの命を賭けて王と妹を相手に夜通し語り始めた。千夜一夜の始まりである。

## 商人と鬼神（イフリート）との物語（第1夜 - 第3夜）
- バートン版「商人と魔神の物語(第1夜‐第2夜)」
- 東洋文庫版「商人と魔王との物語(第1夜‐第2夜)」

ある旅の商人がナツメヤシの種を捨てたところ、鬼神（イフリート）が現れ、「その種が当たって鬼神の子供が死んだので、その商人を殺す」と言った。商人は、身辺整理をしたら必ずここに帰ることを誓い、国に帰り身辺整理をして、鬼神の所に戻ってきた。すると、「羚羊（カモシカ）をつれた老人」と「2匹の猟犬をつれた老人」と「牝騾馬をつれた老人」が通りかかり、鬼神に対して「不思議な話を聞かせるので、商人を許して欲しい」と願い出た。
鬼神は3人の話を聞いて、それに感心し、商人を許すことになった。

### 第一の老人の話
ある商人は、妻との間に子ができなかったので、妾を取ったところ、すぐに男の子が生まれた。妻は嫉妬し、妾と男の子を魔法で牛に変えてしまった。商人は妾の牛を知らずに殺してしまい、男の子の牛も殺しそうになるが、牛があまりに泣くので思いとどまった。牛飼いの娘が、牛の正体を見破り、牛を男の子に戻し、商人の妻を魔法で羚羊（カモシカ）に変えた。商人の息子は、牛飼いの娘と結婚した。

### 第二の老人の話
男3人の兄弟がいて、父親の遺産を相続した。末の弟は地元で商売を続けたが、兄2人は隊商と旅に出て、一文無しになって返ってきた。弟は兄に金を与え、地元でいっしょに商売をするが、すぐに兄2人は隊商と再び旅に出て、一文無しになって返ってきた。再度、弟は兄に金を与え、地元でいっしょに商売をした。3人は、今度はいっしょに旅に出ることにした。旅の途中で、末の弟は、ぼろを着た女に出会い、結婚した。3兄弟は大儲けして返ってくる。しかし、兄2人は弟の妻に嫉妬し、弟と妻を殺そうとするが、弟の妻は実は女鬼神で、逆に兄2人を魔法で猟犬に変えてしまった。
- 類似の話:第一の乙女ゾバイダの話

### 第三の老人の話
ある商人が旅から帰ったところ、妻が黒人奴隷と浮気している現場を発見した。妻がそれに気づき、魔法で商人を犬に変えてしまった。犬になった商人は肉屋に拾われるが、その肉屋の娘が正体を見破り、人間の姿に戻してくれた。商人は肉屋の娘から魔法を教わり、浮気した妻を魔法で牝騾馬に変えた。

## 漁師と鬼神との物語（第3夜 - 第9夜）
- バートン版「漁師と魔神の物語(第3夜‐第9夜)」
- 東洋文庫版「漁夫と魔王との物語(第3夜‐第9夜)」

ある漁師が網を打つと、スライマーン（ソロモン王）の封印がある壷が取れた。漁師が壷を開けると、サクル・エル・ジンニーという鬼神が現れた。鬼神が漁師を殺そうとすると、漁師が「本当にこの小さな壷に入れるのか」と聞き、鬼神が壷に入ったところを、再度封印してしまった。鬼神は封印を解くように懇願するが、漁師は「イウナン王の大臣と医師ルイアンの物語」を語り断った。しかし、鬼神は再度懇願したため、漁師は封印を解き、鬼神はお礼に、不思議な魚が取れる湖を漁師に教えた。
漁師はその湖で魚を取り、王（スルターン）に献上して多額の褒美をもらった。王の料理人が魚を料理しようとすると、調理場の壁から乙女が出てきて、魚を黒こげにし、壁の中に消えて行った。王は不思議に思い、漁師から湖の場所を聞き、調査に出かけたところ、湖の畔の宮殿に住む故マームード王の子であるマサウダ王に出会った。以前、マサウダ王は、妻が黒人と浮気しているところを見つけ、黒人を殺そうとしたが、逆に妻の魔法にかかり、下半身を石にされて動けなくなり、国民は魚にされ、国は湖にされていた。王は話を聞くと、黒人を殺し、黒人のふりをして、マサウダ王の妻に魔法を解くように命じ、魔法が解けると女を殺した。王には子供がいなかったので、マサウダ王を養子にして、都に帰り幸せに暮らした。

### イウナン王の大臣と医師ルイアンの物語
ルーム人（ローマ人）の国ファルスのイウナン王はらい病にかかり、誰も治せなかった。そこにルイアンという医師が来て、「馬に乗って槌で玉を打てば治る」と言い、実際王の病気は治った。王はルイアンを重用したが、それに嫉妬した大臣がルイアンを中傷し、殺すように進言した。それに対し、王は「シンディバード王の鷹」の話をし、ルイアンを庇う。これに対し大臣は「王子と食人鬼の物語」をし、王にルイアンを殺すことを決心させる。
王はルイアンを呼び出し殺すことを告げるが、ルイアンは王に一冊の本を献上し「私を殺したら、この本を開いて読めば、私の首はどんな問いにも答えるでしょう」と言った。王は驚き、ルイアンを殺す前に本を読もうとするが、本の紙は張り付いていて、容易にページをめくることができず、王は指をなめながらページをめくるが、実は本には毒が塗ってあり、毒をなめた王は死んでしまった。

#### シンディバード王の鷹
ファルスの王シンディバードは、ある時、家来と共に狩に出て大きな羚羊（カモシカ）を見つけ「これをやり過ごした者は命がないぞ」と宣言した。ところが羚羊は、王の頭上を飛び越えて逃げてしまい、王は自分に死刑を宣告した形になってしまった。その時、王の鷹が羚羊に追いつき、クチバシで眼を潰して羚羊を動けなくし、王は羚羊を捕まえることができた。
王は、木の幹をつたう水を見つけ、杯に取って鷹に与えるが、鷹は杯を倒して飲まなかった。今度は馬に与えるが、鷹はそれも倒して馬に飲ませなかった。王は怒り、鷹を殺すが、王が水と思っていた物は、毒蛇の毒であったことを知り後悔した。

#### 王子と食人鬼の物語
ある王子が狩に出たとき、大きな獣が見つかり、お供の大臣は王子に追いかけるように言った。王子は砂漠の奥深くまで獣を追って行ったが、結局見失ってしまった。すると、そこで王子は隊商からはぐれたインドの王女を見つけ、これを助けて馬に乗せ帰ろうとした。
帰る途中、王女は用を足しに行きたいと言い、王子は馬を休めた。王子は王女の後をこっそりつけて行き、王女は実は女食人鬼で、王子を食べようとしていることを知った。戻ってきた王女に王子は「私には敵がいる」と言うと、王女は「神に祈れば敵は消える」と答えた。王子が神に祈ると、王女は消えてしまい、王子は助かった。王子は、大臣が獣を追うように言ったことがこの危険の原因と考え、大臣を死刑にした。

## 荷かつぎ人足と乙女たちとの物語（第9夜 - 第18夜）
- バートン版「バグダッドの軽子と三人の女(第9夜‐第19夜)」
- 東洋文庫版「荷担ぎやと三人の娘の物語(第9夜‐第19夜)」

バグダードのある荷かつぎ人足の所に、美しい乙女ファヒマが来てこれを雇い、市場で買った豪華な料理や菓子を大きな館まで運ばせた。館には、上の姉ゾバイダと中の姉アミナがおり、荷かつぎ人足は雄弁の才能を気に入られ、客として迎えられ、4人は全裸で戯れた。
すると、3人の托鉢僧(カランダール)が訪ねて来て、さらに、商人に変装した教王（カリーファ）ハールーン・アル・ラシード、大臣ジャアファル・アル・バルマキー、御佩刀持ちマスルールの3人組が訪ねて来た。全員が「汝に関わりなき事を語るなかれ、しからずんば汝は好まざることを聞くならん」と誓うと、客として迎えられる。食事が済むと、上の姉ゾバイダは2匹の牝犬をムチで打ちはじめた。次に、中の姉アミナは琵琶を弾き詩を歌い、感極まって服を破ってしまうが、体にムチの痕があるのが見えた。客たちは、不思議に思い、誓いにもかかわらず、姉妹に質問してしまった。すると7人の黒人剣士が現れ、客を全員縛ってしまった。そこで、客たちが身の上話をすることになり、「第一の托鉢僧の話」「第二の托鉢僧の話」「第三の托鉢僧の話」が語られた。乙女たちは話に感動し、客全員を許し解放した。
翌日、宮殿に帰った教王は、3人の乙女と3人の托鉢僧を呼び出し、乙女たちに話をさせ、「第一の乙女ゾバイダの話」と「第二の乙女アミナの話」が語られた。教王は、女鬼神を呼び出し2匹の牝犬を2人の乙女に戻し、ゾバイダとこの2人の乙女を3人の托鉢僧と結婚させた。中の姉アミナは教王の息子アル・アミーンと結婚させ、末の妹ファヒマは教王自身と結婚させた。荷かつぎ人足は侍従長に任命した。彼らは、教王の庇護の下、幸せに暮らした。

### 第一の托鉢僧の話
私はある国の王の息子で、父王の弟は別の国の王で、私はその国に遊びに来ていた。ある夜、弟王の王子に頼まれて、王子とある女と3人で墓場まで行き、王子と女が地下階段を下りたら、階段に蓋をして分からないように土で埋め、そのことを秘密にするように言われ、その通りにした。しかし、私は秘密を守ることが負担になり、自分の国に帰ろうとした。
ところが、自分の国では大臣が反乱を起こして父王を殺しており、私は捕らえられてしまった。以前、私は大臣の目を誤って矢で潰しており、その復讐として大臣に左目を潰され、さらに処刑されることとなった。しかし、父王の恩を知る者により逃がしてもらった。
私は、弟王の都に行き、弟王に全てを話した。弟王は、地下階段を見つけ、下りていくが、王子といっしょにいた女は実は王子の妹であり、近親婚が許されないため地下に食料を蓄えそこで暮らそうとしたものであったが、地下の寝台で神の怒りに触れて抱き合ったまま炭になっている2人を発見した。
そのとき、自分の国の大臣の軍が弟王の国に攻めてきて、これを滅ぼした。私は托鉢僧(カランダール)となり、バグダードに逃げることとなった。

### 第二の托鉢僧の話
私はある国の王子であったが、インドへ向う旅の途中、盗賊に襲われ、一人見知らぬ町に逃げ延びた。国に帰ることができず、木こりとして生活するが、ある日、森で斧が地中に埋もれた銅の輪にひっかかり、それを掘り上げると、地中に繋がる階段が現れた。それを下りると、豪華な広間に通じ、寝台に美しい乙女がいた。乙女はインドの黒檀島の王アクナモスの王女で、12歳の時、結婚式の前夜、魔王の息子ラジモスの息子ジオルジロスにさらわれて、以来20年間ここに監禁されて、10日に1晩、鬼神ジオルジロスの相手をさせられていた。私は鬼神の不在を良いことに王女と交わるが、結局鬼神に見つかってしまい、王女は折檻の末殺され、私は猿にされて、ある山の頂に捨てられた。
猿になった私は、山の頂から転げ落ち、海岸に着き、通りかかった船の船長に拾われた。船がある港に入ったところ、猿になった私は紙に見事な筆跡で詩を書いたので、港の王は驚き、王は船長から猿になった私を買い取り、宮殿で飼うことにした。宮殿では姫君が私の正体を見破り、私を元の姿に戻そうと、鬼神ジオルジロスと激しい魔法の戦いを始めた。戦いで火と火がぶつかり合い、鬼神ジオルジロスと姫君は焼け死に、王は顔の下半分を焼かれ、私は左目を焼かれて失うが、人間の姿に戻ることができた。
姫君を失った悲しみに、王は私に去るように言い、私は托鉢僧(カランダール)になって、バグダードに来た。

### 第三の托鉢僧の話
私はある国の王子であり、父王カシブの死後、王となった。あるとき領地を巡る船の旅に出たが、嵐で進路を失い「磁石の島」に船は引き寄せられ分解し、私は「磁石の島」に打ち上げられた。すると声が聞こえ、「足元を掘ると弓と3本の矢が見つかるので、それで島の頂上にいる銅の馬に乗る銅の騎士を撃て。すると銅の騎士は海中に落ちるので、弓と矢を足元に埋めよ。島は沈むが、銅の男を乗せた船が通りかかるので、その船に乗り10日の旅の後、救いの海に至る。しかしアラーの名を唱えてはならない。」と告げられた。私はその通りに行動したが、10日目に思わずアラーに感謝の言葉を捧げてしまい、その瞬間銅の男は私を海に投げ捨てた。
私はある無人島に漂着した。私が見ていると、船が来て、土を掘って地中に埋めた階段を開き、食料と美しい少年をその中に残し、階段を再度埋めて、船は去っていった。私は、土を掘り返し、階段を降りたところ、少年は豪商の息子で、占い師から「磁石の島が沈んで40日後に、カシブの息子に殺される」というお告げを聞たので、ここに隠れに来たと話してくれた。私は少年といっしょに地下で暮らしたが、予言の日、私の持った包丁が少年の胸に刺さり、少年は死んでしまう。そこへ少年を迎える豪商の船が来たので、私は隠れた。
海を見ると、引き潮で島と陸が繋がっているのが見えたので、私はそこを渡って陸に逃げた。陸には巨大な真鍮の宮殿があり、そこに左目の潰れた10人の奇妙な若者と一人の老人がいて、老人に左目の理由を聞くと「羊の皮をかぶり露台にいると、ロクという巨鳥が羊と間違えさらって遠い山の上まで連れて行くので、そこで逃げ出し、歩いて黄金の宮殿まで行けば分かる」と言われた。言われたとおりにして黄金の宮殿に入ると、美しい40人の乙女たちがいて、非常な歓待を受け、40人と順番に夜を共にした。ある日、40人の乙女は「40日間宮殿を離れるが、庭の奥の銅の扉だけは開けてはならない」と言い、私だけを残し出かけてしまった。私は40日目に銅の扉を開けてしまうが、中に馬がいて、それにまたがると馬は空を飛び、真鍮の宮殿まで来て、私を落馬させ、そのはずみで私の左目が潰れてしまった。
私は、10人の奇妙な若者と一人の老人と別れ、托鉢僧(カランダール)となり、バグダードまで来た。
- 類似の話:悲しみの美青年の物語

### 第一の乙女ゾバイダの話
私には、同じ父母から生まれた2人の姉と、父は同じだが母が異なる妹アミナとファヒマがいた。父が死んだとき、財産を姉妹で分け、私は姉2人といっしょに暮らしたが、姉2人はそれぞれ結婚し、商売の旅に出、夫が破産し離婚されて帰って来た。私は、姉2人を養ったが、1年後再び姉2人はそれぞれ結婚し、商売の旅に出、夫に捨てられて帰って来た。再度、私は姉2人を助け養うが、1年後、今度は3人で船旅に出た。
船は進路を失うが、住民がみな石になっている町にたどり着いた。私は宮殿の奥に入り込み、生きている若者を発見し尋ねると、若者は「この町の者は皆、ナルドゥンの神の信者であったが、アラーの神の怒りに触れ、全員石にされたが、イスラム信者である王子の私だけが助かった」と話した。私と若者は、バグダードに帰り結婚することを約束した。しかし、姉2人は嫉妬し、帰りの船から若者と私を海に投げ捨て、若者は水死した。
私は、ある島に打ち上げられた。ふと見ると、アオダイショウがマムシに追いかけられていたので、石をマムシに投げてマムシを殺した。アオダイショウは実は女鬼神で、女鬼神は助けてくれたお礼に、私を船の宝といっしょにバグダードまで連れて行き、姉2人を牝犬に変え、毎日この2匹の牝犬を300回ずつムチでたたくように言って去った。
- 類似の話:第二の老人の話

### 第二の乙女アミナの話
私は、父が死んだ後、裕福な老人と結婚したが、すぐ夫は死に、多額の遺産を相続した。
ある日、私のところに醜い老婆が来て「家で結婚式があるので、賓客として来て欲しい」と言うので行ったところ、非常に大きな館で、結婚式はなく、それは、以前私を見て好きになった館の主である美しい若者と、私を会わせるために、若者の乳母の老婆がしくんだウソだった。私は若者を見て好きになり、私は「他の男には心を傾けない」と誓い結婚した。
ある日、醜い老婆をつれて市場の絹織物商人の店に行き、最も高価な商品を買おうとしたところ、商人が「金は受け取れない。かわりに頬にキスをさせてくれ」と言ってきたので、断ったが、醜い老婆が「キスをさせた方が良い」と説得するので、キスをさせたところ、頬に歯で傷をつけられた。家に帰り、夫に見つけられ、誓いを破ったとして殺されそうになったが、醜い老婆のとりなしで命は助かり、裸にされ一生消えない傷がつくようムチで打たれ、館から追い出された。その後、若者も館も消えてしまった。
後に、教王ハールーン・アル・ラシードが呼び出した女鬼神により、美しい若者は教王の息子アル・アミーンであることが分かった。
- 類似の話:第一の狂人の物語

## 斬られた女と三つの林檎と黒人リハンとの物語（第18夜 - 第24夜）
- バートン版「三つの林檎の物語(第19夜‐第20夜)」
- 東洋文庫版「三つの林檎の物語(第19夜‐第20夜)」

教王（カリーファ）ハールーン・アル・ラシードがお忍びで、大臣ジャアファル・アル・バルマキーと御佩刀持ちマスルールを従えバグダードの町を歩いていると、漁師に出会ったので、金を与え網を打たせると、若い女の死体が入った箱がかかった。教王はジャアファルに3日以内に殺人犯を捕らえないと、代わりにジャアファルを死刑にすると告げた。犯人は見つからず、ジャアファルが死刑になろうとしたとき、若い男が自首し、次に老人が自首した。
若い男は殺された女の夫で、老人は殺された女の父であった。ある日、病気がちの妻が「林檎が欲しい」と言ったので、若い男はバグダッドの町中を探したが、林檎はなく、遠くバスラの町の教王の果樹園まで旅して園丁から林檎を3個分けてもらって帰ったが、妻は結局林檎を食べなかった。若い男が町を歩いていると、黒人が林檎を持っていたので、聞くと「愛人からもらった」と言ったので、妻が浮気したと思い、逆上して妻を殺してしまったが、その林檎は取られたものだと分かり、後悔し、妻の父に告白するが、妻の父は男に同情し、男が自首したことを聞き、身代わりに自首したというものであった。
教王は話を聞き、両者に同情して罪を赦し、ジャアファルに3日以内に黒人を見つけなければジャアファルを代わりに死刑にすると告げた。3日後、ジャアファルは自分の娘が家の黒人奴隷リハンから林檎を買ったことを知り、リハンを捕らえ教王に差し出すが、「大臣ヌーレディンとその兄大臣シャムセディンとハサン・パドレディンの物語」をするのでリハンを赦すことを願い出、願いは許可された。

### 大臣ヌーレディンとその兄大臣シャムセディンとハサン・パドレディンの物語
- バートン版「ヌル・アル・ディン・アリとその息子バドル・アン・ディン・ハサンの物語(第20夜‐第24夜)」

昔メスル（エジプトのカイロ）の国に、美男の兄弟の大臣、兄シャムセディンと弟ヌーレディンがいた。二人はある日「もし同じ日に結婚し、同じ日に子供が産まれ、シャムセディンの子が女で、ヌーレディンの子が男なら結婚させよう」と話し合ったが、その際の婚資（en:dowry）の額について喧嘩をしてしまい、ヌーレディンは町を出て放浪の旅に出た。ヌーレディンはいくつもの町を訪ねた末バスラの町に着き、その国の老大臣に気に入られ、娘と結婚し、美しい男の子ハサン・パドレディンをもうけ、老大臣の隠居とともに大臣になり、よく政治を行った。老大臣は間もなく亡くなったが、ヌーレディンは職に励み、ハサン・パドレディンの教育に努め、優れた学者に子を教育をさせ、ハサン・パドレディンが15歳になるまでに、学者の知識全てを吸収させた。また、ヌーレディンの妻は、菓子の作り方をハサン・パドレディンに教えた。ハサン・パドレディンはその美貌と知識のため、国王に気に入られた。
一方、兄シャムセディンは、奇しくも、弟ヌーレディンと同じ日に豪商の娘と結婚し、ハサン・パドレディンが生まれた日と同じ日に、美しい女の子セット・エル・ホスンをもうけた。
その後すぐに、ヌーレディンは病気で死亡し、ハサン・パドレディンは悲しみのあまり国王の所に行かなくなったので、国王は怒り、ハサン・パドレディンの全財産を没収し、捕まえるよう命令するが、ハサン・パドレディンは無一文で逃げ、町の外のヌーレディンの墓に着いた。そこにユダヤ商人が通りかかり「次に入港するヌーレディンの船を千ディナールで買う」ことを申し出、ハサン・パドレディンは同意し、千ディナールを受け取った。ハサン・パドレディンは父の墓で眠ってしまった。
そこに、女鬼神が通りかかり、ハサン・パドレディンの美しさに感嘆するが、男鬼神が通りかかり「エジプトのセット・エル・ホスンの方が美しい」と言うので、口論になり、眠っているハサン・パドレディンを連れて行って見比べようということになった。エジプトでは、国王がセット・エル・ホスンの美しさを知り結婚を申し込むが、シャムセディンが弟ヌーレディンとの約束のため断ってしまい、国王は腹いせに、セット・エル・ホスンをせむしと結婚させることにし、ちょうどその日は結婚式の日であった。男鬼神はせむしを便所に監禁し、ハサン・パドレディンが代わりにセット・エル・ホスンと初夜を共にした。2人が眠ると、鬼神たちは眠っているハサン・パドレディンをバスラまで運ぼうとするが、喧嘩をし、途中のダマスの町の城壁の外に裸のハサン・パドレディンを置き去りにした。翌朝、眼をさました裸のハサン・パドレディンは、狂人扱いを受けるが、町の菓子屋に保護され、養子になった。
セット・エル・ホスンはハサン・パドレディンの子を出産し、その美しい男の子はアジブと名づけられた。アジブが12歳の時、父親がいないことをからかわれたので、一家でハサン・パドレディンを探すことにし、ハサン・パドレディンが残していった服にあった書類から、バスラから来たことが分かったので、バスラを目指して旅に出た。
一行は途中ダマスに立ち寄り、アジブはお供の黒人の宦官サイードといっしょにハサン・パドレディンの菓子屋で菓子を食べるが、互いに親子であることに気づかなかった。一行は、バスラでハサン・パドレディンの母を見つけ、いっしょにカイロまで帰ることにし、再び途中でダマスに立ち寄った。このとき、ハサン・パドレディンの母は、菓子の味から、菓子屋がハサン・パドレディンであることに気づき、いっしょにカイロに帰り、幸せに暮らした。
- 類似の話:カマラルザマーンとあらゆる月のうち最もうるわしい月ブドゥール姫との物語

## せむし男および仕立屋とキリスト教徒の仲買人と御用係とユダヤ人の医者との物語（第24夜 - 第32夜）
- バートン版「せむし男の物語(第24夜‐第34夜)」
- 東洋文庫版「せむしの物語(第24夜‐第34夜)」

昔、シナの国（中国）に仕立屋がいて、ある日、せむし男を夕食に招いたが、魚を無理に食べさせたところ喉に詰まらせて、せむし男は死んでしまった。仕立屋は、死体をユダヤ人医師の家に捨てたところ、ユダヤ人医師は死体につまずき階段から落としてしまい、自分が殺したと勘違いした。ユダヤ人医師はせむし男の死体を御用係の家の台所に捨てたところ、御用係は泥棒と勘違いし、死体を棒で殴り、自分が殺したと勘違いした。御用係はせむし男の死体を市場の壁に立てかけて置いたところ、通りかかったキリスト教徒の仲買人が強盗と勘違いし、死体を殴りつけ、自分が殺したと勘違いした。キリスト教徒の仲買人は捕まり死刑を言い渡されるが、御用係、ユダヤ人医師、仕立屋が次々「実は自分が殺した」と自首したので、一同は王の元に連れてこられ、「キリスト教徒の仲買人の話」「シナ王の御用係の話」「ユダヤ人医師の話」「仕立屋の話」が語られた。
王は、仕立屋の話が気に入り、その話に出てきた床屋を召し出すが、床屋はせむし男の喉に詰まった魚を取り出して、せむし男を生き返らせた。一同は王の庇護のもと、幸せに暮らした。

### キリスト教徒の仲買人の話
あるカイロ生まれのコプト人のキリスト教徒の仲買人の所に美しい若者が来て、50アルデブの胡麻を1アルデブ当たり100ドラクムで売る仲介を依頼した。仲介は成功し、5000ドラクムの代金のうち500ドラクムは手数料として仲買人が受け取り、4500ドラクムは若者が一ヵ月後受け取るとして、仲買人が預かることとなった。しかし1か月経っても若者は金を受け取らず、その後もいつまでも金を受け取らなかったが、ついに1年後若者が金を受け取りに来たとき、仲買人は若者を宴会に招き、左手で食事をするのを見て、若者に右手がないことを知った。仲買人が理由を尋ねると、若者は右手のないバグダードの若い商人の話を語った。

#### 右手のないバグダードの若い商人の話
若者はバグダードの大金持ちの息子であったが、父が死に遺産を相続した後、遺産で商品を買いカイロに旅立った。カイロで商品を売っていると、若者は商品を買いに来た美しい女に恋をしてしまった。若者は毎日その女の屋敷に通い、一夜を共にし、50ディナールを渡して朝帰るということを続けたが、ついに金がなくなり、困ってしまった。若者は市場を歩いているとき人にぶつかり、手が財布に触れた拍子にその財布を盗んでしまったが、その場で捕まり、罰として右手を斬られてしまった。行く当てもなく女の屋敷に行くと、女は悲しみ、右手を失った若者と結婚した。今まで渡した金は全て手付かずで残っており、若者に返してくれた。しかし、女は悲しみのあまり病になり死んでしまった。
若者は女の遺産を相続したが、遺産は膨大で、1年かけてようやく処分し終えたので、仲買人の所に金を受取に来たのであった。

### シナ王の御用係の話
シナ王の御用係は、ある宴会に行ったとき、ロズバジャというおいしい料理が出されたので、一同おいしく食べていたところ、一人の男だけがそれを食べなかった。一同が理由を尋ねると、男は親指のない商人の話を語った。

#### 親指のない商人の話
男の父はバグダードの大商人で、ハールーン・アル・ラシードの時代の人物であった。父の死後、男はバグダードで商人をしていたが、店に高額な商品をつけで買いに来る美しい乙女に恋をしてしまった。その乙女は、ハールーン・アル・ラシードの妃ゾバイダのお気に入りの買物係の侍女であった。男は侍女の手引きで後宮に忍び込み、ゾバイダの許しを得てその買物係の侍女と結婚することとなったが、結婚式の宴会で出されたロズバジャを食べた後、手を洗わずに初夜に臨んでしまい、買物係の侍女は手に付いた匂いでそれに気づき、手も洗わない無神経さに怒り、男を捕らえて両手両足の親指を斬ってしまった。男が「灰で40回、ソーダで40回、石鹸で40回手を洗った後でなければ、ロズバジャは食べない」と誓ったところ女の怒りは収まり、二人はいっしょに暮らしたが、1年後女は死に、男は悲しみで旅に出て、シナの国まで来たのであった。

### ユダヤ人医師の話
ユダヤ人医師が若い頃、ダマスの市で医師をしていたとき、市の総督から病人を看るように言われて総督の宮殿に行った。病人は美しい青年で、脈を取るため腕を出すように言うと、青年は非礼にも左腕を差し出した。ユダヤ人医師は10日間看病し、青年の病気が治ったので、共に風呂（ハンマーム）に入ったが、青年の右手が斬られてなくなっているのを見て驚いた。青年は、ユダヤ人医師に「右手のないモースルの若者の話」を語り、なぜ右手がなくなったのかを教えた。

#### 右手のないモースルの若者の話
若者はモースルの町の豪商の息子であったが、叔父たちと共にカイロに商売の旅に出かけ、途中ダマスに立ち寄り商売で大儲けをし、若者はダマスに留まり、叔父たちはカイロへの旅を続けることになった。若者は豪華な家を借り、叔父たちの帰りを待ったが、ある日、屋敷の前を美しい若い女が通ったので声をかけたところ、女は家に来たので、若者は豪華な食事で歓待し、そのまま夜をともにした。翌朝、女は「3日後また来る」と言い残し、名前も言わずに去っていった。謎の女は3日毎に若者の家に来て夜をともにし、翌朝帰って行った。
ある日、女は「今度来るとき、私より若く美しい女を連れて来るが良いか」と若者に聞いたので、若者が「良い」と答えると、3日後、謎の女は若く美しい女を連れて来た。謎の女は「この女の方が私より美しいと思うでしょう。」と聞いたので、若者は「はい。」と答えたが、謎の女は「ならばこの女と夜をともにしなさい」と言った。若者と若い女は別の部屋に行き、夜をともにしたが、若者が朝目覚めると、若い女は斬られて死んでおり、謎の女はどこにもいなかった。
若者は、若い女の死体を家の床下に穴を掘って埋め、大家に家賃を前払いして家を封印し、カイロに逃げた。カイロでは叔父たちと暮らしたが、叔父たちは商品を売りつくしたので、モースルに帰ることになったが、若者は一人カイロに残った。しかし、その後、金が少なくなったので、若者はダマスに戻った。借家に帰ると、中はそのままになっていたが、クッションの下に殺された女の首飾りを見つけたので若者はそれを市場で売ることにした。
市場で仲買人に首飾りを見せたところ、どうやって首飾りを入手したかを質問されて答えることができず、奉行（ワーリー）の所に連れて行かれ、盗んだとウソの自白をしてしまい、罰として右手を切られてしまった。しかし、首飾りを見た総督が若者を呼び出し、真実を語るように命じたため、若者は真実を総督に告げた。総督は、謎の女は総督の長女であり、殺された女は総督の次女であり、長女が嫉妬のため殺したこと、長女はそれ以来閉じこもって泣いていること、若者に罪がないことを告げ、若者に総督の三女を嫁にし総督の養子になるように言ったため、若者は承諾した。それ以来、若者は総督とともに幸せに暮らした。

### 仕立屋の話
せむし男の事件が起こった日の朝、仕立て屋は職人仲間との宴会に出ていた。そこにバグダード風の服装をした片足の悪い美青年が招かれて来たが、一座の中に床屋の姿を認めると立ち去ろうとした。人々が理由を尋ねると、青年はその床屋こそ故郷バグダードで彼が片足を悪くするに至った不幸の元凶だと答え、次のように語った。

#### 足の悪い若者とバグダードの床屋の物語
青年はバグダードの富裕な商人の一人息子だった。彼はあるとき法官(カーディー)の娘である美しい乙女を見かけ、恋患いに寝付いてしまった。すると一人の老婆が訪れてきて娘との取り持ちを買って出た。老婆から青年の話を聞いた娘は父の法官が金曜の礼拝に出かけている間に家にやって来るよう老婆にことづけた。さて金曜、青年は娘を訪れる前に床屋を呼んで身なりを整える事にした。やって来たのがくだんの床屋だった。青年は床屋をせかすが、床屋は長々とお喋りしていっこうに仕事を済ませないばかりか、青年と娘の逢瀬に付いていこうと出しゃばった。やっと頭を剃り終えた青年は娘のもとへ向かうが、床屋はこっそり後をつけた。青年が上の階の娘の部屋に通されるや否や法官が帰ってきてしまい、下の階の部屋で何か不始末をした奴隷を鞭打ちし始めた。その悲鳴を聞いた床屋は青年が捕まったのだと思い込み、青年の家の人々や群衆を引き連れて法官の家に押し入った。逃げ場のない青年は大きな箱に隠れた。床屋は中に青年がいるのを察して箱ごと外に運び出すが、野次馬が寄ってたかって箱の蓋を開けてしまう。青年はその場から逃げ出そうと箱から飛び降りる際に片脚を折ってしまった。床屋が今後決して青年から離れずその相談役になろうと言うのを聞いてぞっとした青年は、床屋から逃れるために故郷のすべてを捨ててバグダードを出奔した。しかしここ遥かシナの国で再び床屋と遭遇してしまったのだと仕立て屋達に語り終えると、青年は立ち去ってしまった。
驚いた一同が青年の話は本当か問いただすと、床屋は自分がその6人の兄達と違っていかにお喋りでなく出しゃばりでもないか聞かせると言って次のように語った。

#### バグダードの床屋とその6人の兄の物語

##### 床屋の物語
わたしは教主エル・モンスタル・ビルラーのころバクダードに暮らしていたが、十人の盗賊たちと一緒にいたところをひとまとめに捕らえられた。十人の首をはねよと命ずる教主に対し、わたしは「沈黙家」の名のとおり何も言わずにいる。やがて十人の首が落ち、わたしだけが残ると、それに気づいた教主はそのわけを問う。わたしは六人の饒舌な兄の話をした。第一の兄は片足がきかず、第二の兄は片目で、第三の兄は前歯がなく、第四の兄は盲人で、第五の兄は両耳と鼻をそがれ、第六の兄は唇がない。

##### 床屋の第一の兄バクブークの物語
兄は仕立屋をしていたが、家主の妻に恋をする。しかしこの女は兄を利用し、さんざんタダで仕立てをさせ、最後には罠にかけて妻を襲ったふうに装い、捕らえられた兄は引き回されている途中に駱駝から落ちて足を折ってしまった。わたしは兄を助け、以後これを庇護しているのだ。

##### 床屋の第二の兄エル・ハダールの物語
この前歯が欠けた兄が町を歩いていると、老婆が話しかけてきて、余計なことを言わないと約束するならば乙女たちと楽しく過ごせるだろう、という。ついていってみると確かに3人の美女がいて、さんざんわるふざけをしたあと兄のヒゲをそり顔におしろいを塗りたくり、陰茎をおっ立てて裸の女と追いかけっこをするように求められる。そのとおりにするといつのまにか往来の真ん中に出た。人々は兄の風体をみると狂人だとおもい、鞭打ちのうえ都を追放された。わたしは兄を助け、以後これを庇護しているのだ。

##### 床屋の第三の兄バクバクの物語
盲人である兄は物乞いを生業にしていた。ある家に施しを受けにいくと、それは名うての泥棒で、ひそかに兄の後をつけ、物乞い仲間と3人で食事をしているところに入り込んで一緒に食い物を食べてしまう。それに気づいて騒ぐと、泥棒も盲人のふりをする。4人とも奉行の前にひきたてられると、泥棒は4人の財産を3人で山分けしようとしているのだと訴える。奉行は財産の4分の1を泥棒にあたえ、残りは自分のものとした。わたしは兄を助け、以後これを庇護しているのだ。

##### 床屋の第四の兄エル・クーズの物語
この兄は肉屋をいとなんでいたが、ピカピカの銀貨で買物にくる常連の老人がいた。兄はこの銀貨を特別に貯めていたが、あるときそれを見るとすべて丸い白紙に変わっている。老人を問い詰めると、魔法に通じていたその男は、店にある羊肉を人肉にみせて告発する。兄は片目をえぐられ、全財産を没収されて追放されてしまった。次にたどり着いた町で兄は靴直しをはじめるが、その地の王は眇（すがめ）がなにより嫌いで、見かけるとかならず殺すという。そこも逃げだすが、また次の町で兄は泥棒にまちがわれさんざんなめにあった。わたしは兄を助け、以後これを庇護しているのだ。

##### 床屋の第五の兄エル・アスシャールの物語
なまけものの兄は父の遺産を受け取ると、それを元手にガラス細工の露天商をしていた。店番をしながら美しい大宰相の娘を妻にめとる妄想をする。妄想はどんどんエスカレートし、地位のある娘につれなくする空想のはずみに足をふると、売り物のガラス細工を蹴倒してすべてこわしてしまう。嘆いていると大勢の従者を連れた婦人が、兄に施しを与えた。その後兄の家に老婆が訪ねてきて、あの婦人はお前に気があるために金を与えたのだという。導きにしたがって婦人を訪ね、兄は楽しい一夜を過ごすが、次の朝屈強な黒人があらわれて兄をずたずたに切り裂き、身ぐるみをはいで地下のあなぐらに放り込んでしまった。これは盗賊団の罠だったのである！奇跡的に一命をとりとめた兄は、逆に一味を罠にかけて黒人や老婆たちを殺してしまう。そして女にせまると、彼女はむりやり連れてこられ協力させられていたという。兄は女をゆるし、盗賊団がためた金を持ち出すために人足を呼びにいって戻ってみると、すでに女の姿はなく、そこへ警吏があらわれて兄は捕らえられてしまった。奉行は金をすべて着服し、兄は追放される。さらに城門をでたところで強盗におそわれ、兄が無一文であることを知るとかれらはその腹いせに兄の唇と鼻を切り取ったのである。わたしは兄を助け、以後これを庇護しているのだ。

##### 床屋の第六の兄シャカーリクの物語
ひどい貧乏の兄は、ひとにたかってくらしていた。ある立派な家に施しを受けにいくと、そこの主人である老人はこころよく引き受け、なにもない料理をうまそうに食って見せる。持ち前の調子良さをみせ架空の宴会にのってみた兄だが、そのうち腹に据えかね、架空の酒で酔ったふりをして老人をひっぱたく。しかし老人はかえって大笑いし、以後兄は老人と親しく過ごした。しかし20年後老人が死ぬと、兄は旅に出るのだが、ベドウィン人の盗賊に襲われて奴隷にされてしまった。頭目の妻は淫乱な女で、再三兄に関係をせまる。魔が差して女を抱いた兄を頭目がみつけ、ベドウィン人は兄の唇をそぎ、さらに陰茎を切り落としたのである。わたしは兄を助け、以後これを庇護しているのだ。
教主エル・モンスタル・ビルラーはおおいに楽しんだが、思うところあるといい、わたしを所払いにした。その後教主がなくなるとわたしはバクダードにもどるのだが、若者の家に呼ばれたのはそのときのことである。
組合員たちはこれを聞いて、やはり床屋に非があると考え、彼を一室に閉じ込めた。せむしの男に会ったのは、この宴会がはねたあとのことである。
シナの王はここまで聞くと、床屋も召し出した。床屋はここまでの話をきき、せむしの様子をみるとぷっと噴き出し、術を施すと、なんとせむしは蘇生したではないか！王はたいそうよろこび、一同のものたちは以後多くの富を賜って裕福に暮らした。

## 美しいアニス・アル・ジャリスとアリ・ヌールの物語（第32夜 - 第36夜）
- バートン版「ヌル・アル・ディン・アリと乙女アニス・アル・ジャリスの物語(第34夜‐第38夜)」
- 東洋文庫版「ヌールッ・ディーン・アリーとアニースッ・ジャリースの物語(第34夜‐第38夜)」

昔、バスラの王ムハンマド・ベン・スライマーン・エル・ゼイニのもとに、善い大臣エル・ファドル・ベン・カカーンと悪い大臣エル・モヒン・ベン・サーウィがいた。ある日、王は善い大臣エル・ファドル・ベン・カカーンに、美貌、容姿、才能、性格に欠けることのない最高の女奴隷を探すことを命じ、大臣は苦労の末、最高の女奴隷アニス・アル・ジャリスを見つけるが、王に献上する前に、大臣の息子で美男子のアリ・ヌールが手を出してしまった。大臣は仕方なくアリ・ヌールとアニス・アル・ジャリスの結婚を認め、このことを王に隠し、女奴隷を献上せずにいたところ、大臣は病気で死亡してしまった。息子アリ・ヌールが父の遺産を相続すると、浪費を始め、女奴隷アニス・アル・ジャリス以外の財産を全て失ってしまった。最後にアニス・アル・ジャリスを競売にかけたところ、悪い大臣エル・モヒン・ベン・サーウィが落札するが、アリ・ヌールは気が変わり競売を取り下げた。悪い大臣は、王に訴え、王はアリ・ヌールの逮捕を命じ、アリ・ヌールとアニス・アル・ジャリスはバスラから逃げ出した。
アリ・ヌールとアニス・アル・ジャリスはバクダードに逃げ延び、そこで教王（カリーファ）ハールーン・アル・ラシードの庭園に勝手に入り込み、庭番イブラーヒームと仲良くなり、そこで宴会を始めた。そこにお忍びで通りかかった教王ハールーン・アル・ラシードは、アニス・アル・ジャリスの歌が大変気に入った。それを見たアリ・ヌールはアニス・アル・ジャリスを差し上げると言い、その気前良さに感動した教王は、バクダードまで来た話を聞いた。教王は、悪い大臣エル・モヒン・ベン・サーウィを殺し、アリ・ヌールにアニス・アル・ジャリスを再度与え、2人は教王の庇護のもと、幸せに暮らした。

## ガネム・ベン・アイユーブとその妹フェトナーの物語（第36夜 - 第44夜）
- バートン版「恋に狂った奴ガーニム・ビン・アイユブの物語(第38夜‐第45夜)」
- 東洋文庫版「狂恋の奴隷ガーニム・イブン・アイユーブの物語(第38夜‐第45夜)」

むかし、ダマスにいたアイユーブという豪商には、ガネム・ベン・アイユーブ・エル・モティム・エル・マスルーブという息子と、その妹フェトナーという娘がいた。ガネムが若いときに父アイユーブは亡くなったが、ガネムは一人バグダードに行き商売を始め、大儲けした。ある日、ガネムは町の外の葬儀に参列したが、夜遅くなり城門が閉まり町に入れなくなったため、墓場で夜明かしをしていると、3人の黒人が大きな箱を運んで墓場に近づいてきたため、木に登り隠れた。3人は墓場でスーダンの第1の黒人宦官サワーブの物語とスーダンの第2の黒人宦官カーフルの物語をして休憩した後、穴を掘って箱を埋めて帰って行った。ガネムが箱を掘り出すと、中には麻酔にかかった美女が入っており、ガネムは家に連れ帰った。
美女の名はクワト・アル・クールーブといい、教王（カリーファ）ハールーン・アル・ラシードの側室であったが、正后ゾバイダに恨まれて麻酔薬を飲まされ、箱に入れられて埋められたのだった。教王はクワト・アル・クールーブが死んだと騙されて悲嘆にくれたが、女奴隷の話から生きていることを知った。教王はガネムが手を出したと誤解して兵を送り、ガネムを捕らえようとするが、ガネムは無一文で逃げ延びた。また、教王はダマスの太守に文を送り、ガネムの母と妹を全裸にして町から追放させた。
しかし、クワト・アル・クールーブはガネムが手を出していないという真相を教王に教え、苦労の末にガネムとガネムの母と妹フェトナーを見つけ出した。ガネムは教王に謁見し、クワト・アル・クールーブと結婚する許しをもらい、フェトナーは教王の側室となり、教王の庇護のもと4人は幸せに暮らした。

### スーダンの第1の黒人宦官サワーブの物語
サワーブは5歳のとき奴隷としてある武将に売られ、武将の3歳の娘の遊び相手となった。娘が10歳のとき、間違って娘の処女を奪ってしまい、娘の母に知られてしまった。娘の母は娘を急いで床屋に結婚させ、鳥の血を処女の血と偽って花婿をだました。サワーブは去勢された後も娘に仕えたが、娘の家族がすべて年を取って死んだため、バグダッドに来た。

### スーダンの第2の黒人宦官カーフルの物語
カーフルは8歳のとき「1年に1回大嘘をつく奴隷」として売られていたのをある商人が安く買った。ある日、その商人が客を招いて町の外で宴会を開いていたとき、カーフルに帰宅を命じた。カーフルが帰宅するなり「旦那様が死んだ」と嘘をついたため、商人の家族は悲しみ、風習に従い家具や道具を次々壊して悲しみを表した。カーフルは宴会場に帰り、今度は商人に「家が壊され、家族は全員死んだ」と嘘を言ったため、商人は着ている服を破り悲しみを表した。カーフルの嘘はバレるが、嘘をつくことを知って買った奴隷のため処罰できず、カーフルは去勢されて家から出され、バグダッドに来た。

## オマル・アル・ネマーン王とそのいみじき二人の王子シャールカーンとダウールマカーンとの軍物語（第44夜 - 第145夜）
- バートン版「オマル・ビン・アル・ヌウマン王とふたりの息子シャルルカンとザウ・アル・マカンの物語(第45夜‐第146夜)」
- 東洋文庫版「オマル・ブヌ・アン・ヌウマーン王とふたりの御子シャルカーンとダウール・マカーン、そしてこの人たちに起こった驚異珍奇な物語(第45夜‐第146夜)」

ある時代のバグダードにオマル・アル・ネマーン王がいた。いくさに強く、版図を遠くひろげ、内には寛仁大度をみせて尊敬をあつめる名君である。オマル王にはひとりだけ息子がおり、王子シャールカーンは武芸に秀でた勇敢な男であった。だがその後、オマル王の側室サフィーアが懐妊し、男女の双子を産む。最初に生まれた女の子はノーズハトゥザマーン、次に生まれた男の子はダウールマカーンと名づけられた。男の子が生まれた場合、将来の王位争いを避けるため殺してしまおうと考えていたシャールカーンだが、最初に女の子が生まれた時点の報告しか聞いていなかったため、男の子の存在を知らない。
ある日、ルーム(ローマ)とコンスタンティニアの王アフリドニオスの使者が来て、カイサリア王ハルドビオスとの戦争に同盟を持ちかけてくる。ある族長がアフリドニオスに献上しようとした数々の霊験をうちに秘めた三つの宝玉を、カイサリア軍が横取りしてしまったため何度か攻め込んだのだが、歯がたたないというのだ。大宰相ダンダーンとシャールカーンが兵を率いて派遣された。
軍はある谷で大休止をとるが、ひとり地形偵察に出たシャールカーンは、キリスト教の僧院で相撲をとっている美しい白人の乙女とそれにかしづく美女奴隷たちを見る。欲情したシャールカーンは剣をとって乱入し、我のものになり一緒に来るよう要求するが、乙女は承知しない。乙女に恋してしまっていたシャールカーンは、せめて歓待を受けさせてくれと申し入れ、乙女は彼を僧院へいざなった。
次の日目覚めると、乙女はシャールカーンの正体を知っていた。彼はその日から数日間歓待を受ける。歓待を受けている途中、カイサリアの貴族マスーラの軍が押しよせてきてシャールカーンを出せと要求。乙女はハルドビオス王の娘、アブリザ女王だった。アブリザはシャールカーンをかばって別人だというが、マスーラは是が非でも引き連れていくと言って聞かない。それなれば、一人対百人の兵ではなく、順番に一対一で戦って勝ったならば連行せよ、とアブリザは命じた。シャールカーンがすべての兵を撃退すると、アブリザは、自分は折り合いの悪い老婆「災厄の母」によって回教徒に与したとされるだろう、ここから立ち去るのを手助けしてくれと言う。そしてこの戦争が罠であることを明かす。
実はサフィーアはアフリドニオス王の娘であった。ある祭りの帰途、サフィーアが乗る船が多くの美女たちとともに海賊に鹵獲され、カイサリア軍が海賊を駆逐してサフィーアたちをハルドビオス王に献上し、ハルドビオス王はそれをまたオマル王に贈ったのである。アフリドニオス王はそれを知ると、ハルドビオス王と協力してオマル王に復讐しようとしたのだ。ただし宝玉は実際に存在し、アブリザが所有している。それを知るとシャールカーンは自軍にもどり、兵をまとめて帰還させる。殿軍をつとめるシャールカーンに手強い騎兵が追いすがるが、それは後を追ってきたアブリザだった。彼らは連れだってバグダードに入る。
報告を受けたオマル王は、献上された宝玉を三人の子にわけあたえる。ここで初めてダウールマカーンの存在を知り、また、オマル王にアブリザへの欲望を見たシャールカーンは、ひどいショックを受けてしまった。
再三アブリザをくどくオマル王だが、アブリザは拒否しつづける。そこでオマルは麻酔薬をもちい、アブリザが寝ているうちに処女を奪ってしまった。アブリザは懐妊し、やがて臨月になると、忠実な奴隷女と屈強の黒人奴隷をひとりずつ伴い、故国をめざして出奔する。道中欲情した黒人奴隷はアブリザに襲いかかり、彼女が自由にならないと知るとこれを殺し、姿をくらます。最後の息で男の子を産みおとすと、そこにハルドビオス王が現れ、子を国へ連れかえった。ハルドビオス王は復讐を誓い、災厄の母の進言を聞いて、オマル王を閨房から罠にかけるため、美女をあつめてアラビア式の教育をほどこしはじめる。一方、アブリザがいなくなったことを知ったシャールカーンはいたく傷心し、父王に頼んでダマスの太守に任命してもらい、宮殿を出た。
十四歳になっていたダウールマカーンは、姉ノーズハトゥをさそって父王に内緒で巡礼に出る。しかし途中で熱病にかかり、治療のために金もつきてしまった。働きにいくといって出て行ったノーズハトゥはそのまま姿を消し、漂白したダウールマカーンは、ある風呂焚きにひろわれる。回復したダウールマカーンは風呂焚き夫婦を従者にして帰国の途につく。ダマスにつくと風呂焚きの妻が熱病で病死するが、ひきつづきバクダードに向かうことにする。
一方、ノーズハトゥはベドウィン人に誘拐され、ダマスの奴隷市場で売りに出されていた。ふっかけるベドウィン人に対し、ある商人が十万ディナールの値をつける。ノーズハトゥがあらゆる学問に通暁していることを知ると、商人は喜び、彼女をシャールカーンに献上する。シャールカーンはノーズハトゥを解放し妻とすることを宣言。学問を示せというシャールカーンに対し、ノーズハトゥは「三つの門についての言葉」を物語る。

### 三つの門についての言葉
人生の目的とは熱誠を発達させることであり、その道には三つの門がある。第一の門は「処世術」、第二の門は「行儀」と「修養」、第三の門は「徳の門」。
ノーズハトゥは博覧強記を発揮し、古今の逸話をひいて熱弁をふるう。聞いていた一同は感激し、そのまま婚礼をとりおこなう。ノーズハトゥはたちまち懐妊し、喜んだシャールカーンはオマル王へ書簡で報告する。
父王からの返書で双子が失踪したことを知ったシャールカーンは、娘を産みおとしたばかりの妻に報告しようとする。すると、赤子の首に宝玉が吊るされていることに気づいた。驚いて聞くと、妻は自分がオマル王の娘であることを明かす。シャールカーンもまた、自分が王子であることを告白する。なんと、兄妹が互いにそれと知らず、結婚してしまっていたのだ！これをかくすため、一度も同衾することなく離別して侍従長と結婚させたということにし、「運命の力」と名づけた娘をそこで養育させることにした。
オマル王から第二の飛脚がとどいた。老女に率いられた学識豊かな五人の乙女がルームからきており、これを購入するためにシャーム地方の年貢一年分が必要である。年貢をバクダードに送り届け、ついでに教養があるという汝の妻を当方に派せ、という。ノーズハトゥが侍従長とともに父のもとに向かい、事情を説明することにした。そのあいだ運命の力は、ダマスで大切に育てることになる。
ダウールマカーンがダマスを発ったのは同じ日のことで、隊列のあとについて旅をし、やがてバクダードにほど近い地で野営する。懐かしさに詩をうたうダウールマカーンの声に気づいたノーズハトゥは、宦官に命じて三度まで歌った男を探させる。姉弟は再会を果たし、互いにこれまでのことを告白する。このとき侍従長ははじめて自分の妻が王女であることを知った。
さらにバクダードに向かう一行の前に大軍があらわれた。これを率いる大宰相ダンダーンによると、オマル王は殺されたのだという。跡継ぎはシャールカーンと決まり、自分は迎えにゆく途中なのであるが、都にはダウールマカーンを推す勢力ものこっているらしい。侍従長がダンダーンに事情を説明すると、緊急会議がひらかれ、ダウールマカーンを新王に迎えることになる。王座につくと、ダウールマカーン王は父の死の事情をダンダーンに問うた。

### オマル・アル・ネマーン王崩御の物語ならびにそれに先立つ至言
オマル王が双子の失踪に心を痛めていると、人品卑しからぬ老女が5人の乙女を連れてあらわれた。王は彼女らがもっているという知識の披露をもとめ、5人の乙女と1人の老女は順々に古老の言葉を物語る。

#### 老女の言葉
感服した王は5人の処女を買い受ける相談をするが、老女は金では贖えない、ひと月断食せよと告げる。そして最初の10日が過ぎたらこの聖水を飲め、自分は「見えざる国の住人」に会いにいき、11日めの朝に現れる、といって立ち去った。11日め、聖水を飲んでいると老女があらわれ、バナナの葉にくるまれたジャムを渡し、21日めにこれを食べろと告げて立ち去った。そして21日めの朝、老女が再度あらわれる。
乙女たちを「見えざる国」に連れてゆき、潔めをうけさせて30日めに戻るだろう、ついては誰かをともに連れていき潔めをうけさせてもよい、という話に、王はサフィーアを連れてゆき、行方不明の子らを取り戻せるようはかってくれと申し入れた。老女は封印された盃をわたして30日めの朝に飲めといい、サフィーアを連れて立ち去った。しかし30日め、王はずたずたに切り割かれた肉片となって家臣どもに発見されたのである。残された盃には、アフリドニオス王の命を受けた災厄の母が、サフィーア王女を奪還しオマル王に復讐を果たした顛末の、勝利宣言メモが残されていた。
ダンダーンが語り終わると、ダウールマカーン王はさめざめと泣いたあと、はじめての御前会議の準備をはじめた。ダウールマカーン王はダマスから運んできた財宝をわけあたえ、次にシャールカーン宛に、力をあわせて弔い合戦をしようと手紙を書き、ダンダーンに届けさせた。ダンダーンがもどるあいだふたつの出来事があり、ひとつは風呂焚きが多大な栄誉に浴したこと、もうひとつは白人奴隷のひとりに手がついて、子を孕んだことである。やがてシャールカーンは軍をひきいてダウールマカーン王に合流した。兄弟のあいだにわだかまりはなかった。
ダウールマカーン軍は進撃を開始する。迎撃するのはアフリドニオス王とハルドビオス王の連合軍。アフリドニオス王は災厄の母を召し出して、策を聞く。災厄の母が提示したのは包囲作戦である。さらに、まずシャールカーンを亡き者にしようとし、ルカスという屈強の戦士に一騎討ちをさせる。しかしシャールカーンはこれを撃退した。一騎討ちが終わると乱戦になり、ダウールマカーン王は偽りの敗走の計をたてた。計略は図にあたり、キリスト教軍は壊滅した。
アフリドニオス王がコンスタンティニアに逃げ戻ると、災厄の母は五十の兵を借りて回教徒の商隊にばけさせ、自身はキリスト教徒に幽閉されているところを救出された聖人に扮し、兵たちに指示を与えてダウールマカーン軍に接触した。兄弟はすっかり信じてしまい、災厄の母は次のようなデタラメ話をした。

### 僧院の物語
わたしがルームを旅していると、キリスト教僧院のマルトナという僧侶の罠にかかり、僧院に幽閉されてしまった。わたしを憎み餓死させるつもりだったのだが、僧院にはタマシルという美少女がいて、ひそかにパンを運んできてくれたため生き残ることができた。わたしはそこで五年すごし、このたび隊商によって救助されたわけだが、そのあいだにタマシルは絶世の美女に成長しており、また、僧院には多くの財宝が残されている。ぜひわたしを案内者として美女と財宝を手に入れるべきである。
災厄の母の言うがまま、全軍を侍従長にまかせて進軍させ、ダウールマカーン、シャールカーン、大臣ダンダーンの3人が百の精兵を率いて僧院に向かうことになる。災厄の母は百騎の切り離しに成功したことをすぐにアフリドニオス王へ知らせ、一万騎の兵を派遣させる。兄弟たちは僧院へ攻め込みすぐに陥落させるが美女タマシルはおらず、しかたなく立ち去ったところを敵兵に囲まれてしまった。災厄の母は言葉たくみに決戦させるよう誘導し、回教徒勢は鬼神のごとき働きをみせるが、1日目の戦闘が終わると45人に減っていた。
本軍に救援を求めてくるといって、災厄の母は姿を消す。次の日には10人を残すのみとなったが、なおも洞穴にたてこもって抵抗する。手をやいたキリスト教軍は、火攻めをしかける。いぶり出された3人はついに捕虜になってしまうが、隙を見て脱出し、森にひそんで「アッラー・アクバル！」と何度も叫ぶと、大軍がせめてきたと勘違いしたキリスト教軍はパニックに陥いる。そこへ救援軍が到着。兄弟たちはこれを指揮し、パニック状態のキリスト教軍に襲いかかってこれを殲滅する。
コンスタンティニアに向かうと、今度は災厄の母があらわれて本軍の急をつげる。いそいで向かうと、ちょうど侍従長が敗走してくるところであった。もちろんこれも災厄の母の計略である。王たちへの救援兵を割いて手薄になったことをアフリドニオス王へ知らせて総攻撃をかけさせたのだ。軍をたてなおして進撃すると、アフリドニオス王がシャールカーンに一騎討ちを挑んできた。シャールカーンは勇んで受けてたち、1日目は両者互角に戦う。しかし2日目、だまし討ちにあって負傷してしまった。
怒ったダウールマカーン王はアフリドニオス王に一騎討ちをしかけ、怒りにまかせてその首をうつ。それを期に回教徒軍はキリスト教軍に襲いかかり、これを殲滅した。これに顔色をかえた災厄の母は、療養中のシャールカーンとふたりきりになるチャンスを待つ。そして災厄の母は、シャールカーンが眠っているあいだに首をかき、おのれの計略をあかしてさらにダウールマカーンとダンダーンの首もとると宣言したメモを残して立ち去る。シャールカーンの遺体を発見したのは、これまでずっと謎の聖人を疑っていた大臣ダンダーンだった。
ダウールマカーン王は兄の死を悲しみ、長いあいだ何も手につかなかったが、長男カンマカーンの誕生を知らせる手紙が届くと、やっと行動を開始する。シャールカーンの喪明けを終わらせると、ダウールマカーン王は大臣ダンダーンに、心楽しい物語をするように命じる。

### アズィーズとアズィーザと美わしき王冠太子の物語
ペルシアの都市のうちに「緑の都」という都があり、公正寛大で人民に愛される王スライマーン・シャーが治めていた。しかし王には妻子だけがなく、大臣にそのことを相談すると、「白い都」のザハル・シャー王に美しい娘がいるという。スライマーン・シャー王は大臣を派遣して輿入れを申し入れることにする。ザハル・シャー王はこころよく受け入れ、娘を送り出した。婚礼ののち女王はすぐにみごもり、産みおとされた子は「王冠」と名づけられた。
王冠太子は立派な美丈夫に成長した。あるとき狩りに出かけると、野営地に大きな隊商が同宿しているのを知る。そのうちにアズィーズという美しい若者がいたのだが、彼の顔には深い悲しみがきざまれている。わけを聞く王冠太子に、アズィーズは二枚のカモシカが刺繍された布切れをみせ、不思議な物語をする。

#### 美男アズィーズの物語
わたしの父は豪商で、亡くなった叔父の娘アズィーザはわたしの許婚者だった。所定の年齢に達し、婚礼を行うことになった日のこと。祈祷に行って汗をおさえかねたわたしがうずくまっていると、頭上の窓から美しい女がハンカチを落としてくれた。女は不思議な合図をすると姿をかくしてしまったが、すっかり心をうばわれたわたしは、婚礼を放っておいて日暮れまでそこでずっと待っていた。夜になると、客たちはみんな帰っており、父は婚礼を一年延期したらしい。アズィーザにすべてを正直に話すと、彼女はけなげにも女の合図の謎解きをし、力添えをすると言ってくれる。
二日後、再度女のもとへ行くが、またしても謎めいた仕草をして姿を隠してしまった。帰るとアズィーザは泣きはらした様子だったが、またしても謎解きをしてくれる。その言葉に従って五日後にまた女の家に行くが、女は姿をみせなかった。むなしく帰ったわたしは、またも泣き暮らしていたらしいアズィーザを、つっけんどんに突き飛ばす。
アズィーザの助言により次の日も女の家に行くと、またも謎かけをして姿を消した。悲しみにくれる従姉妹は、それでもわたしに知恵をさずけ、女に会ったら言えという詩をさずける。
次に女の家にいくと戸が開いており、ご馳走が用意されていた。数時間待っても誰もこず、空腹に耐えかねてご馳走を食べると、睡魔に襲われて眠ってしまう。次に気がつくと朝になっており、わたしの腹の上には塩と炭がのせられていた。帰って歎きのふちにいるアズィーザに報告すると、それは眠ってしまったことを責めるしるしだという。
今度は絶対に眠るなと言われたのだが、やはり睡魔に勝てず眠ってしまった。翌朝わたしの腹にはいくつかの品が置かれ、そのわきに一振りの小刀が会った。それは、こんど眠ったらお前の首をかく、というメッセージだという。そこでアズィーザは、昼のあいだわたしを眠らせ、食物を与えたのちに送り出した。その甲斐あって、わたしはやっと女と本懐を得ることができた。次の朝、女は「樟脳と水晶の島々」の王女が作ったという、カモシカが刺繍された布切れをわたしに渡した。
帰るとアズィーザは病にふせっており、あの詩は伝えたかと問いただす。忘れていたわたしは、次の日間違いなく女に伝えると、女は返詩を送った。帰宅するとアズィーザはかなり悪い様子だったが、さらに二節の詩をさずける。それを女に伝えると、彼女はこの詩を詠んだものはすでにこの世にいない、と告げた。はたしてアズィーザは、その日みまかっていたのである。
母親はわたしを責め、アズィーザが遺したメッセージを伝える。「いかばかりか死は快く、裏切りにまさるものぞ！」という一文を言うように、と。さらにアズィーザは、わたしが本心から彼女の死を悼んだときに渡すようにと、ひとつの品を母親に託したという。
わたしがアズィーザのメッセージを伝えると、女は、その言葉によりお前はわたしの破滅の企みをのがれることができたのだ、と言った。さらに、わたし以外の女に目を向ければ同じ運命になるだろう、なぜならお前に知恵をさずける女はすでにこの世にないのだから、と。それからわたしと女は蜜月の日々を送ったのである。
あるとき老婆に手紙の代読を頼まれたわたしは、その家の娘に目をうばわれたすきに監禁されてしまう。娘は、自分と結婚する以外に「あばずれダリラ」からのがれるすべはない、と言った。そして、「あばずれダリラ」の手に落ちながらまだ生きているのはなぜかと問う。わたしがアズィーザの話をすると納得した様子であったが、その後公証人をまじえて正式な婚礼をむりやりとりおこなう。
翌朝立ち去ろうとするが、この家の門はまる一年後にしか開かないという。しかたなく一年すごし、次の日までには帰るという約束で外に出ると、ダリラの家の前に通りかかった。わたしが消えたことを悲しんでいたダリラに、これまでのことをすべて話すと、ダリラはわたしが結婚したことに激怒する。彼女はわたしを殺すつもりだったが、「いかばかりか死は快く、裏切りにまさるものぞ！」と叫ぶとひるみ、命のかわりにわたしの男根を切り落とした。その後妻の家に帰るが、不具になったことを知ると妻はわたしを放り出してしまう。しかたなくわたしは母の元へもどった。
母は父の死を告げた。そして、アズィーザに対するわたしの悔恨の情をみてとると、彼女が遺した品物を渡す。それはカモシカが刺繍された二枚目の布切れだった。布切れにはメモがはさまれており、これは「樟脳と水晶の島々」の王女セット・ドリアから譲られたものであり、不幸に耐えがたいときは王女を訪ねるとよい、という。そこでわたしは、隊商にまじって旅に出ることにした。
「樟脳と水晶の島々」につき、セット・ドリアの美貌に目を奪われたわたしだが、しかし不具の体ではどうすることもできない。わたしは深く絶望し、帰国の途について、この「緑の都」に入ったのである。

#### ドニヤ姫と王冠太子の物語
アズィーズの話を聞いた王冠太子はドニヤ姫に想いをかけた。スライマーン・シャー王は姫を后にむかえるため使者を出すが、姫は結婚を忌み嫌っている。王冠太子は商人に扮してアズィーズと大臣とともに緑の都に入り、店を開くことにした。やがて店に買い物に来た姫の乳母だった老婆は、ひとめで若く美しい太子のファンになり、彼女を介して姫と文通をはじめる。しかし姫のツンぶりはかたくなで、いっこうにデレない。聞くと男嫌いの原因は、いやな夢をみただけらしい。大臣の計略で夢と正反対の場面をみせると、姫の憑きものはすっかり落ち、タイミングよく姿をみせた太子の姿に、逆にひとめぼれしてしまう。老婆の手引きで落ち合ったふたりは、寝食を忘れて蜜月をすごす。
太子の姿が消えたため死んだと勘違いした大臣らが帰国して報告すると、スライマーン・シャー王は軍勢を率いて攻め込んだ。姫と姦通していた太子を名乗る男を処刑しようとしていたドニヤ姫の父王は、それによって太子が本物であると知る。ふたりは正式に結婚し、アズィーズら関係者は手厚く遇された。

### ダウールマカーン王の崩御
ダンダーンの話を聞きおわったダウールマカーン王は、その進言を聞いていったんバクダードへ戻る。ダウールマカーン王は帰国した都で体調を崩し、カンマカーンに王位を譲って崩御した。

### ダウールマカーンの王子、若きカンマカーンの冒険
しかし侍従長が国を簒奪する。カンマカーンと運命の力は幽閉されたが、美しく成長したふたりは互いに惹かれあい、密会を重ねる。それが発覚し侍従長の立腹を知ると、カンマカーンは力を得てふたたび戻ることを期して旅にでた。恋人ネジマとの結婚資金を求めてさまよっていたベドウィン人サバーを従者にし、アフリドニオス王から盗み出された駿馬カートゥルを得て戦いをかさね、多くの奴隷や家畜を手に入れる。そして二年ほどたったとき、大臣ダンダーンがクーデターをおこして侍従長を捕らえたという知らせが入った。凱旋したカンマカーンは運命の力を后とし、いまやルームの摂政となっている災厄の母を討伐する軍をおこそうとする。するとそこへ、カイサリアの新王ルームザーンがとつぜん現れた。彼はアブリザ姫が最期の力で産み落としたオマル王の忘れ形見である。ハルドビオス王のもとで育ちながらも、侍女珊瑚の教育により回教徒になっていたのだ。王たちは共謀して老婆を呼び出し、ついに災厄の母を捕らえて処刑した。

## 鳥獣佳話（第146夜 - 第151夜）

### 鵞鳥と孔雀の夫婦の話
- バートン版「鳥と獣と大工の物語(第146夜‐第147夜)」
- 東洋文庫版「鳥獣と人間との物語(第146夜‐第147夜)」

ある孔雀の夫婦の所に、鵞鳥が一羽逃げてきた。聞くと「私はある夜、夢で『人間に注意せよ』と聞き、やみくもに逃げ出したところ、若いライオンに会った。そこへ人間から逃げ出したロバ、馬、ラクダが次々来て、口々に人間の怖さをライオンに話して逃げていった。そこへ人間が来て、ライオンは罠にかかって殺され、私は恐怖のあまり、ここまで逃げて来ました。」と鵞鳥は言った。そこに信心深い牡鹿が来た。牡鹿と孔雀の夫婦は毎日神に祈りを捧げたが、鵞鳥は忘れることがあった。ある日、人間が来て、牡鹿と孔雀の夫婦は逃げることができたが、鵞鳥は捕まり、食べられてしまった。

### 羊飼いと乙女の挿話
- バートン版「隠者の話(第147夜‐第148夜)」
- 東洋文庫版「聖者と鳩との物語(第147夜‐第148夜)」

ある国に、信仰心の厚い羊飼いがいたが、あるとき、神が信仰心を試そうと、天使に羊飼いを誘惑するように命じた。天使は若く美しい女の姿になり、羊飼いを誘惑するが、羊飼いは誘惑に負けず、信仰心を示した。

### 亀と漁師鳥の話
- バートン版「水鳥と亀の物語(第148夜)」
- 東洋文庫版「水禽とカメとの物語(第148夜)」

漁師鳥が獲物を探していると、禿鷹が見えたため、遠くへ逃げた。そこで亀と友達になり、互いに出会えたことを神に感謝した。

### 狼と狐の話
- バートン版「狼と狐の話(第148夜‐第150夜)」
- 東洋文庫版「狼と狐との話(第148夜‐第150夜)」

狼は狐を奴隷扱いし、いつも横暴に振舞っていた。ある日、狐は葡萄畑に人間が作った落とし穴を見つけ、狼を誘い出し、穴に落とした。狼は助けを請うが、狐は助けず、「鷹が鷓鴣を襲ったが、巣穴に逃げられ捕まえられなくなった。鷹は餌をあげると鷓鴣を騙し、巣穴から出たところを捕まえ食べるが、鷓鴣は自分の肉が毒になるようと呪い、鷓鴣も鷹も死んだ。」という「鷓鴣と鷹の話」をした。狼が助けてくれたら助言者になると言うと、狐は「自分の病気が治せない医者の話」をし、穴から自力で脱出できない狼の助言など役に立たないと言った。さらに、「蛇を助けて蛇に咬まれて死んだ人の話」、「子供を虐待すれば、恨みを抱き、大人になったときに復讐されても不思議ではない」と話し、大声を出して人を呼び、集まった人が狼を見つけ狼を殺すのを遠くから見ていた。

### 小鼠と鼬（いたち）の話
- バートン版「二十日鼠と猫いたちの話(第150夜)」
- 東洋文庫版「ネズミとイタチとの物語(第150夜)」

鼬（いたち）は胡麻の皮を剥く女の家で胡麻を一皿見つけ、腹いっぱい食べた。そして盗みの罪をなすりつけるため、小鼠に皿に胡麻が残っていることを教え、食べに行くようにそそのかした。小鼠は鼬の計略に気づかず、胡麻を食べているところを女に見つかり、胡麻を全て食べたと思われて殺されてしまった。

### 烏と麝香猫の話
- バートン版「猫と烏の話(第150夜)」
- 東洋文庫版「カラスと猫との話(第150夜)」

烏と麝香猫が森で話をしていると、虎の鳴き声が聞こえた。烏は木の上に逃げたが、麝香猫は逃げ場に困り、烏に助けを求めた。烏は羊飼いの犬を何匹もけしかけ、森に誘導した。森に犬が増えたため、虎は森から出て行った。こうして烏は麝香猫を救った。

### 烏と狐の話
- バートン版「狐と烏の話(第150夜‐第152夜)」
- 東洋文庫版「狐とカラスとの話(第150夜‐第152夜)」

ある所に獲物をとれないほど年老いた悪い狐がいて、食べ物がなくなったので自分の子供と妻を食べた。狐は近くにいた烏を手下にして食料を持って来させようと、話しかけた。烏は警戒したので、狐は「蚤が人から追われていたのを小鼠が巣穴にかくまい、小鼠が家の主人から金貨を盗めるよう、蚤が家の主人を刺しまくり水浴びをさせた」という「蚤と子鼠の物語」をして、異種族の動物間の友情を説いた。しかし、烏は「若い頃横暴だった禿鷹が、年老いて獲物を取れなくなり、若い頃の横暴さのため、誰からも軽蔑された」という「禿鷹の話」をして狐の本当の目的を言い当てた。また「大鷲が子羊をさらって行ったのを見た雀が、大きな羊をさらおうとしたが、羊を持ち上げることができず、逆に羊の毛が足に絡まって動けなくなり、羊飼いに殺された」という「雀の話」をして、年老いた狐が、元気な烏と対等の関係を築こうとするのは、雀のように僭越だと言った。狐は烏を手下にするのをあきらめて、去っていった。

## 美しきシャムスエンナハールとアリ・ベン・ベッカルの物語（第152夜 - 第169夜）
- バートン版「アリ・ビン・バッカルとシャムス・アル・ナハルの物語(第153夜‐第170夜)」
- 東洋文庫版「アリー・ビン・バッカールとシャムス・ウン・ナハールとの物語(第153夜‐第170夜)」

ある日、バグダードのアバールハサン・ベン・ターヘルという商人の店に、シャムスエンナハールという教王（カリーファ）ハールーン・アル・ラシード）の美しい側室が来て、ペルシャ王の末裔でアバールハサンの親友の美しい王子アリ・ベン・ベッカルと出会ってしまい、2人は互いに一目惚れしてしまった。アバールハサンとアリ・ベン・ベッカルはシャムスエンナハールの女奴隷の手引きで宮殿に忍び込み、アリ・ベン・ベッカルはシャムスエンナハールと再会を果たした。そこに教王が来たので、アバールハサンとアリ・ベン・ベッカルは見つからぬよう逃げ出した。
アリ・ベン・ベッカルとシャムスエンナハールは、会えない恋のつらさから病気になった。アバールハサンは教王の怒りを買うことを恐れ、全財産を換金し、後事をアミンという友人に託しバスラに逃げた。アミンとシャムスエンナハールの女奴隷は連絡を取り、アミンの別邸でアリ・ベン・ベッカルとシャムスエンナハールを再会させる計画を立て、シャムスエンナハールは成功すればアミンに女奴隷を与えることを約束した。
計画は成功し、アリ・ベン・ベッカルとシャムスエンナハールはアミンの別邸で再会した。しかしその夜強盗が入り、別邸の財宝と2人をさらって行った。翌朝、アミンの所に盗賊の男が来てアミンを盗賊の隠れ家に案内し、2人が何者かを聞き、シャムスエンナハールが教王の側室と知ると、2人を解放した。しかし、そこに警吏隊が来てシャムスエンナハールを宮殿に連れ帰った。
2人は会えない恋のつらさから病気がますます重くなった。アミンのところに女奴隷から、教王が気付いたのですぐ逃げるようにとの連絡が入り、アミンは病気のアリ・ベン・ベッカルとともに町を逃げ出すが、野盗に襲われ、全財産を奪われた。アリ・ベン・ベッカルは失意のうちに死んだ。シャムスエンナハールも病が重くなり死んだ。アミンと女奴隷はアリ・ベン・ベッカルとシャムスエンナハールの墓を隣同士にし、埋葬した。

## カマラルザマーンとあらゆる月のうち最もうるわしい月ブドゥール姫との物語（第170夜 - 第236夜）
- バートン版「カマル・アル・ザマンの物語(第170夜‐第249夜)」
- 東洋文庫版「カマル・ウッ・ザマーンの物語(第170夜‐第249夜)」

ハーレダーンという国の国王シャハラマーンには美しい一人息子の王子カマラルザマーンがいたが、15歳になっても女性に興味が無く、結婚を拒否していた。一方、遥か遠くのエル・ブフールとエル・クスールの国王ガイウールには美しい一人娘の王女ブドゥールがいたが、男性に興味が無く、近隣の王子の求婚を断り続けていた。
ある日、ハーレダーンの国王は結婚を拒否し続けるカマラルザマーンを懲らしめるため、古い塔に閉じ込めた。その塔は古代ローマの塔で、その塔の井戸には魔王ドムリアットの娘の女鬼神（イフリータ）マイムーナが住んでいて、夜カマラルザマーンが眠った後、彼を見て美しさに感動した。そこに鬼神シャムフラシュの息子ダハナシュが現れ、カマラルザマーンよりブドゥール姫の方が美しいと言ったため、言い争いになり、ブドゥール姫を連れて来て見比べることになった。
鬼神ダナハシュが空を飛び眠っているブドゥール姫を連れて来てカマラルザマーンの隣に寝かせると、2人は同じ顔をしていて、優劣がつかなかった。そこで、魔王アブー・ハンファシュの子孫の鬼神ハシュカシュ・ベン・ファフラシュ・ベン・アトラシュに仲裁を求めたところ、片方を起こし、より相手に惚れた方を負けとすることになった。まず、カマラルザマーンを起こしたところ、寝ているブドゥール姫をたちまち好きになるが、父王シャハラマーンの計略と思い、指輪を交換したのみで一線を越えず朝まで我慢することにした。次にブドゥール姫を起こしたところ、寝ているカマラルザマーンをたちまち好きになり、処女を捧げた。勝負はカマラルザマーンの勝ちとなった。鬼神ダハナシュはブドゥール姫を寝かせガイウール王の宮殿に連れ帰った。翌朝、カマラルザマーンとブドゥール姫は、指輪と処女の血のため夢ではないと知り、それぞれの国で相手を探すが、誰も知らないため、狂人扱いされた。
ガイウール王は「ブドゥール姫の狂気を治した者は結婚を許し国王にする。しかし、治せなかった者は姫を見た以上殺す。」とお触れを出したが、誰も治せなかった。ブドゥール姫の乳母の息子マルザワーンは事情を知り、姫の恋人を探す旅に出た。1か月の旅の後、タラーフという町に着くと、カマラルザマーン王子の不思議な話の噂を聞き、陸路で6か月か、海路で1か月のところにあるハーレダーン国に王子がいることを知り、海路で旅立った。船は難破したがハーレダーン国に着き、カマラルザマーン王子にブドゥール姫の国を知らせた。カマラルザマーン王子は旅立ち、無事ブドゥール姫と再会し、二人はすぐさま結婚した。
結婚後しばらくして、カマラルザマーンは残して来た父王が気がかりになり、ブドゥール姫を連れてハーレダーンに帰ることにした。旅のテントの中で寝ているブドゥール姫の体を触っていると、体の中に紅瑪瑙の魔法のお守りがあるのを見つけたが、それを鳥に取られてしまった。カマラルザマーンは一人、取り返すために鳥を追いかけるが、11日追いかけて、ある港町で鳥を見失ってしまった。その町はキリスト教徒に征服された町で、イスラム教徒は庭師一人しかいなかった。カマラルザマーンは帰る道が分からず、港にイスラムの船が来るまで庭師の手伝いをして待ち続けた。
一方、ブドゥール姫はカマラルザマーンが消えたことと紅瑪瑙のお守りがなくなったことを知り悲しんだが、従者の反乱を恐れ、顔がカマラルザマーンと同じことを利用し、男装してカマラルザマーンを演じ、側近の女奴隷にベールをさせてブドゥール姫を演じさせ、旅を続け黒檀の島に着いた。黒檀の島の国王アルマノスと会った男装のブドゥール姫は、国王に気に入られ、国王の美しい一人娘のハイヤート・アルヌフース姫との結婚を申し込まれ承諾した。ブドゥール姫はハイヤート・アルヌフース姫に自分が女であることを打ち明け、秘密を守ることを約束させ、鳥の血を処女の血と偽り、アルマノス王を騙した。アルマノス王は喜び、王位をブドゥール姫に譲った。
カマラルザマーンは、いつまでも来ないイスラムの船を待ち続けた。ある日、鳥同士が戦うのを見つけ、死んだ方の鳥を見ると、あの紅瑪瑙のお守りが見つかった。そして、庭仕事をしていると地中に埋もれた階段を見つけ、その階段を降りると20個の金の詰まった甕を見つけたので、庭師と折半することにした。その日、黒檀の島へ行くイスラムの船が入港したのを知り、甕の上の方にオリーブを詰め、オリーブの甕として船に載せた。紅瑪瑙は甕の一つの底に隠し、その甕にはカマラルザマーンと名前を彫った。しかし、庭師が急死したため、船の出港に間に合わなくなってしまった。
船は黒檀の島に入港し、男装のブドゥール姫は好物のオリーブの甕を全て買った。甕に紅瑪瑙とカマラルザマーンの名前を見たブドゥール姫は、急いで船長にカマラルザマーンを連れて来るよう命じ、船長はキリスト教徒の町からカマラルザマーンを連れ帰った。カマラルザマーンは、男装のブドゥール姫に気付かず戸惑うが、ついに気付き、ブドゥール姫を第1の正妻、ハイヤート・アルヌフース姫を第2の正妻とし、また父王シャハラマーンにも自分の無事を伝え、幸せに暮らした。
- 類似の話:大臣ヌーレディンとその兄大臣シャムセディンとハサン・パドレディンの物語
- 類似の話:美しきズームルッドと「栄光」の息子アリシャールとの物語

## 「幸男」と「幸女」の物語（第237夜 - 第248夜）
- バートン版「ニアマー・ビン・アル・ラビアとその奴隷娘ナオミの話(第237夜‐第247夜)」
- 東洋文庫版「ニイマ・ビン・アル・ラビーとその女奴隷ヌウムとの話(第237夜‐第247夜)」

昔、クーファの町に「春」氏というの豪商がいた。ある日、春氏に男の子が生まれ、その子は「幸男」と名づけられた。春氏は、奴隷市場で、生まれたばかりの女の子をつれた女奴隷「栄え」を買い、女の子を「幸女」と名づけ、幸男の妹のように育てた。幸男も幸女も美しい若者に育ち、二人が12歳になったとき、二人は結婚した。
4年後、クーファの太守ベン・ユーセフ・エル・テカフィは、16歳になった幸女の美しさを聞き、誘拐して教王（カリーファ）アブドゥル・マリク・ビン・マルワーンに献上しようと、老婆を雇った。老婆は祈祷者の振りをして春氏の家に入り込み、幸女を家の外に誘い出して誘拐した。幸女は教王に献上されたが、あまりに泣くので、教王の妹セット・ザヒアは不憫に思い介抱した。しかし、幸女は何日経っても泣くばかりで病気になってしまった。
一方、幸男は幸女を捜すが、まったく見つからなかった。ペルシャ人の学者に占ってもらうと、幸女はダマスにいると出たので、幸男とペルシャ人学者はダマスに行き、そこで医者を始めた。医者は大評判となり、ある日、後宮の老婦人が相談に来たが、それは幸女の病気のことであった。幸女が後宮にいることが分かったので、幸男は老婦人の手引きで女装して後宮に忍び込んだが、部屋を間違え、セット・ザヒアに見つかってしまった。親切なセット・ザヒアは事情を聞き、幸男を幸女に合わせてくれた。そこに教王が入ってきた。
セット・ザヒアは教王に「昔、ある国で兄妹のように育てられた子どもが大人になり結婚したが、妻はさらわれ王の後宮に献上された。夫は妻を捜し後宮に忍び込んだが、王に見つかり、2人とも処刑されてしまった。この話の王の行為をどう思うか」と尋ねた。教王が「その王の行為は軽率である。」と言ったので、セット・ザヒアは事情を話し、後宮に忍び込んだ幸男を許すよう教王に頼んだ。教王は幸男を許し、幸女を幸男に返し、褒美を与えた。またペルシャ人学者を侍医に任命した。幸男と幸女はクーファに帰り、幸せに暮らした。

## 「ほくろ」の物語（第250夜 - 第269夜）
- バートン版「アラジン・アブ・アル・シャマトの物語(第249夜‐第269夜)」
- 東洋文庫版「アラーッ・ディーン・アブーッ・シャーマートの物語(第249夜‐第269夜)」

昔、カイロの町に、シャムセッディーンという名の町一番の豪商がいたが、結婚後40年たっても子どもができず、夫婦仲が悪くなっていた。シャムセッディーンは「胡麻」という遊び人の仲買人に相談したところ、胡麻はシナ産蓽澄茄（ひつちょうか）の煮詰めた菓糖2オンス、イオニア産大麻の濃いエキス1オンス、生の丁子1オンス、セレンディプ産赤い肉桂1オンス、マラバル産白い小荳蔲（しょうずく）10ドラクム、インド産生姜5ドラクム、白胡椒5ドラクム、唐辛子5ドラクム、インド産大茴香（ういきょう）の星型の漿果（しょうか）1オンス、立麝香草（たちじゃこうそう）半オンス、蜂蜜、麝香5粒、魚卵1オンスから秘薬を作り、シャムセッディーンがそれを服用したところ、たちまち妻が妊娠した。生まれた男の子は、両頬と左の尻にほくろがあったので、「アラエッディーン・ほくろ」と名づけられた。両親は邪視を恐れ、ほくろを地下室に住まわせ、一流の学者にあらゆる学問を教えさせた。
ほくろが14歳になったとき、シャムセッディーンは、世間で跡継ぎがいないと思われていて、死んだ場合財産を国に取られかねないことを恐れ、ほくろを表に出すことにした。お披露目の会で、「両刀使いのマハムード」はほくろに目を付け、子どもたちを使いほくろに旅の経験がないことをからかわせ、旅に出るよう仕向けた。ほくろは旅を決意し、両親に無理を言って隊商を組んでもらった。シャムセッディーンはラクダ曳きの親方カマル老人に旅の安全を託した。
ほくろの隊商がカイロを立つと、両刀使いのマハムードもすぐに隊商を組んで後を追いかけ、ほくろに言い寄ったが、カマル老人はマハムードの魔手からほくろを守った。一行はダマス、アレプと商売の旅を続けたが、アレプを立った後、両刀使いのマハムードは、ほくろを宴会に誘い、ほくろはカマル老人の反対にもかかわらず、宴会に行った。宴会のテントで、両刀使いのマハムードがほくろにキスをしようとし、言い寄ったため、ほくろはあわてて逃げ帰った。ほくろは驚き、一刻も早く両刀使いのマハムードから離れようと、カマル老人の反対にもかかわらず、他の隊商と別れ、自分の隊商だけバグダードに向け出発した。バグダードまであと少しという所まで来たとき、ほくろは「美しい朝のバグダードを見たい」とバグダードの外に野営すると言い出し、カマル老人の「ここは犬の谷という盗賊の出る場所なので、一刻も早くバグダードに入るべきだ」という忠告も聞かず、野営した。隊商は盗賊に襲われ、ほくろ以外全員が殺された。失意のほくろは一人バグダードに逃げ延び、市内の泉の所で眠った。ほくろは両刀使いのマハムードに助けられたが、夜になると再び逃げ出した。
ほくろが夜のバグダードをさまよっていると、「解除人」を探している男とその父に出会った。解除人とは、夫が妻を離婚した場合、2回目まではすぐに復縁できるが、3回目の離婚の場合は一旦妻が別の男と結婚し一夜を過ごしてその男と離婚しない限り復縁できないというイスラムの教えに従い、3回目の離婚の後一時の夫となる者のことであった。ほくろは解除人を引き受け、男の元妻のゾバイダと一夜を過ごすことになったが、互いに本当に好きになってしまい、翌朝離婚をしないと言い出した。違約金の1万ディナールを払わなければならないことになったが、法官(カーディー)は若い男が好きだったため、ほくろが流し目を使うと、違約金の支払いを10日待ってもらえることになった。ほくろは、10日の猶予期間を、金の当てもないまま、ゾバイダと愛し合い過ごした。
そんな中、ある夜ゾバイダが歌を歌っていると、修道僧に変装した教王（カリーファ）ハールーン・アル・ラシードと大臣ジャアファル・アル・バルマキー、御佩刀持ちマスルール、詩人アブー・ヌワースの4人組が歌に誘われやって来て、事情を聞き「1万ディナールを渡してあげよう」と言い、宴を楽しみ翌朝去って行った。しばらくすると、アビシニアの少年サリームに率いられた隊商が、シャムセッディーンからの手紙と5万ディナール分の商品とゾバイダへの贈り物を持って現れた。手紙には、違約金1万ディナールが払えるよう、父シャムセッディーンが隊商を遣わしたと書いてあった。ほくろは違約金を払ったが、元夫はゾバイダを失った悲しみで死んでしまった。
その夕方、再び教王に率いられた4人組が修道僧に変装してやって来た。ほくろは、1万ディナールを渡してくれなかったので不機嫌であったが、ゾバイダは歌を歌い宴を盛り上げた。詩人アブー・ヌワースはほくろに、カイロまで45日かかるのに、なぜ隊商がすぐに来たと思うかと尋ね、あの隊商は実は教王の遣わしたものだったと悟らせた。教王はほくろを重用し、バグダードの商人の会頭にし、さらに、掌酒子の長、内務卿と昇任させた。ほくろは、任務を忠実に果たした。
ある日、教王は、ほくろに女奴隷を贈ることにし、ジャアファルに奴隷を買ってくるように命じた。ヤサミーン（ジャスミン）という女奴隷が競売に掛けられたとき、カーレドという名の貴族の息子で14歳になる「ぶくぶくでぶ」という醜い肥満の子と、ジャアファルが競り合いになり、ジャアファルが競り勝ち、ヤサミーンはほくろのものとなった。
「ぶくぶくでぶ」があまりに悲しんだため、「ぶくぶくでぶ」の母は、ヤサミーンを奪い取ることを考え、老婆を雇った。老婆は「蛾のアフマード」の母で、牢にいる蛾のアフマードを助けてくれたらヤサミーンを奪うと言った。貴族カーレドは教王に蛾のアフマードを助けることを願い出、教王は蛾のアフマードを警察長官に任命した。
蛾のアフマードは、教王の宝物である琥珀とトルコ石を連ねた数珠、ルビーの柄頭の剣、玉璽、黄金のランプの4品を盗み、黄金のランプは自分の物にし、残り3品はほくろの屋敷に埋めた。宝がなくなったことに気付いた教王は激怒し、警察長官の蛾のアフマードに宝の捜索を命じた。宝の内3品はほくろの屋敷で見つかり、ほくろは捕らえられ、死刑になるが、警吏の長が、別の死刑囚をほくろの替え玉にし、ほくろをアル・イスカンダリア（アレクサンドリア）に逃がした。ほくろの妻ゾバイダは警吏の長にかくまわれるが、女奴隷ヤサミーンは貴族カーレドのものとなり「ぶくぶくでぶ」に与えられるが、「ぶくぶくでぶ」との関係を拒み、台所係の女奴隷となった。
ヤサミーンはほくろの子を身ごもっており、生まれた子は男の子でアスラーンと名づけられた。アスラーンが2歳のとき、カーレドは美しいアスラーンを気に入り養子とし、一流の学者につけ大切に育てた。アスラーンが14歳のとき、酒場で蛾のアフマードと偶然出会い、黄金のランプを持っているのを見た。アスラーンは教王と話す機会を得て直訴し、教王が蛾のアフマードを調べさせると黄金のランプが見つかったので、蛾のアフマードは死刑になった。警吏の長は、実はほくろはアル・イスカンダリアで生きていると教王に申し上げたので、教王はほくろを連れてくるよう言った。
アル・イスカンダリアに行ったほくろは、ある店を買い取り、商売を始めたが、その店の棚に紅瑪瑙のお守りがあった。ある日、ある船長がその紅瑪瑙のお守りを10万ディナールで買うことになり、ほくろは代金を受け取りに船まで行ったが、そのまま船は出港し、キリスト教国のジェノアに行ってしまった。ほくろは教会の下働きをすることになるが、教会にジェノアの国王の娘であるホスン・マリアム王女が来て、紅瑪瑙は王女のものであり、魔法でほくろの美しさを知り、ほくろに会うために魔法の力でほくろをジェノアまで引き寄せたと言った。ほくろが帰りたいと言うと、マリアム王女は魔法の空飛ぶ寝台を出し、2人は寝台に乗って一瞬でアル・イスカンダリアに着いた。そこに警吏の長が来たので、3人で空飛ぶ寝台に乗り、途中カイロに寄り、父シャムセッディーンと母を乗せ、5人でバグダードに着いた。
ほくろは教王から許され、重職を得た。ほくろは、このような不思議の原因となった両刀使いのマハムードに感謝し、警察長官に任命した。ほくろは、ゾバイダ、ヤサミーン、ホスン・マリアムの3人の妻に囲まれ、幸せに暮らした。
- 類似の話若者ヌールと勇ましいフランク王女の物語

## 博学のタワッドドの物語（第270夜 - 第287夜）
- バートン版「アブ・アル・フスンと奴隷娘のタワッズド(第436夜‐第482夜)」
- 東洋文庫版「女奴隷タワッドゥドの物語(第436夜‐第482夜)」

昔、バグダードに豪商がいたが、一人息子アブール・ハサンを残して死んだ。アブール・ハサンは父の死後、財産を使い果たし、残ったのは美しい女奴隷タワッドドだけになった。
タワッドドはアブール・ハサンに、教王（カリーファ）ハールーン・アル・ラシードに自分を1万ディナール以上で売るように言った。アブール・ハサンがタワッドドを教王の前に連れて行くと、タワッドドは自分の知識の優れていることを教王に言ったため、教王は一流の学者を集め、タワッドドの知識を試すことになった。
タワッドドは、コーランの読誦者、神学者、コーラン学者、医者、天文学者、哲学者、賢人イブラーヒーム・ベン・サイアルと順次、問答を行い、タワッドドは相手の問いには全て答えたが、相手はタワッドドの問いには答えられず、問答は全てタワッドドの勝ちとなった。教王は喜び、1万ディナールを与え、タワッドドに後宮に入るか、アブール・ハサンの元に帰るかを聞くと、タワッドドは帰ることを希望したので、教王は許し、さらに5千ディナールを与え、2人は幸せに暮らした。

## 詩人アブー・ヌワースの事件（第287夜 - 第290夜）
教王アル・ラシードは、ある日宮殿内の小屋にすばらしい美女がいるのを知る。聞いてみると彼女は、教王の息子が彼に贈ろうとしていた女だったが、寵姫セット・ゾバイダの妨害で黒人宦官のもとにやられてしまったのだという。教王は詩人アブー・ヌワースに相談しようとして呼び寄せるが、アブー・ヌワースは飲み屋で美少年にひっかかって動かない。美少年に払う金を持たせて再度呼びにやると、泥酔状態であらわれた。アブー・ヌワースは教王を怒らせたり笑わせたりドタバタを演じ、教王はこれ以降もアブー・ヌワースを近くにおいて重用した。

## 船乗りシンドバードの物語（第290夜 - 第315夜）
- バートン版「船乗りシンドバッドと軽子のシンドバッド（第537夜‐第566夜）[4]」
- 東洋文庫版「海のシンドバードと陸のシンドバードとの物語（第537夜‐第566夜）」

豪壮な屋敷の主人シンドバードは、同じ名前をもつ荷担ぎシンドバードを招いて若きころの冒険を物語る。

### 船乗りシンドバードの物語の第一話 そしてこれは第一の航海である
冒険にでようと思い立ったシンドバードは、財産をまとめて船にのせて旅立った。航海の途中、緑ゆたかな島にほかの乗客たちと降り立つが、そこは大きな鯨の背中である。鯨は海中に沈んで乗客たちは溺れ死に、脱出した船長は船に帆をかけて行ってしまう。ひとりだけ助かったシンドバードは、ある島をみつけて上陸する。
島には牝馬がつながれていて、その近くに穴を掘って人が住んでいる。聞くと、彼らはミフラジャーン王の馬番で、こうしておくと海から海馬があがってきて牝馬とつがい、良馬を得ることができるのだという。歓待をうけたシンドバードはミフラジャーン王に拝謁し、その冒険を語ると、王はシンドバードを港湾隊長に任命した。
王に重用されつつも故郷への思いをつのらせていたシンドバードだが、ある日港に入った船は、故人の財産をバクダードへ返しにいくところだという。それはシンドバードが乗っていた船で、財産は彼のものだった。シンドバードはこれを機に王にいとまを乞い、港湾隊長として築いた財産とともに、バクダードヘ持ち帰った。

### 船乗りシンドバードの物語の第二話 そしてこれは第二の航海である
次の航海に出たシンドバードは、上陸した無人島に置き去りにされてしまった。島には巨鳥ロクがいて、その足に自分自身を結びつけて脱出するが、ついた先はダイアモンド鉱石で構成された峻険な山に囲まれた谷間で、大蛇がうようよしている。逃げ場をさがしていると生肉が落ちているのを見つけ、それは、こういう険しい場所でダイアモンドを採取するための仕掛けだった。羊の肉を崖から落として鉱石を肉に食い込ませ、それをロクや大鷲が運び上げるのを待って奪い、肉からダイアモンドを取り出すのだ。シンドバードは落ちているダイアモンドをかきあつめると、肉に自分自身を縛りつけて脱出を果たした。

### 船乗りシンドバードの物語の第三話 そしてこれは第三の航海である
次の航海では、船は「猿が島」という島に流される。無数の小猿が船をとりかこんで打ち壊し、乗客たちは上陸を余儀なくされた。島にはひとつだけ御殿が建っており、そこに住む大猿は、乗客のうち太っているものから順に、毎夜ひとりずつ丸焼きにして貪り食う。乗客たちは脱出するために筏を組み、大猿が眠っているうちに目をつぶして逃げ出すが、大猿はさらに大きな牝猿を連れてきて、シンドバードら三人のほかはすべて殺されてしまった。
筏でたどりついた島では大蛇が出て、次々と飲み込まれてしまう。ついにひとりだけになったシンドバードは板切れで大蛇から身を守り、通りかかった船に救助された。その船は第二の航海のとき乗っていたもので、シンドバードは置き去りにした財産を取り戻した。

### 船乗りシンドバードの物語の第四話 そしてこれは第四の航海である
次の航海では嵐にあって難破し、島に打ち上げられる。そこは食人種の村で、打ち上げられた人々は供された食物を食ううちに知性を失い、家畜のように飼われるだけになってしまった。ひとりだけ食物に手をつけなかったシンドバードは脱出し、反対側の浜辺にでる。そこはよく栄えた街であったが、人々はみな裸馬に乗っており、鞍の存在を知らないのである。鞍を紹介したシンドバードは、たちまち富と名声を手に入れた。
当地の王からすすめられて妻をめとったシンドバードだが、この地には、伴侶が死んだときともに生き埋めにされるという法があった。やがてシンドバードの妻が病気で死ぬと、わずかな食料を持ったのみで深い井戸の中に置き去りにされてしまう。ときおり入ってくる新たな死者の伴侶を殺して食料を奪い、露命をつないでいたが、あるとき死者を喰いにきたらしい動物の姿をみつける。後を追って出口を見つけたシンドバードは、死者たちが身につけていた多くの貴金属などをはがすと、海岸線を走っていた船をつかまえてバクダードへ帰った。

### 船乗りシンドバードの物語の第五話 そしてこれは第五の航海である
次の航海では、乗り合わせた商人たちがある島でロクの卵を打ち壊したがために、報復にあって船が難破した。たどり着いた島には一人の老人がいて、肩車で川を渡してくれと頼まれる。その通りにすると、老人は肩にしがみついたまま降りようとせず、シンドバードの首を締めつけては、乗り物のように扱うのであった。シンドバードはひょうたんにぶどう酒を醸成して飲ませ、酔ったすきに振り落として老人を殺す。
海岸線に戻るとちょうど船が休息しているところで、船員から聞くところによると、老人は「海の老人」と呼ばれて恐れられているものだったという。船に同乗したシンドバードは、立ち寄る島々でさまざまな交易を行い、巨万の富を得てバクダードヘ戻った。

### 船乗りシンドバードの物語の第六話 そしてこれは第六の航海である
第六の航海では、船が山にぶつかって難破してしまう。山にとりすがった数人は助かり、海岸部へ上陸する。しかし、その島は宝石や香木があふれる素晴らしい島だったが、食料がなく、人々は次々に死んで行く。節制して食物をとったため最後のひとりとなったシンドバードは、島にころがっている宝石などをかき集めると、筏を組んで洞窟深くに流れ込んでいる川に乗り、いちかばちかの脱出をはかる。
気がつくとセレンディブ島の住人に救助されていたシンドバードは、島の王に拝謁して宝の一部を献上する。王は教王アル・ラシードに対する進物と信書を持たせ、シンドバードをバクダードに帰した。

### 船乗りシンドバードの物語の第七話 そしてこれは第七の最後の航海である
もう冒険はやめようと思っていたシンドバードだが、教王の求めで、セレンディブ島の王に対する返書と進物を送り届ける役目についた。ぶじに勤めを終えたが、帰り道でまたも災禍にあい、海の怪物に船をまるごと飲み込まれてしまう。例によってひとりだけ逃げのびてある島につくと、落ちていた白檀をつかって筏を組み、川を下りだす。川下は断崖になっていたが、親切な老人に助けられ、筏の材料にしていた白檀を市場で高値で売り抜けた。さらに老人は、自分のむすめと一緒になって財産をうけ継いでくれと申し出、シンドバードはそれを受けて婿となる。やがて老人が死ぬと、莫大な財産が彼と妻のものになった。
しかしこの島の男たちには不思議なことがあり、毎年春になると翼が生えて飛び立ち、町には女子供しか残らなくなるのだ。シンドバードは頼み込んでひとりの男の胴にぶらさがり天の高みにのぼるが、思わずアッラーへの賞賛の言葉を口にすると、男は急降下してシンドバードを急峻な山の頂上に置き去りにする。するとふたりの美しい子供があらわれ、シンドバードに金の杖を渡してひとつの方向を指し示した。指示された方に行ってみると、シンドバードを連れてきた男が、頭まで大蛇に飲み込まれているところである。シンドバードは金の杖をつかって男を助け、神の名を口にしないことを誓って町まで送り届けてもらった。
妻によれば、男たちは悪魔の兄弟であり、ここは不信の町である。シンドバードは妻とともにバクダードへ帰り、これですべての冒険は終わった。最初の冒険から二十七年めのことであった。

## 美しきズームルッドと「栄光」の息子アリシャールとの物語（第316夜 - 第331夜）
- バートン版「アリ・シャルとズムルッド（第308夜‐第327夜）」
- 東洋文庫版「アリー・シャールとズムッルドとの物語（第308夜‐第327夜）」

昔、ホラーサーンの国の豪商「栄光」にはアリシャールという美しい息子がいたが、「栄光」が死ぬと浪費を始め、一文無しになってしまった。アリシャールが歩いていると、美しい女奴隷が競りに掛けられているのが目に入った。女奴隷はズームルッドという名で、買いを入れた老人ラシデッディーンに難癖をつけ、次に買いを入れた者にも難癖を付け、女奴隷が同意しないと売買は成立しないという条件だったので、競りは不成立になりそうになった。ズームルッドはアリシャールを見つけ、買うように頼んだが、アリシャールは一文無しなので買えないと言うと、ズームルッドは自分の千ディナールをアリシャールに渡し、アリシャールはその金で買いを入れて落札した。
ズームルッドはアリシャールの家に行き、愛し合った。朝になると、ズームルッドは無数の刺繍のある美しい垂れ幕を作り、アリシャールはそれを市場で50ディナールで売った。ズームルッドは毎週美しい垂れ幕を作り、アリシャールはそれを売り、2人は幸せに暮らした。ある日、見知らぬキリスト教徒がアリシャールの後を着けて来て、アリシャールの家に入り込み、水を求め、次に食事を求めた。アリシャールは面倒になり食事を与えたが、一緒に食べようと言われ、一口食べたところ、麻酔薬で眠らされてしまった。このキリスト教徒はバルスームと言い、ラシデッディーンの弟で、ズームルッドをさらって行った。
麻酔から覚めたアリシャールは、ズームルッドがいなくなったことを知り、町を狂乱してさまよったが、ある老婆に呼び止められ事情を話すと、老婆は力になると言い、物売りになって町の家々を回り、物を売りながら台所女からズームルッドの噂を聞いて回った。老婆はラシデッディーンの家にも行き、ズームルッドを見つけ、明日の晩アリシャールが来て口笛を吹くので、そうしたら家から逃げ出すようにと言った。
次の晩、アリシャールはラシデッディーンの家の前で眠ってしまい、それを見たアフマート・エド・ダナフ盗賊団のクルド人ジワーンと言う盗賊がアリシャールの衣服を剥ぎ取っていると、ズームルッドは盗賊をアリシャールと勘違いし、口笛を吹き、ジワーンも口笛を吹き返したので、ズームルッドは家から逃げ出し、ジワーンにつかまってしまい、盗賊団の洞窟に連れて行かれた。洞窟で、ジワーンは母である老婆にズームルッドを預け出て行った。ズームルッドは老婆が眠ったすきに、道中の安全を考え男装し、馬を奪い逃げ出した。
11日目の朝、ある町に着くと、町中の人が男装のズームルッドを歓迎した。その町の王が世継がなく死んだので、その町の風習に従い、初めにその道を通って町に入ったズームルッドが新王になったのであった。ズームルッドは貧しい人に財産を分け与え、善政を敷いた。ズームルッドは毎月の始め、町にいる人全てを広場に集め、数々の料理を振る舞い、人々を観察した。すると、クリーム飯を食おうとしているキリスト教徒バルスームを見つけたので、捕まえ、悪行を自白させ死刑にした。次の月、クリーム飯を食おうとしている盗賊ジワーンを見つけたので、捕まえ、悪行を自白させ死刑にした。その次の月、クリーム飯を食おうとしているラシデッディーン老人を見つけたので、捕まえ、悪行を自白させ死刑にした。町の人はだれもクリーム飯に近づかなくなった。
一方、アリシャールは、眠ってしまいズームルッドを救出できなかったことを悔い、ズームルッドを探す旅に出た。1年後ズームルッドが治める町に来て、広場での食事に加わり、クリーム飯を食おうとしたところ、ズームルッドに見つけられ、召し出され、男装のズームルッドに気付かず戸惑うが、ついに王がズームルッドと気付き、愛し合った。ズームルッドは退位し、アリシャールとホラーサーンに帰り、幸せに暮らした。
- 類似の話カマラルザマーンとあらゆる月のうち最もうるわしい月ブドゥール姫との物語
- 類似の話若者ヌールと勇ましいフランク王女の物語

## 色異なる六人の乙女の物語（第331夜 - 第338夜）
- バートン版「アル・ヤマンの男と六人の奴隷娘(第334夜‐第338夜)」
- 東洋文庫版「ヤマンのそれがしと六人の女奴隷の物語(第334夜‐第338夜)」

アリ・エル・ヤマニはバクダードが気に入って最近移り住んできたヤマーン(イエメン)出身の金持ちである。彼には六人の女奴隷がおり、いずれも機知に富み歌舞に長じた女たちで、甲乙つけがたい。アリ・エル・ヤマニは、座興として一人ずつに自分の長所を賛美し、選んだ他の相手をけなしてみせよと申しつける。白い「月の顔」は黒い「眼の瞳」と、太った「満月」は痩せている「天国の美姫」と、琥珀色の「昼の太陽」は栗色の「熾火の焔」と、それぞれに見事な論戦を披露してみせた。
話を聞いた教王アル・マアムーンは、ムハンマド・エル・バスリに命じ、ひとり一万ディナールで六人を買い取らせた。教王の命とあって最初は応じたアリ・エル・ヤマニだが、しだいに後悔の念が大きくなり、女たちを返してもらうように申し入れる。教王は許し、女たちをもとの主人のもとに帰した。

## 青銅の町の綺談（第339夜 - 第346夜）
- バートン版「真鍮の都(第567夜‐第578夜)」
- 東洋文庫版「黄銅城の物語(第567夜‐第578夜)」

ダマスの教王アヴドゥル・マリク・ベン・マルワーンは、スライマーン・ベン・ダーウド(ダビデの子ソロモン)が封じた魔神が煙となって詰まっている壺の話をきき、旅人ターリブ・ベン・サハルに親書を持たせてとりにやらせた。
親書を受け取ったマグリブの太守ムーサが長老アブドサマードを呼びだして情報を聞くと、壺が沈んでいる海の背後の山には人が住んでおり、「青銅の町」という。そこへ至る道は魔神の版図で、旅にはかなりの困難が予想されるという。ムーサはアブドサマードの進言に従い、遺言をのこし、ターリブ、アブドサマードと共に少人数パーティを率いて旅立った。
一行はある日宮殿に出る。それはクーシュ・ベン・シャッダード・ベン・アード大王(アードの子シャッダードの子クーシュ。ノアの子孫)の墓であった。
宮殿を出て進んでいくと、青銅の騎馬武者像を見つける。像には「町への道を知りたくば我を動かせ」との表示がある。一行は像の案内により正しい道を知った。
さらに進むと、石の柱につながれて半身を地上に埋められた、恐ろしげないきものを発見する。それは鬼神ダエーシュ・ベン・アラエマーシュで、かつて海原を統べる王とスライマーンが戦ったとき、軍団の隊長を務めたものだ。スライマーンに反逆した罪により、彼はここにつながれ、部下たちは壺に封じられて海底に沈められたのである。
鬼神を置いてさらにゆくと、ついに「青銅の町」にたどりつく。しかし城壁には、ひとつとして扉というものがない。城壁をよじのぼって中に入るが、警備兵も市場の人々も、ムーサらが近づくと時間がとまったかのように動きを止めてしまう。さらに財宝に満ちた城内へ入った一同は、隠し部屋でねむる美女を見つけた。ターリブが美女に手を出そうとすると、傍らにいた衛兵がとつぜん動きだしターリブを殺す。ムーサらはおどろいて青銅の町を後にし、海岸へ出た。
そこには漁師たちがいた。話を聞くと、件の壺はいくらでも手に入り、彼らは普段使いにしているという。壺の栓をぬく前に、スライマーンへの罪を償う誓いを立てさせれば、鬼神は害をなさないのだ。漁師たちは十二個の壺と、ふたりの人魚をムーサらに献上する。
そうして教王のもとへ壺と人魚がもたらされた。教王が壺を解放すると、いずれも壺から黒雲が出てきて鬼神の形にかわり、反逆の謝罪を述べて消えた。人魚たちはしばらく泉で遊ばせていたが、まもなく熱病で死んでしまった。

## イブン・アル・マンスールと二人の乙女の物語（第346夜 - 第353夜）
教王アル・ラシードはその夜、眠れなくて退屈をもてあましていた。アル・ラシードと太刀持ちマスルールは、いたずらじじいイブン・アル・マンスールをつかまえて、おもしろい話を所望する。
イブン・アル・マンスール老がバスラの町を散策していると、迷って大きな屋敷の前に出た。門の前で休んでいると、中にいた乙女が悲しげな様子で歌をうたっている。のぞき見したことを責める乙女と言葉を交わしていると、老は、ここがもと親友でバスラの宝石商の総代、アリ・ベン・ムハンマドの家だと思い出した。乙女は娘のバドルで、悲しんでいたのは、恋人であるシャイバーン族の族長ジョバイール公が、彼女に女奴隷とのレズ疑惑をかけて冷たくなったためである。
仲裁を申し出た老は、ジョバイール公の屋敷を訪ねて饗応を受ける。しかし不審なことに、盛大な宴の最中なのに、歌と音楽がいっさい聞こえてこないのだ。理由をただすと、ジョバイール公は女奴隷を呼んで歌うようにいいつける。しかし女奴隷は、主人が歌を嫌っていることから苦悩し、気絶して倒れ、あなたのせいで主人が苦しむのだ、と老をなじる。老はむなしくバドルの家へもどった。
翌年、またバスラを訪れた老は、この恋の結末を知ろうとバドルの家を訪ねる。すると家には墓が建っており、バドルは死んでしまったように思われた。次にジョバイール公の屋敷に行くと荒れ放題になっており、公はすっかり病みついている。明らかな恋の病であり、ジョバイール公は老に手紙を託し、仲裁を頼んだ。ふたたびバドルの家にゆくと、バドルは生きていて、喪服姿である。死んだのは女奴隷の方だった。
じつは、最初はバドルを突き放していたジョバイール公だったが、徐々にバドルに対する愛しさをつのらせ、逆にバドルの方は、時間とともに冷静さを取り戻していたのだった。この一年のあいだに、すっかり立場が逆転していたのだ。老の説得によってバドルはジョバイール公を許し、ふたりは結婚する。老がこの騒動のきっかけを尋ねると、バドルと女奴隷が船で遊んでいたとき、ジョバイール公をからかうような歌をうたっていたと、船頭が公に報告したことが原因であった。
イブン・アル・マンスール老がここまで語ったとき、教王アル・ラシードは寝息をたてていた。

## 肉屋ワルダーンと大臣の娘の話（第353夜 - 第355夜）
- バートン版「肉屋のワルダンが女と熊を相手に冒険をした話(第353夜‐第357夜)」
- 東洋文庫版「屠殺人ワルダーンと美女と熊との物語(第353夜‐第357夜)」

カイロの肉屋ワルダーンは、疲れきった顔をした美女が毎日上等な肉と羊の睾丸を買っていくのをみて、気にかかっていた。ある日、供の荷担ぎ人足がひとりでいるところをつかまえて事情を聞いてみると、乙女は毎度人足を総理大臣の屋敷につれていき、目隠しをして階段をおりた先に荷を下ろさせ、再度目隠しをして地上へもどしてから解放するのだという。
翌日、乙女の後をつけて秘密のかくし戸の中に侵入したワルダーンは、地下室の中で大猿と乙女がまぐわっているのを目撃。おどろいた肉屋は、まぐわい疲れた乙女たちが眠っているすきに、刀をふるって大猿を殺す。
乙女の話によれば、彼女は大臣の娘であり、十五のとき黒人に犯されて男を知ったが、それ以来男の体を求めるようになった。黒人が腎虚で死ぬと、館の老婆の知恵で、そのような用途には猿がよいといわれ、大猿と媾合するようになる。父の大臣がそれを知ると、地下室をつくって大猿を閉じこめたため、乙女は毎日食料を運び込んでいたのである。
肉屋は大猿のかわりを務めることになるが、徐々に体がもたなくなってくる。そこで、ある老婆に頼んで精力を消す薬を処方してもらい、乙女の陰部を燻蒸すると、膣から二匹のウナギが出てきた。一匹は黒色で、それは黒人の精がたまったものである。一匹は黄色で、それは大猿のものである。精力が落ちた乙女にワルダーンは求婚し、以後ふたりは幸せに過ごした。

## 地下の姫ヤムリカ女王の物語（第355夜 - 第373夜）
- バートン版「巨蛇（おろち）の女王(第482夜‐第536夜)」
- 東洋文庫版「蛇（くちなわ）の女王の物語(第482夜‐第536夜)」

遠い昔、ギリシアの賢者ダニアルは、死を近くして子供にめぐまれた。自分の所蔵する文書が息子に渡るか案じたダニアルは、まずそれらの知識を五枚の文書に要約し、さらにそれをたった一枚に集約。息子が父の財産を求めたときにそれを渡せと遺言し、それ以外の文書をすべて処分して死ぬ。
ところが生まれた息子ハシブは、十五の年になってもふしだらな生活をつづけ、心配した母が妻をめとらせてやっても、何もしようとしないのである。それでも木樵たちがハシブの面倒をみてやろうと申し出たため、ハシブもその気になり、仕事をはじめた。
ある日、山の中で雨宿りした洞窟の中で、蜜がつまった壺が地下にあるのをハシブが見つけた。木樵たちはハシブを地下におろして壺を上げさせ、しかしハシブはそのままにし、母には狼に襲われて死んだと報告し、蜜壺を売ってもうけを山分けにする。残されたハシブは横穴をみつけて脱出し、金の玉座と一万二千脚の宝石の椅子が配置された、地底湖のほとりに出る。そこは地下の姫ヤムリカ女王が治める、人頭蛇身のラミアたちの国。その越冬地であった。蛇女たちはハシブを歓待し、次の話をはじめた。

### ブルキヤの物語
バニー・イスラーイール王国の王は、死にあたって息子ブルキヤに対し、まず宮殿内をすべて調べよと遺言する。そのとおりにすると、一枚の羊皮紙がみつかった。
「あらゆるものの君主たらん者はスライマーンの墳墓「七つの海の島」にて彼がはめた指輪を見つけよ。それはかつてアダーム(アダム)が楽園ではめ、天使イブラーヒーム(アブラハム)が奪い、スライマーン(ソロモン)に贈ったものである。しかし彼の島へ渡るにはヤムリカ女王の地下王国にある草の汁を足にぬり、海を歩いて渡らねばならぬ。すなわち指輪を欲すればまず地下王国をめざせ。指輪を入手したあかつきには「冥府の国」にて「生命の泉」を飲み、不死となることもできるであろう」
ブルキヤは賢者オッファーンを召し出し、大臣に後を託して指輪を探す旅に出る。オッファーンはすぐに地下王国の場所、すなわちハシブが迷い込んだこの地底湖を探しあて、海を渡る草の汁を入手した。事情を聞いたヤムリカ女王は、スライマーン以後は何者もその指輪の所有者になることはできぬのだと忠告するが、彼らは意に介さず海へ向かった。
七つの海を渡り、猛獣や奇怪な果実などで満ちた島々をめぐって、ブルキヤらは「七つの海の島」につく。壁がダイヤモンドでできた深い洞穴に入っていくと、最深部の広間に金の寝台があり、左手に指輪、右手に王杖を持ったスライマーン・ベン・ダーウドがそこに横たわっていた。ブルキヤが呪文をとなえているうちにオッファーンが指輪をとりはずそうとするが、緊張のあまり呪文をまちがえ、オッファーンはダイアモンドのかけらに打たれて灰と化してしまう。
草の汁も灰になってしまったため帰るすべを失ったブルキヤが、あてもなく島内を歩いていると、精霊たちの軍団があらわれる。遠くコーカサスの向こう「白き地」を治める王、サフル配下の鬼神たちである。よければ主君に会わせてやろうという彼らに、抜け目なく話をあわせ、鬼神の手を借りてブルキヤは島を脱出する。サフル王はブルキヤの身の上話をよろこび、自分たち鬼神と火のかかわりの歴史を語り、ブルキヤを故郷近くの国境まで送った。
帰途につこうとすると、美しい青年が二基の墓の前で悲しんでいるのに気づく。青年は次のような身の上話を語った。

#### 悲しみの美青年の物語
青年はカブールの王ティグモスの息子で、ジャーンシャーという。ある日狩りに出て獲物を深追いした青年は、船を川の急流に流されて遭難してしまった。たどり着いた岸には上半身と下半身がまっぷたつにわかれる人肉喰いがいて、一緒に流された白人奴隷のうち三人が喰われてしまう。あわてて逃げ出すと、次についた土地には宮殿がある。中に入ると大猿や小猿たちがあらわれ、青年を王にかつぎあげて隣国のグールたちと戦争をはじめるのだった。しかたなく戦闘を指揮し、小休止していると、ある岩にスライマーンよりのメッセージが彫られている。「汝の前に解放のためのふたつの道がある。右の道は短い道だが、魔神どもが棲みつく砂漠を越えていかねばならぬ。左の道は四か月にも及ぶ長い道で、「蟻の谷」渓谷を抜けて、火の山のふもと「ユダヤ人の都」へ出るであろう」進路を左にとると、蟻の軍団があらわれて猿どもと戦闘をはじめた。残っていた白人奴隷もすべてその戦いで死に、青年はひとりで脱出する。
やがて「ユダヤ人の都」につくが、その町の人々は、なぜか何ひとつ声を出さない。身振り手振りでカブール行きの隊商がないことを知り、弱りながら歩いていると、あるユダヤ人が千ディナールと女奴隷を報酬に仕事を請けおう者を探していた。それに応募した青年は、三日間を女奴隷と過ごし、四日目の朝、驢馬にのってユダヤ人と高い山のふもとに出かけた。ユダヤ人は驢馬を殺してくりぬき、青年をその中に縫い込む。やがて怪鳥があらわれ、驢馬に入った青年をえさだと思い巣に運ぶので、正体をあらわして山の上にある宝石を下に投げろ、それがおわったら降りてきて共に帰ろう、という指示。しかし宝石を投げ終わっていざ降りようとしてみると、降りられるような道など見あたらないのだ。ユダヤ人は青年をそのままにして帰ってしまった。
山中を二か月ほどさまようと、宮殿に出る。中には王冠をかぶった老人がおり、次のように語る。この宮殿はスライマーンが建てたもので、自分は代官として鳥類を統べている。鳥どもは毎年表敬のために集まってくるので、そのとき青年を鳥に託して帰してやろう、それまで自由にしてよいが、金の鍵で開く部屋にだけは入ってはならぬ。
しかし好奇心を起こした青年は、その部屋に入ってしまう。中は泉水を中心として宝石に彩られた美しい部屋である。青年が見ていると、三羽の鳩があらわれ、白い羽をぬぎ捨てて泉に入ると、それらは若く美しい乙女の姿に変わった。あまりの美しさに心をうたれ、我をわすれてかけよると、乙女たちはふたたび羽を着て鳩にかわる。彼女らは、私たちはダイヤモンドの宮殿のナスル王の娘である、つきあいたいならば宮殿を訪ねて来よ、と言い残して飛び去った。
老人によると、ナスルは魔神の首領のひとりであり、まともに訪ねても娘を娶すようなことはないだろう。どうしても彼女らを手に入れたいならば、隠れて羽衣を奪え。彼女らはさまざまな手管で返してくれというだろうが、わたしが来るまでけして返してはならぬ。青年は三人のなかで最も愛らしい末の妹シャムサの衣を奪う。青年が衣を返すつもりがないとわかると、シャムサは観念して青年に身をまかせた。
老人があらわれると、二人は結婚の誓いをかわす。シャムサは青年をナスルに謁見させ、魔神の国で三十日のあいだ祝宴が張られた。次に、こんどはカブールへ報告に帰る。死んだと思っていた息子が妻を連れて帰ってきたため、父母はたいそうよろこび、青年とシャムサはそこで幸せに過ごした。
一年ののち、青年とシャムサは、再度ナスルを訪ねようと旅に出た。しかしそれが間違いだったのである。旅の途中、水浴びのために川に入ったシャムサは、水蛇にかまれて死んでしまったのだ。青年はひどく悲しみ、シャムサの墓の横に、もう一つ自分の墓を作らせた。それがこのふたつの墓である。
- 類似の話:第三の托鉢僧の話
- 類似の話:ハサン・アル・バスリの冒険
- 関連項目:羽衣伝説

ブルキヤは青年をともに連れ帰ろうとするが、頑として動かない。ブルキヤは一人で国へ戻った。
語り終えたヤムリカ女王はハシブを引きとめるが、母と妻を思い帰宅することにした。ヤムリカ女王は、けして浴場で湯に入ってはならない、そのことはあなたを死に導くであろう、とハシブに忠告する。家に帰ると、母と妻はたいそう喜んだ。木樵たちはハシブに謝罪して財産の半分ずつを提出する。ハシブは彼らを許し、それをもとでにして店を開き、たいそう繁盛した。
ある日ハシブは、湯屋で入浴を勧められる。強行に固辞するハシブに野次馬たちが集まってきて、おもしろがってむりやり湯を浴びせかけた。するとそこに警吏があらわれ、ハシブをひったてて宰相のまえに置く。大臣は国王カラズダーンの癩病を治すため、万病を癒すというヤムリカ女王の乳を探しているのである。ヤムリカ女王の地底国に行った人間は腹の皮が黒くなり、その症状は湯につかったときにはじめてあらわれる。そこで大臣は、ふだんから警吏に湯屋を見はらせていたのである。
ハシブは大臣に引き立てられ、ヤムリカ女王に再会した。ヤムリカは二本の乳をわたし、一本は国王の快癒のために使い、もう一本はかならず大臣が飲みたがるであろうから飲ませよ、とささやく。乳を飲んで国王が快癒したのを見た大臣は、ヤムリカの言葉どおり万病予防のため乳をのむ。すると大臣の身体はみるみるふくらみはじめ、破裂して死んでしまった。
国王はハシブを代わりに宰相の座につける。たくさんの財貨と栄誉を得たハシブは、ここではじめて読み書きを学んだ。学問に興味をもち始めた彼は、大学者だった父が残したものを知りたがる。すると賢者ダニアルが残した一枚の紙には、こうあった。
「学問なんてむなしいもんだ。絶対的な真理と英知をもたらすものがいるのだから。それは預言者ムハンマドだ。彼と友人と信徒に幸あれ」

## 智恵の花園と粋の庭（第373夜 - 第393夜）

### アル・ラシードとおなら
- バートン版「バルマク家のジャアファルと年老いたバダウィ人(第394夜‐第395夜)」
- 東洋文庫版「カリフ、ハールーン・アル・ラシードとジャアファルと遊牧の老人との話(第394夜‐第395夜)」

アル・ラシードはバスラへ続く街道へ散歩に出る。老人が歩いているので事情を聞かせると、眼病の薬を求めてバグダードへ向かっているという。ジャアファルがでまかせの処方を教えると、老人は返礼とともに臭い屁をこき、しわだらけの女を贈ると約して立ち去った。アル・ラシードらは笑い転げた。

### 若者とその先生
- バートン版「アル・ヤマンの大臣と若い弟(第384夜)」
- 東洋文庫版「ヤマンのおとどとその弟君との話(第384夜)」

ヤマーンの大臣バドレディンの弟は美しすぎるため、人目から離して家庭教師をつけることにした。しかし教師の老人も弟にまいってしまい、兄の目を盗んで逢い引きしようとする。大臣はそれに気づいたが、老人が兄をたたえる見事な詩を即興で歌ったため、見ぬふりをした。

### 不思議な袋
- バートン版「ペルシャ人アリ(第294夜‐第308夜)」
- 東洋文庫版「ペルシャ人アリーの物語(第294夜‐第308夜)」

ペルシア人のアリは、袋を万引きしようとしたクルド人をつかまえた。しかしクルド人は、これは自分のものであると主張する。法官（カーディー）が袋の中身を問うと、クルド人は千頭の家畜やら何棟の家屋やらありえないことを言う。対するアリも、何千の軍隊とか何個の国家など、どんどん話が過剰化する。実際に袋を開いてみると、中にはみかんの皮が数枚と、オリーブの実が若干あるだけだった。あきれはてている法官をよそに、それはクルド人のものだと言い残してアリは立ち去った。

### 愛の審判者アル・ラシード
- バートン版「ハルン・アル・ラシッド教主とふたりの奴隷娘(第387夜)」
- 東洋文庫版「ハールーン・アル・ラシードと二人の女奴隷との話(第387夜)」

アル・ラシードはメディナの女とクーファの女の間に寝ていた。この2人はどちらも甲乙つけがたく、アル・ラシードの体をどちらが勝ち取るかは、そのときどきの手管によるのである。その夜、アル・ラシードの一物をもてあそんで元気にさせたメディナの女は「土地はそれを蘇らせた者のもの」という文句を引用する。対してクーファの女は「獲物は追う者ではなく狩った者のもの」という言葉を引用する。アル・ラシードは機知をよろこび、2人とも愛した。

### いずれを選ぶか？青年か、はたまた壮年か？
- バートン版「若いつばめをもった女と大人を情夫にもった女(第424夜)」
- 東洋文庫版「二人の女とその恋人たちとの話(第424夜)」

隣家の妻2人がなにやら話している。この2人はそれぞれに愛人がおり、互いに自慢しあっているのだ。若いほうの妻の愛人は青年で、ひげがなく卵のような顔をしている。年上の妻の愛人はひげもじゃの中年男だが、その話を聞いているうちに、もう1人の妻も毛の濃い男に興味をもってくるのであった。

### 胡瓜の値段
- バートン版「ザイダーの子マアンとバダウィ人(第271夜)」
- 東洋文庫版「マアン・ブヌ・ザーイダと遊牧の民の物語(第271夜)」

太守モイーン・ベン・ザイダが狩りに出ていると、太守に胡瓜を売りに来たという老人に出会う。いくらで売るつもりか、だんだん値切って尋ねると、最初は1千ディナールと言っていたが、30ディナールまでになる。そして30ディナール以下なら驢馬を宮殿につっこませてやる、と息巻いた。
そしらぬ顔で御殿へもどった太守は、胡瓜売りを引見してどんどん値切り、30ディナールから、まだ値切った。ここで老人は太守が道で出会った男だと気づき、「驢馬は外につないであるぞ、30ディナールで買うべし」と言った。太守は笑い、1千ディナールから値切っていった値段をすべて足した価で胡瓜を買った。

### 白髪
- バートン版「アブ・スワイドとこぎれいな老婆(第423夜‐第436夜)」
- バートン版「アブー・スワイドとぎれいな老女との話(第423夜‐第436夜)」

アバ・スワイードが果樹園に行くと、美しい顔立をした白髪の女が髪をくしけずっていた。なぜ髪を染めないのかと聞くと、女はこう答えた。
「以前は染めてみたこともあったが、必要のないことだ。やろうと思えばいつでも腰を振ってみせることができるのだから」

### 悶着解決
- バートン版「ハルン・アル・ラシッドと奴隷娘と導師アブ・ユスフの話(第296夜‐第297夜)」
- 東洋文庫版「カリフ、ハールーン・アル・ラシードと女奴隷、そしてアブー・ユースフ大師の物語(第296夜‐第297夜)」

大臣ジャアファルは最近美しい女奴隷を手に入れていた。アル・ラシードは、女奴隷を我に売るか贈るかいずれかにせよといい、それがならぬならセット・ゾバイダと離縁するとの誓いを立てる。ジャアファルもまた譲らず、手放すようなことがあったら自分の妻と離縁するとの誓いを立てた。
合い成り立たぬ誓いを、言ってしまってから気づいた2人は、あわてて法官アブー・ユースフを呼び出す。法官は女奴隷を半分売り、半分贈ればよいと判定したうえ、離婚法（女がいったん離婚すると、別の男と結婚して離婚した後でないと復縁できない）についてを、いったん白人奴隷に結婚させてからすぐに離婚すればよいと結論づける。白人奴隷は結婚したあとに離婚を拒否したが、法官は白人奴隷の所有権を女奴隷に渡すことでそれを反古にした。
- 類似の話:落花生油のクリームと法学上の難問解決

### アブー・ヌワースとセット・ゾバイダの浴み
- バートン版「ハルン・アル・ラシッド教主と水浴中のズバイダー妃(第385夜‐第386夜)」
- 東洋文庫版「カリフ、ハールーン・アル・ラシードと泉水の中のズバイダ正妃との話(第385夜‐第386夜)」

アル・ラシードは、宮殿内に泉水を設けて周囲を森でつつみ、セット・ゾバイダの湯浴みのために供していた。ある夜、アル・ラシードが宮中を散策していると、まさにセット・ゾバイダが入浴しているところである。明るいところでその豊満な肉体を見たことがなかったアル・ラシードは、どぎまぎしてその場を脱出した。
アル・ラシードはその光景が忘れられず、詩を詠もうとするが、うまい詩句が出てこない。そこでアブー・ヌワースを呼ぶが、湯浴みの現場をすべて見ていたアブー・ヌワースは、見事にアル・ラシードのイメージどおりの詩句を紡ぎ出す。アル・ラシードは喜び、詩人に多くの褒美を与えた。

### アブー・ヌワースの即詠
- バートン版「ハルン・アル・ラシッドと三人の詩人(第386夜)」
- 東洋文庫版「ハールーン・アル・ラシードと三人の詩人との話(第386夜)」

女奴隷と事におよぼうとしたアル・ラシードだが、今日はダメよと拒否され、明日の約束をして帰る。しかし次の日、なんとなく体調の悪かった女奴隷は「昼は夜の言葉を消す」との詩句を引用し、また拒否した。
アル・ラシードは、エル・ラカーシ、アブー・モッサーブ、アブー・ヌワースの詩人3人を呼び、この文句をテーマにして詩をうたわせるが、アブー・ヌワースだけはこの顛末を知っているような詩を唱えるではないか。アル・ラシードは一部始終を見ていたのだろうと怒ったが、詩人とは人の話を聞いてすべてを知るものだとアブー・ヌワースが主張すると、納得した。

### 驢馬
- バートン版「薄ばかといまさま師(第388夜)」
- 東洋文庫版「うつけ者と詐欺師との話(第388夜)」

ある泥棒が正直男の驢馬を盗みだした方法である。泥棒は、男が引いている驢馬と入れ替わり、男が気づくとこう言った。自分はかつて放蕩者の人間だった。ある日、泥酔して帰って母親に手をあげたため、母から呪いをかけられて驢馬の姿になっていたのだ。
男は泥棒を解放してやり、次の日あたらしい驢馬を買いに市場へでかける。しかしなんと、自分の驢馬が売り物としてつながれているではないか。男はまた放蕩をおこなったのだろうと驢馬をなじり、驢馬の父母から生まれたであろう、違う驢馬を購入した。
- 類似の話:法官の驢馬

### セット・ゾバイダの現行犯
- バートン版「判官アブ・ユスフにハルン・アル・ラシッド教主とズバイダー妃(第388夜‐第389夜)」
- 東洋文庫版「カリフ、ハールーン・アル・ラシードとズバイダ正妃との話(第388夜‐第389夜)」

アル・ラシードはセット・ゾバイダのベッドに真新しい精液があるのを見つけた。法官アブー・ユースフは機転をきかし、部屋の隅にいたコウモリをたたき落とし、コウモリの精液は人間のものにそっくりなのだと証言する。
そのあと果物がふるまわれ、法官はバナナとめずらしい果物の優劣を問われたが、またも機知をはたらかせ、それに答えることなく両方の果物をいただいた。

### 雄か、雌か？
- バートン版「フスラウ王と妃シリンと漁師(第391夜)」
- 東洋文庫版「ホスロー大王とシーリーンと漁師との話(第391夜)」

ペルシア王ホスローは魚がすきで、漁師がみごとな魚を持ってきたので4千ドラクムのほうびを与えた。后シリーンはそれが高すぎるとし、魚が雄か雌かを問い、雄と答えれば雌がほしかった、雌と答えれば雄がほしかったのだとして金を取り返せという。しかし、漁師は機転のきいた男で、魚は雌雄同体だと答えた。ホスローはさらに4千ドラクムを漁師に与えるが、その帰りに漁師が銀貨1枚を落として拾ったことをシリーンが見咎め、貧乏人へほどこすべきものを奪ったのだと糾弾する。漁師は、銀貨を拾ったのはそれに王の肖像があるからだと答えた。ホスローはもう4千ドラクムを漁師に与え、国中に「女のいうことを聞くなかれというのは、1つの過ちの半分を取り返そうとして2つの過ちを犯すからだ」と触れをだした。

### 分け前
- バートン版「宦官マスルールとイブン・アル・カリビ(第399夜‐第401夜)」
- 東洋文庫版「マスルールとイブヌル・カーリビーとの話(第399夜‐第401夜)」

アル・ラシードがいつものように不眠に悩んでいると、太刀持ちマスルールが、イブン・アル・カラビーというものはおもしろい洒落を言うのだと紹介する。その裏でマスルールは、褒美をもらったら礼として3分の2をいただく約束をしていた。しかし、もしつまらなければ鞭打ちにすると言われたイブン・アル・カラビーは萎縮してしまい、おもしろいことが言えず、足の裏を100回棒打ちされることになった。打数が30を越えるとイブン・アル・カラビーはマスルールを指し、褒美の3分の2はマスルールのものだという。アル・ラシードの合図でマスルールを捕らえて足を打ち始めると、マスルールはすぐに音を上げた。アル・ラシードは爆笑し、ふたりに1千ディナールずつ与えた。

### 学校の先生
- バートン版「学校の先生になりすましたあき盲(第403夜‐第404夜)」
- 東洋文庫版「読み書きを知らぬ教師の話(第403夜‐第404夜)」

ある読み書きのできない男が、学校の先生になろうと思いたった。というのも、学校の先生というのはただ大学者であるかのようにふるまっていれば成り立つ商売だからだ。容儀を整えて学者然として教室を構えると、近所の師弟たちが男の門下に入ってくる。男は多少読み書きのできる子供が下のものを教える方式をとり、うまくやっていた。
ところがある日、1人の文盲の女が、夫からの手紙を読んでくれとやってくる。男は困り、読めない手紙をさかさまに持ってむずかしい顔をしていると、それを見た女は手紙はかなり悪い知らせで夫は死んだに違いないと思い、泣き帰った。しかし女の親戚が手紙を読むと、もうすぐ旅先から帰ってくるという、無事を知らせる便りである。なぜ夫が死んだと言ったのかと質されると、男はあわててさかさまに読んだので方向を間違えたのだ、と答えた。

### 下着の縫取り文
- バートン版「アル・ラシッドの子アル・アミンと叔父イブラヒム・ビン・アル・マーディ(第418夜‐第419夜)」
- 東洋文庫版「アル・アミーンとその叔父イブラーヒーム・イブヌル・マハディーとの話(第418夜‐第419夜)」

教王アル・マアムーンの弟アル・アミーンは、叔父の家で美しい女奴隷に心を奪われる。気をきかせた叔父は彼に女奴隷を贈るが、叔父の手がついているに違いないと思ったアル・アミーンは、女を送り帰した。叔父は女奴隷を下着姿にし、再度アル・アミーンに贈る。その下着には「我に隠された財宝は何人にも触れられていない。ただ眼で調べ、見とれられたのみである」と縫い取りがしてあった。アル・アミーンはありがたく受け取り、かわいがった。

### 盃の彫り込み文
- バートン版「アル・ファス・ビン・ハカンとアル・ムタワッキル教主(第414夜近く)」

教王アル・ムタワッキルの病気の快癒祝いにたくさんの品物が贈られてきたが、イブン・カーカーンからの贈り物は変わっていて、完璧な乳房をした娘だった。娘は片手に金の盃を持っていたが、そこには「いかなる薬もこの万能薬にかなうものか」との彫り込み文があった。それを見た侍医は、笑って同意した。

### 籠の中の教王
- バートン版「モスルのイサアク(第279夜‐第282夜)」
- 東洋文庫版「モスルのイスハーク(第279夜‐第282夜)」

モースルの歌手イスハークは、教王アル・マアムーンの宴会の帰り、酔っぱらって立ち小便をしていた。すると頭上から、クッションをしいた籠がロープにつるされてするすると降りてくる。試しに籠の中に入ってみるとたくし上げられ、女たちが大勢いる家の中に招かれた。主人とおぼしき美しい乙女はイスハークを歓待し、彼の持ち歌をすばらしい歌声で歌う。イスハークは自分を機織り職人と自称し、それが自分の歌だとは言わなかった。やがて朝になると宴会も果て、再び籠に乗って地上に下ろされ、イスハークは帰宅する。
次の夜、イスハークは教王の宴会を無視して女の家に向かう。帰りがけ、本当のことを言わねば教王が許すまいと思ったイスハークは、次はいとこを連れてくると乙女に告げる。案の定教王は怒っていたが、事情を話すと乗り気になる。自分の名を言わぬよう打ち合わせ、教王とともに女の家で遊んでいたが、教王はついイスハークの名を口に出してしまった。すると乙女は、顔を隠して奥に隠れる。
正体を明かして調べさせると、乙女は大臣ハサン・ベン・セヘルの娘カディージャだった。教王は乙女を召し出し、正妻として迎えた。

### 臓物の掃除夫
- バートン版「掃除夫と上臈(第282夜‐第285夜)」
- 東洋文庫版「屠殺場の掃除夫とある貴婦人との話(第282夜‐第285夜)」

カアバの聖なる壁に向かい、「あの女と寝られますように」と願っていた男が逮捕された。巡礼長官は縛り首の判決を出すが、男はつぎのように弁解する。
男は羊の臓物を洗って売る仕事をしていたが、ある日未処理の臭い臓物を驢馬に引かせていると、御内室（ハリーム）の一行に出くわし、黒人の宦官に捕まって豪華な屋敷に連れ込まれた。風呂と着替えをあてがわれてこざっぱりとすると、貴婦人があらわれてごちそうを供し、ともに朝まで抱き合って過ごした。
それが1週間も続いたころ、ある若者がその屋敷にあらわれる。男は階上の部屋に押し込められ、若者と貴婦人が交歓しているのを聞くはめになった。若者が帰ったあとに貴婦人が言うには、若者は彼女の夫であり、以前夫が皿洗いのみすぼらしい女中と浮気をしたため、その復讐として自分も最低に小汚い男と浮気することにしたのだという。そして夫が帰ってきたからには、男はもう用済みなのであった。
巡礼長官は、その話を聞くと男を無罪放免した。

### 乙女「涼し眼」
- バートン版「アブ・イサとクラト・アル・アインの恋(第414夜‐第419夜)」
- 東洋文庫版「アブー・イーサーと女奴隷クルラトル・アインの恋物語(第414夜‐第419夜)」

アル・ラシードの息子アブー・イサーは、ヘシャームの子アリの屋敷にいる女奴隷「涼し眼」を気に入り、売ってもらおうとしていろいろ手をうってみたが、うまくいかない。そこで兄の教王アル・マアムーンと一緒に屋敷を訪れ、おどかしてやることにした。
アリは2人を歓迎し、盛大に祝宴を張る。10人ずつの歌妓が4組、次々とあらわれ、いずれもみごとな歌を披露する。そして最後に「涼し眼」が出てきて、これもすばらしい歌を歌った。アブー・イサーは感激し、彼女に返歌を贈る。アブー・イサーの心を知ったアリは、教王が許すなら「涼し眼」を譲ろうと申し出て、教王はそれを許した。

### 乙女か？青年か？
- バートン版「男女の優劣について、ある男が女の学者と議論した話(第419夜‐第423夜)」
- 東洋文庫版「美男と美女との優劣についてある女流学者が論争した話(第419夜‐第423夜)」

バグダードにて「先生の中の女先生」と賞されたセット・ザヒアは、弟とハマーに巡礼に来ていた。そのころ、ハマーには各地から学識者が集まってきており、セット・ザヒアは彼らとの討論や質問のやりとりなどを楽しんでいた。
賢者オメル・アル・ホムシは老人エル・サルハーニーとともに、議論を戦わせようとセット・ザヒアを訪ねた。エル・サルハーニーが美しい弟にみとれたことから、彼が乙女よりも若い男を好むと考えたセット・ザヒアは、女より男が優秀であることについて鋭い論陣を張る。しかし最後には、興奮するあまり聴衆の紳士たちにいささか礼儀を失したことを詫びるのであった。

## 奇怪な教王（第393夜 - 第399夜）
- バートン版「いかさま教主(第285夜‐第294夜)」
- バートン版「カリフ、ハールーン・アル・ラシードと、にせカリフ(第285夜‐第294夜)」

アル・ラシードとジャアファル、マスルールはいつものようにお忍びで遊びに行こうとしたが、出した覚えのない船遊び禁止令が出ていることを知る。教王に扮した若者を中心として、ジャアファルらのそっくりさんを揃えたにせものの教王一行が町に出没しているのだ。次の日、アル・ラシードは偽者の後をつけてみるが、すぐに見つかって捕まってしまう。何者かと問う若者に異国の商人だと答えると、若者はアル・ラシードらを宮殿に連れていった。
そして酒宴になるが、歌手が悲恋の歌を歌い始めると、若者は衣服をやぶり、叫び声をあげて気を失う。すぐに息を吹き返したが、その騒ぎでアル・ラシードらは、若者の身体に棒やムチで叩かれた跡が無数についていることに気づいた。問うと、若者は次のことを話しはじめた。
若者は宝石商組合頭の息子ムハンマド・アリで、父の遺産を受け継いで何不自由なく暮らしていた。ある日美しい乙女が彼の店にあらわれ、宝石を見せてくれという。秘蔵の首飾りを示すと、乙女は代金を取りに来てくれといい、若者を自宅へ招いた。乙女は若者と2人きりになると、わたしはあなたが好きなのだ、今日のことはすべてあなたを招くための口実なのだと告白する。若者は、乙女が総理大臣の妹だと知ってとまどったが、求愛を受け入れ、2人はその場で結婚の誓いをした。
1か月後。乙女は湯浴みに行ってくるので2、3時間待っていてくれ、その間どこにも出かけてはならぬと言い置いて外出する。すると直後に、セット・ゾバイダの使いが来て、総理大臣の妹の夫にぜひ会いたいと申し入れてくる。断るわけにいかず、若者はセット・ゾバイダに対面して帰った。すると乙女はかんかんに怒り、若者の首をはねようとする。セット・ゾバイダと乙女は、互いに仇敵として憎み合っている仲だったのだ。使用人たちのとりなしで死はまぬがれるが、若者は杖とムチでさんざんに打たれ、放り出された。
傷が治ると、若者は教王のコスプレをして町を歩くようになった。それは、教王の后と総理大臣の妹のあいだで翻弄された心の傷を癒すためなのだ。
自分の宮殿へ帰ったアル・ラシードは、若者を呼び出し、同じ話をさせた。そして総理大臣の妹も呼び出し、互いに異存がないことを確認すると、2人を再び娶せた。

## 「蕾の薔薇」と「世の歓び」の物語（第399夜 - 第414夜）
- バートン版「ウンス・アル・ウユドと大臣の娘アル・ワルド・フィル・アクマム（ばらの蕾）(第371夜‐第381夜)」
- 東洋文庫版「ウンス・ル・ウジュードとアル・ワルド・フィール・アクマームとの物語(第371夜‐第381夜)」

シャミク王にイブラーヒームという大臣がおり、その娘は美と教養、歌舞音曲に優れた素晴らしい娘で「蕾の薔薇」と呼ばれていた。王は宴会にいつも「蕾の薔薇」を侍らせていたが、ある日の宴会で、彼女は「世の歓び」という美しい若者に出会い、恋に落ちる。しかしそれを知った大臣は、王が娘を気に入っていることから大事になるのではと案じ、彼女をバハル・アル・コヌーズ海上に浮かぶ「子をなくした母の山」に幽閉する。
「蕾の薔薇」がいなくなったことを知った「世の歓び」が嘆いていると、獅子に出くわす。獅子がお世辞追従に弱いことを思い出し、持ち上げる詩を歌い自分の苦境を訴えると、獅子は一連の足跡を彼に示す。それを追っていくと、海岸に出たところで足跡が終わっている。ほど近い山の洞窟には隠者が住んでおり、その助言に従って網につないだカボチャにつかまり3日間海の上に浮かんでいると、島についた。島には城壁があり、しばらく待っていると中から宦官が出てくる。自分はイスパハーンからの漂流者だと名乗ると、宦官は同郷だと言って懐かしみ、彼を城内に招じ入れた。宦官によれば、次に扉が開くのは1年後、たっぷり備蓄した食料を補充するときだという。
一方、「蕾の薔薇」はシーツを伝って幽閉先を脱出する。漁師の助けを借りてある岸へつくと、その国の王デルパスが彼女の漂着に気づき、保護する。事情を聞いた王は協力を申し出てシャミク王に同盟を持ちかける使者を出し、「世の歓び」を娘の婿にもらうことを条件としてつけることにした。そして使者の大臣に、もし「世の歓び」を連れ帰らなければ免職すると固く言い渡した。
同盟の申し出を受けたシャミク王は、大臣イブラーヒームに「世の歓び」捜索を申しつける。国中を探索するが見つからず、やがて「子をなくした母の山」にまでたどり着く。そのころ「世の歓び」はすっかりみじめな様子に変わってしまっていて、誰も彼の存在に気づく者はなかった。
娘と会おうとしたイブラーヒームは、そこで初めて娘の姿が消えていることを知る。「世の歓び」も失踪を知り、絶望して気を失ってしまった。その姿は、至高なるもののそばにいる聖者であるかのように、人々には見えた。デルパス王の大臣はいったんあきらめて帰ることにし、気を失っている若者を一緒に連れ帰る。数日後、帰途の途中で意識をとりもどした「世の歓び」は大臣から罷免についての相談を受け、王様の前に私を出しなさいと答えた。
そして彼はデルパス王に、自分が「世の歓び」であることを明かす。デルパス王は「世の歓び」と「蕾の薔薇」の婚礼をとり仕切り、シャミク王も2人の結婚に祝福を送った。

## 黒檀の馬奇談（第414夜 - 第432夜）
- バートン版「黒檀の馬(第357夜‐第371夜)」
- 東洋文庫版「黒檀の馬の物語(第357夜‐第371夜)」

昔、ペルシャにサブールという名の王がいて、王には3人の美しい王女と、カマララクマールという名の1人の美しい王子がいた。ある春の祭りの日、3人の学者が王に贈り物をした。ヒンディー(インド)の学者の献上品は「黄金のラッパを持った黄金の人形」で、その人形は遥か彼方の敵を見つけラッパの音で追い払うものであり、ルーミ(ギリシャ)の学者の献上品は「黄金の24羽の雌孔雀と1羽の雄孔雀」で、24羽の雌孔雀は1日の24時間を表し雄孔雀が1時間ごとに別の雌孔雀の上に載り時を知らせる時計であり、ペルシャ人の献上品は「黒檀の馬」で、それに乗れば空を飛んでどこへでも行けるというものであった。王は喜び、学者たちの願いに従い、3人の姫をそれぞれ結婚させることにした。
しかし、ペルシャ人の学者と結婚することになった末の王女は、ペルシャ人が非常に高齢な醜い老人だったので結婚を嫌がり、泣き出し、それを見たカマララクマール王子はサブール王に結婚の取り止めを申し出たところ、王は黒檀の馬のすばらしさを見れば王子も考えが変わるだろうと言ったので、王子は黒檀の馬を試すことになった。ペルシャ人学者は結婚に反対した王子を快く思っていなかったので、王子が黒檀の馬に乗った際にまず上昇する栓だけを教え、それを回した王子は黒檀の馬とともに上昇し戻ってこなくなってしまった。王は怒り、ペルシャ人学者を土牢に入れた。
カマララクマール王子は遥か上空まで行き死を覚悟したが、下降の栓を見つけ黒檀の馬を制御することを覚え、空中の旅を楽しみ、夜になってアル・ヤマーン(イエメン)の都サナの王宮の屋上に降り立った。王子は王宮に忍び込み、部屋の寝台で全裸で眠っている美しいシャムスエンナハール王女を見つけ、そっと右頬にキスをすると王女は目を覚ました。王子と王女は互いが好きになり、寝台の上で語らっていたが、王子の進入に気付いた侍女と宦官が王に知らせ、王は王女の部屋に来て王子をとがめ、翌日、王の軍と王子が戦い、王子が勝てば王女は王子のものになるということになった。翌日、戦いが始まると、王子は黒檀の馬に乗り空を飛んで逃げてしまった。
カマララクマール王子はペルシャの父王の王宮に帰り、ペルシャ人学者を牢から釈放したが、美しいシャムスエンナハール王女を忘れられなかった。王子は再び黒檀の馬に乗り、アル・ヤマーンのサナの都の王宮に忍び込み、王女と再会し、互いの愛を確かめ、王女と共に黒檀の馬に乗って飛び立ち、ペルシャの父王の王宮の庭園に降り立った。王子は王女を王宮の庭園に置いてサブール王に報告に行ったが、その隙にペルシャ人学者が庭園に入り黒檀の馬とシャムスエンナハール王女を見つけ、王子の使いで王女を離宮に案内すると王女を騙し2人で黒檀の馬に乗って飛び立ってしまったため、王子が庭園に戻った時には王女はどこにも見つからなかった。王子は悲しみ、黒檀の馬が消えていることからペルシャ人学者が連れ去ったのだと考え、王女を探す旅に出た。
ペルシャ人学者はシャムスエンナハール王女を連れて黒檀の馬に乗りルーム人の国に飛んで行き、ある牧場に降り立ったが、ちょうどそのとき、その国の王が近くに来ていたため、王の奴隷たちが学者を捕まえてしまった。シャムスエンナハール王女が王にペルシャ人学者に誘拐されたと訴えたため、ペルシャ人学者は土牢に入れられた。王女は王の城に連れて行かれ、王から結婚を申し込まれるが、カマララクマール王子と離れ離れになったことを悲しみ病気になってしまった。王は数々の医者に治療をさせるが、一向に王女の病気は治らなかった。
一方カマララクマール王子は王女を探す旅を続け、ある町の宿屋で黒檀の馬とペルシャ人学者と美女の噂を聞き、その町に行き、旅の医者と言って王に謁見し、王女を診ることになった。シャムスエンナハール王女は、カマララクマール王子を見るとすぐに病気が治った。王子は王に、黒檀の馬の魔神（ジンニー）が病気の原因で、再発を防ぐには、黒檀の馬が降り立った牧場に黒檀の馬と王女を連れて行き魔神を封じる必要があると言って用意させ、そのまま王女と黒檀の馬に乗って空を飛んで逃げてしまった。王は怒り、ペルシャ人学者を死刑にした。
カマララクマール王子はシャムスエンナハール王女と黒檀の馬に乗って、ペルシャのサブール王の王宮に戻り、結婚した。王子はシャムスエンナハール王女の父に手紙と大量の贈り物を送り、結婚したことを知らせた。サナの王は喜び、カマララクマール王子は毎年贈り物を続けた。サブール王は再び王子がいなくならないようにと、黒檀の馬を壊してしまった。カマララクマール王子の末の妹は、サナの王の王子と結婚した。カマララクマール王子、シャムスエンナハール王女をはじめ全員が幸せに暮らした。

## 女ペテン師ダリラとその娘の女いかさま師ザイナブとが、蛾のアフマードやペストのハサンや水銀のアリとだましあいをした物語（第432夜 - 第465夜）
- バートン版「やりて婆のダリラーと兎とりの娘ザイナブが悪戯を行なったこと(第698夜‐第708夜)」
- バートン版「カイロの盗神アリの奇談(第708夜‐第719夜)」
- 東洋文庫版「アフマド・アッダナフとハサン・シャウマーンと女ぺてん師ザイナブが悪およびその母の物語(第698夜‐第708夜)」
- 東洋文庫版「エジプト人アリー・アッザイバクの物語(第708夜‐第719夜)」

教王アル・ラシードは盗賊「蛾のアフマード」と「ペストのハサン」を、その経歴を生かすために警備隊長に任命した。それを聞きつけた「女ぺてん師ダリラ」とその娘「女いかさま師ザイナブ」は、自分たちと同じようなごろつきが徴用されたことに嫉妬し、さらなる功名をあげようと企んだ。
まずダリラは、近衛隊長「街の禍いムスタファ」の屋敷にいく。その家には若妻がおり、ちょうど子供ができないことについて夫婦喧嘩をした直後であった。ダリラは懐妊に功徳がある長老を紹介するといい、女を連れ出す。市場にさしかかると、若い商人が女に色目を使っているので、あれは自分の娘で結婚相手を探していると言って、これも連れ出す。市場のはずれ、両刀使いの染物屋の店舗につくと、ふたりを娘と息子であるといつわり、すけべ心を刺激して屋敷の広間を借りうける。染物屋の屋敷に入ると、言葉たくみに若者らを丸はだかにさせ、財布や装飾品を奪う。さらに染物屋の店へもどり、自分が店番をするので家にいるふたりの相手をするように言って主人を追い払うと、店じゅうの財産に手をつけた。そして驢馬ひきを呼び止め、染物屋は破産したので財産をひきあげる、ついては驢馬を貸してくれ、そしてお前は借金とりがくる前に店のものをすべて打ち壊してくれと頼み、そのまま姿をくらました。
次にダリラは、商人組合総代の屋敷に行く。ちょうど娘の結納式の日で家はごったがえしており、邪魔な幼い弟が女奴隷にあずけられていた。ダリラは、子供の面倒をみているから喜捨の申出を取り次いでくれと言って弟を誘拐し、身ぐるみをはいで商売敵のユダヤ人の店に連れ込み、身柄を質に千ディナール相等の宝物を詐取する。
被害者たちのうち、先に老婆をとらえたのは驢馬ひきである。まず床屋ハッジ・マスードの家にひったているが、ダリラは驢馬ひきは気が狂っていて「驢馬をかえせ」とわめきたてるのだ、治療するには奥歯を抜いてこめかみを焼くしかない、といいくるめ、あわれ驢馬ひきは床屋の手でそのとおりにされてしまった。驢馬ひきはなおも執念深く老婆を探して再度つかまえ、今度は商人たちとともに奉行の屋敷に護送する。しかしダリラは奉行の妻に取り入り、五人は奉行が買った白人奴隷だと言って、代金をせしめて逃走した。
次の日話を聞いた奉行は、「街の禍い」からの訴えもあったため、老婆を捕まえるよう五人に指示。またも驢馬ひきが見つけて連行すると、奉行は城外に杭を打って老婆をつなぎ、一晩中見張っておくようにいいつける。ところが五人は夜中寝入ってしまい、そこへ大の甘党のベドウィン人が通りかかる。ダリラは、菓子屋と諍いをおこしたために翌日甘いものを十皿も食わなければならないのだとベドウィン人をだまし、身代わりにさせて逃げてしまった。
ここに至って一連の事件は教王に報告される。教王は「蛾のアフマード」に捕縛を命ずるが、手柄をひとりじめにしようとしたアフマードは「ペストのハサン」の協力を求めず、部下の「駱駝の背のアイユーブ」を先頭に立てて捜査にあたった。しかしアイユーブをはじめアフマードらは「女いかさま師ザイナブ」の手にかかって睡眠薬をもられ、全員身ぐるみをはがされてしまう。教王はこれを知ると、ハサンに連行を命ずる。ハサンは、彼女らが手に入れた財物を持ち主に返せば罪に問わない約束を教王にとりつけ、ダリラを教王の前に連れ出した。事件の動機を聞くと、教王はダリラを亡父がついていた鳩の管理役の職につけ、他に四十人の黒人と四十匹の犬の指揮権を与えた。
カイロの泥棒「水銀のアリ」は気晴らしに市場に出て、水かつぎから水を買う。二杯めまで捨てて三杯めを飲み、一ディナールを渡したが、水かつぎはケチであると言って怒り出した。わけを聞くと次のとおりである。
父の遺産を受け継いだ水かつぎは、殖産しようと考えて資金を集め、バクダートへ行商に出た。しかしバクダードでは金を出して水を買う習慣はなく、まったく売れない。困っていると「蛾のアフマード」があらわれ、同郷の水かつぎを懐かしんで水を所望し、二杯めまで捨てて三杯めを飲み、五ディナールを与えた。市場のひとびとはアフマードと同様に水を買い、一ディナールずつ支払ったため、たちまち千ディナールのもうけとなる。充分となったため礼を言って帰郷しようとすると、アフマードは「水銀のアリ」宛の手紙を水かつぎに託した。
身分をあかして手紙を受け取ると、手紙の内容はアリをバクダードへ招くものである。アリは子分を残してバクダードへ出た。
「蛾のアフマード」が「水銀のアリ」を呼び寄せたことを知ると、「女いかさま師ザイナブ」は色じかけでこれをだまして貴族の屋敷の井戸に閉じ込める。アリは貴族の家人の手で救助されたが、この事件によってアリはザイナブを恋してしまった。相談されたハサンはアリに知恵をさずけ、黒人の姿に変装させてダリラの家の黒人料理人に接触させる。料理人を酔わせて情報を入手すると、アリはダリラの家のすべての家人に眠り薬を盛って眠らせ、身ぐるみをはぎ、四十羽の鳩を盗み出した。目が覚めたダリラがハサンを訪ねると、鳩を返す代わりにアリとザイナブの結婚を許可するように持ちかける。ダリラは、自分に異論はないが、ザイナブの法的な後見人であるダリラの弟、天ぷら屋ゾライクの許可が必要であるという。ゾライクはもと盗賊だった男で、店先に千ディナールの財布を吊り下げて盗みの挑戦者を募っては、財布の先に結びついた鐘が鳴ると石礫を放ち、ひどい目にあわせている。
アリはまず妊婦に変装して財布を盗もうとするが、気づかれて失敗する。次に馬丁に変装するが再度失敗。三度目は蛇使いにばけるが、これも気づかれてしまう。しかしアリのしつこさを警戒したゾライクが、財布を家に持ち帰り妻に命じて台所に埋めさせると、ゾライクをつけて一部始終をみていたアリは、財布を掘り出して盗むことに成功した。すぐに気づいたゾライクはハサンの家に先回りし、アリが帰ってくるとハサンになりすまして財布を受け取って逃走する。アリもすぐに気づき、ゾライクの家にとって返して妻子を縛り、妻のふりをして財布を受け取り、とうとう入手に成功した。財布とひきかえに結婚の許可を求められたゾライクは、婚資としてユダヤ人アザーリアの娘カマーリアの、金の衣、冠、帯、靴を要求する。しかしユダヤ人アザーリアはおそろしい魔法使いで、金の衣などを奪ったものにはカマーリアとの結婚を許可しようと言っては、近寄ってくる勇者らを動物の姿に変えているのである。
アリは単刀直入にアザーリアに事情を話し、譲ってもらうよう申し入れるが、魔法使いはアリを驢馬に変え、水売りに売ってしまった。売り先で騒動を起こしたアリの驢馬が戻ってくると、今度は熊の姿に変え、熊の肉を求める男に売る。屠殺されそうなところを逃げ出したアリの熊がまた戻ってくると、アザーリアはカマーリアを立ち会わせて犬に変える。だがこのとき、一瞬人間にもどったアリの姿を見たカマーリアは、一目で恋に落ちてしまったのである。
アリの犬は親切な骨董屋に拾われるが、骨董屋の娘はアリが人間であることを見抜いた。この家にいる女奴隷のひとりがかつてアザーリアに仕えており、妖術を習得して娘にも伝えていたのである。娘と女奴隷は、自分たちと結婚することを条件に、アリを人間の姿にもどす。するとそこへカマーリアが、アザーリアの生首をもってあらわれる。カマーリアはアリへの愛から、回教徒に改宗し、その証として魔法使いの首をとってきたのだ。アリはカマーリアも妻とし、また、ザイナブを法で許された四人めの妻とするため、ダリラの家に向かう。
こうしてアリはぶじに四人の妻を得た。アフマードからアリを紹介された教王は、彼をアフマードやハサンと同等の位置につける。アリは子分たちをバクダードに呼び寄せ、教王の許可を得て警吏の職につけた。

## 漁師ジゥデルの物語または魔法の袋（第465夜 - 第487夜）
- バートン版「ジュダルとその兄(第607夜‐第624夜)」
- 東洋文庫版「商人ウマルと三人の息子、サーリムとサリームとジャウダルの物語(第607夜‐第624夜)」

昔、エジプトのカイロでオマールという名の商人が亡くなり、遺言に従い遺産は妻と長男サーレム、次男サリーム、三男ジゥデルの4人で4等分されたが、サーレムとサリームは、心優しいジゥデルが両親から可愛がられていたことを恨みに思い、ジゥデルの分を取ろうと裁判を繰り返し起こしたため、3人の財産は訴訟費用でなくなってしまった。困ったサーレムとサリームは母を騙し、母が受け取った遺産を横取りしたが、すぐに使い果たし、乞食になってしまった。ジゥデルは母を引き取り漁師をして生活を立てていたが、乞食になったサーレムとサリームが母を頼って来たため、ジゥデルは快くサーレムとサリームの面倒もみることにしたが、サーレムとサリームは働かないままだった。
ある日、何度網を打っても魚が一匹も獲れなかったので、パン屋から後払いでパンを買ったが、その次の日も次の日も不漁で、パン屋から後払いでパンを買う日が7日続いた。8日目漁場を変え、カールーン湖に行くと、牝騾馬に乗った立派な身なりをしたマグリブ人（アフリカ人、モロッコ人）がジゥデルの名を呼び、「両手を紐で縛り、湖に投げ込み、もし死んだら牝騾馬を市場のシャマヤーアというユダヤ人に渡し100ディナールを受け取って欲しい」と頼んだ。ジゥデルが男を湖に投げると、男は溺れ死に、ジゥデルは牝騾馬を市場のユダヤ人に渡し、100ディナール受け取った。ジゥデルは1ディナールでパン屋のつけを払い、肉屋と野菜屋に1ディナールずつ払い、十分な食料を得、残りの金は母に預けた。次の日もカールーン湖に行くと、同じような顔でもっと立派な身なりのマグリブ人がいて、同じことを頼み、溺れ死んだので、ジゥデルは同じく100ディナールを市場のユダヤ人から受けとった。
その次の日、カールーン湖に行くと、同じような顔で更に立派な身なりのマグリブ人がいて、同じことを頼んだが、今度は2匹の赤い魚を捕まえ、生きて湖の底から帰り、2匹の魚を瓶に入れた。男の名はアブド・アル・サマドと言い、前に死んだ2人はアブド・アル・サラームとアブド・アル・アハドと言い、市場のユダヤ人は実は回教徒でアブド・アル・ラヒームと言い、4人は兄弟であった。4人の父はアブド・アル・ワドゥドという大魔術師で、莫大な遺産を残し死んだが、4人で遺産を4等分するなか、遺産の中の「古人列伝」という魔法書を誰が相続するかで意見が分かれた。「古人列伝」には、あらゆる地中の宝の正確な情報と、神秘の記号の謎が書かれていて、父の力の源となったものであった。そこに「深知のコーヘン」という父の師が仲裁に来て、「アル・シャマルダルの秘宝」を持って来たものが「古人列伝」を相続するということになった。アル・シャマルダルの秘宝とは、古の大魔術師アル・シャマルダルの墓に眠る4つの秘宝で、魔神「轟く雷電」を封じた印璽、一振りで大軍を撃破する剣、世界中どこでも見たり破壊したりすることができる天球儀、瞼に塗れば地中の宝が見える瞼墨のことであった。アル・シャマルダルの秘宝は「紅王」の2人の王子に守られており、その王子たちは魚の姿をしてカールーン湖におり、捕まえるにはジゥデル・ベン・オマールという漁師に両手を縛られ湖に投げ込まれなければならないというものであった。さらに、アル・シャマルダルの墓はマグリブの地のファースとミクナースの近くにあり、それを開けるにはジゥデルの力が必要であった。アブド・アル・サマドはジゥデルに協力を要請し、ジゥデルは母のために1000ディナールをもらうことで協力することにした。ジゥデルは母に1000ディナール預けて、旅に出発した。
アブド・アル・サマドとジゥデルは1日で1年分の距離を歩く魔神の牝騾馬に乗って旅をし、どんなご馳走も出てくる魔法の袋を使い食事をし、5日後にはファースとミクナースの町のアブド・アル・サマドの館に着いた。館にはラマハーというアブド・アル・サマドの娘がいて迎えてくれた。
館に着いて21日目、占いによりアル・シャマルダルの秘宝を開くべき日となったので、アブド・アル・サマドとジゥデルはある川のほとりに行き、アブド・アル・サマドが祭壇を作り瓶の中の2匹の魚に呪文を唱えると、2匹の魚は2人の魔神となり、2人の魔神はカイロの漁師ジゥデルがいれば秘宝を開くと言い、ジゥデルが名乗ると2人の魔神は消えた。アブド・アル・サマドが呪文を唱えると、川の水がなくなり、門が現れた。アブド・アル・サマドはジゥデルに次のように秘宝の開け方を教えた。
「川底の門をたたくと剣士が現れ、次の門には槍を持った騎士、第3の門には射手、第4の門にはライオン、第5の門には黒人、第6の門には2匹の龍がそれぞれ現れジゥデルを殺そうとするが、いずれも幻で、ひるまなければ殺されることはなく幻は消える。第7の門にはジゥデルの母が現れるが、それに服を脱ぐように言って脅し、全部脱がせれば幻は消え第7の門が開く。中には多量の財宝があるが、それらには触ってはいけない。奥に大魔術師アル・シャマルダルの遺骸があり、その回りに4つの秘宝があるので、それを持って帰ってきなさい。」
ジゥデルは第6の門までは指示通り行ったが、第7の門で母が泣いて懇願したので、下着を脱がなくても良いと言ってしまうと、魔神たちが現れジゥデルを殴り、門の外に追いやってしまった。アブド・アル・サマドは瀕死のジゥデル助けたが、アル・シャマルダルの秘宝を開けるのは1年待たなければならなくなってしまった。
次の年、ジゥデルは指示通りに行い、4つの秘宝を持って帰って来て、秘宝をアブド・アル・サマドに渡した。アブド・アル・サマドはジゥデルにお礼に何が欲しいか尋ねたところ、ジゥデルはどんなご馳走でも出る魔法の袋を望んだ。アブド・アル・サマドは、魔法の袋では空腹は満たせても富むことはできないと言い、魔法の袋の他に宝石と金を一杯詰め込んだ袋をジゥデルに渡した。ジゥデルは魔神の牝騾馬に乗り、1日でカイロに帰った。
ジゥデルが帰ると母は乞食をしており、聞くと金は全部兄のサーレムとサリームに取られてしまっていた。ジゥデルは魔法の袋で豪華なご馳走を出し、母の空腹を満たしてあげた。そこにサーレムとサリームが現れ、ジゥデルは2人を快く迎え、沢山のご馳走を出してもてなし、残った料理は近所の乞食に分け与えた。このように10日間が過ぎたが、サーレムとサリームはジゥデルのことを妬み、ジゥデルに襲い掛かり縛りつけて、スエズの船の船長に奴隷として売り飛ばしてしまった。
サーレムとサリームはジゥデルの宝石と金の袋を山分けしたが、魔法の袋をどちらが取るかで争いになり、大声で罵り合ったので、近所の人に全ての事実が伝わってしまった。話を聞いたシャムス・アル・ダウラー王は2人は牢に入れ、魔法の袋と宝石と金を取り上げ、ジゥデルの母には日々の生活費を与えた。
ジゥデルが船漕ぎの奴隷として1年過ぎたとき、船は難破し、ジゥデルだけが生き残った。ジゥデルはジェッダ生まれの商人と出会い、ジェッダでその商人につかえて生活した。あるとき、その商人はジゥデルを連れてメッカへ巡礼の旅に出たが、ジゥデルはメッカでアブド・アル・サマドに再会した。ジゥデルはジェッダの商人に別れを告げ、餞別として商人からもらった20ディナールを通りかかった乞食に与え、アブド・アル・サマドとともに巡礼の参拝の続きを行った。巡礼の参拝を終えたとき、アブド・アル・サマドは魔神「轟く雷電」を封じた印璽をジゥデルに与えた。ジゥデルは印璽を指にはめ、指輪を擦って魔神「轟く雷電」を呼び出し、それに乗ってカイロに帰った。
ジゥデルは母に再会し、魔神「轟く雷電」に命じて、2人の兄を牢から助け出し、魔法の袋と宝石と金を取り戻し、さらに国王の財宝を全部盗み、国王の宮殿を上回る大宮殿を一夜にして造らせ、自身と、母、サーレムとサリームを住まわせた。王は驚き、オトマンという貴族をジゥデルの宮殿に遣わすが、門番をしていた「轟く雷電」に追い返されてしまった。王は兵を送るが「轟く雷電」に撃退されてしまった。そこで王は総理大臣を遣わすが、ジゥデルは総理大臣に王自身が来るように言いつけた。王自身が来ると、ジゥデルは魔法の袋と宝石と金を取ったことを責めたので、王は謝り、ジゥデルは王を許した。王はジゥデルの力をおそれ、娘を結婚させることにし、ジゥデルを王宮に招くと、ジゥデルはエル・セット・アジアー王女の美しさに恋に落ちてしまい、結婚し、王と長く仲良く暮らした。王が死ぬとジゥデルは王に即位した。
ジゥデルはサーレムとサリームを大臣に任命したが、1年すると、サーレムとサリームはジゥデルを妬み、ジゥデルを毒殺した。印璽を手に入れたサーレムは魔神「轟く雷電」に命じサリームを殺し、王となった。サーレムは、エル・セット・アジアー王妃に目をつけ、夫を失って4か月と10日再婚してはならないイスラムの教えに背いて、エル・セット・アジアーと結婚した。エル・セット・アジアーは初夜にサーレムに毒の入った飲み物を勧め、毒殺し、「轟く雷電」の印璽を悪用されないように粉々に破壊した。

## アブー・キールとアブー・シールの物語（第487夜 - 第501夜）
- バートン版「紺屋のアブ・キルと床屋のアブ・シル(第930夜‐第940夜)」
- バートン版「染め物屋アブー・キールと床屋アブー・シールの物語(第930夜‐第940夜)」

昔、アル・イスカンダリア（アレキサンドリア）に染物屋のアブー・キールと床屋のアブー・シールという者がいた。アブー・キールは染物の仕事を期日通りにしなかったり、客から預かった生地を売り飛ばしたりしたので、誰からも信用されなくなっていた。床屋のアブー・シールは、食うに困ったアブー・キールの面倒を見ていたが、そもそも床屋では収入が少ないので、窮乏していた。そこで、2人は新しい土地をめざし、船に乗って旅に出た。
2人は食料を持たずに船に乗ったが、乗客が140人の大きな船だったので、床屋のアブー・シールが船上で床屋を始め、代金の換わりに食料をもらったので、沢山の食料が手に入った。床屋のアブー・シールは船長の頭も剃ってあげたので2人は船長から夕食に誘われたが、染物屋のアブー・キールは部屋に残り、床屋のアブー・シールが入手した食料を一人で全部食べてしまった。翌日もその次の日も、床屋のアブー・シールは船上で床屋をして食料を入手し、船長に夕食に呼ばれ、その間、染物屋のアブー・キールが食料を全部食べてしまうということが続いた。
船に乗って21日目に船は港に入り、2人は船から降り、宿屋に入った。床屋のアブー・シールは早速露天で床屋を始め、その日の稼ぎで食料を買い、2人で食べたが、染物屋のアブー・キールは何もせず、宿屋で寝ているだけであった。このように40日過ぎたとき、床屋のアブー・シールは病気になって寝込んでしまったが、染物屋のアブー・キールは食事を用意する人がいなくなったので、寝込んでいる床屋のアブー・シールから金を取り上げ、宿屋を出て行ってしまった。
染物屋のアブー・キールは、床屋のアブー・シールから取った金で飲み食いし町を歩き回ったが、町の人の服が青の染物しかないことに気付き、また、町の染物屋の相場が、アル・イスカンダリアでは半ドラクム程度の仕事が20ドラクムもすることを知った。染物屋のアブー・キールは、町の王にいろいろな色で染色できる染物工場を作ることを進言し、そのために資金援助を願い出たところ、王は許可した。アブー・キールの染物工場でできる色とりどりの布地に王は大変喜び、沢山の褒美を与えた。アブー・キールの染物屋は大変繁盛し、町一番の金持ちになった。
一方、床屋のアブー・シールは、金を全部取られて、病気で宿屋で寝ていたが、宿屋の門番が気の毒に思いアブー・シールの費用を払い看病してくれたので、2ヵ月後には回復して町に出られるようになった。町に出ると、染物屋のアブー・キールが大金持ちになった話を聞いたので、会いに行ったが、染物屋アブー・キールは床屋アブー・シールに会うなり棒で100回たたいて追い返してしまった。床屋のアブー・シールは泣きながら宿屋に帰った。
床屋のアブー・シールは、翌朝浴場(ハンマーム)に行こうとしたが、町に浴場が無いことを知り、王に浴場の利点を説いて、浴場建設の資金提供を願い出たところ、王は許可した。浴場が出来上がると、まず王が入浴し、その心地よさに感激した。王は入浴料として千ディナール払い、他にも沢山の褒美を与えた。入浴料は、入浴した者の資力と寛大さにより入浴した者が決めることになった。王の後は貴族たちが入浴し、アブー・シールは多額の入浴料と褒美をもらった。次の日から3日間は無料とし、沢山の人が入浴した。さらに、王妃が入浴を希望したので、午前は男、午後は女の入浴時間とし、さらに多くの人が入浴した。
染物屋アブー・キールは、床屋アブー・シールの浴場が大繁盛し大金持ちになったことを聞き、入浴しに来た。床屋アブー・シールは棒で100回打たれたことを恨みに思っていたが、染物屋アブー・キールが弁解すると許した。染物屋アブー・キールはお詫びの印として、ヒ素と生石灰を混ぜて脱毛剤を作ることを床屋アブー・シールに教えたが、その足で王のところに行き、「床屋アブー・シールがヒ素と生石灰で王を毒殺しようとしている」と嘘を言った。王は真偽を確かめるため総理大臣を連れて浴場に行き入浴したが、床屋のアブー・シールが脱毛剤を薦めたので、総理大臣に使わせたところ、毛が抜け落ち、王は毒だと思い床屋のアブー・シールを捕まえ、袋に入れ、その袋に消石灰を満たして海に沈めて死刑にするように言った。しかし、死刑に当たった船長が、以前、床屋アブー・シールの浴場を金の無いときに使わせてもらった恩があったので、離れ小島に床屋アブー・シールを匿い、袋だけを海に沈めた。王は城の窓から袋が沈むのを見ていたが、そのとき誤って魔法の指輪を海に落としてしまった。その魔法の指輪は、手を振ると指輪から稲妻でて、前にいる者の首を刎ねることができるというものであった。
床屋のアブー・シールは離れ小島で釣りをして魚を食べて過ごしたが、釣った魚から王のなくした魔法の指輪を見つけた。床屋アブー・シールは王に魔法の指輪を返し、脱毛剤は染物屋アブー・キールの策略だったことを言い、王の誤解を解いた。王は、染物屋アブー・キールを捕らえ、床屋アブー・シールの嘆願にもかかわらず、袋に入れ生石灰を満たし海に沈めて死刑にした。
床屋アブー・シールは王にいとま乞いをし、稼いだ大量の金を持って故郷のアル・イスカンダリアに帰る船に乗った。アル・イスカンダリアに着くと、海辺に染物屋アブー・キールの遺体の入った袋が流れ着いた。床屋アブー・シールは手厚く葬り、墓を建てた。床屋アブー・シールは幸せに暮らした。

## 匂える園の道話（第502夜 - 第505夜）
匂える園の話

### 三つの願いごと
- バートン版「三つの願い『神の夜』を見たがった男の話(第596夜)」
- 東洋文庫版「聖断の夜に三つの願いをかけた男の話(第596夜)」

ある善い行いの男が、ある日、三つの願い事がかなう「全能のかないの夜」を迎えた。一つ目の願いに、大きな一物を願ったところ、大きくなりすぎてしまった。二つ目の願いに、小さくするよう願ったところ、一物はなくなってしまった。しかたなく、三つ目の願いに元通りにするよう願い、元に戻った。この話の教訓は、持っているもので満足すべきだということである。

### 若者と風呂屋のあんま
- バートン版「大臣の息子と風呂屋の女房(第584夜)」
- 東洋文庫版「浴場主とその妻の話(第584夜)」

腕のいい風呂屋のあんまが、大臣の若く美しい息子にマッサージをしていると、一物が榛の実ほど小さいのが見えた。大臣の息子に話すと、女をまだ知らないため大きくならないのだろうと言い、あんまに金を渡して女を世話して欲しいと言った。あんまは、小さ過ぎて安全だと思い、金を自分の物にし、自分の若くて美しい妻を風呂に連れて行った。大臣の息子の一物は、あんまの妻を見ると巨大になり、妻を貫いた。あんまの妻は、美しく逞しい大臣の息子に夢中になり、あんまと別れた。あんまは絶望し自殺した。この話の教訓は、見た目で判断してはいけないということである。

### 白にもいろいろ
- バートン版「遊治郎の策略と貞節な妻(第580夜)」
- 東洋文庫版「道楽ものと貞節な妻女との話(第580夜)」

ある男が人妻に横恋慕をしたが、人妻は相手にしなかった。その男は復讐を考え、その家の若い下男と仲良くなり、家人がいないときに家に入れてもらい、こっそり人妻の寝床に卵白を垂らした。家の主人が帰り、寝床にしみを見つけ、男の精液だと思い、人妻を縛り、殺そうとした。若い下男はしみの元をフライパンに集め、火で炙ったところ、卵白であることが分かり、夫は妻に謝り、100ディナールの金の首飾りを贈り、夫婦は仲直りした。この話の教訓は、白にもいろいろあり、違いを見分けることが重要ということである。

## 陸のアブドゥッラーと海のアブドゥッラーの物語（第505夜 - 第515夜）
- バートン版「漁師のアブズラーと人魚のアブズラー(第940夜‐第946夜)」
- 東洋文庫版「陸のアブド・アッラーフと海のアブド・アッラーフの物語(第940夜‐第946夜)」

昔、アブドゥッラーという名の貧しい漁師がいた。彼には妻と9人の子がいたが、財産は網しかなく、その日の漁でパン屋のアブドゥッラーからパンを買い、不漁の時は、つけでパンを買って一家を養っていた。
10人目の子が生まれた日、網を打つと、上半身は人間で腰から下は魚の男の人魚が網にかかった。人魚の名はアブドゥッラーと言い、毎朝ここで陸の果物と海の宝石を交換しようという話になり、手始めに、人魚のアブドゥッラーは、漁師のアブドゥッラーに真珠、珊瑚、エメラルド、ヒヤシンス石、ルビーなどの宝石を渡した。
漁師のアブドゥッラーは、恩人のパン屋のアブドゥッラーに宝石の半分を渡し、残りの宝石は家に持って帰った。翌朝、漁師アブドゥッラーは、籠一杯の果物を持って人魚アブドゥッラーと会い、籠一杯の宝石と交換し、その宝石を市場の宝石商に売ろうとした。宝石商は貧乏なのに宝石をもっていることを怪しみ、王妃の宝石が盗まれたことを思い出し、漁師アブドゥッラーを捕まえ、アブドゥッラー王の前に突き出した。しかし、漁師アブドゥッラーの宝石は王妃の物ではないことが分かり、漁師アブドゥッラーは釈放された。王は漁師アブドゥッラーから話を聞き感心し、彼を王女「栄え」と結婚させ大臣とし、また宝石の半分を持っていたため共犯者として捕まるのではないかと恐れていたパン屋のアブドゥッラーを第2の大臣とした。その後1年間、毎朝漁師アブドゥッラーは人魚のアブドゥッラーと会って、籠一杯の果物を籠一杯の宝石と交換した。
ある日、人魚のアブドゥッラーは漁師アブドゥッラーに家に招待したいと言ったので、漁師アブドゥッラーは裸になり、水中でも息ができるようダンダーンという魚の肝油からできた薬を体中に塗り、海の中に入って行った。海の中では、人魚の子らが漁師アブドゥッラーを見て、魚の尾ではなく尻と足があることを珍しがり騒いだので、海の王様も興味を持って、漁師アブドゥッラーを海の王宮に召し出した。王宮では、王と百官が漁師アブドゥッラーの尻と股間をじろじろ眺め、珍しさから大笑いした。漁師アブドゥッラーは大量の宝石を持って帰ったが、二度と人魚アブドゥッラーに会おうとはしなかった。漁師アブドゥッラーとパン屋アブドゥッラーは、アブドゥッラー王とともに幸せに暮らした。

## 黄色い若者の物語（第515夜 - 第526夜）
- バートン版「ハルン・アル・ラシッド教主とオマンの商人アブ・ハサンの話(第946夜‐第952夜)」
- 東洋文庫版「教王ハールーン・アッラシードとアブー・アルハサン・アルオマーニーの物語(第946夜‐第952夜)」

ある夜、教王（カリーファ）ハールーン・アル・ラシードが大臣ジャアファル・アル・バルマキーと大臣アル・ファズル、寵臣アブー・イスハーク、詩人アブー・ヌワース、御佩刀持ちマスルール、警察隊長「蛾のアフマード」を引き連れ、商人に変装してバグダードの町を歩いていると、美しい歌声が聞こえた。教王たちが歌声のする館の主にもてなしを求めると許された。館では、豪勢な夕食を振舞われ、歌声の主である館の主の妻セット・ジャミラの美しい歌を聴き一同楽しんだが、教王は館の主の顔色が黄色いのに気付き、なぜ顔色が黄色いか尋ねたところ、館の主は次のような話をした。
館の主の名前はアブール・ハサン・アル・オマーニといい、オマーンの豪商の一人息子であった。父が死ぬと、アブール・ハサンは30隻の船を含む莫大な遺産を相続したが、その船の船長が持って来たバスラとバグダードからの異国の果物を見ると、どうしても旅に出てバグダードを見たくなり、一隻の船を残して全財産を売却し、得た金を持って残した船に乗りバグダードに向かった。
バグダードに着いたアブール・ハサンは、カルン・アル・シラートにあるひときわ美しい建物の前の美しい白衣の老人に目を留めた。その老人はターヘル・アブール・オラといい、そこは、その老人の経営する館で、金を払えば、美女と夜を共にできる所であった。アブール・ハサンは、まず一番安い一夜10ディナールの女を1か月前払いで申し込んだ。部屋に入ると女は美しい美女で、2人の美しい女奴隷を従えており、おいしい料理を食べ、飲み物を飲み、菓子を食べ、抱き合い1か月は快楽のうちに過ぎた。次にアブール・ハサンは一夜20ディナールの女を1か月前払いで申し込んだ。部屋に入ると女は前の女より美しいフランク人で、4人の美しい女奴隷を従えており、もっとおいしい料理を食べ、もっとおいしい飲み物を飲み、もっとおいしい菓子を食べ、抱き合い1か月はさらなる快楽のうちに過ぎた。
アブール・ハサンは、最も高い一夜500ディナールの女を1か月前払いで申し込んだ。女は、白衣の老人ターヘル・アブール・オラの娘で、絶世の美女であった。アブール・ハサンは夢中になり、全財産を使い果たすまで、泊まり続けた。金がなくなると、女もアブール・ハサンを好きになっていたので、女は自分の500ディナールをアブール・ハサンに渡し、アブール・ハサンがその金で支払いを行い、金を受け取ったターヘル・アブール・オラはその金を給料として娘に渡す、という具合に金を循環させて泊まり続けたが、1年後ついにターヘル・アブール・オラに見つかり、アブール・ハサンは館を追い出されてしまった。
アブール・ハサンは金が無いためバスラに行く船に船員として乗り込み、バスラに行った。バスラでは、父の友人と言う食料品商に出会い、そこで1日銀貨1ドラクムの給料で100ディナール貯まるまで働いた。すると、宝石を積んだ貿易船が入港し、その船から宝石を一袋買った男がアブール・ハサンの父の友人で、宝石1袋を100ディナールで売ってくれた。アブール・ハサンは、店を借り、宝石を売り、利益を上げた。
ある日、宝石に袋の中にあった呪文が彫られた赤い貝殻を買いたいという男が現れた。男は最初20ディナールで買うといったが、アブール・ハサンが売らないでいると、最後には3万ディナールまで買値を上げた。アブール・ハサンが売ると、男は次のように語った。
「この貝殻の効能を教えよう。インドの王に美しい王女がいたが、王女は激しい頭痛持ちで、どんな医者でも治せず、自殺防止のため部屋に鎖で繋がれていた。インド王はバビロン人の賢者サアダッラーに頼み、この貝殻の護符を作ってもらったところ、王女の頭痛はたちどころに直った。しかし、王女は貝殻の護符を誤って海に落とし失くしてしまい、激しい頭痛が再発してしまった。賢者サアダッラーは既に死んでいたため、作り直すことはできず、必死になって探していたもので、100万ディナールでも私は買ったであろう。」
アブール・ハサンは、100万ディナールを儲け損ねたことを知り、その時以来、顔色が黄色くなってしまった。
アブール・ハサンは十分な金が貯まったので店を売ってバグダードに行くと、ターヘル・アブール・オラの館は荒れ果てており、聞くと、ターヘル・アブール・オラの娘は、アブール・ハサンがいなくなったので悲しみ病気になり、それを悲しんだターヘル・アブール・オラは館をやめてしまい、アブール・ハサンを探しているということであった。アブール・ハサンがターヘル・アブール・オラの娘に再会すると病気は治り、2人は結婚し、幸せに暮らした。
翌日、教王はアブール・ハサンを王宮に召し出し、100万ディナール儲け損ねた穴埋めとして、バグダード、バスラ、ホラーサーンの年貢1年分を与えた。アブール・ハサンの顔色の黄色は取れ、アブール・ハサンは教王に感謝し、家族と共に幸せに暮らした。

## 「柘榴の花」と「月の微笑」の物語（第526夜 - 第549夜）
- バートン版「海から生まれたジュルナールとその子のペルシャ王バドル・バシム(第738夜‐第756夜)」
- 東洋文庫版「ホラサーンのシャフルマーン王の物語(第738夜‐第756夜)」

昔、ホラーサーンの海に面した王都「白い都」にシャハラマーンという王がいた。ある日、奴隷商人が得も言われぬ美しい乙女を献上したので、王は1万ディナールで買い受け、1年間その乙女のみと過ごしたが、乙女は一言も話さなかった。ある日、王がいつものように乙女を喜ばせ、話させようとしていると、ついに乙女が言葉を発し、王の子を身ごもったと話した。王は大いに喜んだ。
乙女の名はグル・イ・アナール（ジュルナール）「柘榴の花」といい、海中の国の王女で、母は海の女王「いなご」陛下、兄はサーリハ王子であったが、ある日、「柘榴の花」は「いなご」陛下とサーリハ王子とささいなことで喧嘩してしまい、海の宮殿を出て陸上で寝ていたところ、男に捕まって、奴隷商人に2000ディナールで売られ、その奴隷商人から王が買ったのであった。奴隷とされた悔しさから一言もしゃべらなかったが、王の愛を確信し、身ごもったので言葉を発したのであった。
「柘榴の花」がコモール島の伽羅木を香炉に入れ口笛を吹いて呪文を唱えると、海の中からサーリハ王子と「いなご」女王と5人の「柘榴の花」の従兄弟が現れ、飛び上がり、窓から王宮の部屋に入って来た。「柘榴の花」たちは互いの再会を喜び、シャハラマーン王は客人を歓待した。
ほどなく「柘榴の花」は美しい男の子を産み、男の子は「月の微笑」と名づけられた。サーリハ王子は「月の微笑」を抱いて海の中に飛び込み、水中でも息ができ、服も濡れない力を与えた。「月の微笑」はすばらしい少年に成長したが、14歳の時、父王シャハラマーンが亡くなり、王に即位した。
「月の微笑」が17歳になったある日、「月の微笑」が長椅子で横になっていると、眠っていると思ったサーリハ王子と「柘榴の花」は、「月の微笑」に相応しい結婚相手の話を始め、海の国のサラマンドル王の娘の「宝玉姫」が最も美しく相応しいが、父であるサラマンドル王が反対するだろうと話し合っていた。「月の微笑」は、最も美しいという「宝玉姫」を恋しく思い、伯父のサーリハ王子に仲介を頼む。サーリハ王子は迷いながらも引き受け、「月の微笑」を連れて「いなご」女王の宮殿まで行った。
サーリハ王子は「月の微笑」を宮殿に残し、サラマンドル王の所へ行き、「宝玉姫」と「月の微笑」の結婚を願い出るが、サラマンドル王は断り、サーリハ王子のお供と、サラマンドル王の兵士の間で戦争が始まってしまった。戦いに驚いた「宝玉姫」は、お気に入りの女奴隷「天人花」を連れてある無人島に逃げた。一方、「いなご」女王の宮殿の「月の微笑」は、自分の為に戦争が始まったことに困り、「白い都」に帰ろうとしたが、道に迷い、「宝玉姫」が逃れた無人島に着いた。戦いはサーリハ王子の大活躍で、サーリハ王子の勝利となり、サラマンドル王は捕らえられてしまった。
「宝玉姫」に会った「月の微笑」は愛を告白するが、「宝玉姫」は王の宮殿に攻め込んで来たことの仕返しに、魔法で「月の微笑」を美しい鳥に変え、女奴隷「天人花」に命じて水のない無人島に捨てさせようとした。「天人花」は「月の微笑」をかわいそうに思い、別の無人島に捨てた。無人島に捨てられた「月の微笑」の鳥は鳥網打ちに捕まり、鳥網打ちからその土地の王に売られたが、王の妃が鳥の正体に気付き、魔法を解いてくれた。王は「月の微笑」に帰国するための船を与えた。
しかし、「月の微笑」の乗った船は嵐のため沈没し、溺れない加護を持つ「月の微笑」だけがある島にたどり着いた。その島には多くの騾馬と驢馬がいて、悲しそうに「月の微笑」に島から出て行くように仕草で示していた。「月の微笑」は町の入り口の薬種商のアブデルラハマーン老人から、騾馬と驢馬たちはアルマナク女王に魔法を掛けられた若者であることを教えてもらった。そこにアルマナク女王が現れ、「月の微笑」に魔法を掛けないと約束して宮殿に連れて行った。アルマナク女王は巧みな愛撫で「月の微笑」を悦ばせ、2人は40日間快楽を尽くした。40日目の夜「月の微笑」がふと目を覚ますと、アルマナク女王が不思議なお菓子を作っていたので、気付かれないよう眠った振りをし、翌朝早くアブデルラハマーン老人ところへ行くと、その菓子は人を騾馬や驢馬に変える魔法の菓子で絶対食べてはいけないと教えてもらい、同じ菓子をもらって宮殿に帰った。宮殿ではアルマナク女王がお菓子を勧めて来たので、食べた振りをし、アブデルラハマーン老人からもらったお菓子をアルマナク女王に食べさせ、アルマナク女王が言った呪文をオウム返しに言うと、アルマナク女王は牝驢馬になった。「月の微笑」はアルマナク女王の牝驢馬をアブデルラハマーン老人に渡した。アブデルラハマーン老人は魔神「電光」を呼び出し、「月の微笑」を「白い都」まで送った。
「白い都」に戻った「月の微笑」は、母「柘榴の花」との再会を喜び、アッラーに感謝した。「月の微笑」はサラマンドル王を自由にし、「宝玉姫」との結婚を願い出て許可を得た。サラマンドル王は、「宝玉姫」が隠れている無人島に人を遣り「宝玉姫」を連れ帰らせると、「宝玉姫」も「月の微笑」との結婚に同意し、2人は結婚し、幸せに暮らした。

## モースルのイスハークの冬の一夜（第549夜 - 第551夜）
- バートン版「モスルのイシャクとその恋人と悪魔(第695夜-第696夜)」
- 東洋文庫版「イスハーク・アルマウシリーと奴隷娘と盲人（悪魔）の物語(第695夜-第696夜)」

ある冬の嵐の夜、モースルの歌手イスハークが家で美しい乙女サイーダのことを想っていると、嵐の中サイーダが訪ねて来た。家の中に招き入れると、サイーダが「乞食の歌が聞きたい」と言った。表を見ると丁度盲人の乞食がいたので、盲人なら女とのことを見られないだろうと思い、家の中に招き入れた。乞食は主人がまず歌うべきだと言い、歌の名人イスハークに歌わせたが、「完全な歌手までもう少しだ。」と言った。次にサイーダに歌わせたが、乞食は途中で歌を遮り、「まだまだだ」と言った。乞食が歌うと、イスハークも脱帽する上手さであったが、サイーダとイスハークの愛撫を見ているかのような歌詞だったので、イスハークは立腹した。乞食は「手洗いに行きたい」と言って部屋を出ると消えてしまった。イスハークが振り返るとサイーダも消えていた。悪魔が見せた幻だったのであろうか。

## エジプトの百姓とその色白き子供たち（第551夜 - 第554夜）
- バートン版「上エジプトの男とフランク人の妻(第894夜‐第896夜)
- 東洋文庫版「カイロの領主シュジャーウ・アッディーン・ムハンマドと褐色男の物語(第894夜‐第896夜)

カイロの太守ムハンマドが上エジプトを巡視した際、ある百姓の子が白人であるのを見つけ、その理由を百姓に聞いた。
百姓は昔、エジプトの亜麻の栽培人で、取れた亜麻をシリアのアッカーで売って儲けていた。当時アッカーはキリスト教徒の支配下で、百姓は亜麻を買いに来た美しい白人女に恋をし、白人女と一緒にいた老女に仲介を願った。老女は50ディナールを請求し、払うと、白人女は百姓の宿に来たが、百姓は白人女がイスラム教徒でないことを気にして手を出せなかったので、白人女は怒って帰ってしまった。翌朝別れた後、百姓は後悔し、再度老女に今後は100ディナールで仲介を頼むが、やはり手を出せなかった。翌朝別れた後、やはり後悔し、再度老女に仲介を頼み、今度は500ディナールを払うことを約束するが、キリスト教徒との戦争が始まり、百姓はダマスに逃げた。
3年後、戦争は帝王サラッディーンの勝利に終わり、アッカーはイスラム教徒の支配地となった。百姓は豪商となっていた。ある日、百姓は帝王サラッディーンに女奴隷を100ディナールで売ったが、帝王には手元に90ディナールしかなかったので、10ディナールの代わりに好きな捕虜をもらえることになったが、見るとアッカーで別れた白人女がいたので百姓はその女をもらった。百姓は自分の思いを伝え、白人女も百姓が好きであることを伝え、イスラム教に改宗し、2人は結婚した。アッカーの老女は、実は白人女の母親で、百姓が払った金は包みを閉じたままで百姓に返された。2人は百姓の故郷のエジプトに帰り、子を作り、幸せに暮らした。

## カリーフと教王（カリーファ）の物語（第554夜 - 第576夜）
- バートン版「バグダッドの漁師ハリファー(第831夜‐第845夜)」
- 東洋文庫版「バグダードの漁師ハリーファ(第831夜‐第845夜)」

昔、バグダードにカリーフという貧しく下品な漁師がいた。ある日、川で網を打つと、水の中から片目でみすぼらしい猿が獲れた。再び網を打つと、今度は美しい雌猿が獲れた。みすぼらしい猿はカリーフの運命を表す猿で、美しい雌猿は裕福なユダヤ人両替商アブー・サアーダの運命を表す猿であった。雌猿に言われて3度目の網を打つと、今度は見事な魚が取れた。雌猿はカリーフに、その魚をアブー・サアーダの所に持って行き、魚を渡すのと引き換えに「私の猿とカリーフの猿を交換する」とアブー・サアーダに言わせるよう言った。カリーフはその通り行い、川に戻って来て網を打つと、今度は大量の魚が取れ、丁度そこに大勢の人が通りかかり、魚はたちまち売れて、カリーフは100ディナールを儲けた。カリーフはお金の隠し場所に困り、袋に入れて首からかけていたが、網を打った拍子に川に落としてしまい、服を脱いで水の中を探したが見つからず、岸に上がると、脱いだ服がなくなっていた。
一方、御用商人の宝石商イブン・アル・キルナスは、「心の力」と言う名の女奴隷を買い、教王（カリーファ）ハールーン・アル・ラシードに献上したところ、教王は非常に気に入り、1万ディナールで買取り、その日以来、政務も忘れ、誰にも会わず、「心の力」との楽しみだけに没頭してしまった。大臣ジャアファル・アル・バルマキーは政務が滞ることを心配し、金曜日の礼拝に教王が出てきた時に話しかけ、散歩に誘い出した。丁度、教王が散歩で川辺に来たとき、服をなくしたカリーフに出会った。
カリーフは教王を服泥棒と思い、服を返すようやかましく言ったので、教王は自分が着ている宝石のちりばめられた上着をカリーフに与えた。さらに、カリーフは教王に漁を手伝うように言い、教王が網を打つと、大量の魚が取れた。カリーフは教王に大きな籠を2つ持ってくるように言ったが、その機に教王は逃げ、ジャアファルに再会し、お供の宦官たちにカリーフの魚を持ってきたものには一匹に1ディナール与えると言ったので、宦官たちは争ってカリーフのところに行き、魚をほとんど奪って戻ってきた。しかし、宦官長のサンダールは出遅れたため遅く着き、最後に残った2匹の魚を買い取り、手持ちの金がなかったので翌日宮殿に取りに来るようカリーフに言った。
その一方、教王が散歩で留守中、教王の正后ゾバイダは「心の力」を妬み、「心の力」を騙して宴に誘い、料理に麻酔薬を混ぜて飲ませ、麻酔にかかった「心の力」を箱に詰めて、宮殿の外で箱の中身が分からないまま競売に掛けて売り払うよう指示し、宮殿内では「心の力」が死んだとふれさせて、葬式を行い、墓を建てた。散歩から帰った教王は「心の力」が死んだと聞いて、塞ぎ込んでしまった。
翌日、カリーフは宦官長サンダールを訪ね宮殿に来たが、教王に呼ばれて謁見の間に通された。教王はアッラーが定めたカリーフの運命を見ようと、20枚の紙に教王位、王族位、大臣位、1000ディナール、1ディナールなどと書き、もう20枚の紙に絞首刑、投獄、棒打ちなどと書き、金の壷に入れてカリーフに引かせた。カリーフは100回棒打ちの紙を引いたので、100回棒で打たれた。大臣ジャアファルは気の毒に思い、再度引かせるが、くじを見たジャアファルは、紙には何も書かれていないと言った。3度目のくじを引くと、1ディナールと出たので、カリーフは1ディナールを与えられて部屋から出された。そこに宦官長サンダールが現れ、昨日の魚の代金として100ディナールをカリーフは受け取った。
カリーフが宮殿を出ると、丁度「心の力」が入れられた箱が競売に掛けられていた。カリーフは勢いで101ディナールで箱を競り落とした。荷担ぎ人足ゾライクは頼まれもしないのに箱を担いでカリーフの家まで一緒に行ったが、金がないので何ももらえなかった。カリーフが箱を開けると、「心の力」が出て来た。
「心の力」は宝石商イブン・アル・キルナスに手紙を書いて資金を用立ててもらい、カリーフを風呂屋に行かせ、美しい服を与え、礼儀作法と上品な言葉使いを教え、新しい住居を用意した。カリーフは教王に謁見を求め、上品になったカリーフの変貌に驚いている教王に、新居への訪問を願い出た。新居に来た教王は「心の力」と再会し、非常に喜び、カリーフを地方の太守に任命し、「心の力」が選んだ美しい乙女を妻として与え、宴席の友とされた。カリーフたちは教王の庇護のもと幸せに暮らした。

## ハサン・アル・バスリの冒険（第576夜 - 第615夜）
- バートン版「バッソラーのハサン(第778夜‐第831夜)」
- 東洋文庫版「商人と金細工師と銅細工師を営みむふたりの息子、および金細工師の息子ハサンとペルシア人の詐欺師にまつわる物語(第778夜‐第831夜)」

昔、ペルシャとホラーサーンの王で、インドとシンドとシナ(中国)の国々とオクスス河(アムダリヤ川)の彼方を領有するケンダミル王という王がいた。王は物語好きだったが、ほとんどの物語を聞いてしまったので、新しい物語を物語師アブー・アリに所望したところ、アブー・アリは1年の猶予を求め、1年以内に新しい物語を見つけられなければ死刑になることになった。アブー・アリは5人の白人奴隷を呼び、一人をインドとシンドの地域、一人をペルシャとシナの地域、一人をホラーサーンの地域、一人をマグリブの国々、最後のムバラクをエジプトとシリアの国々に派遣し、「ハサン・アル・バスリの冒険」という物語を探すよう命じた。最初の4人は11ヵ月後虚しく帰った。ムバラクは、エジプトでは見つけられず、ダマスで物語の名人イスハーク・アル・モナッビー老人を見つけ、お願いしたところ、イスハーク老人は、条件として「無知の者、偽善者、学校教師、馬鹿者、不信者には物語の価値が分からないので物語を聞かせない」ということで「ハサン・アル・バスリの冒険」を教えてくれた。ムバラクは書き取り、アブー・アリの元へ急いで帰り、1年の猶予ぎりぎりで物語を届けた。その物語とは次のようなものであった。
昔、バスラにハサンという名の青年がいた。父が死に多額の遺産を相続したが放蕩で使い果たし、母から金をもらい金銀細工の店を始めていた。ある日、店にペルシャ人の男が来て、銅の盆に魔法の粉を掛け金に変えて見せ、ハサンに錬金術を教えてやると言ったので、ハサンは弟子入りしたが、ペルシャ人はハサンを麻酔薬で眠らせ、箱に入れ、船に積み込んで出帆した。ハサンがいなくなったので母は嘆き悲しんだ。
ペルシャ人は拝火教徒で、名はバーラムと言った。バーラムは「雲が峰」の麓で船から降り、ハサンを箱から出した。バーラムが雄鶏の皮を張った銅の小太鼓を叩くと大きな黒馬が現れ、黒馬は2人を乗せて切り立った「雲が峰」を登り、2人を頂上に置いて消えた。バーラムがハサンに「ここからは逃げられないぞ」と言ったので、ハサンはバーラムから小太鼓を奪い取り、峰から突き落として殺した。頂上の回りは切り立っていたが、高原に続いていたので、そちらに歩いていくと黄金の宮殿があった。
ハサンが黄金の宮殿に入ると、2人の美しい乙女「薔薇の蕾」とその姉「天人花の実」がいたが、「薔薇の蕾」はハサンを気に入り、義弟にすると誓った。そこへ上の姉たち「暁の星」「宵の星」「紅瑪瑙」「エメラルド」「アネモネ」の5人が狩から帰ってきた。7人の姉妹は魔神(ジン)の王の娘で、魔神の王は、娘たちを男から隔離し、結婚させないために、「雲が峰」の頂上の宮殿に住まわせていたのであった。7人の姉妹はみんなハサンを気に入り、姉弟のように宮殿で暮らした。
ある日、乙女たちは、父である魔神の王の宮殿に出かけることになった。「薔薇の蕾」はハサンに「留守中どの部屋に入っても良いが、ただトルコ石の鍵の部屋だけは入ってはならない」と言い残し、ハサンを一人残して7人の姉妹は出て行った。ハサンは禁じられた部屋が気になって、ついに言い付けを破りその部屋に入ってしまった。
部屋には梯子があり、屋上まで続いていた。ハサンが屋上に出ると、そこは美しい空中庭園で、中央には大きな湖があった。ハサンが庭園の美しさに見とれていると、突然10羽の大きな白い鳥が湖に舞い降り、羽衣を脱ぎ捨てると、10人の美しい全裸の乙女たちになり水浴びを始めた。水浴びが済むと、10人の中で最も美しい乙女が湖に面した玉座に裸のまま座り、他の乙女たちはそれに従った。ハサンは隠れて玉座に座る乙女を見つめ、恋に落ちてしまった。しばらくすると乙女たちは再び羽衣を着て鳥の姿になり飛び立ってしまった。
その日からハサンは毎晩空中庭園に行ったが、再び乙女たちが来ることはなく、ハサンは恋の苦しみからやつれてしまった。そこに7人の姉妹が父の宮殿から帰って来た。「薔薇の蕾」はやつれたハサンを見つけ理由を聞くと、ハサンは始め言い付けを破ったことを恥じて答えなかったが、ついに本当のことを話した。「薔薇の蕾」は、乙女が座った場所から、その乙女が「薔薇の蕾」の父を遥かに上回る魔神の大王の7人の娘の末っ子の「耀い姫」であり、毎月新月の日にこの湖に遊びに来ること、姫を捕まえるには羽衣を奪い、髪の毛を掴んで引っ張れば言うことを聞くということをハサンに教えた。
次の新月の日、ハサンが空中庭園に隠れていると、鳥の姿の乙女たちが飛来し、羽衣を脱ぎ水浴びを始めた。ハサンが「耀い姫」の羽衣を奪うと、気付いた「耀い姫」は叫び声を上げ、驚いたお供の乙女たちは我先に羽衣を取り、鳥の姿になって、「耀い姫」を一人残し飛び立って行ってしまった。ハサンは裸の「耀い姫」を追いかけ、髪を掴んで宮殿の自分の部屋に連れて行った。「薔薇の蕾」ら7人姉妹は「耀い姫」にハサンの長所を説いて説得し、ハサンも美しい詩を吟じたため、「耀い姫」もハサンの長所を認め結婚に同意した。「薔薇の蕾」は「耀い姫」に美しい服を着せ、結婚の儀式を行った。ハサンと「耀い姫」はそれから40日間愛し合ったが、ハサンは残してきた母が気になり、家に帰ることにした。
ハサンは魔法の小太鼓を使い何頭かの馬を呼び出し、「耀い姫」と大量のお土産を持ってバスラに帰り母と再会した。ハサンの母は魔神の大王の王女にはバスラよりバグダードの都の方が良いと考え、バグダードに引っ越し、「耀い姫」はそこでナセルとマンスールという双子の男の子を産んだ。ある日、ハサンが「薔薇の蕾」に会うため一人出発し留守にしたとき、「耀い姫」が公衆浴場(ハンマーム)に行ったところ、あまりの裸身の美しさに都中の女の噂になり、教王（カリーファ）ハールーン・アル・ラシードの正后ゾバイダの耳にまで達し、ゾバイダ妃は「耀い姫」を召し出した。謁見した「耀い姫」が「空を飛ぶことができる」と言ったので、ゾバイダ妃は見たいと言い、ハサンの母はしかたなく隠してあった羽衣を「耀い姫」に渡したところ、「耀い姫」は2人の子どもを連れて飛び立ってしまい、「会いたければワク・ワク諸島に来てください」と言い残して消えてしまった。
帰ってきたハサンは嘆き悲しみ、ワク・ワク島へ行く方法を聞きに再び「薔薇の蕾」の所に行った。しかし、7人の姉妹も行き方を知らなかったので、長女「暁の星」を可愛がっている叔父の魔神アブド・アル・カッドゥスに助力を頼んだが、彼にも行くことができない所であった。そこで、魔神アブド・アル・カッドゥスはハサンを乗せて三日三晩空を飛び魔法の馬の洞窟に行き、魔神「羽の父アリ」の助力を願う手紙をハサンに渡し、ハサンを魔法の馬に乗せて送り出した。魔法の馬は10日間走り続け「羽の父アリ」の洞窟に着いた。
「羽の父アリ」は助力を応諾するが、ワク・ワク島は、彼でも行くのが困難な所であった。「羽の父アリ」は魔神ダハナシュ・ベン・フォルクタッシュを呼び出し、ハサンを連れて途中の「白樟脳の地」まで行くように命じた。「白樟脳の地」に着いたハサンは歩き出すが、巨人に捕まり、巨人族の王に献上され、王から王女に下賜された。巨人の王女はハサンを鳥かごに入れ、ハサンの男性を玩んだが、ある日ハサンは鳥かごから抜け出し、「羽の父アリ」からもらった毛を燃やして彼を呼び出し助けてもらい、ワク・ワク諸島の海岸まで連れて行ってもらった。
すると地響きを立て、恐るべきワク・ワク島の娘子軍の美しい乙女の騎兵の一団がやって来た。ハサンは隊長の老婆「槍の母」に気に入られ、「輝い姫」を探す協力をしてもらうことになり、娘子軍の中に「輝い姫」がいないか調べるため乙女の騎兵たちが甲冑を脱いで水浴びをするところを隠れて見ることになり、娘子軍の全ての乙女たちの裸身を見たが「輝い姫」はいなかった。
老戦士「槍の母」は、「輝い姫」はワク・ワク諸島の大魔王の7人の王女の一人に違いないと思い、7人の王女のなかの長女のヌール・アル・フダ姫に助力を要請したが、逆に激怒されてしまい、ヌール・アル・フダ姫はハサンを捕らえ、誰がハサンと関係を結んだか調べるため、ワク・ワク諸島の7つの島にそれぞれ住んでいる妹を一人ずつ呼び出した。次女から6女までの王女「一族の尊貴」「一家の幸」「夜の微光」「御空の清浄」「白い曙」をそれぞれハサンに会わせたが、いずれも「輝い姫」ではなかった。最後に、末の妹「世界の飾り」をハサンに会わせると、実は「輝い姫」であり、ハサンは感激のあまり気絶してしまった。ヌール・アル・フダ姫は、「世界の飾り」が人間と関係を結び、さらに夫とした者を捨てて子供と逃げ帰ったことに激怒し、「世界の飾り」を捕らえ、ハサンを町の外に捨てた。
ハサンが町の外を歩いていると、2人の女の子供が帽子の取り合いをしていたので仲裁し、「今から投げる石を拾ってきた者を帽子の持主にしよう」と言い石を投げた。その帽子は体が見えなくなる魔法の帽子で、ハサンが帽子を被ると、石を持ち帰った子供もハサンが見えず、ハサンの声に驚き逃げて行った。
ハサンは魔法の帽子を被り、ヌール・アル・フダ姫の宮殿に入り、「槍の母」を見つけ、「輝い姫」を牢から助け出し、「輝い姫」の島の宮殿に行きナセルとマンスールに再会し、3着の羽衣をハサン、「輝い姫」、「槍の母」が着て、2人の子供を抱えて空を飛んでバグダードに帰った。彼らはバグダードで幸せに暮らし、また年に1回は「雲が峰」の7人の王女の所に行き、再会を喜び、幸福のうちに人生を送った。
- 類似の話:悲しみの美青年の物語
- 関連項目:羽衣伝説

## 陽気で無作法な連中の座談集（第616夜 - 第622夜）

### 歴史的な放屁
- バートン版「アブ・ハサンが屁をした話(第397夜近く)」

昔、ヤマーン(イエメン)のカウカバーンの町にファズリ族のベドウィン人でアブール・ホセインという男がいた。アブール・ホセインは、再婚の結婚式で大きな屁をしてしまい、恥ずかしさのあまり逃げ出し、インド行きの船に乗りマラバールまで行き、そこで一人で生活していた。10年経って故郷が恋しくなり、カウカバーンに戻ってみると、ある子どもが「私はあのアブール・ホセインが屁をした年に生まれた」と言っていて、屁のことが忘れられていないことを知り、絶望して故郷を再び後にした。
- 類似の話：法官「屁の父」の物語

### 二人の悪戯者
昔、ダマスの悪戯者が、カイロの悪戯者の噂を聞き、どちらが上手か、カイロまで見に行った。2人は意気投合し、カイロの悪戯者はカイロの町の名所を案内して歩き、ある回教寺院まで来たら、厠で用を足している人が見えた。どのような悪戯をするかという話になり、ダマスの悪戯者は「箒で尻を突っつく」と言ったところ、カイロの悪戯者は「花束を渡す」と言ったので、カイロの悪戯者の方が優れているということになった。

### 女の策略
- バートン版「人妻と五人の求愛者(第593夜-第596夜)」
- 東洋文庫版「国の高官らを手玉にとった女の話(第593夜-第596夜)」

昔、ある人妻がいたが、夫が不在がちだったため若い男を愛人にしていたところ、その若い男は両刀使いの老人から言い寄られたため、老人を殴り、捕まり牢屋に入れられた。人妻は若者を助けるため奉行にお願いしたが、体を求められたため、夕方家に来るよう奉行に言った。次に法官(カーディー)に若者の釈放をお願いしたが、体を求められたため、夕方家に来るよう法官に言った。次に大臣に若者の釈放をお願いしたが、体を求められたため、夕方家に来るよう大臣に言った。次に王様に若者の釈放をお願いしたが、体を求められたため、夕方家に来るよう王様に言った。人妻は家具屋に、引き出しが5段ある箪笥を注文したが、家具屋が代金の代わりに体を求めたため、夕方家に来るように言った。
夕方、まず奉行が家に来たが、事に及ぼうとしたとき法官が来たので奉行は箪笥の一番下の引き出しに隠れ、法官が事に及ぼうとしたとき大臣が来たので、法官は2番目の引き出しに隠れ、大臣が事に及ぼうとしたとき王様が来たので、大臣は3番目の引き出しに隠れ、王様が事に及ぼうとしたとき家具屋が来たので、王様は4番目の引き出しに隠れ、家具屋が事に及ぼうとしたとき釈放された若者が来たので、家具屋は5番目の引き出しに隠れた。人妻は引き出しに鍵を掛け、家財をまとめて若者と駆け落ちの旅に出てしまった。人妻の体を求めた5人は箪笥の中に閉じ込められたままで、2日後、人妻の夫が帰って来てやっと助け出された。

## 眼を覚ました永眠の男の物語（第622夜 - 第653夜）
昔バグダードにアブール・ハサンという若者がいた。彼は父の遺産を受け継いだ後、遺産を二つに分け、片方を友との遊興に使ったが、金がなくなった途端、友人が全ていなくなったことに懲り、残りの遺産は友のためには使わず、毎晩バグダードを訪れた異国の人を一夜だけ歓待することに使い、同じ人を2度と歓待しないこととしていた。
ある夕方、アブール・ハサンがバグダードの橋の上にいると、異国の商人に変装した教王（カリーファ）ハールーン・アル・ラシードに出会い、自宅に招き歓待した。教王がお礼に何かしたいと申し出たところ、アブール・ハサンは客が教王とは知らず、「一日だけ教王になってみたい。」と夢を言った。それを聞いた教王は、アブール・ハサンの飲み物に麻酔薬を入れ、眠ったアブール・ハサンを宮殿に連れ帰った。
教王は宮殿の人々に「アブール・ハサンを教王として扱え」と命じ、アブール・ハサンを教王の寝台に寝かせた。翌朝目覚めたアブール・ハサンは、教王になったことに驚くが、政務を申し分なく行い、夜、後宮に入った。後宮では、それぞれ7人の美しい乙女のいる食事の部屋、果物の部屋、菓子の部屋、飲み物の部屋で夕食を楽しんだが、飲み物の中の麻酔薬で眠らされてしまい、自宅に運ばれた。
翌朝目覚めたアブール・ハサンは、「自分は教王だ」と騒ぎ立てたため、狂人として閉じ込められるが、十日後解放された。アブール・ハサンがバグダードの橋の上にいると、異国の商人に変装した教王と再び出会い、教王が「不幸の償いをしたい」と頼んだので、再び自宅に招き歓待した。教王は、アブール・ハサンが「後宮の『砂糖黍』と言う名の乙女にもう一度会いたい」といったので、再び麻酔薬で眠らせ、宮殿に連れて行き、教王の寝台に寝かせた。
翌朝目覚めたアブール・ハサンは悪魔の仕業と思い驚くが、教王は冗談でやったことと真実を教え、アブール・ハサンを酒宴の友として1万ディナールの俸給で雇い、砂糖黍との結婚を許した。
結婚したアブール・ハサンと砂糖黍は、豪華な生活を始めるが、教王が給料の支払いを忘れたため一文無しになった。そこで、アブール・ハサンは、教王に「砂糖黍が死んでアブール・ハサンが悲しんでいる」と、教王の正后ゾバイダに「アブール・ハサンが死んで砂糖黍が悲しんでいる」と伝え、両者から弔慰金を取る計画を立て、計画は成功した。しかし、教王とゾバイダは、誰が死んだかで言い争いになり、教王の使者が確かめに来たときは砂糖黍が死んだふりをしてアブール・ハサンが嘆き、ゾバイダの使者が確かめに来たときはアブール・ハサンが死んだふりをして砂糖黍が嘆くということをしたが、教王とゾバイダの言い争いは更に激しくなり、両者本人が確かめに来たところ、二人とも死んだふりをしたため、大笑いになり、教王は給料の支払いを忘れないと約束し、二人を赦し、みな幸せに暮らした。

## ザイン・アル・マワシフの恋（第653夜 - 第666夜）
- バートン版「マスルールとザイン・アル・マワシフ(第845夜‐第863夜)」
- 東洋文庫版「商人マスルールと彼が見た夢の物語(第845夜‐第863夜)」

昔、大金持ちの美しい青年でアニスという名の者が歩いていると、大きな屋敷から美しい女の声が聞こえて来た。中に入ると、4人の美しい召使の女に囲まれてひときわ美しい14歳ぐらいの乙女がいた。乙女はザイン・アル・マワシフと言い、侵入者に驚くが、アニスを将棋（シャトランジ）に誘った。アニスがザイン・アル・マワシフに見とれ、ゲームに集中しないので、ザイン・アル・マワシフは本気にさせるため全財産を掛けて指すことにするが、やはりアニスは見とれて負けてしまった。ザイン・アル・マワシフは全財産はいらないと言うが、アニスは負けた以上全財産はあなたのものだと言い、法官(カーディー)を呼び証書を作った。
そこで、ザイン・アル・マワシフはアニスに「麝香4袋と、龍涎香4オンスと、金襴4000反と、牝騾馬4頭を持ってきて欲しい。」と頼み、アニスは「友人がいるので、頼めば用立てられます。」と言って出て行った。ザイン・アル・マワシフは女召使のフーブーブに、全財産を失ったアニスが友人に頼んでも友人は聞かないだろうから、全ての友人に断られたらここに連れてくるように言い、アニスの後をつけさせた。アニスは全ての友人に断られ、ザイン・アル・マワシフの元に帰ったが、ザイン・アル・マワシフはアニスに全財産を返し、寝室に入り愛し合った。
ザイン・アル・マワシフは実はユダヤ人で人妻で、夫に知られないようにアニスと密会を重ねたが、ついに夫に知られてしまった。夫は妻とアニスを引き離すため、妻を連れて商売の旅に出発した。夫は妻を鞭打ち、蹄鉄屋のところに連れて行き、ザイン・アル・マワシフに蹄鉄を打つよう頼んだ。蹄鉄屋は驚き、奉行に通報した。ザイン・アル・マワシフは、自分はイスラム教徒で、このユダヤ人に誘拐され虐待されていると嘘を言い、4人の女召使フーブーブ、クートゥーブ、スークーブ、ルークーブもザイン・アル・マワシフの嘘に同調した。ユダヤ人の夫は本当のことを言っても信じてもらえず、終生入牢となった。
ザイン・アル・マワシフは帰る途中、キリスト教の教会の前を通ったが、修道士が「夜は盗賊が出るので危険だから泊まって行きなさい」と言うので、泊まることにした。修道士たちはザイン・アル・マワシフを襲おうとしたが、ザイン・アル・マワシフと4人の女召使は逃げ出し難を逃れた。ザイン・アル・マワシフは屋敷に帰り、アニスと再会し、幸せに暮らした。

## 不精な若者の物語（第666夜 - 第671夜）
- バートン版「怠け者のアブ・モハメッド(第299夜-第305夜)」
- 東洋文庫版「ものぐさのアブー・ムハンマド(第299夜-第305夜)」

ある日、教王（カリーファ）ハールーン・アル・ラシードは、正后ゾバイダから無数の宝石をちりばめた王冠の中央につける大きな宝石が欲しいと頼まれ、バグダード中を探させるが見つからず、そのような宝石はバスラに住む「ぐにゃぐにゃ骨のアブー・ムハンマド」しか持っていないと商人が口々に言っていることを知った。教王は人をバスラに遣わし、ぐにゃぐにゃ骨のアブー・ムハンマドを召し出した。
教王に謁見したぐにゃぐにゃ骨のアブー・ムハンマドは、多数の宝石や、黄金の幹にエメラルドとアクアマリンの葉を付けてルビーとトパーズと真珠の実がなった木や、無数の宝石が縫い付けられた天幕で口笛を吹くと宝石の鳥たちが歌いだすというものを献上した。教王はぐにゃぐにゃ骨のアブー・ムハンマドの名前の由来と、これほどの財宝をどのようにして得たかを聞いたため、アブー・ムハンマドは次のように語った。
アブー・ムハンマドは貧しい家に生まれ、まったく体を動かさず寝てばかりであったため「ぐにゃぐにゃ骨」と呼ばれるようになったが、15歳のとき父親がなくなり、母の働きで暮らしていた。ある日、となりの長老ムーザファルが商隊を組んでシナ（中国）へ貿易に出かけることになったので、銀貨5ドラクムをムーザファルに預け、シナで何かを仕入れてきてもらうよう頼んだ。
ムーザファルは無事シナに着き、商売をし、船で帰途に着くが、途中でアブー・ムハンマドの仕入れを忘れたことに気付き、船をシナに戻そうとする。しかし他の商人たちが反対し、それぞれ金貨5ディナールをアブー・ムハンマドのために払うので、引き返さないことになった。船は補給のためある島に寄港したところ、20匹ほどの猿を持った猿売りがいて、うち1匹は他の猿からいじめられて、ひどい状況だった。ムーザファルは哀れに思い、その猿の値段を聞いたところ、銀貨5ドラクムだったので、アブー・ムハンマドのためにその猿を買った。猿を船に連れて行くと、猿は海に飛び込み、真珠の貝を海底から次々拾ってきた。猿が拾い終わると、船は出港し、無事バスラに戻った。ムーザファルは、金貨と、猿と、猿が拾った真珠をアブー・ムハンマドに渡した。
アブー・ムハンマドはその日以降起きて、真珠を売る商売を市場で始め、金持ちになった。ある日、猿が雄鶏の羽をむしり、一本一本土に植え、鳥の血を掛け、砂嚢を取り出し土の上に起き、呪文を唱えると、猿は消え、羽根一本一本が黄金と宝石の木になり、砂嚢は宝石の天幕になり、莫大な富を得た。アブー・ムハンマドはこの財力のため、バスラの王族の娘と結婚できた。
この話を聞いた教王は感心し、献上品を上回る褒美を与えた。アブー・ムハンマドはバスラに帰り、幸せにくらした。

## 若者ヌールと勇ましいフランク王女の物語（第671夜 - 第714夜）
- バートン版「アリ・ヌル・アル・ディンと帯作りのミリアム姫(第863夜‐第894夜)」
- 東洋文庫版「ヌール・アッディーンと帯編娘マルヤムの物語(第863夜‐第894夜)」

エジプトのカイロの豪商「冠氏」には、ヌールと言う名の14歳になる美しい息子がいた。ある日ヌールは悪友と庭園に遊びに行き、花々や果物を楽しみ、悪友にそそのかされ生まれて初めて酒を飲み、女を抱いた。家に帰った酒臭いヌールは、イスラムの教えに背き酒を飲んだことを父から叱られ、酔った勢いで父を殴ったため、父から翌朝右手を切り落とすと宣言された。母親は驚き、ヌールに1000ディナールと100ディナールの財布を渡し、アル・イスカンダリア（アレクサンドリア）に逃げるよう言った。
アル・イスカンダリアに着いたヌールは、ペルシャ人に連れられた美しい女奴隷に心を奪われ、後を付けて奴隷市場まで行った。女奴隷は競りに掛けられるが、買いを入れた者を次々罵倒し競りは不成立になりそうになった。女奴隷はヌールを見つけ、買うよう頼んだので、ヌールは1000ディナールで女奴隷を買い受けた。女奴隷の名はマリアムと言い、コンスタンティニア（コンスタンチノープル）のフランク人（ヨーロッパ人）の王の娘で、船旅に出たところ、イスラムの海賊に襲われて捕まり、奴隷としてペルシャ人奴隷商人に売られたが、その奴隷商人が病気になり、親切に看病してあげたので、奴隷商人から「気に入らない人には売らない」との約束を得て競りに出されたもので、買いを入れた者が気に入らなかったので罵倒していたということであった。ヌールとマリアム王女は互いが好きになり2日間愛し合った。マリアムは信仰告白(シャハーダ)を行いイスラム教に改宗した。
その日の午後、ヌールが寺院に行き、マリアムがアル・イスカンダリアの名所で「檣の柱（ほばしらのはしら）」という高さ30mの石柱を見に行ったところ、コンスタンティニアの王が王女捜索に使わした大臣に出会い、帰国を断るも無理やり連れ去られてしまった。マリアムが消えたことを知ったヌールは、コンスタンティニアに行く船に乗り、後を追いかけたが、船はコンスタンティニアの港で捕まってしまった。マリアム王女が処女を失ったことを知った王は怒り「イスラム教徒を100人殺す」と宣言し、乗船していた者を次々処刑するが、ヌールが101人目だったので、命は助けられ、教会の下働きとなった。
7日後、マリアム王女が教会に籠ることになり、ヌールと再会した。ヌールはマリアムの計画に従い、夜、教会の財宝を奪い、海岸で指定された小型船に乗った。船の船長は船員を全員殺すが、船長は男装したマリアムであった。二人は船を操りアル・イスカンダリアに着いた。
アル・イスカンダリアに着くとヌールはマリアムを船に残しベールと女用の服を買いに行ったが、その隙に、船は襲われマリアムはコンスタンティニアに連れ戻され、マリアムは大臣と結婚することになった。一方、ヌールはコンスタンティニア行きの船に乗るが、コンスタンティニアで捕まり、殺されそうになったが、大臣の家の名馬である白馬サビク、黒馬ラヒクの目の病気を治し、命を助けられた。その夜、マリアムは大臣を麻酔薬で眠らせ、マリアムはラヒクに、ヌールはサビクに乗り逃げ出した。脱走に気付いた王は、大臣を殺し、3人の将軍と9000人の兵を率いて追いかけてきた。
ヌールとマリアムは王の軍に追いつかれたが、マリアムはバルブート、バルトゥス、ファシアーンの3将軍を一騎討ちで倒し、敵が逃げ出したところを追撃して死体の山を作った。2人はダマスに向かって旅を続けた。
コンスタンティニアの王は、教王（カリーファ）ハールーン・アル・ラシードに贈り物をし、マリアム王女を返すよう使者を使わした。教王はダマスに着いたヌールとマリアムの2人をバグダードの宮殿に召し出した。教王は事情を聞き、マリアムがイスラムに改宗したことを確認し、コンスタンティニアの王の依頼を断り、2人に多額の褒美を与えた。2人はエジプトのカイロの「冠氏」の元に返り、幸せに暮らした。
- 類似の話:「ほくろ」の物語
- 類似の話:美しきズームルッドと「栄光」の息子アリシャールとの物語

## 寛仁大度とは何、世に処する道はいかにと論じ合うこと（第714夜 - 第720夜）

### サラディンとその大臣の物語
- バートン版「アル・マリク・アル・ナシルとその宰相(第697夜-第698夜)」
- 東洋文庫版「大臣アブー・アーミル・ブヌ・マルワーンとアルマリク・アンナースィルの物語(第697夜-第698夜)」

昔、帝王(スルターン)サラディンに仕える大臣の元に、美しいキリスト教徒の少年奴隷がいたが、ある日帝王の目に留まり、帝王は心を奪われたようであった。大臣は少年を手元に置いて帝王の不興を買うことを恐れ、少年を帝王に献上した。またある日、大臣は美しい少女奴隷を買ったが、いつの日か帝王の目に留まることを恐れ、先回りして少女を帝王に献上した。大臣の評価は高まり、帝王は大臣を重用した。
しかし、回りの者は大臣を羨望し、帝王に「大臣は少年奴隷を帝王に取られたことを恨んでいる」と嘘の噂を伝えた。そこで、帝王は大臣の忠誠を試すため、少年奴隷に「何らかの手段で、私を帝王から取り返して欲しい」という大臣宛の手紙を書かせ大臣に届けさせた。大臣は手紙を開封せず、「すでに帝王に献上したものは帝王のものだ」と言って手紙を返した。帝王の大臣に対する信用は益々上がった。

### 比翼塚
- バートン版「オトバーとライヤ(第680夜‐第688夜)」
- 東洋文庫版「アブド・アッラーフ・ブヌ・マアマル・アルカイシーとオトバ・ブヌ・アルジュッバーンの物語(第680夜‐第688夜)」

アル・カイシの息子アブドゥッラーがメディナのムハンマドの墓に参拝した際、美しい少年が泣いているのが目に入った。少年はアンサール（ムハンマドがメディナに移住（ヒジュラ）した際、ムハンマドを受け入れたメディナの住人）のアル・ジャムーの息子アル・ムンディールの息子アル・フバッフの息子のオトバーで、寺院でお祈りをしていたときに、美しい女性たちの一団が入ってきて、その中のひときわ美しい少女が「オトバー様、あなたと結婚したいと思っている女性と結婚なさいますか」と一言いって出て行き、そのまま見失ってしまったため泣いているのであった。
翌日寺院に行って調べると、少女は遊牧民スライム族の族長アル・ギトリフの娘リヤで、既にユーフラテス河に向けて出発したとのことであった。そこで、アンサールたちはスライム族を追いかけることになり、6日で追いついた。オトバーが結婚を申し込むと、アル・ギトリフは娘を弟の息子に嫁がせるつもりだったので、法外な婚資をふっかけて話を壊そうと思い、婚資として純金の腕輪1000個と、金貨5000枚と、5000個の真珠をちりばめた首飾り1個と、絹織物1000反と、黄皮の長靴12足と、なつめやしの実10袋と、家畜1000頭と、牝馬1頭と、麝香5箱と、バラの香油5瓶と、龍涎香5箱を要求した。オトバーはそれらの品を揃え、リヤと結婚した。
オトバーがメディナにリヤを連れて帰る途中、スライム族がリヤを取り返すため襲いかかり、オトバーたちはスライム族を撃退するが、オトバーは傷を負い死に、リヤも悲しみのため死んでしまった。オトバーとリヤは一緒に埋葬され、墓は比翼塚と呼ばれた。

### ヒンドの離婚
- バートン版「アル・ヌーマンの娘ヒンドとアル・ハッジャジ(第680夜-第681夜)」
- 東洋文庫版「アンヌアマーンの娘ヒンドとアルハッジャージュの物語(第680夜-第681夜)」

アル・ヌマーン王の美しい娘ヒンドは、イラクの太守アル・ハジャージと結婚したが、アル・ハジャージは奇形で不能だったので、ヒンドは悲しみ、アル・ハジャージを牡騾馬にたとえたため、アル・ハジャージはヒンドを離婚した。
教王（（カリーファ））アブドゥル・マリク・ビン・マルワーンはヒンドの美貌を聞き、結婚を申し込むが、ヒンドは「アル・ハジャージが裸足でラクダを引いて教王の御殿まで私を連れて行く」ことを条件として結婚を承諾した。教王はアル・ハジャージにそう命令し、ヒンドはアル・ハジャージを辱めた。

## 処女の鏡の驚くべき物語（第720夜 - 第731夜）
昔バスラにゼインという名の若い帝王（スルターン）がいたが、浪費を続け財産を全て使い果たしてしまった。先王が生前「困ったことがあったら文庫を探せ」と言っていたことを思い出し、文庫を探すと「宮殿の地下室の床を掘れ。」との書置きを見つけた。地下室の床を掘ると、下へ続く階段が見つかり、降りると大量の財宝がある部屋に通じていた。さらに秘密の扉を開けて進むと、7つの台座の上に6体のダイヤモンドの美しい乙女の像があり、7つ目の台座の上には先王の筆で「第7の乙女を得るにはカイロのムバラクという私の奴隷であった者を訪ねよ。」とあった。
ゼインは早速カイロに旅立ち、ムバラクを見つけ、第7の乙女を得るには「三つ島の老人」に会う必要があることを知った。ゼインは案内を申し出たムバラクと従者を連れて出発し、何日も経てある草原に着き、そこより先はムバラクと2人だけで進む必要があることを知った。さらに進むと切り立った山が現れたが、ムバラクが呪文を唱えると、山は割れて道ができ、2人が通ると再び山は塞がった。さらに進むと大きな湖があり、待っていると、象の頭と人間の体を持つ船頭が現れ、船で三つ島まで運んでくれた。三つ島には大きな宮殿があり、その前で平伏して待っていると、雷鳴とともに三つ島の老人が現れた。
ゼインが三つ島の老人に第7の乙女を求めに来たことを伝えると、老人は15歳の美しい処女と引き換えでないと第7の乙女は渡さないと言い、処女を見分けるための「処女の鏡」を渡した。処女の鏡は、女性を映すと裸の姿が見え、処女でないと鏡が曇ってしまうというものであった。
カイロに帰った2人は、エジプト中の15歳の美しい女を調べるが、処女の鏡に映すといずれも処女ではなかった。2人はダマスに行くが、やはり15歳の美しい処女は一人もいなかった。2人はバグダードに行き、アブー・ベクルという名の修道僧を接待し、修道僧の長老の15歳の娘ラティファーがあらゆる男の視線を避けて育てられてきたことを知った。2人は大きなベールで体を覆われたラティファーに会うが、処女の鏡に映すと、美しい全裸の姿が見え、処女であることが分かった。ゼインはラティファーを得るため結婚を申し出、2人は結婚した。
ゼイン、ムバラク、ラティファーの3人は三つ島に向けて旅立つが、ゼインは本当にラティファーのことを恋しく思うようになってしまった。ゼインは三つ島の老人に迷いながらラティファーを引き渡し、老人は第7の乙女は既に第7の台座の上に送ったと告げた。ゼインは後悔しながらバスラの宮殿に戻ったが、第7の台座の上には裸のラティファーがいて、第7の乙女とはラティファーであったことを知った。2人は再び結婚し幸せに暮らした。

## アラジンと魔法のランプの物語（第731夜 - 第774夜）
シナの若者アラジンは悪たれ小僧で、父親が死んでも十五歳になっても正業につかず、遊びほうけていた。家計は母親が細々と稼ぐ金で支えられ、生活は貧しかった。あるとき、マグリブ人の魔法使いが町にやってきて、父の弟であると偽ってアラジンに近づく。母親はそんな兄弟などいないと言うが、アラジンの仕事についてなにくれと相談にのってくれるため、徐々に信用するようになった。
そのうちマグリブ人はアラジンをある場所へ連れ出し、呪文を唱えると大地が裂け、大理石でふたをされた穴があらわれた。マグリブ人によると、中に入ってつきあたりの露台に莫大な価値をもつランプがある。アラジンのみが大理石をよけて中に入り、それを手に入れることができる。それを入手し、利益をやまわけしようというのだ。
指示どおりの手順でランプを手に入れたアラジンは、帰り道、木になっている果物に目をとられる。それはきらきらとしたガラス玉でできているのだ。あまりに美しかったため、アラジンはそれをもいで服のなかに隠す。実のところ、それは種々の宝石でできていたのだが、ものを知らぬアラジンはガラス玉だと思いこんだのだ。そうして入り口へ戻ってみると、たくさんのガラス玉のため外へ出ることができない。手を貸してくれと言うとマグリブ人は怒り出し、大地の裂け目を閉じてアラジンを生き埋めにして立ち去ってしまった。
マグリブ人はアフリカの妖術使いであり、この地に貴重なランプがあることをつきとめていた。しかしそのありかには厳重な結界が張られており、入ることができない。アラジンという若者だけが入ることができることを知り、利用してランプだけを手に入れ、生き埋めにしてやろうと考えていたのだ。アラジンが出てこなかったため、怒ってランプごと生き埋めにしたのである。
困ったアラジンは、中に入る前にマグリブ人からお守りとしてもらった指輪を無意識のうちにこする。すると鬼神があらわれ、なんでも願いをかなえるという。ここから出してくれるよう頼むと、無事に脱出することができ、母の待つ家へ帰った。
次の日、母親は食物を買うため件のランプを市場で売ろうと考えた。汚れている部分をきれいにしようとランプをこすると、指輪のものよりもっと巨大な鬼神があらわれ、願いを聞くと言う。気を失った母にかわってアラジンが食物を所望すると、鬼神は大量のごちそうを運んできた。その日は気がついた母親とふたりでそれを食べ、次の日以降は食物がのっていた金の皿を売って生活費とした。ものを知らぬアラジンは、はじめ強欲なユダヤ人に皿を買いたたかれたが、親切な飾り職人の忠告で高価なものであることを知る。そうして売り食いをしているうち徐々に財産が築かれ、心を入れ替えて悪友とのつきあいを断ち賢老のはなしを聞くようになったアラジンは知識を得ていった。
そんなある日、アラジンは沐浴に来た帝王の娘バドルール・ブドゥール姫をひとめ見て恋し、恋わずらいになる。元気のない理由を聞く母にわけをはなし、最近その価値を知った宝石の果物を帝王に献上し、結婚を申し込むよう頼みこんだ。高望みであると反対する母だが、アラジンの情熱的な説得によって、法廷で奏上することを承知する。とはいえ法廷には行くものの、なかなか前に進み出る勇気が出ない。何日か通い詰めるうち、帝王の方で毎日通っている老女に興味を持ち、話を聞かれる。
案に相違して帝王は怒るようなことはなく、献上品の宝石を見てアラジンとは立派な若者にちがいないと考え、結婚を承諾する気になった。焦ったのは大臣である。姫はゆくゆくは、大臣の息子と結婚することになっていたのだ。帝王に言上して三か月の猶予を求め、そのあいだにアラジン以上の献上品を用意できたならば息子と結婚させるように働きかけた。帝王は承諾し、アラジンの母に、準備のため結婚は三か月後になると返事する。
三か月のあいだおとなしく待つことにしたアラジンだが、二か月たったころ、姫と大臣の息子が結婚するという話が流れた。結婚の当夜アラジンは、ランプの魔神を呼び出して、初夜のベッドにいる新郎新婦をベッドごと拉致させる。そして新郎をトイレに閉じこめ、自分は姫に手も触れずに夜をあかした。次の朝になるとふたたび魔神を呼び出して、ふたりをベッドごと返させる。それが二夜におよび、姫の様子がおかしいことを案じた帝王は、すべてを姫から聞くと大いに怒り、大臣に息子から事情を聴取するよう言いつける。大臣の息子は毎夜の異変にすっかりぶるっており、離婚を申し出た。帝王はふたりを離婚させた。
三か月たち、アラジンの母は再度帝王に拝謁する。約束を思い出した帝王は婚資をふっかけるが、アラジンは魔法のランプを使ってすべてをそろえ、美々しい行列をつくって登城する。さらに鬼神の力によって一夜にして豪奢な宮殿を建て、そこを居館として姫を妻に迎えた。王族のひとりとなったアラジンは、気前がよく物腰も柔和なことから人民に好かれ、アラジン公と呼ばれて敬愛された。
そのころ、ランプの入手に失敗したことをいまだに悔いているマグリブ人は、アラジンの末路を確認して心を落ち着けようと水晶玉をのぞき込んでいた。すると、なんとアラジンはのたれ死ぬどころか、ランプの魔力を使って栄耀栄華を得ているではないか。マグリブ人は大いに怒り、ランプの奪回とアラジンへの報復を期してシナの町に再潜入する。アラジンが狩りのため館を留守にしていることを知ると、新しいランプを数個手に入れ、古いランプがあれば新しいものと交換すると声をあげながら町をめぐり始めた。留守を守っていた姫は、おかしなことを言っている男に興味をひかれ、侍女に言って本当に交換させてみる。侍女が持ち出したのは、アラジンがうっかり出しっぱなしにしていった魔法のランプだった。首尾よくランプを手に入れたマグリブ人は、鬼神を呼び出して、宮殿ごとマグリブの自分の家へ移動させた。
帝王は、宮殿がまるごと消え、姫が行方不明になったことに驚いた。大臣の入れ知恵で、アラジンが妖術を使ってこの事件を起こしたのだと思い込み、捕縛して処刑しようとする。しかしアラジンを慕っている人民たちが暴動を起こしそうになったのでとりやめ、願いにしたがって四十日の猶予を与え、アラジン単身で姫を捜索することになった。
あてもなく捜索を行うアラジンだが、魔法の指輪の存在を思い出した。鬼神を呼び出して館をもとに戻すよう要求するが、それはランプの鬼神の管轄になることで、手出しできないという。そこで、現在館がある場所へ連れていくように頼んだ。館につくと、ちょうどマグリブ人は外出している。姫は故郷から連れ去られたことを悲しみ、また毎夜マグリブ人の求愛をはねつけるのがわずらわしかったため、ハンスト中だったが、アラジンの姿を見ると生気をとりもどした。姫によると、マグリブ人はランプを肌身はなさず持ち歩いているという。アラジンは、指輪の鬼神によって猛毒の麻酔薬を入手し、姫にわたして策をさずける。マグリブ人が戻ってくると、姫はその求愛を受け入れるふりをして麻酔薬を飲ませる。すると猛毒がまわり、マグリブ人は死んでしまった。
アラジンはランプの鬼神を呼び出し、館をもとの場所へ戻させた。姫が無事にもどり、帝王はアラジンに謝罪した。そして憎きマグリブ人の死体を焼却させ、灰を捨てた。
それから数か月たち、姫は子宝をさずからないことを思い悩んでいた。そこで、石女を治療すると評判の聖女を呼び、診てもらった。聖女は、巨鳥ロクの卵を広間につるし、毎日眺めていれば治癒するだろうという。アラジンはそれを聞くと、ランプの鬼神を呼び出してロクの卵を入手するよう命じる。すると鬼神は烈火のごとく怒りだす。巨鳥ロクは、ランプの鬼神をはじめすべての鬼神たちの奉ずる存在、大ボスなのである。その願いが聖女の助言によるものであることを明かすと、鬼神はようやく怒りをおさめ、この顛末の筋書きをあかした。その聖女というのは、マグリブ人の弟の変装である。兄が死んだことを恨み、ロクの卵を持ち出して鬼神を怒らせるように仕向けたのだ。アラジンは聖女を呼び出すと、おもむろに首をはねた。
その後姫はぶじ子宝にめぐまれ、帝王の一族は幸せのうちに過ごした。帝王が亡くなると、アラジンはその後を継ぎ、善政を布いて人民に慕われた。

## 人の世のまことの智恵のたとえ話（第774夜）
昔、ある若い男が学問を究めようと、イスラム世界第一の学者で鍛冶屋をしている老人を訪ね、教えを乞うた。老人は承諾し、内弟子として鍛冶屋の手伝いをさせたが、何年経っても一向に学問は教えてくれなかった。10年経ったある日、老人は若者に「お前に全ての知識を授けた。なぜならお前は忍耐を学んだのだから。」と言った。若者は喜び故郷に帰った。

## 薔薇の微笑のファリザード（第774夜 - 第779夜）
お忍びで貧民街を視察中、一軒の家で美しい三姉妹が披露しあっている望みを聞いた帝王ホスロー・シャーは、彼女たちの望みを叶えて長女を王宮の菓子職人にめあわせ、次女を王宮の料理番にめあわせ、三女を自らの妻に迎えた。三女は三度懐妊したものの、出産に立ち会った嫉妬深い姉たちが子供を犬・猫・鼠にすりかえたため、帝王の不興を買って幽閉されてしまう。一方、王妃の姉たちが動物とすり替えて川に流した帝王の子供たちは王宮の御苑監督に拾われて育てられ、二人の兄ファリドとファルーズは眉目秀麗な立派な騎士に、末の妹ファリザードは「薔薇の微笑のファリザード」と称えられる美しい乙女に成長した。
御苑監督の屋敷で兄たちと何不自由ない生活を送っていたファリザードだが、ある日屋敷に立ち寄った年老いた聖女から「もの言う鳥」「歌う木」「金色の水」という三つの宝の話を聞き、すっかり魅了されてしまう。ファリザードから宝の話を聞いた二人の兄は宝を求めて山に登るが、山を支配している「見えざるもののともがら」の試練に屈して黒い石像にされてしまう。最後に山に挑んだファリザードは試練にうちかって山頂にある三つの宝を手に入れ、その霊験を以て石像と化した兄たちを救い出して帰還する。
ある日偶然にファリザードの兄たちと帝王が出会って屋敷の見物にやってきたところ、「もの言う鳥」がファリザードたちが帝王の子であることを明かしたため、王妃の名誉も回復され、一同は幸せに暮らした。

## カマールと達者なハリマとの物語（第780夜 - 第787夜）
- バートン版「カマル・アル・ザマンと宝石商の妻(第963夜‐第978夜)」
- 東洋文庫版「商人アブド・アッラーフマーンとその息子カマル・アッザマーンの物語(第963夜‐第978夜)」

昔、エジプトのカイロにアブド・エル・ラーマーンという商人がいて、彼には真に美しい息子カマールと娘「暁星」がいたが、邪視を恐れて14歳になるまで家の外に出さず、誰にも会わせずに育てた。カマールが14歳になったある日、アブド・エル・ラーマーンは相続人がいないと思われ死後財産が没収されることを恐れ、カマールを初めて外に連れ出したところ、あまりの美しさに、多数の見物人が現れ、その中に、ある修道僧がいた。その修道僧は、カマールを見つめて次のような話をした。
その修道僧が以前バスラに行ったとき、丁度金曜日の午前であったが、町の店は全て店を開けて商品を並べているのに、通りにも店にも誰もいなかった。修道僧は空腹を覚え、店頭の肉やパンやシャーベットを勝手に食べていると、音楽が聞こえてきた。修道僧が物陰に隠れると、美しい乙女たちの行列がやって来て、行列の中心には真に美しい女王のような女がベールも着けずに牝馬に乗っていて、その脇には大剣を持った女奴隷が付き従っていた。行列が通り過ぎると、町の人たちがどこからともなく現れ、町は通常の姿になった。修道僧は不思議に思い、床屋に行き話を聞くと、床屋というものは話し好きで、あの行列を見るものは誰でも剣を持った女奴隷に切り殺されるので、町の人は行列が通り過ぎるまで隠れているということを聞いた。修道僧は怖くなってバスラの町を離れ、カイロまで来たところ、カマールが牝馬に乗った女に似ているので見つめていたのであった。
話を聞いたカマールは、話の女に心を奪われ、何としてもバスラに行きその女を見てみたいと思い、両親に頼み、9万ディナールの金と多数の宝石を持ってバスラに旅立った。カマールがバスラに金曜日の午前に着くと、話の通り美しい女の行列が来た。カマールは物陰から見て牝馬に乗った女に恋をしてしまった。カマールが床屋で話を聞くと、床屋は自分の妻を紹介し、床屋の妻は次のように話してくれた。
昔、バスラの帝王（スルタン）がインドの帝王から見事な大粒の真珠をもらったので、それに穴を開け糸を通して首飾りにしようと思ったが、宝石商人たちは誤って真珠を傷つけることを恐れ、穴あけを引き受けようとはしなかった。しかし、宝石商人の長老オスタ・オペイドだけは、上手く穴を開ければ望みの褒美をもらえるが、誤って傷つけると死刑になるという条件で穴あけを引き受け、見事穴を開けた。オスタ・オペイドは妻のハリマと話をし、褒美として、毎週金曜日、オスタ・オペイドの妻が行列を組んでバスラの町を散歩し、その間誰も行列は見てはならず、見たものは死刑にするという特権をもらった。それが先ほどの行列であったのだ。
床屋の妻は、牝馬に乗った女と近づきたいのなら、オスタ・オペイドの店に行き、持っている宝石を指輪に加工することを依頼しなさいと言った。カマールは床屋の妻に金を払い、言われた通りにすると、オスタ・オペイドは店に来たカマールの美しさに驚き、うかつにも自分の妻にカマールという美しい客が来たことを言ってしまった。次の日、指輪ができたので、カマールが取りに行ったが、カマールは床屋の妻に入れ知恵されて、その受け取りを拒否し、指輪をオスタ・オペイドに与え、別のもっと大きい宝石の加工を依頼した。オスタ・オペイドは指輪を妻に与え、カマールの裕福振りを妻に言ってしまった。その次の日、2個目の指輪ができたので、カマールが取りに行ったが、やはりカマールは床屋の妻に入れ知恵されて、その受け取りを拒否し、指輪をオスタ・オペイドに与え、別の更に大きい宝石の加工を依頼した。オスタ・オペイドは指輪を妻に与えたが、オスタ・オペイドの妻は、これだけの宝石をもらったのだから、カマールを食事に招待しなさいと言った。
その次の日、3個目の指輪ができたので、カマールが取りに行ったが、やはりカマールは床屋の妻に入れ知恵されて、その受け取りを拒否し、指輪をオスタ・オペイドに与え、4個目の宝石の加工を依頼した。オスタ・オペイドはカマールを食事に招待した。オスタ・オペイドの妻ハリマは、物陰からカマールを見て、美しさに感動した。ハリマは食事に麻酔薬を入れカマールとオスタ・オペイドを眠らせ、眠っているカマールの顔が腫れるほどキスをし、カマールの一物に乗り快楽をほしいままにした。翌朝、ハリマはカマールの懐に骨のおはじきを入れて、カマールとオスタ・オペイドを起こした。2人は朝食を取り分かれた。
カマールが床屋の妻の所へ行くと、床屋の妻は顔の腫れから昨夜の情事を言い当てたが、カマール本人は眠っていたため自覚がなく、骨のおはじきの意味は「お前はおはじきで遊ぶような子供だ。」と解説してくれた。オスタ・オペイドはその日もカマールを夕食に招待したが、カマールとオスタ・オペイドは麻酔薬で眠ってしまい、昨夜と同じく、ハリマは眠っているカマールの顔が腫れるほどキスをし、カマールの一物に乗り快楽をほしいままにした。翌朝、ハリマはカマールの懐に小刀を入れて、カマールとオスタ・オペイドを起こした。2人は朝食を取り分かれた。
カマールが床屋の妻の所へ行くと、床屋の妻は顔の腫れから昨夜の情事を言い当てたが、カマール本人は眠っていたためやはり自覚がなく、小刀の意味は「今度眠ったら殺す」という意味だと解説してくれた。オスタ・オペイドはその日もカマールを夕食に招待した。カマールは床屋の妻の入れ知恵で食事を食べず、オスタ・オペイドだけが麻酔薬で眠ってしまった。ハリマとカマールは激しく愛し合った。
次の日、カマールはオスタ・オペイドの家の隣に引越し、ハリマは壁に穴を開けて秘密の通路を作り、その日以来2人は密会を続けた。ハリマはオスタ・オペイドに離婚させようと、オスタ・オペイドがハリマに与えた見事な宝石細工の短剣をカマールに渡し、カマールがオスタ・オペイドに「この短剣は市場で買った物だが、売主は愛人からもらったと言っていた。」と言うように言った。これを聞いたオスタ・オペイドはハリマが浮気したと思い激怒し、ハリマの所に行ったが、ハリマは秘密の通路を使い、カマールから短剣を受け取り戻ったので、ハリマが短剣を持っていてオスタ・オペイドは恥をかいた。次の日、カマールはハリマを連れてオスタ・オペイドの所に行き、「この女は私が買った奴隷です。」とオスタ・オペイドに言った。オスタ・オペイドは驚き家に帰ったが、ハリマが先回りしていたので、「そっくりな女がいるものだ」と思い再び恥をかいた。
オスタ・オペイドがハリマを離婚しないので、カマールとハリマは駆け落ちし、カイロのカマールの父アブド・エル・ラーマーンの所に行ったが、アブド・エル・ラーマーンはカマールに非を認めさせ、ハリマを監禁し、カマールをカイロきっての美人である法官(カーディー)の娘と結婚させた。結婚の宴に乞食がいたが、それはハリマを探す旅にでたが、盗賊に身ぐるみ剥がされたオスタ・オペイド老人であった。アブド・エル・ラーマーンは、誘惑されれば男の本能は制御できなくなるので、悪いのは誘惑した女だと言って、ハリマをオスタ・オペイドに引き渡し、オスタ・オペイドはハリマを絞め殺した。アブド・エル・ラーマーンは、償いとして、娘の「暁星」をオスタ・オペイド老人の妻とした。

## 羊の脚の物語（第787夜 - 第788夜）
昔、カイロにある女がいたが、その女は1人の夫では満足できず、2人の夫を持っていた。1人は泥棒のハラムで夜外に行き、昼家にいて、もう一人はスリのアキルで、昼外に行き、夜家にいた。このため、2人の夫は互いの存在を知らずにいた。
ある日、ハラムが旅に出ることになったので、女は弁当を持たせて送り出した。ところが同じ日アキルも旅に出ることになり、女は弁当を持たせて送り出した。ハラムとアキルは、旅先の旅館（カーン）で出会い、意気投合したが、持っている弁当の羊の脚が同じもので、合わせると切り口がピッタリ一致したので不審に思い、互いに住所を聞くと同じ場所だったので、女に騙されていることが分かった。しかし、2人はその女が好きだったので、女に復讐するのではなく、「より見事な腕前を示した方がその女の夫となる。」ということにした。
スリのアキルはユダヤ人両替商が持っていた500ディナール入りの袋をスリ取り、そこから10ディナール抜き出し、自分の指輪を入れて封をし、気付かれないようにユダヤ人両替商のポケットに戻した。そして大声で「ユダヤ人両替商に金を取られた」と騒ぎ立てた。法官(カーディー)が来て双方に袋の中身を聞くと、ユダヤ人両替商は500ディナールと答え、アキルは490ディナールと指輪と答えた。法官が袋を見るとアキルが正しかったので、袋はアキルの物になり、ユダヤ人は罰を受けた。
泥棒のハラムは、帝王の宮殿に忍び込み、小姓のふりをして、横になっている帝王をマッサージしながら、「ユダヤ人から金をすった男と、宮殿に忍び込み帝王をマッサージした男とでは、どちらがすごいか。」と聞いた。帝王は「帝王の宮殿に忍び込んだ方がすごい」と言った。こうして女はハラムの妻となった。

## 運命の鍵（第788夜 - 第794夜）
昔、エジプトの帝王(スルタン)で教王(カリーファ)のムハンマド・ベン・テイルンは、暴君であった父テイルンと逆で、非常な名君であった。ある日、帝王ムハンマドは、大臣などの役人を一人ずつ呼んで、働きぶりを調べ、働きに応じて俸給を加減していた。最後に御佩刀持ちが出てきて、「ご即位以来、死刑の執行がなくなり、収入がなくなってしまいました。」と申し上げたため、帝王ムハンマドは治世が上手く行っていることを喜び、死刑の執行がなくても御佩刀持ちに年200ディナールの給料を渡すことにした。
帝王ムハンマドは、まだ話していない老人がいることに気付き、その老人の仕事を聞いたところ、老人は「40年前の先王の命令で、ある小箱を守っています」と答えたので、帝王ムハンマドがその小箱を見ると、中に赤土と、どんな学者にも読めない文字の書かれた紙があった。帝王ムハンマドがその文字を読むようにお触れを出すと、先王に追放された男が現れ、その小箱は本来アル・アシャールの息子ハサン・アブドゥッラーのものであるが、40年前先王により小箱を取り上げられ、土牢に入れられていると奏上した。帝王ムハンマドは驚き、すぐ土牢を探させると、ハサン・アブドゥッラー老人はまだ生きており、帝王ムハンマドが土牢から出して小箱のことを聞くと、次のように話した。
ハサン・アブドゥッラーはカイロの豪商の息子で、若くして学問を修め、美しい乙女と結婚し、幸せな結婚生活を10年間過ごしたが、突然不幸が押し寄せ、父がペストで死に、家が火事で焼け、持ち船が沈没するなど、瞬く間に無一文になってしまった。ある日町で物乞いしていると、ベドウィンがハサン・アブドゥッラーの名を呼び訪ねてきたので、困惑しながらも家に招くと、ベドウィンはハサン・アブドゥッラーの貧しい暮らしを見て金貨10ディナールを渡し、それでハサン・アブドゥッラーの家族と食事をした。ベドウィンは15日間毎日金貨10ディナールを渡し食事を共にしたが、16日目の朝、ハサン・アブドゥッラーに「あなたを私に売って欲しい」と言った。ハサン・アブドゥッラーは、「人を殺せば1000ディナールの代償を払うことは聖典に書かれており、人を切り刻めば1500ディナールになっている。」と言い、妻の反対にもかかわらず、1500ディナールで自分を売ることにした。ハサン・アブドゥッラーは金を妻に預け、ベドウィンに従い旅に出た。
駱駝に乗って灼熱の砂漠を進み、11日目の朝、花崗岩でできた一本の高い柱がある所に着いた。柱の上には銅像があり、その右手の各指に鍵が掛かっていた。ハサン・アブドゥッラーはベドウィンの指示で、矢を撃ち鍵に当てて落とすことになった。最初に落ちたのは黄金の鍵で、次は白銀の鍵だったが、それらは悲惨の鍵と病苦の鍵で、知らないハサン・アブドゥッラーはそれらを拾い懐に入れた。次に鉄の鍵と鉛の鍵が落ち、それらは栄光の鍵と知恵と幸福の鍵で、ベドウィンが拾った。最後に残った青銅の鍵は死の鍵であったが、それを狙い矢を射ようとしたのをベドウィンが止めた拍子に、ハサン・アブドゥッラーは足に矢が刺さり怪我をしてしまった。
旅を再開して3日目においしそうな果樹が見えたのでハサン・アブドゥッラーが実を食べると、硬い実に歯が食い込み抜けなくなってしまった。どうしても抜けないので、虫食いになった別の実から虫を取り出し、ハサン・アブドゥッラーの噛んだ実に移し、虫が実を食い歯が抜けるまで3日間待つことになった。さらにハサン・アブドゥッラーは水あたりを起こし苦しんだ。
二人は更に旅をし、瘴気の山の麓に来た。ベドウィンはハサン・アブドゥッラーに山頂に登り日の出まで待ち、東を向いて祈りを捧げるように言い、眠ると瘴気にやられるので眠らないように言った。しかし山頂に着いたハサン・アブドゥッラーは夜明けまで眠ってしまい、何とか日の出の祈りはしたが、体中が水ぶくれになり、山を降りるときに転び、そのまま麓まで転げ落ちてしまった。ベドウィンは日の出の時のハサン・アブドゥッラーの影から位置を割り出し、そこを掘ると大理石の棺桶があり、その中に人骨と、この小箱の中にある誰にも読めない字の書かれた紙があった。ベドウィンが読むと「円柱のイラムの位置が分かった」と叫んだ。
二人は更に3日旅をし、水銀の河に架かった水晶の橋を渡り、黒い岩で取り囲まれた黒い谷に着いた。ベドウィンはハサン・アブドゥッラーに角の生えた黒い大蛇を捕まえ心臓と脳を持って来るように言い、持ってくると、瓶に入れた不死鳥の血を取り出し、鍋にそれらを入れ、煮汁をベドウィンの背中に塗らせると、ベドウィンの背中から羽根が生えてきた。ベドウィンはハサン・アブドゥッラーを連れて飛び立ち、飛んでいくと、回りを水晶の壁で囲まれた円柱のイラムに着いた。
円柱のイラムは宝石と金でできた街で、2人がルビーの門、エメラルドの門、瑪瑙の門、珊瑚の門、碧玉の門、銀の門、金の門を通り中央の宮殿に行き、その中庭のエメラルドの亭に行くと、この小箱があり、その中には赤い土があった。それは赤硫黄というもので、金属を金に変える力を持っていた。この町から宝石を盗むと殺されるので、小箱だけを持って飛んで水銀の川まで帰り、駱駝に乗ってカイロに帰った。
ハサン・アブドゥッラーが家に帰ると、既に家族は死んでいた。ベドウィンは赤硫黄で錬金術を行い、大量の金を作り、大きな宮殿を建ててハサン・アブドゥッラーと一緒に住み、夢のような豪華な生活をしたが、ハサン・アブドゥッラーにとっては全く楽しくなかった。ベドウィンはこうして幸せの内に生涯を閉じ、ハサン・アブドゥッラーは葬式を執り行った。
ハサン・アブドゥッラーが遺品を整理していると、運命の鍵の意味が書いてある紙を見つけ、初めて黄金の鍵が悲惨の鍵で、白銀の鍵が病苦の鍵であることがわかった。ハサン・アブドゥッラーは怒り、坩堝で鍵を溶かそうとしていると、先王の兵士が来てハサン・アブドゥッラーを捕らえた。先王はハサン・アブドゥッラーに錬金術の秘法を白状するよう言うが、先王は暴君だったので、ハサン・アブドゥッラーは暴君を利さないよう秘密を教えなかった。このため、先王はハサン・アブドゥッラーを土牢に入れたのであった。
帝王ムハンマドは先王テイルンの行為を謝罪し、ハサン・アブドゥッラーを総理大臣に任命した。ハサン・アブドゥッラーは錬金術の秘法を帝王ムハンマドに教え、帝王ムハンマドは残った赤硫黄で金を作り、神の意思に沿うよう、その金で回教寺院を建てた。ハサン・アブドゥッラーはそれ以降120歳まで幸せに暮らした。

## 巧みな諧謔と愉しい頓智の集い（第794夜 - 第806夜）

### 減らない草履
昔、カイロにアブー・カシム・エル・タンブリというケチで有名な薬種商がいたが、彼の草履は度を越えたつぎはぎだらけで、カイロの町中の人は草履のつぎはぎのひどさを知っていた。ある日、アブー・カシムが浴場(ハンマーム)に行き風呂から出ると、自分の草履がなくなっていて、代わりに美しい黄色いスリッパがあったので、誰かがはき間違えたと思い、そのスリッパを履いて帰ったが、アブー・カシムの草履は、そのあまりの汚さと臭さのため下足番が隔離していたもので、黄色いスリッパは法官(カーディー)のものであった。風呂から出た法官は、自分のスリッパがないことに怒り、残された草履のつぎはぎからアブー・カシムに違いないと思い、アブー・カシムを捕らえ、黄色いスリッパを取り返した。アブー・カシムは多額の金を払い、なんとか牢から出してもらった。
アブー・カシムは、損をしたのは草履のせいだと考え、草履をナイル河に捨てたが、草履は漁師の網にかかり、網を傷つけた。漁師たちは草履のつぎはぎからアブー・カシムの草履に違いないと思い、アブー・カシムに草履を返し、網の修理代を払わせた。
アブー・カシムは、次に草履を田舎の運河に捨てたが、草履が運河の水車に絡んで水車を壊し、水車の主は草履のつぎはぎからアブー・カシムの草履に違いないと思い、アブー・カシムに草履を返し、水車の修理代を払わせた。
アブー・カシムが草履の処分に困っていると、近所の犬が草履を咥えて走り去ったが、その草履が犬の口から外れて飛んで行き、老婆に当たり、老婆は死んでしまった。老婆の家族は草履のつぎはぎからアブー・カシムの草履に違いないと思い、アブー・カシムに草履を返し、老婆の血の代償を払わせた。
アブー・カシムは法官の前に行き、草履の所有権を放棄すると宣言した。それを見た法官も証人たちも大笑いした。

### アル・ラシードの道化役バハルル
昔、教王（カリーファ）ハールーン・アル・ラシードには「賢人バハルル」という道化役がいた。
ある日、教王がバハルルに「バグダードにいる馬鹿者の一覧表を作れ」と命じたところ、バハルルは「利口者の一覧表ならすぐできるので、それ以外は全員馬鹿者です。」と答えた。
またある日、バハルルは教王の玉座にふざけて座ったため、罰として棍棒で打たれたが、「少し座っただけでこんなに打たれるのなら、いつも座っている教王はどれほどの罰を受けるのであろう。」と言った。
また、バハルルは結婚を嫌がり独身であったが、ある日、教王が美しい乙女とむりやり結婚させた。結婚初夜、バハルルは寝室を飛び出し、宮殿内を大声を上げて走り回った。教王が呼び止め理由を聞くと、「新妻の胸から、着物が欲しい、ヴェールが欲しい、上着が欲しいといった諸々の声が聞こえてきたので、恐怖のあまり走り回ったのです。」と答えた。
またある日、バハルルは教王が差し出した1000ディナールを辞退した。教王がその理由を聞くと、片足を曲げ、片足を伸ばして教王の御前に座っていたバハルルは、「その金をもらうと両足を伸ばして座ることができなくなるから。」と答えた。
またある日、教王が非常に喉を渇かして水を所望したとき、バハルルは一杯の水を差し出して、「この一杯の水にどれほどの価値がありましょうか。」と聞いた。教王は「領土の半分の価値がある。」と答えた。バハルルは「小水を出したくなったとき、小水を出す権利にはどれほどの価値がありましょうか。」と聞いた。教王は「領土の残り半分の価値がある。」と答えた。バハルルは「領土の価値は、たったそれだけでしょうか。」と言った。

### 世界平和への誘い
昔、ある農場に「暁の声」という雄鶏がいた。ある日、「暁の声」が村の中を歩いていると、狐と出会ったので、細い塀の上に飛び乗った。その塀は細すぎて狐には登れなかった。狐は「百獣の王ライオンと百鳥の王ワシの話し合いで、動物同士殺しあうことは止めることに決まったので、塀から降りて来てください。」と言った。「暁の声」が、「猟犬が走って来るのが遠くに見える。」と言うと、狐は恐れて逃げ出した。「暁の声」が「動物同士殺しあうのは止めることになったんじゃないのかい。」と聞いたが、狐は逃げていった。

### 不能のお呪い(おまじない)
昔、ある帝王の所に一人の農夫が野菜や果物の初物を献上に来た。帝王と後宮の女たちが食べてみると、真に美味しく、帝王は200ディナール、女たちは100ディナールの褒美を農夫に与え、さらに帝王は農夫を夕食に招いた。夕食の楽しい時を過ごし、帝王は農夫に面白い話を所望したところ、農夫は明日の晩に話すことを約束し、その日は宮殿に泊まることになり、部屋と美しい処女の乙女を与えられた。
農夫と乙女は部屋に入ったが、農夫の物はどうしても立たず、乙女はお呪いをすることにした。香を焚き、農夫の物を死体を水で清めるように水で清め、モスリンの布で死者を包むように包み、宮殿の女奴隷たちを呼んで葬式の真似事をしたが効果はなかった。
翌日、女奴隷たちから話を聞いていた帝王は農夫と乙女を呼び出し、昨晩あったことを話させた。乙女が何があったか話すと、帝王は大笑し、農夫にもう一度同じ話をさせ、今度は涙を流して大笑いした。
その後、農夫は昨日約束した面白い話「二人のハシーシュ食らいの物語」を帝王にした。喜んだ帝王は農夫を総理大臣にし、一同は幸せに暮らした。

#### 二人のハシーシュ食らいの物語
昔、ハシーシュ好きの漁師がいた。ある晩、漁師がハシーシュを噛んでいると、街中の道が川に見えて来て、早速釣竿を取り出し釣りを始めた。すると、野良犬が餌に食いつき、釣竿を引っ張ったため、漁師は魚が食いついたと勘違いし釣り上げようとしたが、犬の力は強く、引っ張られて道に転んでしまった。漁師は川に落ちたと思い、大声で助けを求めた。近所の人たちが出てきて、騒いでいるハシーシュ飲みを捕まえ、安眠妨害で法官(カーディー)に突き出した。
法官は実はハシーシュが大好きだったので、突き出された漁師をその日は休ませ、翌日夕食を共にし、2人でハシーシュを飲んだ。2人は素っ裸になって踊りだし、大騒ぎした。ちょうど、その晩、帝王が大臣を連れて街中を歩いていたが、大騒ぎの音を聞いて、法官の屋敷にやって来た。法官と漁師の2人は馬鹿騒ぎを続け、漁師は帝王に小便を掛けようとするなどしたため、帝王は帰ってしまった。
翌朝、帝王は法官と漁師を召しだした。法官は平身低頭であったが、漁師は悪びれるところもなく、帝王の求めに応じ「法官「屁の父」の物語」「法官の驢馬の話」を話した。帝王は喜び、ハシーシュ好きの漁師を侍従長に任命した。漁師は続けて「法官と仔驢馬の話」「抜け目のない法官の話」「女道楽の達人の教えの話」を話した。帝王はさらに喜び、ハシーシュ好きの漁師を総理大臣に任命した。
そこに訴訟が持ち込まれ、総理大臣になったハシーシュ好きの漁師は「ハシーシュ食らいの判決」を下した。

##### 法官「屁の父」の物語
教王（カリーファ）ハールーン・アル・ラシードの時代のシリアのトラブルズの町にケチで有名な法官(カーディー)がいた。ある日、裁判を有利にはからってもらおうとした人が、法官に嫁を世話した。法官はケチだったので、披露宴もなく、食事は1日1回で、玉葱1個とパン1切れであった。嫁は耐えられず、3日で離縁になった。しばらくして、また法官は別の乙女と結婚したが、やはりケチに耐えられず3日で離縁になった。このようなことが続き、町中、法官と結婚しようという女はいなくなった。
ある日、法官が町の外を歩いていると、モースルから来たと言う美しい女と出会った。その女は法官と結婚し、玉葱1個とパン1切れの食事にも文句を言わなかった。しかし、翌日、法官が仕事に行き家を留守にすると、女は家の中を探し、法官の金庫を見つけ、金庫の隙間からモチ付の棒を入れ、中の金貨を何枚か取った。女はその金貨で豪華な料理を買ってきて、召使の黒人女とおいしく食べた。法官が家に帰ると、女は「近くに住む親戚から、お祝いの料理をもらった」と法官に言い、法官にも料理の残りを食べさせた。それから毎日、女は法官の金庫から金貨を盗み、それで豪華な料理を買い、法官には「もらったものだ」と説明していた。
ある日、女は法官のために蚕豆、えんどう豆、白いんげん、キャベツ、レンズ豆、玉葱、にんにくなどのごった煮を作った。それを食べた法官は、腹にガスがたまり、妊婦のような腹になった。女は、「全能のアラーが、男を妊娠させた」と騒ぎ、法官が大きなおならをすると、近所で生まれたばかりの赤ん坊を取り出し、「赤ん坊が生まれた」と法官に言った。
法官は、困惑し、「お釜を掘られて妊娠した」などと言われることを恐れ、妻子を家に残し、ほとぼりが冷めるまでダマスに隠れることにした。しかし、法官の噂は、尾ひれが付いてダマスまで広がっていた。数年して、法官がトラブルズに帰って見ると、子供たちが「屁の父」の話をしており、法官のことが忘れられていないことを知った。法官が子供に詳しく聞くと、あの女は、法官に離縁された乙女たちの復讐をするために法官に近づいたものであって、子供が生まれたというのは、嘘であったということを初めて知った。愕然とした法官が家に行って見ると、家は廃屋になっており、誰もおらず、金庫もなくなっていた。
- 類似の話：歴史的な放屁

##### 法官の驢馬
昔、エジプトに、ある徴税請負人がいたが、留守勝ちだったので妻は若い情夫を持っていた。ある日、情夫が妻の所にきてどうしても300ドラクム金が必要だと言い、金がないと分かると、金の代わりに驢馬を連れて行った。徴税請負人は驢馬がいなくなったことに気付き、妻に問いただすと、妻は「あの驢馬は、実は魔法で驢馬にされた法官(カーディー)で、今一時的に魔法が解けたので町へ行って裁判をしているが、また驢馬になって戻って来るだろう」と言った。徴税請負人はすぐに驢馬が必要だったので、町へ行って法官に話しかけて驢馬に戻るよう言ったが、法官は徴税請負人を気違いだと思い、300ドラクムを与えて新しい驢馬を買うように言って厄介払いした。徴税請負人が市場で驢馬を見ていると、自分の驢馬が見つかったが、これを買ってまた法官に戻ったら大変だと思い、別の驢馬を買って帰った。
- 類似の話：驢馬

##### 法官と仔驢馬
昔、ある町に年老いた法官(カーディー)がいたが、彼は親子ほど年の離れた若く美しい乙女と結婚した。また、法官には若い助手がいたが、ある日、法官の妻と法官の家で顔をあわせ、互いに一目ぼれしてしまい、密会を重ねるようになった。
ある朝、法官は仕事に出かけたが、途中で気分が悪くなって家に帰り、部屋を真っ暗にして寝込んでしまった。法官の妻は法官が寝ている間に浴場(ハンマーム)に出かけた。そこに法官の助手がやってきて、部屋で寝ているのは法官の妻だろうと思い布団の中に手を入れたところ、法官が目を覚まし、助手を捕まえ、布団(マトラー)を入れる箱の中に入れて鍵を掛けた。しかし、部屋が真っ暗だったので、侵入者が誰だったかは見ていなかった。
法官は妻が浮気していたのか、単なる侵入者だったのか知る必要があると思い、急いで浴場に行き、女湯に入る客に妻が早く出てくるように言伝を頼み、外で待っていた。浴場の中の法官の妻は言伝から異常を感じ取り、丁度浴場でエジプト豆を売っていた女に金を渡して商売道具と服とベールを借り、豆売りに変装して、夫の法官に気付かれずに浴場を出て家に帰った。法官の妻は布団箱から助手を出して逃がし、代わりに子驢馬を入れて鍵を閉め、浴場に戻り、今度は変装せずに出てきた。法官は妻を見つけると手を掴んで家まで引っ張っていった。
家に帰ると法官は証人を呼び集め、布団箱の鍵を開けた。すると、子驢馬が出てきたので、証人たちはあきれてしまい、法官は恥をかかされたことで怒り、怒りのあまり死んでしまった。法官の死後、法官の妻と助手は結婚し、幸せに暮らした。

##### 抜け目のない法官
昔、カイロに法官(カーディー)がいたが、不正を働いたため罷免された。元法官は法律知識を使って儲けようと思い、黒人奴隷に事件を起こすように言って町に行かせた。黒人奴隷は、ある男が町の公共竃屋に鵞鳥を焼いてもらうため預けたのを見て、鵞鳥が焼けた頃、その鵞鳥は自分の物だと言って竃屋から受け取った。そして、もし鵞鳥を預けた男が来たら、「鵞鳥が生き返って飛んで行った」と言うよう竃屋に言った。黒人奴隷は鵞鳥の肉を元法官の所に持って行き、2人で食べてしまった。
鵞鳥を預けた男が竃屋の所に鵞鳥を受け取りに来ると、竃屋の主人は「鵞鳥が生き返って飛んで行った」と言ったので、男は怒り、殴り合いの喧嘩になったが、ちょうど通りかかった妊婦にぶつかり、妊婦は流産してしまった。妊婦の親族たちは怒り、竃屋を追いかけ、竃屋は高い建物に逃げ込んだが、追い詰められて露台から落ち、下にいたマグリブ人にぶつかり、マグリブ人を殺してしまった。人々は竃屋の主人を捕まえ、法官がまだ罷免されたことを知らなかったので、黒人奴隷の案内で、元法官の屋敷に竃屋を連れて行った。
法官は裁判を行い、鵞鳥を預けた男に対し、アラーは死者を生き返らせると聖典にあるのに、鵞鳥が生き返ることを信じないのは不信心だと述べ、男の訴えを退けた。次に流産した妊婦の親族に対し、妊婦が妊娠6か月だったことから、流産した妊婦を竃屋に預け、妊娠6か月にして返すことで償わせると判決したので、妊婦の親族は訴えを取り下げた。死んだマグリブ人の親族に対し、復讐として高い塔から竃屋の上に飛び降り竃屋を殺せと判決したので、マグリブ人の親族は訴えを取り下げた。
法官の機智に富んだ判決の話は広まり、帝王の耳に達し、帝王は法官の罷免を取り消した。

##### 女道楽の達人の教え
昔、カイロにマハムードという独身の若い男がいた、彼には2歳年上のアフマドという妻子のある友人がいた。あるとき、マハムードがアフマドに女と付き合う方法を聞いた。アフマドは、「明日のムレド・エル・ナビーのお祭りで、小さな子供連れの若い母親を見つけ、母親には話さず、子供に話しかけたり、あやしたりすれば良い。」と答えた。マハムードは言われたように子供をあやし、子供を肩に乗せ女の家まで送り、夜を明かした。しかし、その女は偶然にもアフマドの妻であったが、マハムードはアフマドの家も妻の顔も知らなかったので、そうとは気付いていなかった。
ある日、アフマドが隣の家にいると、自分の家にマハムードが入って行くのが見えた。アフマドは驚き、気付かれずに家に帰るため、隣の家の井戸を降り、地下を通り自分の家の井戸まで行き、這い上がろうとしたが、丁度自分の家の召使の女が井戸を覗き込み、井戸の底にアフマドの影を見つけて鬼神(イフリート)だと思って大声を出し、桶を落としたので、桶がアフマドの頭に当たり、怪我をしてしまった。アフマドは大声で助けを求めたので引き上げられたが、その間にマハムードは帰ってしまった。
何日かして、アフマドが家の外にいると、マハムードがアフマドの家に入るのが見えたので、アフマドは戸を叩き、妻が戸を開くと、妻の手を引いて寝室に入って行ったがマハムードは見つからなかった。実はマハムードは戸の裏側にいて、アフマドが寝室に行く間に逃げていたのであった。
また何日かして、アフマドの妻の父が年を取ってから儲けた子供の割礼のお祝いがあり、アフマドはマハムードを連れて出席した。お祝いの余興で、面白い話をすることになり、アフマドはマハムードにムレド・エル・ナビーのお祭りの夜の話をするように促した。マハムードが話を始めると、女の描写からアフマドの妻のことだと出席者全員が感じ、険悪な雰囲気になったが、子供の叫ぶような声がすると、マハムードは話の筋を変え、子供を肩に乗せ家まで行ったが戸口で追い返されたという話にした。その場の険悪な雰囲気は消えた。後で、アフマドがマハムードに、なぜ話の筋を変えたかを聞くと、マハムードは、子供の叫び声からその子がいることが分かり、当然母もいるから話の筋を変えたと答えた。アフマドは落胆し、妻を離縁しメッカに巡礼の旅に出た。マハムードは、法定の期間の後、アフマドの元妻と結婚し幸せに暮らした。

##### ハシーシュ食らいの判決
昔、子牛と子馬をめぐる裁判があり、一方は「牝牛の子は子牛で、牝馬の子は子馬で、子牛を取った牝馬の主は子牛を牝牛の主に返せ」と訴え、もう一方は「牝牛の子は子馬で、牝馬の子は子牛で、牝馬の主は子牛を牝牛の主に返す必要はない」と訴えた。牝馬が子牛を生むのかという問いに対し、牝馬の主は、アラーは全能だと答えた。
総理大臣になったハシーシュ好きの漁師は、牝馬の主に対し、ハツカネズミの上に、大きな小麦粉の袋を乗せるように言った。牝馬の主が無理だと言うと、総理大臣は、アラーは全能であり、無理だとは不信仰であるとして、牝馬の主を敗訴させ、子牛と牝馬と子馬を全て牝牛の主に与えた。

## ヌレンナハール姫と美しい魔女の物語（第807夜 - 第814夜）
昔、ある国に、長男アリ、次男ハサン、三男フサインという3人の王子がいた。3人の王子たちは美しい従姉妹のヌレンナハール姫に恋をし、最もすばらしい宝を持って来た者が結婚するということになり、旅に出た。3人はある宿屋で、1年後宝を持って再会することを約束し、分かれた。
長男アリ王子は、インドの海に面したビスシャンガール王国に着き、美しい町並みと、珍しい品々を見ていると、3万ディナールで祈祷用の絨毯を売る商人がいた。不思議に思い、聞くと、その絨毯は魔法の絨毯で、心に念じればどこにでも空を飛んで運んでくれるもので、たとえ門が閉まっていても門はひとりでに開くというものであった。アリ王子は4万ディナールでそれを買った。
次男ハサン王子は、ペルシャのシーラーズの都に着き、その国の言葉でバジスターンという市場に行き、珍しい品々を見ていると、3万ディナールで象牙の筒を売る商人がいた。不思議に思い、聞くと、その象牙の筒は魔法の望遠鏡で、心に念じればどんなに遠くの物でも見えるものであった。試しにヌレンナハール姫を心に念じ覗くと、浴場でお化粧をする姫が見えた。ハサン王子は4万ディナールでそれを買った。
三男フサイン王子は、サマルカンド・アル・アジャムに着き、バザールで珍しい品々を見ていると、3万ディナールでスイカほどの大きさの林檎を売る商人がいた。不思議に思い、聞くと、その林檎は魔法の林檎で、その匂いを嗅げばどんな病気でも治るというものであった。試しに今にも死にそうな盲目の中風の病人に匂いを嗅がせたところ、病人はたちまち直り、元気に走り去っていった。フサイン王子は4万ディナールでそれを買った。
3人は約束の宿屋で再会し、互いの品物を見せ合ったが、次男のハサン王子が象牙の望遠鏡でヌレンナハール姫を見ると、姫は瀕死の病気で、周りの奴隷たちが嘆き悲しんでいる様子が見えた。そこで、3人は長男アリ王子の魔法の絨毯に乗り空を飛んでヌレンナハール姫の病室まで行き、三男フサイン王子の林檎の匂いを嗅がせると、ヌレンナハール姫はたちまち元気になった。
3人の品物はどれも劣らずすばらしい品物で、どの1つが欠けてもヌレンナハール姫を助けることができなかったので、勝負は引き分けとなった。そこで、決着を着けるため、矢を一番遠くまで飛ばすことができたものがヌレンナハール姫の夫になることにした。まず長男アリ王子が矢を撃ち、次に次男ハサン王子が矢を撃つとアリ王子の矢より遠くに飛んだ。三男フサイン王子が矢を撃つと、矢はどこまでも飛んで行き、見えなくなってしまった。矢が見つからないので、勝負は次男ハサン王子の勝ちとなった。
ハサン王子とヌレンナハール姫の結婚式の日、長男アリ王子は悲しみのあまり王位継承権を放棄し、修道僧となり王宮を去った。フサイン王子は、射た矢を探し、矢の飛んだ方向にどこまでも進んでいくと、切り立った岩山の麓に矢が落ちているのを見つけた。よく見ると、岩山には切れ目が入っており、触ると扉のように開いた。フサイン王子が入り暗闇の中を進んで行くと、広々とした草原に出て、そこには壮大な御殿があり、美しい女がフサイン王子に挨拶をして御殿の中に招き入れた。
女は実は魔神(ジン)で、魔法の絨毯も、魔法の望遠鏡も、魔法の林檎も、全てはこの女魔神の物であった。女魔神はフサイン王子をずっと見ていたと言い、結婚を求めた。フサイン王子はヌレンナハール姫を上回る美貌の女魔神を見て、結婚を承諾した。フサイン王子は6か月間その女魔神の御殿で、幸せに過ごした。
6か月すると、フサイン王子は、王のことが気になり、王宮に帰りたいと女魔神に言った。女魔神は場所を知られないように用心することと、すぐに帰ってくることを条件に、王宮に行くことに同意した。フサイン王子は召使の魔神たちを連れて、豪勢な行列を組んで王宮に帰った。王はフサイン王子の帰還を喜び、フサイン王子がどこにいたかを聞いたが、フサイン王子は答えなかった。フサイン王子は毎月1回王宮に来ることを約束して女魔神の御殿に帰った。
次の月、フサイン王子が来たとき、大臣たちは行列の見事さから、フサイン王子の力が強大であり、謀反を起こすかも知れないと、王に進言した。王は狡猾な老婆を呼び、王子の後をつけさせたが、王子が消えた岩の扉を、老婆はどうしても見つけることができなかった。
次の月、老婆は秘密の岩の扉の近くで病人のふりをして倒れていた。そこに出て来たフサイン王子は、老婆を見つけ、治療するため老婆を連れて女魔神の御殿まで戻った。女魔神は老婆にどんな病気も治す「獅子の泉」の水を与えた。老婆は女魔神の御殿を案内してもらい、その豪華さに驚いた。老婆は帰るため岩山の扉を出ると、再び入り口が分からなくなっていた。
老婆は王宮に戻り、王と大臣たちに女魔神の宮殿の豪華さを伝え、今度フサイン王子が来たら、魔法の天幕など献上することを要求し、要求に従わなければ殺そうと話した。フサイン王子に要求を伝えると、フサイン王子は承諾し、御殿に帰って女魔神に相談した。女魔神は魔法の天幕を出し、シャイバールという名の身長40〜50cmで、ひげが10mもある力持ちの魔神を呼び出し、フサイン王子のお供をして王宮に行くように言った。
王宮に着くとシャイバールは、フサイン王子の謀反を疑ったとして老婆と大臣たちを鉄棒で殴り殺し、王には退位を迫った。王は退位して修道僧になり、長男アリ王子と隠遁した。フサイン王子は新しい王になり、次男ハサン王子は、陰謀に加わっていなかったので、王国の最も豊かな地方の領主となった。フサイン王子は女魔神の妻と幸せに暮らした。

## 「真珠華」の物語（第814夜 - 第819夜）
- バートン版「ホラサンのアブ・アル・ハサン(第959夜‐第963夜)」
- 東洋文庫版「教王アルムウタディド・ビッラーヒとホラサンのアフマドの息子のアブー・アルハサン・アーリーの物語(第959夜‐第963夜)」

昔、アッバース朝の第16代教王(カリーファ)で、第5代教王ハールーン・アル・ラシードの孫の第10代教王アル・ムタワッキルの更に孫のアル・ムータディド・ビルラー教王が、物語師アフマード・イブン・ハムドゥンとバグダードの町を散歩していると、美しい前庭を持った館を見つけた。二人は旅の商人と偽って、館の主に会うと、主は快く2人を夕食に招いた。館の内部は実にすばらしく、美しい歌姫、舞姫たちが舞い踊り、豪華な料理が振舞われた。しかし、教王は突然館の主に「家具や主の服にアル・ムタワッキル教王の印がついているのはどういう理由か」と怒りを露わにして問い正した。館の主アブール・ハサン・アリ・ベン・アフマード・アル・ホラーサーニは次のように答えた。
アブール・ハサンはバグダードの豪商の一人息子として生まれ、若くして父が死んだ後も手堅く商売を続けた。ある日、アブール・ハサンの店に美しい14歳ほどの乙女が来て300ディナールを渡して欲しいと言った。アブール・ハサンは一目惚れし、300ディナールを渡してしまった。アブール・ハサンは理性を失った行動を後悔したが、翌日同じ時刻に再びその乙女が来て、今度は500ディナール渡すように言うと、言われるがままに渡してしまった。その翌日今後はその乙女が宝石を渡すように言うと、アブール・ハサンは言われるがままに渡した。アブール・ハサンが乙女の後を付けると、乙女は教王アル・ムタワッキルの宮殿に消えた。
アブール・ハサンは困惑し、父の代からの番頭に相談すると、宮殿に出入りしている仕立屋を紹介してくれた。アブール・ハサンが仕立屋の店に行き金を渡し相談すると、その乙女は教王の琵琶弾き「真珠華」に違いないことが分かった。ちょうどその時「真珠華」の召使の少年宦官が仕立屋の店に来て、「真珠華」もアブール・ハサンのことを愛していることを伝え、後宮に忍び込む手引きをしてくれた。
アブール・ハサンは教王の服を着て後宮を進み「真珠華」の部屋の手前まで来たが、突然教王の行列が見え、アブール・ハサンは後宮を逃げ回り、自分がどこにいるのか分からなくなってしまい、ある部屋の中に入り込んだ。そこは「真珠華」の姉の「アーモンドの練粉」の部屋であった。「アーモンドの練粉」はアブール・ハサンを匿い、「真珠華」を部屋に呼んだ。アブール・ハサンと「真珠華」は再会を喜んだが、その直後教王が「アーモンドの練粉」の部屋に来たため、アブール・ハサンは衣裳箱の中に隠れた。
教王は、「真珠華」が部屋にいたことを喜び、歌を所望すると「真珠華」は見事に歌った。教王は褒美として何でも与えると言ったので、「真珠華」が自由を願うと願いは許された。「真珠華」は自分の部屋の家具や服、そしてアブール・ハサンが入っている衣裳箱をかつがせて、後宮を後にした。これが、この館の家具や服に教王ムタワッキルの印がある理由であった。
教王アル・ムータディド・ビルラーは話を聞き、疑ったことを恥じ、アブール・ハサンの租税を免除し、侍従長に任命した。アブール・ハサンは教王の庇護のもと幸せに暮らした。

## 帝王マハムードの二つの世界（第819夜 - 第821夜）
昔、エジプトの帝王(スルタン)マハムードは、聡明で栄光に満ちた帝王であったが、時折憂鬱な気持ちに襲われることがあった。そんなある憂鬱な日、マグリブの地から一人の老人が謁見を求めて来た。老人が帝王の部屋の4つある窓の第1の窓を開けると、敵の大軍が大挙してやってくるのが見えた。窓を閉めてもう一度あけると、大軍は消え、平和な町並みがあった。第2の窓を開けると、町は大火に襲われ一面火の海であったが、一度閉めてもう一度あけると、普通の町並みに戻った。第3の窓を開けると、町はナイル川の大洪水に襲われ何もかも波にさらわれてしまったが、一度閉めてもう一度あけると、普通の町並みに戻った。第4の窓を開けると、町は旱魃に襲われ草も木も枯れ果て砂漠になってしまったが、一度閉めてもう一度あけると、普通の町並みに戻った。
次に老人は、帝王の首を掴み、部屋の泉の水の中に帝王の首を沈めた。すると、帝王は見知らぬ土地の海辺に打ち上げられた。帝王が近くにいた農民たちに話しかけると、誰も帝王のことを知らず、農民たちは帝王を捕まえ、小屋に連れて行き、魔法で驢馬にしてしまった。驢馬になった帝王は5年間来る日も来る日も重労働をさせられた。5年後魔法が解けて人の姿に戻ると、人が来て、「浴場に行き、出てくる女に必ず独身かどうかを聞き、独身なら結婚するように」と言った。帝王が声を掛けた美しい女たちは既婚であったが、3人目の醜く極めて年を取った老婆は独身で、結婚することになったが、迫られてあまりの不快に帝王は大声をあげた。
帝王が気付くと、部屋の泉の水から頭を上げた所であり、5年と感じたのは水に頭を沈めていた僅かな時間であった。帝王は自分の境遇の幸運を感謝し、境遇を一瞬で変えられるアッラーの力を思った。そのとき既にマグリブの老人は消えていた。

## 底なしの宝庫（第821夜 - 第826夜）
昔、教王（カリーファ）ハールーン・アル・ラシードが大臣ジャアファル・アル・バルマキーに「最も気前の良い人間は誰か。」と尋ねたところ、ジャアファルは「教王様ではなく、バスラのアブールカセムという若者です。」と答えた。教王はこの予想外の回答に怒り、ジャアファルを地下牢に閉じ込め、自ら真偽を確かめるべく、商人に変装してバスラに旅立った。バスラに着き、アブールカセムの屋敷を訪ねると、アブールカセムは旅の商人の姿をした教王を快く迎えた。館に入ると、内面は宝石や金で美しく飾られており、まず通された第一の広間で珍しい飲み物を飲み、次の広間でおいしい料理を腹一杯食べ、第3の広間で酒を飲み、歌姫たちの演奏を聞き、舞姫たちの舞を見た。
アブールカセムは教王に、幹は白銀、枝葉はエメラルド、果実はルビーでできた鉢植えを見せ、その木の上に止まっている黄金の孔雀を琥珀の棒で叩くと、黄金の孔雀は動き出し、龍涎香、甘松香、伽羅の香りをあたりに漂わせた。教王が興味を示すと、アブールカセムは鉢植えを片付けてしまった。
次にアブールカセムは、葡萄酒を満たした杯を持った美しい少年奴隷を連れて来た。教王が杯を受け取り飲むと、空になった杯から葡萄酒が湧き出し、杯は再び葡萄酒で満たされた。この杯は魔法の杯であった。教王が興味を示すと、アブールカセムは少年奴隷に魔法の杯を持たせて退出させてしまった。
次にアブールカセムは、琵琶を持った美しい奴隷の乙女を連れて来た。乙女は琵琶で美しい音色を奏で、教王は聞き惚れたが、アブールカセムは乙女を退出させた。教王は、客に少しだけ見せて、客が興味を示すと片付けるやり方を無礼だと感じ、アブールカセムを非難して館を出て宿屋に帰った。
宿屋に帰ると、琵琶を持った乙女も、魔法の杯を持った少年奴隷もいて、さらに、宝石の鉢植えを持った別の少年奴隷やその他大勢の奴隷がいて、それらはアブールカセムからの贈り物であった。教王は短慮を恥じ、アブールカセムの館に戻り、贈り物を謝し、なぜそれほどの財力があるのかを尋ねたところ、アブールカセムは次のように答えた。
アブールカセムの父はアブデルアズィーズといい、代々続くカイロの大宝石商人であったが、エジプトの帝王(スルタン)が暴君であったため、バスラに移り、そこで結婚してアブールカセムが生まれた。アブデルアズィーズが亡くなると、一人息子であったまだ若いアブールカセムが全財産を相続したが、2年のうちに浪費し無くしてしまった。アブールカセムはバスラを後にし、モースル、ダマスを放浪し、メッカに巡礼し、父祖の地であるカイロに着いた。
カイロの町を歩いていると、ナイル川に面した帝王の宮殿の裏手を通ったが、窓の奥に一瞬見えた乙女に恋をしてしまった。その日は窓の外で一日中待ったが、その乙女は二度と現れなかった。翌日もその窓に来ると、乙女が現れ、真夜中に来るようにとだけ言って、消えてしまった。真夜中に来ると、縄梯子が降りてきて、それを登って窓から入るとその乙女がいた。乙女はラビバといい、帝王の側室であったが、帝王が不能であったため、処女のままであった。2人が抱き合おうとしたとき、帝王の兵士が入ってきて、2人を捕らえ、ナイル川に投げ込んでしまった。アブールカセムは岸に着くことができたが、ラビバの姿は見えず、必死に探したにもかかわらず行方が分からなくなってしまった。
アブールカセムはカイロを逃れ、バグダードで行商を始めた。するとある老人がアブールカセムに興味を示し、砂糖菓子を10ディナールの大金で買い、生い立ちを聞いてきた。アブールカセムが話すと、老人は感動し、養子にならないか聞いてきたので、アブールカセムは承知した。2人は老人の屋敷のあるバスラに移った。アブールカセムは孝行に努めたが、1年すると老人は最期の時を迎え、アブールカセムの孝行に感謝を表し、屋敷内にある底なしの宝庫への入り方を教えてくれた。その宝庫は誰が作ったものか分からないが、代々受け継がれてきたもので、無限とも言える宝物が入っているのであった。老人は教え終わると、息絶えた。
アブールカセムは金を使い出したが、人々の予想に反して、金が無くなることはなかった。役人が金を要求して来て、それを払っても全然大丈夫であった。
話を聞くと教王はどうしても底なしの宝庫が見たくなり、頼むと、アブールカセムは教王を目隠しして、地下にある底なしの宝庫に連れていった。見ると、大きな広間に宝石の山がいくつもあり、今まで使ったのは山2個分でしかなかった。宝庫にはそのような広間が無数にあり、アブールカセムは教王を順に案内したが、広間の数が多すぎて、途中で疲れて宝庫を出てしまった。教王はアブールカセムに感謝し、バグダードの宮殿に帰った。
教王はジャワファルを地下牢から出し、アブールカセムからもらった少年奴隷2人を与えた。宝石の鉢植えと、琵琶弾きの乙女は正后ゾバイダに与え、魔法の杯は自分の物とした。教王はアブールカセムをバスラの王に任命するためバグダードの宮殿に招いたが、その夜の宴に現れた歌姫がラビバであり、それを見たアブールカセムは気絶してしまった。ラビバはナイル川に投げ込まれたあと、漁師に助けられ、奴隷商人の手を経て教王に献上されたのであった。2人は結婚し、教王の庇護のもと幸せに暮らした。

## 気の毒な不義の子のこみいった物語（第826夜 - 第844夜）
昔、3人の学者がいて、帝王(スルタン)に近づこうと、王宮の前で派手な喧嘩をした。3人は捕らえられ、帝王の前に引き出されると、それぞれ「宝石の系譜学者」「馬の系譜学者」「人の系譜学者」と名乗ったため、帝王は3人を王宮に留め置き、パンと肉を1人前ずつ与え、能力を試すことにした。
しばらくすると、隣国からの贈り物があり、中に美しい透明な宝石があったため、宝石の系譜学者に鑑定させることにした。すると、「この宝石は無価値で、中に虫が入っている」と言ったため、帝王は死刑にしようとしたが、総理大臣が無実の者を死刑にすると神の前で弁明できなくなると諌めたため、宝石を割って確かめることになり、割ると虫が入っていた。帝王は宝石の系譜学者のパンと肉の割り当てを2倍にした。
しばらくすると、ある部族から馬の贈り物があり、見事な黒鹿毛の馬であったため、馬の系譜学者に鑑定させることにした。すると、「この馬は見事な馬であるが、瑕があり、それは母が水牛であることである」と言ったため、帝王は怒り死刑にしようとしたが、総理大臣が諌めたため、血統証を調べさせたところ確かに母は水牛と記載してあった。帝王は馬の系譜学者のパンと肉の割り当てを2倍にした。
帝王は、自分の愛妾を人の系譜学者に鑑定させることにした。すると、「真に美しく、多くの長所を持った女性であるが、母方は流浪民ガージャー(Ghajar)の遊女である」と言ったため、帝王は怒り死刑にしようとしたが、総理大臣が諌めたため、愛妾の父である王宮の執事を召し出し事情を問い正した。すると、執事は次のように答えた。
執事は若い頃砂漠の隊商の護衛をしていて、あるとき、流浪民ガージャーの遊女の一団の野営地近くに留まったが、ガージャーの一団が去った後に、5歳ほどのガージャーの女児がはぐれて残っており、引き取り育てることにした。女児は褐色の肌の美しい乙女に成長し、執事と結婚し、生まれたのが帝王の愛妾であった。
帝王は人の系譜学者のパンと肉の割り当てを2倍にした。
帝王は、人の系譜学者に、今度は自分自身を鑑定させることにした。すると、人の系譜学者は人払いをし、「帝王は不義の子である」と答えた。帝王は愕然とし、母の部屋に行き、真実を語るように迫った。すると帝王の母は次のように語った。
帝王の母は先帝の第1の正妻であったが、帝王には子種がなく子供ができなかった。先帝は第2の正妻を娶り、第3の正妻を娶ったがやはり子供はできなかった。先帝は悲しみ、憂鬱な日々を過ごされた。そこで、帝王の母は、王宮の若い料理人を部屋に呼び、交わった後口封じのため殺し、死体を庭に埋めた。こうして今の帝王が生まれたが、先帝は大いに喜び、王宮の人々に多くの品物を下賜され、40日間の大宴会を開き、喜びを共にされたのであった。
帝王は、人の系譜学者になぜ不義の子であると思ったかを尋ねると、人の系譜学者は「帝王は3人の学者が功績を示したとき、パンと肉の割り当てを倍増しただけで、帝王の褒美と思えぬけちな褒美であり、真の帝王なら誉れの服や財宝を与えるものでなので、料理人の血筋と考えた」と答えた。帝王は自分の生まれを恥じ、帝王位を人の系譜学者に譲り退位し、修道僧となって、放浪の旅に出た。新しい帝王となった人の系譜学者は、宝石の系譜学者を右の守護、馬の系譜学者を左の守護とし、総理大臣は留任させ、新しい治世を始めた。
修道僧となった帝王は放浪の旅でカイロに着き、王宮を眺めていると、帝王マハムードが通りかかり、高貴な雰囲気を持った修道僧を不思議に思い、王宮に招き事情を聞いた。修道僧が話をすると、帝王マハムードは大いに感心し、今度は自分がいかにして帝王になったかの話「若者の猿の物語」をし、身分の低い生まれを気にすべきではないと言って、帝王であった修道僧を総理大臣にした。新しい総理大臣は政務を公平に行い、人々から名宰相と言われた。
あるとき、帝王マハムードが憂鬱な気分に襲われたため、帝王と総理大臣は精神病院を見学に行った。そこには3人しかいなかったが、それぞれ「第一の狂人の物語」「第二の狂人の物語」「第三の狂人の物語」を語った。帝王は3人を精神病院から解放し、それぞれの恋人と結婚させ、侍従に任命し、一同幸せに暮らした。

### 若者の猿の物語
昔、カイロに貧しい水撒人夫がいて、大きな山羊の皮袋を担いで水を撒き歩くことを生業としていたが、マハムードという名の若い息子を残して死んでしまった。マハムードは収入を得る道がなく、修道僧となり、寺院に寝泊りし、物乞いをして暮らしていた。
ある日、マハムードは、気前の良い貴族から銀貨5ドラクムをもらった。それを持って歩いていると、市場で猿回しをしている男を見つけ、猿を買えば、芸をさせることで安定した銭を稼げると思い、猿回しから猿を5ドラクムで買った。猿がいては寺院に入れないので、廃屋で夜を過ごそうと廃屋に入ると、猿は美しい若者となり、金貨を取り出して食事を買ってくるように言い、2人は豪華な料理を食べ、廃屋で眠った。
翌朝、猿の若者は再び金貨を取り出し、マハムードに浴場に行き体を清め、美しい衣裳を買って戻って来るよう言った。戻って来ると、今度は贈り物の入った箱を渡され、それを持って帝王(スルタン)のところへ行き、帝王の長女との結婚を申し込むよう言われた。言われた通りにして帝王に贈り物を献上すると、それは美しい宝石の装身具の数々であった。長女との結婚を申し込むと、帝王は大粒のダイヤモンドを示し、それと同じ大きさのダイヤモンドを婚資として差し出すように言った。マハムードが猿の若者に相談すると、同じ大きさの大粒のダイヤモンド10個を出してマハムードに与えたが、条件として猿の若者の許しがあるまで王女の中に分け入らないよう言った。マハムードが帝王に大粒のダイヤモンド10個を婚資として渡すと結婚が決まり、法官を呼び手続きが行われ、宴があり、初夜となったが、マハムードは王女の処女を奪わなかった。猿の若者は、マハムードに王女のお守りの腕輪をもらってくるように言い、マハムードが王女からお守りの腕輪をもらい、猿の若者に渡すと、マハムードは貧しい服を着て、あの廃屋で目を覚ました。
マハムードが廃屋を出て、市場に行くとバルバル地方のマグリブ人の占い師がいたので、占ってもらうと、これは魔神(ジン)の仕業であると言い、読めない文字で手紙を書き、マハムードにそれをある所まで持って行き、主人に渡すように言った。マハムードが言われた所まで行くと、無数の火が現れたが、それを持つ者は見えなかった。中心の大きな火の前に行き、手紙を渡すと、「アトラシュよ、不信のジンを捕まえて来い」との声がし、すぐに猿の若者が捕まえられて来た。声が「王女の腕輪を返せ」と言うと、猿の若者は断り、腕輪を飲み込んだので、猿の若者は殺され、体を裂いて腕輪が取り出された。腕輪がマハムードに返されると、マハムードは豪華な服を着て、宮殿の部屋にいて、王女から腕輪をもらった時に戻っていた。
その後しばらくして、帝王は男子を残さずなくなられたので、長女の夫であるマハムードが帝王となったのであった。

### 第一の狂人の物語
その狂人の若者は以前、カイロで父祖の代から続く絹織物の店の主人であった。ある日、上品な老女が来て、店で最も上等な絹織物を1反500ディナールで買って行った。老女はその日以降毎日、同じように1反500ディナールの絹織物を買って行ったが、16日目に買いに来たとき、財布を忘れて来たため、若者は家まで代金を取りに行くことになった。若者が老女と家の近くまで行くと、老女は「近所の女を見て誘惑されないように」と若者に目隠しをして、手を引いて屋敷まで行った。屋敷に入り目隠しを取られると、そこは豪華な宮殿で、若者が売った上等な絹織物は雑巾として使われていた。
すると、50人の若く美しい女奴隷を従えた一段と美しい女主人が現れ、若者に結婚を申し込んだため、若者は半信半疑ながら承諾し、法官を呼び法的に結婚し、それから20日間愛し合った。若者は店と母親が気がかりになり、一旦帰りたいと言うと、目隠しをされて、老女の手を引かれて、家に帰った。以降、昼は店、夜は妻の屋敷という生活が続いた。
ある日、若者が店にいると、1000ディナールはしそうな宝石と金でできた雄鶏の置物を持った美しい女が来て、若者の頬にキスをさせてくれれば、その置物をただで渡すと言ってきた。若者が承知すると、女は若者の頬に噛み付き、頬に傷がついてしまった。女は置物を置いて帰った。
夜になり、妻の屋敷に行くと、妻は怒っており、昼間頬にキスをした女の死体を若者に見せ、若者を狂人として精神病院に監禁したのであった。
帝王マハムードと総理大臣は若者の話を聞き、若者を精神病院から解放して、目隠しをされた場所まで行き、そこから歩いた歩数を思い出させて、屋敷を見つけ出した。そこは先帝の娘の一人で、マハムードの妻と異母妹にあたる人の住んでいる屋敷であった。帝王マハムードは2人を和解させ、一緒に住まわせ、若者を侍従に取り立てた。一同は幸せに暮らした。
- 類似の話:第二の乙女アミナの話

### 第二の狂人の物語
その狂人の若者は、装身具を商う商人の子で、非常に堅物で、16歳の頃は女性の誘惑を避けて商売の手伝いをしていた。ある日、美しい黒人の奴隷の少女が店に来て、若者に女主人から預かった恋文を渡した。若者は読むと、誘惑されたと思い怒り、恋文を破り捨て、使いの黒人の少女を殴り、追い返した。
それから数年後、若者が妻を娶るような年齢になったある日、5人の美しい白人女奴隷を従えた一段と美しい乙女が店に現れた。乙女は美しい足首を若者に見せてアンクレットを試し、腕を見せて腕輪を試し、首と胸をはだけて首飾りを試し、腰紐を試し、顔のベールを外してイアリングと髪飾りを試した。それぞれの部分を見る度に、若者はあまりの美しさに理性を失いそうになったが、店には相応しい装身具はなかった。しかし、乙女は試すたびに「父は私を醜いと言う」と繰り返し、さらに「父は私の醜さのため、奴隷として売り払おうとしている」と言った。若者は乙女を妻としてもらおうと思い、乙女の父である「イスラムの長老」の所へ結婚を申し込みに行くことにした。
イスラムの長老に会って結婚を申し込むと、イスラムの長老は延々と娘がいかに醜いかを話し続けた。若者はそれを承知で結婚したいと言ったため、法官を呼び結婚が行われたが、娘は店に来た乙女とは別人で、イスラムの長老が話した通りの醜い女であった。若者は愕然とし、長い夜を過ごして翌朝早くに家を出て、イスラム寺院に行った。
イスラム寺院に行くと、例の乙女がいたため、若者は猛然と文句言ったが、乙女は恋文の事件の復讐としてやったと言ったため、若者は非を認め、乙女にすがり付いて泣き、助けを求めた。乙女は大道芸人の一団を連れてイスラムの長老の家に行けば良いと知恵を授けたので、若者はその通りにし、大道芸人たちを親戚だと言って紹介すると、イスラムの長老は驚き、大道芸人たちと親戚になることはできないと言って、離婚するように若者に要求し、若者は醜い娘と離婚した。
若者は美しい乙女と結婚し、30日間激しく愛し合ったが、31日目には体調を崩し、愛し合うことができなかった。新妻は怒り、若者を精神病院に入れた。
帝王マハムードと総理大臣は若者の話を聞き、若者を精神病院から解放して、結婚相手の屋敷を見つけ出した。そこは先帝の三女に当たる人の住んでいる屋敷であった。帝王マハムードは2人を和解させ、一緒に住まわせ、若者を侍従に取り立てた。一同は幸せに暮らした。

### 第三の狂人の物語
その狂人の若者は、幼い頃に両親を亡くし、近所の人に育てられていた。12歳になったある日、遊んでいると、小屋を見つけその中に年老いた賢者がいるのが分かった。若者はその賢者から学問を学ぶことになり、5年の月日が流れた。
ある日、イスラム寺院の中庭にいると、宦官たちに囲まれた王女の行列が通り、ベールをした王女を一目見た若者は、恋に落ちてしまった。若者は賢者に、王女にもう一度会わなければ死んでしまうと言い、年老いた賢者は、恋は身を滅ぼす原因になると言いながらも、王女に会う手立てとして、若者の瞼に魔法の薬を塗ると、若者の体は半身が消え、半身だけが見えるようになった。若者がその姿で町に行くと、人々は珍しがり、話は王宮の王女の耳にも達した。王女は若者を王宮に召し出し、不思議な体を眺めた。こうして、若者は王女の姿を見ることができたが、恋心は更に募ってしまった。
若者が再び年老いた賢者に相談に行くと、賢者は老衰から最期の時を迎えており、若者に死んだら埋葬するように頼み、全身が透明になる魔法の薬を若者の瞼に塗ると死んでしまった。若者は老賢者を埋葬した。
若者は全身が透明なので、王宮に入り込み、王女の部屋まで行った。王女はモスリンの肌着一枚で眠っており、若者はそれをじっと眺めていたが、次第に眺めるだけでなく触りたくなり、触ると王女は大声を上げて目を覚ました。大声を聞いて王女の母と乳母がやって来て、王女から話を聞くと、誰かが隠れていないか部屋中を探した。乳母は魔神(ジン)の仕業に違いないと思い、魔神に効くという驢馬の糞を部屋のなかで燃やし、部屋に煙を充満させた。若者は煙が目にしみて、たまらず目を擦ったが、魔法の薬が次第に取れてしまい、ついに姿が見えるようになり、捕まえられてしまった。乳母は魔神だと思っていたため、あえて殺さず精神病院に若者を監禁した。
帝王マハムードと総理大臣は若者の話を聞き、若者を精神病院から解放して、その王女の屋敷まで行かせると、それは先帝の末の娘である四女のことであった。帝王マハムードは2人を結婚させ、若者を侍従に取りたてた。一同は幸せに暮らした。

## 九十九の晒首の下での問答（第844夜 - 第847夜）
昔、あるルーム人の国に、国王と王妃がいたが、運命の変転により没落してしまった。国王と王妃は王子とともに旅に出て、ある名君が治める国に着いた。王子はその国の王に会い、父を奴隷として預ける代わりに名馬1頭を借り、母を奴隷として預ける代わりに武具甲冑を借り、馬と武具甲冑を返した時には父母を帰してもらうことを願い出、願いは許された。
王子が旅を続けると、大きな町があった。そこの王女は絶世の美女であるが、求婚に来た男に対し問答を行い、男が答えられないと打ち首にし、既に99の首が城門に晒されているのであった。王子は問答に応じ、王女の「私と私の女奴隷たちは何に似ているか」などの問いに次々答えていった。最期に王女の問いが尽きたので、今度は王子が王女に対し「私は馬に跨りながら父に跨り、甲冑を着ながら母の衣を着ているとはどういうことか」と問い、王女が答えられなかったので、問答は王子の勝ちとなった。
王子と王女は結婚し、その後、王女の父である国王が亡くなったとき王子は国王になった。王子は馬と武具甲冑を返し、父母を返してもらい、一同幸せに暮らした。

## 細君どもの腹黒さ（第847夜 - 第851夜）
昔、ある国の帝王(スルタン)の道化役が、帝王の勧めで結婚したが、新妻は菓子屋、八百屋、肉屋、竪笛吹きと浮気を始めてしまった。ある日、道化役が家を出て宮殿に向かうと、家に菓子屋がやって来て妻に求愛したが、そこに八百屋がやって来たので菓子屋は便所に隠れた。八百屋が求愛していると、そこに肉屋がやって来たので八百屋は便所に隠れた。肉屋が求愛していると、そこに竪笛吹きがやって来たので肉屋は便所に隠れた。竪笛吹きが求愛していると、そこに急な腹痛を覚えた道化役の夫が帰って来たので、竪笛吹きは便所に隠れたが、道化役が便所に飛び込むと4人の男とはち合わせになった。道化役は、4人対1人では危険だと思い一計を案じ、菓子屋を預言者アイユーブ、八百屋を緑の預言者ヒズル、肉屋を双角のイスカンダール(アレクサンダー大王)、竪笛吹きを天使イスラーフィールと呼び、聖人たちを帝王の所に案内した。
帝王は一目見て、誰が誰か分かり、他人の妻を寝取った罪で4人を去勢しようとするが、4人はそれぞれ面白い話をするので罪を許して欲しいと願い出て、菓子屋の話した物語、八百屋の話した物語、肉屋の話した物語、竪笛吹きの話した物語が語られ、帝王は4人を赦した。

### 菓子屋の話した物語
昔、ある帝王(スルタン)の都に、都の長官である代理官(カーイム・マカーム)がいたが、房事が不能であったため妻は馬丁を愛人としていた。しかし、代理官は貞淑な妻だと思い込んでいた。あるとき、妻は「実家の近所で葬式があったため3日間手伝いに行きたい」言い、夫の許しをもらい、馬丁に驢馬を引かせて出て行った。妻は実家には行かず、馬丁の家で3日間肉欲に耽ったが、それでも足らず更に3日間肉欲に耽った。妻は7日目に家に帰り、葬式の手伝いが大変で、3日間延びてしまったと話した。夫は妻を信じ切っていたため、帰りが遅くて心配したと妻を許した。

### 八百屋の話した物語
昔、ある天文学者がいて、妻の貞淑を信じており、ことあるごとに自慢していた。あるとき、天文学者が妻の自慢をしていると、ある男が、天文学者の妻は淫乱だと言い、嘘だと思うなら、数日留守にすると言って家を出て、何が起こるか見れば良いと言った。
天文学者は妻に、4日ほど留守にすると言って家を出て、すぐに誰にも気付かれずに家に戻り、隠れていた。すると、砂糖黍売りがやって来て妻と交わり、続いて鶏屋がやって来て妻と交わり、続いて驢馬曳きがやって来て妻と交わった。天文学者は怒りの余り死んでしまった。妻は、定められた待婚期間が過ぎると、驢馬曳きと結婚した。

### 肉屋の話した物語
昔、カイロにある男がいたが、その妻には情夫がいた。男の家では鵞鳥を2羽飼っていたが、密会に来た情夫が食べたいと言ったため、妻は一計を案じた。妻は「今まで家に客人を呼んだことがないのは情けない」と夫に言い、夫が客人を呼んで鵞鳥を食べることになった。夫は鵞鳥の肉詰めの材料を買って来て妻に渡し、客人を呼ぶために出て行った。妻は2羽の鵞鳥を焼いて肉詰めを作ると、情夫に渡してしまった。
しばらくすると、夫は客人を一人連れて来たが、妻は「2羽の鵞鳥を焼いたのに客人が1人とは少なすぎる」と言い、夫にもっと客人を連れてくるよう言うと、夫は客人を呼びに出て行った。すると妻は客人に対し「夫は食事を出すためではなく、あなたを去勢するためにここに呼んだのです。」と言ったので、客人は驚いて逃げ出した。そこに夫が別の客人を連れて帰って来たが、妻は夫に「さっきの客人が鵞鳥を2羽とも持って出て行ってしまった」と言った。夫は客人を追いかけ、鵞鳥を1羽返してもらおうと思い「一つだけで良いから」と叫んだが、客人の方は睾丸を一つ取られると思い、逃げていった。

### 竪笛吹きの話した物語
昔、エジプトに、年頃の息子を持つ父親がいて、15歳の若い娘と再婚したが、自分の息子が妻に手を出すことを恐れ、もう一人若い娘と結婚し、妻同士互いに守らせた。ある日、父親が出かけようとすると、草履を忘れたことに気付き、息子に草履を持ってくるように言った。息子は、父の2人の妻の所に行き、「父が2人を抱くように言った」と言った。2人の妻は信じなかったので、息子は父に「片方ですか、両方ですか。」と大声で聞いたが、父親は草履のことだと思い「両方に決まっている」と大声で答えた。妻たちは勘違いして、2人とも息子に抱かれた。

## バグダードの橋上でアル・ラシードの出会った人たち（第860夜 - 第876夜）
昔、バグダードの橋の上を教王（カリーファ）ハールーン・アル・ラシード、大臣ジャアファル・アル・バルマキー、御佩刀持ちマスルールの3人組が商人に変装して歩いていると、盲目の乞食がいたので金貨1ディナールを与えたが、乞食は殴ってもらわなければ施しは受け取らないと神に誓いを立ていると言って教王に殴るように頼んだので、教王は殴った。さらに橋上を進むと、口が裂け両足が不自由な乞食がいたので、これにも施しを与えた。すると、ある老人が、さらに大金の施しを与えたので、回りの人々は驚いた。そこに、豪華な行列が通りかかり、行列は名馬に乗った王子を先頭として、駱駝に乗った2人の美しい姫たちと、インドとシナの曲を奏でる楽隊が付き従っていた。教王たちが橋を渡り終えると、白い馬に乗り、鞭を打ってその馬を虐待している若者がいた。
教王はこれらのことを不思議に思い、翌日これらの人々を宮殿に呼び、それぞれの話をさせ、「白い牝馬の主人の若者の物語」、「インドとシナの曲を奏する人々を従えた馬上の若者の物語」、「気前のよい掌の老人の物語」、「口の裂けた不具の学校教師の物語」、「橋上で頬を殴ってもらう盲人の物語」が語られた。教王は感動し、橋上で頬を殴ってもらう盲人と、口の裂けた学校教師に毎日10ドラクムを与えることとし、白い牝馬の主人、インドとシナの曲を奏する人々を従えた馬上の若者、気前の良い老人には、身分に応じ厚く処遇した。

### 白い牝馬の主人の若者の物語
その若者の名はネーマーンと言い、父の遺産のため裕福であったが、普通に結婚した場合の妻方との面倒な親戚づきあいを嫌い、奴隷市場で女を買って妻としようとした。奴隷市場には金髪碧眼の美しい白人女がいて、一目ぼれしてしまい、その女を買って家に連れ帰った。女とは言葉が通じず、また、女は食事に米を数粒しか食べなかった。女を驚かせぬよう、数日は別々の部屋で寝た。
ある夜、ネーマーンが目を覚ますと、女が音もなく走って家を出て行くのが見えたので、後をつけると、女は町の外の墓場まで行き、そこにいた仲間の白人と墓を暴いて死体を食べ始めた。ネーマーンは隠れて見ていたが、女に見つかり、魔法で犬にされてしまった。
犬にされたネーマーンは町のパン屋に保護されたが、ある日、パン屋の客が贋金を使ったのを見抜いたので、贋金を見分けられる犬ということで町の評判になった。すると、上品な老婦人が来て、犬のネーマーンに着いて来るように言い、老婦人の家に行くと、そこの娘が正体を見抜き、魔法を解いて人間の姿に戻してくれた。ネーマーンは白人女を白馬にする魔法をその娘から教えてもらい、家に帰り、教えてもらった通り魔法の呪文を唱えた水を白人女に掛けて、白馬に変えた。それ以来、ネーマーンは白馬にした白人女を毎日虐待しているのであった。
ネーマーンは魔法を解いてくれた娘と結婚して幸せに暮らした。

### インドとシナの曲を奏する人々を従えた馬上の若者の物語
若者は昔、バグダードの貧しいきこりであったが、妻がとんでもない悪妻で、常に夫である若者の悪口ばかりを言い続けていた。ある日、切った薪を縛る縄が擦り切れたので、縄を買う金を出すよう妻に言うと、妻は夫を長い時間罵り、金を渡すと無駄遣いするに違いないと言って、市場まで付いて来て、さんざん値切って縄を買った。妻はさらに罵りながら山まで夫に付いて来た。夫は、妻の際限ない悪口に心休まる気持ちがせず、一計を案じ、山の中の古井戸を指して、「実は井戸の底に宝があり、それを取るために縄を買った。」と妻に言った。妻は自分が宝を取りに行くと言って聞かず、縄の一端を夫に持たせて井戸を降りていったが、夫は妻が井戸の底に降りると、縄を井戸に投げ捨て、妻が井戸から上がって来ら
れないようにし、心安らかに樵の仕事をし、家に帰った。
しかし、2日すると罪悪感を感じたので、新しい縄を井戸に降ろし、妻に登ってくるよう声を掛けたが、縄を引き上げると、何と魔神(ジン)が縄をつたって出てきた。魔神が言うには、2日前にとんでもない女が井戸に降りてきて、悪口を言い続け、心休まる気がせず、たまらず長年の住処の井戸から逃げて来たということであった。魔神は、お礼がしたいと言い、インドの国の王女の体に入って王女を精神病にするので、インドに来て王女を治すようにと言って消えた。
若者がインドに行くと、王女は14歳3ヶ月の美しい盛りの乙女で、精神病になっており、治した者は王女と結婚できるということになっていた。若者が娘を診ると、魔神は王女の体から出て行き、王女の病気は治った。若者は王女と結婚した。
しばらくすると、シナの国から使者が来て、シナの国の王女も14歳3ヶ月の美しい盛りの乙女だが、同じ精神病の症状が出たので、若者に診て欲しいというものであった。若者がシナに行くと、王女には例の魔神が憑いていたが、若者が魔神に出て行くように言っても、魔神はシナの王女の体が気に入っていると言い、出て行かなかった。そこで若者は「あの女が井戸から抜け出し、すぐ近くまで来ている」と言うと、魔神は悲鳴を上げ、王女の体から抜け出し、どこかへ行ってしまった。こうしてシナの王女の病気は治り、若者はシナの王女を第2の正妻とした。
若者は故郷バグダードをもう一度見たいと思い、2人の妻とインドとシナの楽隊を連れてバグダードに来たのであった。

### 気前のよい掌の老人の物語
老人の名はハサンと言い、バグダードの貧しい縄作りであった。ある日、裕福なシ・サアードとシ・サアーディが、金持ちになるためには元手が必要なのか、元手がなくてもアッラーの思し召しにより金持ちになったり貧乏になったりするのかを議論しながら歩いて来て、ハサンを目にして、ハサンに金を渡し、それを元手に金持ちになるかどうかを実験してみようということになり、シ・サアードはハサンに200ディナールを渡した。
ハサンは、生まれて初めて大金を手にして、盗まれては大変と、10ディナールを手元に残し、残り190ディナールをターバンの中に隠したが、鳶が飛んできて、ターバンを掠め取って行ってしまった。ハサンに残った10ディナールは瞬く間に生活費に消えてなくなり、10ヵ月後、シ・サアードとシ・サアーディが様子を見に来た時は、ハサンは貧しいままであった。
シ・サアードは事情を聞き、もう一度ハサンに200ディナールを与えて実験してみることになった。ハサンは10ディナールを手元に残し、残り190ディナールを布に包み糠の入った甕に隠したが、事情を知らない妻が甕を行商人の髪洗い用粘土と物々交換してしまった。甕がなくなったことを知ったハサンは妻を責めたが、逆に「なぜ隠したことを言わなかったのか」と妻に散々愚痴を言われることになっただけであった。ハサンに残った10ディナールは瞬く間に生活費に消えてなくなり、10ヵ月後、シ・サアードとシ・サアーディが様子を見に来た時は、ハサンは再び貧しいままであった。
今度は、シ・サアーディが、ハサンに、道で拾った何の価値もない鉛の玉を与え、様子をみることになった。その晩、隣の漁師の奥さんが来て、漁師の網の錘が一つなくなり困っているが、代わりに使えるような物を持っていないか聞いて来たので、ハサンは鉛の玉を渡した。すると、翌朝、漁師は最初の一網で取れた大きな魚を鉛の玉のお礼として持ってきた。ハサンの妻が魚を裁くと、魚の腹からガラス玉が出てきた。その玉は夜の暗闇でも光を放つ玉であった。
すると、近所に住む宝石商のユダヤ人の妻が来て、10ディナールで売って欲しいと言ってきた。ハサンが断ると、ユダヤ人宝石商本人が買いたいと言ってきた。ハサンが断ると、ユダヤ人宝石商は値をつり上げ、ついに10万ディナールで売買が成立した。ユダヤ人宝石商は玉を買った後で、これはスライマーン・ブニ・ダーウドの王冠の宝石の一つだと言った。
ハサンは、得た10万ディナールの大金はアッラーの贈り物であり、アッラーの意に沿うよう人々のために使おうと考え、貧しい縄作りたちの生活を安定させるために、縄を一定の価格で無制限に買い上げることにし、縄作り組合で発表した。おかげで縄作りたちの生活は安定したが、それ以上にハサンは買い上げた大量の縄を市場で売ることで利益を上げた。こうしてハサンは大金持ちになった。そこへシ・サアードとシ・サアーディがハサンの様子を見にやって来て、ハサンのあまりの変わり様に大変驚いた。そこに、子供たちが鳶の巣を取って遊んでいたが、よく見るとそれはハサンのターバンであり、中から190ディナールが出てきた。さらに、ハサンの家の奴隷がその日市場で買った甕が、以前ハサンが失った甕で、中から布に包まれた190ディナールが出てきた。こうして、シ・サアードとシ・サアーディとハサンは、金持ちになるのも金を失うのもアッラーの意のままであることに納得した。こうしてハサン老人は、得た金を貧しい人々に使い続けたのであった。
この話を聞いたとき、教王（カリーファ）ハールーン・アル・ラシードは、宝蔵からスライマーンの宝石を持って来させて一同に見せ、スライマーンの宝石はユダヤ人宝石商が入手したその日のうちに、教王の宝蔵に入ったことを一同に伝えた。

### 口の裂けた不具の学校教師の物語
その男は、以前学校教師であり、厳格に生徒たちをしつけていたが、あまりの厳格さのために、生徒たちは嫌がっていた。ある日生徒たちが、教師である男に向かい「先生の顔色が悪い」とあまりに言うので、横になり休むことにした。すると級長が来て、「病気の先生のために募金をしました」と80ドラクムの金を渡してくれたが、それは1日分の給料より高いものであった。次の日以降も同じことが1週間続き、男はすっかり休んで儲けることが気に入ってしまった。その間生徒たちは自由にしていた。そのようなある日、男がゆで卵を食べようとしているところに級長が来たので、元気になったと思われては募金がもらえなくなると思い卵を口の中に隠したが、卵の熱さに口の中が火傷してしまった。級長は卵で膨れた頬を見て、「大きな腫れ物がつらそうなので、膿を出しましょうと」針金で頬を刺し、火傷と刺し傷で本当に腫れ物ができてしまった。床屋を呼んで治療させたが、口が裂けてしまった。
また、男は生徒たちに、誰かがくしゃみをすると両腕を組んで「祝福あれ。祝福あれ。」と言うようにしつけていた。生徒たちと遠足に行ったとき、古井戸があったので、ロープを生徒たちに持たせて井戸に降りて水を汲んで来ようとしたが、途中でくしゃみをしたため、生徒たちがロープを放し、両腕を組んで「祝福あれ。祝福あれ。」と言ったので、井戸の底に落ち、男は両足が不具になってしまったのであった。

### 橋上で頬を殴ってもらう盲人の物語
その男は、ババ・アブドゥッラーといい、80頭の駱駝を所有する駱駝曳きであった。ある日、ババ・アブドゥッラーは修道僧と知り合いになり、修道僧の知っている秘密の宝を取りに行くことになった。ある岩山に着き、修道僧が秘儀を行うと、岩山が割れ、中には無数の金銀宝石があり、とても80頭の駱駝に積める量ではなく、金銀はあきらめ、高価な宝石だけを駱駝に積めるだけ積んだ。修道僧は小さな金の壷を懐にしまった。
積めるだけ積んだので岩山を出ることになり、修道僧は宝を40頭ずつ分けようと提案した。ババ・アブドゥッラーは欲が出て60頭を要求し、交渉の結果、一旦はそれで話がまとまった。しかし、さらに欲が出て今度は70頭を要求し、再度の交渉の結果、70頭で話はまとまった。しかし、さらに欲が出て今度は80頭全部を要求し、再度の交渉の結果、80頭で話はまとまった。
ババ・アブドゥッラーは、修道僧が懐にしまった金の壷に大変な価値があるに違いないと思い修道僧に聞くと、修道僧は「この壷には煉り脂が入っており、左目の瞼に塗れば地中の宝が見えるようになるが、右目の瞼に塗ると両目がつぶれて見えなくなるものだ。」と答えた。ババ・アブドゥッラーが左目の瞼に塗ってもらうと、確かに地中の宝が見えるようになった。ババ・アブドゥッラーは、これを右目の瞼にも塗れば、もっとすごいものが見えるに違いないと思い、修道僧が止めるにもかかわらず、修道僧に右目の瞼にも塗ってもらったところ、言われた通り両目が見えなくなってしまった。
修道僧は80頭の駱駝を曳いてどこかに行ってしまった。残されたババ・アブドゥッラーは、たまたま通りかかった隊商に助けられ、バグダードまで来た。それ以来、ババ・アブドゥッラーは自分の強欲を恥じ、施しをもらうたびに頬を殴ってもらうようにしているのであった。

## スレイカ姫の物語（第876夜 - 第881夜）
昔、ダマスに、あるウマイヤ朝の教王(カリーファ)がいたが、ある晩ある大臣が、退屈をなぐさめるため、若い頃の話をした。
大臣は名をハサンと言い、アブドゥッラーという豪商を父としてダマスで生まれた。ハサンはあらゆる学問、あらゆる言語を習得したが、父が死に、浪費を始め、一文無しになった。生前父が「困ったら庭の木にぶら下がれ」と言っていたことを思い出し、首を吊ると、木が裂け、幹の中から大量の宝石が出てきた。16歳のハサンは宝石を持ってペルシャのシーラーズに行くことにした。
シーラーズに着いたハサンは、大臣に気に入られ、国王サーブル・シャーに謁見し、侍従に取り立てられた。ハサンは侍従の仕事を励んだが、ある日、庭で昼寝をしてしまい、目を覚ますと夜になっていた。その庭は、夜は後宮の女たちしか入れない庭で、男が夜入ると死刑になる庭であった。ハサンは庭から逃げ出そうとしたが、カイリヤという美しい乙女と出会い、会話をするうち、カイリヤが唇を重ねて来たので、カイリヤを襲おうとしたら、回りから10人の乙女が出て来て一斉に笑い出した。ハサンは、からかわれたことを知り非常に困惑した。すると、スレイカ姫が出てきて、ハサンと11人の侍女を部屋に連れて行き、ハサンを飲食で歓待したあと、「ここに居る12人の乙女の中で誰が一番好きか」と聞いてきた。ハサンは、いずれも美しい乙女たちであり、答えると他の乙女たちの恨みを買うと思い黙っていたが、あまりに重ねて聞くので、ついに「スレイカ姫が最も美しいが、カイリヤが最も好きだ。」と告白した。ハサンは夜通し乙女たちと遊び、夜明けに秘密の通路を通り後宮を出て、家に帰った。
翌日、カイリヤから手紙があり、ハサンは再び後宮に忍び込み、カイリヤと会った。カイリヤはハサンに「スレイカ姫がハサンのことを密かに思っているが、スレイカ姫とカイリヤのどちらを選ぶか。」と聞いてきた。ハサンは「スレイカ姫の身分がいかに高くとも、カイリヤを選ぶ。」と答えた。すると、カイリヤは「実は、カイリヤが真のスレイカ姫で、スレイカ姫を名乗った乙女が侍女のカイリヤで、ハサンの愛を試すため身分を隠して気持ちを確かめた。」と言って、その夜は2人で過ごした。
その翌日は、スレイカ姫からの手紙は来ず、後宮の警備が厳重になっているのが見えた。その翌日、「しばらく会えないが、決して早まらないように。」との手紙が来た。その翌日、スレイカ姫の死去が報じられ、ハサンは悲しみのあまり7日間寝込んでしまった。ハサンはシーラーズの町を去ろうと考え、財産をまとめて町の外の道を歩き出したが、騎士に変装したスレイカ姫が追いかけてきて、2人は再会した。スレイカ姫は、後宮に男が侵入していることが噂になり警備が厳重になったため会えなくなったこと、死んだふりをして後宮から逃げ出したことをハサンに教えた。2人は旅をし、ダマスに着き、ハサンは教王に仕えるようになり、後に大臣になったのであった。

## のどかな青春の団欒（第881夜 - 第894夜）

### 頑固な頭の少年と小さな足の妹
ある村の男は一男一女を儲けていたが、亡くなるとき、息子の言うことをかならず聞くようにと遺言した。ほどなく母親も亡くなったが、枕頭に娘を呼び、兄の言葉に逆わらぬようきつく言いつける。
両親が死ぬと、少年は遺産を集めて燃やすのだと宣言。少女はこっそり財産を村の各家へ隠したが、兄はそれを察し、村中を放火して回った。怒った村人たちに追われた兄妹は、ある農夫に拾われて働くことになる。しかし兄は農夫の子供たちを叩き殺し、また逃走。巨鳥ロクの足に取り付いて、食人鬼が君臨する暗黒の国へ降り立った。
兄妹が焚き火をして暖をとっていると、食人鬼があらわれる。少年はあわてず落ち着いて薪を投げつけると、食人鬼はからだをまっぷたつにして死んでしまう。すると暗黒に包まれていた島にふたたび太陽がさした。その地の王様は、食人鬼をたおした少年に娘をめあわせ、少女を妃とした。

### 足飾り
糸紡ぎの三姉妹のうち末の妹はもっとも器量がよく手先も器用で、ふたりの姉は末妹を妬んでいた。末妹は市場で買った壷を持っており、姉らはそれを馬鹿にしていたが、それは望みのものを何なりと出してくれる魔法の壷だった。
あるとき姉たちが王様の誕生パーティにでかけると、末妹は壷からすばらしい衣装とガラスの足輪を受け取り、自分も会場へ向かう。そして姉たちが帰る前に戻ろうとした末妹は、あわてて会場に足輪を置き去りにしてしまった。
王子は残された足輪を見て、素晴らしい足の持ち主と結婚したいと熱望。人をやって探させると、足輪にぴったりの足を持っているのは末娘だけであった。婚礼は40日にわたって盛大に行われたが、最終日、姉らがやってきて、祝福するふりをして魔法のピンを末娘の頭に刺す。すると末娘は一羽の雉鳩に変わってしまった。
末娘の姿が消え、王子は嘆き悲しむ。すると毎夜雉鳩があらわれ、悲しげな声で鳴く。雉鳩をとらえた王子が頭に刺さっているピンを抜くと、鳩は末娘の姿に変わった。

### 王女と牡山羊の物語
インドの帝王は三人の娘の結婚相手を天運にまかせようと、めいめいハンカチを窓から投げさせて決めることにする。ふたりの姉のハンカチはそれぞれ高貴な若者へ渡ったが、末姫だけは三度やりなおさせても三度とも牡山羊の上に落ちた。これも天命と、牡山羊との結婚を受け入れた末姫だったが、じつは牡山羊の皮の下には美しい若者が隠れていたのである。若者は、自分の秘密を守るよう末姫に約束させた。
しばらくして王宮では、盛大な野試合を開催することになった。試合では姉姫の婿らが活躍するが、それを上回る成果を上げたのは、牡山羊が姿を変えた若者である。末姫は自分の夫に愛を示して応援。それを見咎めた王が詰問すると、あの若者こそ自分の夫であると供述。その日から若者は姿を消してしまった。
失意の末姫は、あらゆる不幸話を集めて気をまぎらわせようとするが、ある老婆は、牡山羊と人間とに姿を自在に変える若者たちの国へ迷い込んだという話をする。四十人の若者とその主人らしき若者は、女主人を待って悲嘆にくれているというのだ。
老婆に案内させて地下の国へ入ってみると、はたして主人の若者は彼女の夫であった。女主人となった末姫は、しばらくのちにふたりして宮殿へ帰った。

### 王子と大亀の物語
ある国の王には長男シャテル・アリー、次男シャテル・フサイン、三男シャテル・ムハンマドという三人の王子がいた。結婚適齢期に達した三人の王子に妻を探すために王が思いついた方法は、目隠しをした王子たちに宮殿の高い窓から弓で矢を射させ、矢が落ちた家の娘を息子たちの妻とするというものだった。
アリー王子、フサイン王子の射た矢はそれぞれ大貴族の家に落ちたが、ムハンマド王子の射た矢は大きな亀が住んでいる家に落ちた。再度試みても同じ家に落ち、アッラーの御名を唱えてその恩寵にすがってから三度試みても同じ家に落ちた。王はムハンマド王子は独身のままでいるべきだという結論を出そうとしたが、ムハンマド王子は「三度とも大亀の家に矢が落ちたからには、私が大亀と結婚することは運命の書に記されている」と主張して、大亀と結婚することを求めた。王はこの求めを拒むことができず、鼻にもかかわらず（嫌々ながら）大亀との結婚を許可する。かくしてアリー王子とフサイン王子の婚礼の儀は王族と大貴族の娘の結婚にふさわしく盛大に執り行われるが、ムハンマド王子と大亀の婚礼の儀はごく一般的な平民の結婚程度のみすぼらしいもので、しかも誰も参列しなかった。
王は三人の婚礼のしばらく後、寄る年波に勝てず衰弱してしまう。王子たちは各々の妻の料理を献上して精をつけてもらおうと語り合い、王子たちの妻は腕に縒りを掛けて料理を作り始める。ムハンマド王子の妻は兄王子たちの妻に使いを出し、「鶏の糞」「鼠の糞」を料理の香り付けに使うから分けてほしいと頼むが「あんな大亀より私の方がうまく使える」と断られる。この策謀の結果、兄王子の妻たちは悪臭紛々たる料理を献上して王を激怒させてしまう。一方、ムハンマド王子の妻は美食の粋を凝らした見事な料理を献上し、王は旺盛な食欲でこれを平らげて元気を回復した。
王の快気祝いの宴が催されることになり、王子たちは妻同伴でこれに出席することとなった。ムハンマド王子の妻はまたも兄王子たちの妻に使いを出し、宴に出席する乗り物として「暴れ山羊」「駝鳥」を借りたいと頼むが「あんな大亀より私の方がうまく乗れる」と断られる。この策謀の結果、兄王子の妻たちは暴れる駝鳥と山羊にまたがり、御することもできずに散々な体たらくで王宮にやってくる羽目になった。一方ムハンマド王子の妻は大亀の甲羅を脱いで美しく着飾り、非の打ち所がない貴婦人の姿で、しとやかに歩いて王宮に入った。
ムハンマド王子の妻が宴席のバター飯と青豆のポタージュの器を自分の頭に向けて傾けたところ、髪の毛に触れたバター飯はおびただしい数の真珠に、ポタージュはおびただしい数のエメラルドに変わって床に落ち、並み居る人々を驚嘆させた。兄王子たちの妻もこれに張り合って頭にバター飯やポタージュを浴びせかけたが、飯粒まみれ・ポタージュまみれの無様な姿を晒してしまう。幾度となく失態を重ねたアリー王子・フサイン王子の妻は王の不興を買い、王位継承権を剥奪された夫共々追放された。
以後、唯一の王位継承権者となったムハンマド王子は、かつて大亀の姿をしていた妻（大亀の姿で居る必要がなくなったため、甲羅は燃やしてしまった）と、父王とともに幸福に暮らした。

### エジプトの豆売り娘
エジプト豆売りに三人の娘がおり、帝王の王子は末娘に懸想していたが、娘たちは王子をからかい通していた。王子が豆売りを脅して難題を仕掛けてくると、軽く解き明かしてみたばかりか、間髪をいれず逆襲し、魔神の姿をして脅かし気を失った王子に馬糞を食わせ、両眉、片髭、片髪をそり落としてしまい、さんざんに嘲弄する。
思いあまった王子は、豆売りの首をはねると脅して末娘との結婚を承諾させると、姉妹は砂糖菓子で末娘の人形をつくり、寝室に寝かせた。これまでの侮辱の数々を思い出した王子が剣を抜いて砂糖菓子の頭に一撃を加えると、菓子はこなごなに砕けてそのかけらが王子の口に入る。思いがけない甘露に後悔を催した王子が腹を切ろうとすると、本物の末娘があらわれる。彼らはお互いを許すことにし、以後繁栄を極めた。

### 解除人
ダマスの若い商人は、店にあらわれた美しい母娘から結婚をもちかけられた。婚資も一切の出費も免除し、安楽な暮らしを保証、結婚式もその他諸々もすべて省略し、一刻もはやく結婚しようという。うまい話だ。
結婚の翌日、仕事を終えて新居に戻った男は、妻がひげのない若い男と同衾しているのを目撃。反射的に離婚を口走る。だが、ひげのない少年と見えたのは、若い女であった。
実は妻であった女は、かつて相思相愛の男と結婚していたのだが、喧嘩をしたあげくに男のほうが離縁を宣言してしまったのだ。イスラム法では、離縁した女は一度結婚して離縁された後でないと、もとの夫と復縁できない。母娘は、離縁の言葉の解除人を探していたのである。

### 警察隊長
カイロに容貌魁偉なクルド人の警察隊長がいた。結婚するにあたり、女が引き込む諸々の災いを避けるため、母親のもとから離れたことのない初心な処女を所望する。条件にあう娘がみつかって結婚するが、妻はさっそく隣家の肉屋の息子を家に引き込むようになった。
ある日早く帰った警察隊長は、家の様子がおかしいことに気づく。妻はとっさに機転をきかせ、言葉たくみに現在の状況を他人事のように話してみせ、警察隊長に目隠しをしているあいだにまんまと男を逃してしまう。鈍感なクルド人の男はまったく気づかず、幸福な男として世を送った。

### 誰がいちばん寛大か
バグダードに相思相愛の従兄妹どうしがいたが、家が没落してしまい、娘は長老へ嫁入りすることになった。
長老は新妻が嘆き悲しんでいるのを見て、わけを知ると、愛する男のもとへ帰りなさいと娘を送り出す。
道の途中で盗賊が娘を見つけるが、彼女の身の上と長老の話を聞くと、娘を護衛して従兄のもとへ送り届ける。
従兄妹たちが長老の家を訪ねると、長老は財産をふたりのものとし、自分は別の都へ住むこととし旅立って行った。

### 去勢された床屋
カイロの百人隊長は剛勇の士であらゆる女を満足させる資質を有していたが、その妻はむしろ柔弱な若者がタイプで、愛する男を持っていた。ある日百人隊長がでかけると、さっそく使いをやって若者を呼び込む。たまたま床屋にいた若者が一ドラクムをはずんで屋敷にかけつけると、気前のいい上客とみた床屋は、後を追って屋敷の前で若者が出てくるのを待った。
百人隊長が思いがけず早く帰ってみると、床屋が屋敷の前にいて、若い男が中に入って行ったと証言する。百人隊長は床屋をつれて家探しするが、騒ぎを聞いていた妻が男を雨水桶の中に隠していたため、姿はみつからない。最後に雨水桶を調べようとすると、妻はたくみに百人隊長を焚きつけて懲らしめるように言い、焼き付けた鉄棒で精管を焼き切って追放した。若い男は騒ぎがおさまるまで待ち、無事に逃走した。

### ファイルーズとその妻
家来ファイルーズの妻に懸想した王様は、ファイルーズを使いに出している間に思いをとげようと妻を訪ねるが、妻は王の要求を拒絶した。
いったん旅立ったファイルーズだが、書状を忘れたことに気づいて家に戻ると、王のサンダルが自分の屋敷に落ちているのを見つける。王のたくらみに気づいた彼は、使いを果たして戻ると、理由をつけて妻を実家へ帰し、あとは口をつぐんで何もいわなかった。
妻の兄が仲裁を王に申し出ると、ファイルーズはたくみな例えで王の行動を示唆する。そしらぬ顔で聞いていた王も、拒絶されたことをそれと聞こえないように知らせる。ファイルーズは納得して妻を呼び戻し、この事件は王とファイルーズのほかに知る者はなかった。

### 生まれと心
カイロでひと儲けしようとした欲深なシリア人は、市場で若い三人の女を見てスケベ心をおこし、隊商宿に招いて宴会をひらく。三人の名前を聞くと、それぞれ「あなたは私のようなものを見たことはないでしょう？」「あなたは私に似た人など見たことがないでしょう！」「私を見てください。そうしたら私が分かるでしょう！」と答えた。
泥酔したシリア人が目覚めてみると、彼の持ち物はことごとく奪われ、丸裸にされている。あわてて道に出て、女たちから教えられた名前を連呼するが、人々はシリア人を狂人あつかいするばかりであった。

## 不思議な書物の物語（第895夜 - 第904夜）
寝苦しさで目覚めた教王アル・ラシードは、大臣ジャアファルの勧めにしたがって読書をした。すると教王は、本を読みながら、笑いながら泣きはじめる。なぜそのようなことになったかジャアファルがたずねると、教王はいたく怒り、書物の内容を最初から最後まで解き明かせるものを連れてこないかぎり首をはねると言いつけた。ジャアファルは三日の猶予を取りつけて、賢者を探しにでかけた。
ダマスに至ったジャアファルは、裕福な若者仁者アタフが家の前にテントを張り、美しい乙女に見事な詩を歌わせているところへ通りかかり、歌に耳をかたむける。若者はジャアファルを誰とも知らずに屋敷へ招き、大いに歓待。ジャアファルは身分と本名を隠し、教王との約束を気にかけながらも、若者との親友の交わりのうちについつい時を過ごす。
四か月がたち、約束を思い出して鬱々としていたジャアファルは、気晴らしに散歩にでかけ、美しい乙女に恋をする。恋わずらいに陥ったジャアファルから話を聞き出してみると、恋の相手は、じつはアタフの妻なのであった。それを知った彼は、妻のもとに行ってただちに離縁を言い渡すと、大臣ジャアファルを名乗って妻に迎えに来たことにしろと策をさずける(アタフはジャアファルが大臣その人であることを知らない)。ジャアファルはダマスの教王代理の前で結婚契約をおこない、アタフが整えた隊列を連れてバクダードへの帰途についた。
新妻は、アタフとジャアファルが旧知であることを知ると、アタフが身を引いて自分をジャアファルの妻としたことに気づく。彼女から話を聞いたジャアファルもアタフの行動を知り、以後彼女に護衛をつけて、預かりものとして丁重に扱った。一時の怒りでジャアファルが出奔したことを後悔していた教王は、彼の帰国を歓迎。仁者アタフとその妻の話を聞くと、庭園の中に家をたて、彼女を住まわせた。
一方アタフは、ジャアファルを頼って教王代理を失脚させようとしたのだと、彼を妬む輩から讒訴され、獄につながれる。脱獄した彼は乞食同然の姿となってバクダードまでたどりつき、ジャアファルが大臣その人で、アタフの仁者ぶりを事々に語っていることを知ると、屋敷へ行ってメモの言付けを頼む。しかしメモをみたジャアファルが動転して気を失ってしまったため、家僕の奴隷たちはけしからぬメモを見せたとしてアタフを捕らえ、土牢にぶちこんでしまった。
二か月がたち、教王に子供がうまれたために恩赦が行われ、解放された囚人たちの中にアタフの姿があった。途方にくれていた彼は、祈りをささげようと寺院へ向かうが、他殺死体につまづいて転んでしまう。そこへ警察官がかけつけ、血まみれになっているアタフを見て、殺人の現行犯として逮捕する。翌日アタフは斬首されかけるが、その判決に疑問を持ったジャアファルの仲裁で一命をとりとめる。最初はあまりの変わりように気づかなかったジャアファルだが、これまでの話を聞くに、アタフその人であることがわかり、ふたりは再会の喜びをわかちあった。その場には真犯人もあらわれる。無類の放蕩者であったため成敗したのだという老人である。ジャアファルは話を聞いてその罪を許し、事件は解決した。
宮殿に招かれたアタフは、教王より莫大な富を下賜され、妻をもとのままに返される。そしてダマスの太守として凱旋し、市民から熱烈に歓迎された。もとの教王代理は死罪になるところであったが、アタフのとりなしで終生追放のみですんだ。
そして、この騒動のおおもとである書物については、もはや誰も問題としなかった。

## 金剛王子の華麗な物語（第904夜 - 第922夜）
昔、シャムス・シャーという王には「金剛王子」という強く美しい王子がいた。ある日、「金剛王子」が狩に行き、鹿を追って砂漠を進んでいくと、ある人里離れたオアシスに着いた。そのオアシスには老人が隠遁しており、「金剛王子」が老人に隠遁している理由を問うと、老人は若者がその話を聞けば身の破滅になると言ったが、「金剛王子」が重ねて聞いたため、老人は次のように話した。
昔、老人は豊かなバビルの地域の王であり、王には7人の王子がいた。ある日、旅の商人がシーンとマシーンの国のタンムーズ・ベン・カームース王の王女モホラ姫の話を伝えた。モホラ姫は絶世の美女であり、「松毬と糸杉の関係は何」という問に答えられた者が嫁にすることができるが、答えられない者は殺され首を城門に晒されるという話であった。王の長男が話を聞き、カームース王の城に行ったが、答えられず殺されてしまった。その後、弟の6人の王子たちも順々に行ったが、いずれも答えられず殺されてしまった。7人の王子全てを失った老王は絶望し、王位を捨てて、このオアシスに隠遁するようになったのであった。
話を聞いた「金剛王子」は、父王シャムス・シャーの宮殿に帰ると、父王が止めるのも聞かず、シーンとマシーンの国のカームース王の王女モホラ姫の城に旅立ってしまった。城に着いた「金剛王子」はカームース王に謁見するが、カームース王は「金剛王子」に熟慮し3日後再び来るように言った。城を退出した「金剛王子」は、城から流れ出る水路をつたい、城の中庭に入り込み、偶然モホラ姫を物陰から見て、その美しさに心を奪われてしまった。「金剛王子」は水を汲みに来た「珊瑚の枝」という美しい侍女に見つけられ、モホラ姫の前に引き出されるが、気が触れた聖者(サントン)の振りをし、モホラ姫の尊敬を受け、中庭に留まる許しを受けた。
しかし、数日して「珊瑚の枝」が「金剛王子」を不信に思い、問い正したので、「金剛王子」は身分を明かし、「松毬と糸杉の関係は何」という問の答えを探しに来たと言った。「珊瑚の枝」は、その問の情報を得たければ、正妻にするよう求め、「金剛王子」が承諾すると、次のように言った。
モホラ姫の寝台の下には、実は、ワーカークの町から来た一人の黒人が隠れている。「松毬と糸杉の関係は何」という問はこの黒人が考えたものであり、その答えはワーカークの町に行かねば分からない。
「金剛王子」は「珊瑚の枝」に、帰ってきたら必ず正妻にすると約束し、城を出てワーカークの街への道を探したが、町の人たちは誰もその町を知らなかった。するとある修道僧(ダルヴィーシュ)が、次のように教えてくれた。
ワーカークの町はカーク山の中心にある。その内外にはあらゆる魔神(ジン)、悪霊(マリード)、鬼神(イフリート)がいる。そこに行く道は右、左、中央の3本あるが、右の道を選ばねばならない。右の道を進むと1本の光塔(マナーラ)があるので、その碑銘を読み進む道を定めなさい。
「金剛王子」が言われたように進むと光塔があり、そこには次のような碑銘があった。
左の道をとらば、あまたの煩いに遭わん。右の道をとらば、悔ゆる所あるべし。中央の道をとらば、真に恐るべきものあらん。
「金剛王子」は中央の道をとり、進むと垣根に囲まれた広大な屋敷にたどり着き、花崗岩でできた門の前には巨大な黒人の門番が眠っていた。「金剛王子」は門の中に忍び込むと、広々とした庭になっており、角に宝石をつけた美しい鹿が何頭もいた。庭を進むと宮殿があり、その主であるラティファという美しい乙女が迎えてくれた。「金剛王子」が旅の理由を話すと、ラティファはワーカークに行くことに反対し、一緒に暮らすことを提案したが、「金剛王子」はあくまで行くと言うと、ラティファは魔法で「金剛王子」を鹿に変えてしまった。
鹿になった「金剛王子」は庭の壁の隙間から抜け出すと、そこはラティファの妹ガミラの屋敷で、ガミラは魔法を解いて「金剛王子」を人間の姿に戻した。「金剛王子」が旅の目的を話すと、ガミラはワーカークの町に行くことに反対し、一緒に暮らすことを提案したが、「金剛王子」はあくまで行くと言うと、次のように語り、「預言者サーリフの弓矢」、山をも切る名剣「スライマーンの蠍」、どのような攻撃からも守ってくれる短剣「賢人タンムーズの短剣」を渡した。
ワーカークの町に行くには、ラティファとガミラの叔父である「飛行のアル・シムーグル」の助力が必要だが、そのためにはターク・ターク王の宮殿に行く必要がある。そこは人を食う凶暴な黒人たちに守られている。そこの王と2日泊まり「飛行のアル・シムーグル」に会うことができるであろう。
「金剛王子」はガミラに別れを告げて、ターク・タークの宮殿に行くと、黒人たちが襲ってきたが、「スライマーンの蠍」で黒人たちを倒した。すると、黒人は毒の屁をして来たが、「賢人タンムーズの短剣」の霊験で毒の効果はなかった。「金剛王子」は「預言者サーリフの弓矢」で黒人の王を殺すと、黒人たちは逃げていった。
宮殿では美しいアジザ姫が「金剛王子」を出迎えてくれた。アジザ姫は信仰告白をしイスラムに改宗し、妻にするよう「金剛王子」に頼んだ。しかし、「金剛王子」があくまでワーカークの町に行くというので、宮殿の庭で寝ている巨人「飛行のアル・シムーグル」の所に案内し、「もし右目から目を覚ませば協力してくれるが、左目から目を覚ませば殺される」と言った。アル・シムーグルは両目同時に目を覚まし、「金剛王子」に協力を約束し、7頭の野生の驢馬を捕まえ、それらと「金剛王子」を背中に乗せ、屁の力で空を飛び、1日で一つの海を超え、休んでは1頭の驢馬を食い、7日掛けて7つの海を超えてワーカークの町まで来た。
ワーカークの町で「金剛王子」は美しい侍従の青年ファラーと出会い、「松毬と糸杉の関係は何」と尋ねると、ファラーは青い顔をし、「糸杉」とはワーカークの王の名であり、「松毬」とは王妃の名であるが、それらの名を言うものは死刑になると言った。「金剛王子」は「糸杉王」に謁見し、極めて高価な赤い真珠を進物として献上した。「糸杉王」は希望の褒美を取らせると言ったので、「金剛王子」は「松毬と糸杉の関係は何」と尋ねた。「糸杉王」は激怒したが、次のように話してくれた。
むかし「糸杉王」が狩をしていると、古い井戸を見つけた。喉が渇いていたので、帽子を桶代わりに、ターバンを綱代わりにして井戸に降ろし、引き上げると、2人の老婆が上がって来た。2人は目が見えなかったが、近くの川に来る牝牛の糞を目に塗れば見えるようになるので、糸杉王に糞を取ってくるよう頼んだ。糸杉王が言われた通りすると、2人の老婆の目が見えるようになり、お礼に「富、健康、美」のどれが欲しいか聞いてきた。
「糸杉王」が「美」と答えると、老婆たちは魔神の王の宮殿にいる魔神の王の娘「松毬」のところに「糸杉王」を案内し、2人は互いに一目ぼれし、愛し合った。しかし、魔神の王に見つかってしまい、「糸杉王」は火あぶりの刑にされたが、老婆たちが塗ったスライマーンの霊油のために、火に燃えることはなかった。これを見た魔神の王は「糸杉王」を尊敬し、「松毬」との結婚を認めた。
「糸杉王」と「松毬」はワーカークの町に帰った。しかし、「松毬」は毎夜「糸杉王」が眠った後、馬に乗ってどこかに出かけていた。ある夜「糸杉王」がそれに気付き後を付けると、「松毬」は1件の家に入り、7人の黒人たちと乱交を始めた。「糸杉王」は怒り、5人の黒人を切り殺し、6人目を殺そうとしたところ、反撃を受け危なくなったが、王の猟犬の1匹が助けに来て黒人に噛み付き、王は黒人の首を刎ねた。7人目の黒人は、逃げ延び、カームース王の王女モホラ姫の寝台の下に隠れている。
その日以来、その猟犬にご馳走を与え、その残飯を「松毬」に後ろ手に縛ったまま食べさせているのであった。
話を聞くと「金剛王子」は飛行のアル・シムーグルを呼び出し、空を飛び、アジザ姫、ガミラと合流し、ラティファを鹿たちを人間に戻すことを条件に赦し、一緒にカームース王の宮殿まで行った。宮殿で「珊瑚の枝」に再会すると、「金剛王子」はアジザ姫、ガミラ、ラティファ、「珊瑚の枝」の4人を正妻とした。「金剛王子」はカームース王に謁見し「松毬と糸杉の関係は何」の答えを言い、モホラ姫の寝台の下の黒人を捕まえカームース王に差し出した。王は黒人を死刑にし、モホラ姫を追放した。「金剛王子」はモホラ姫を妾とし、父王の都に帰り、一同幸せに暮らした。

## 滑稽頓智の達人のさまざまな奇行と戦術（第922夜 - 第925夜）
カイロの地に、一見おろかなゴハという男がいた。途方もない道化者だったが、じつは内に鋭い叡智を宿していた。
ゴハの滑稽な頓知話の数々。

## 乙女「心の傑作」鳥の女代官の物語（第926夜 - 第937夜）
ある日、教王（カリーファ）ハールーン・アル・ラシードが、大臣ジャアファル・アル・バルマキー、御佩刀持ちマスルール、歌手のモースルのイスハーク・アル・ナディム、ジャアファルの兄アル・ファズル、法学者ユーヌースと平民に変装してバグダード郊外の街道を歩いていると、イスハークが良く知っている奴隷商人の長老と出会った。商人はイスハークに挨拶し、音楽の才能のある美しい女奴隷が入ったので、見に来て欲しいと言ったので、商人の館に行くと、「心の傑作」（トーファ・アル・クールーブ）という美しい女奴隷がいて、見事に琵琶を弾き、歌ったので、イスハークは3万ディナールで買取り、自分の館で音楽を教え、教王に献上することにした。
何日かして、「心の傑作」が一人で歌うのを聞いたイスハークは、「心の傑作」の歌が自分より優れていることを認め、恥じ入り、「心の傑作」に最高の服を着せて教王に献上した。教王の御前で「心の傑作」がベールを取ると、美しい顔に教王は感動したが、琵琶を弾くと歌声に無上に感動した。教王はイスハークに褒美として10万ディナールと誉れの服10着を与え、その日以降、毎夜「心の傑作」と夜を共にした。
ある日、教王が狩に出て留守の時、教王の正后ゾバイダが「心の傑作」の部屋に来て、教王に月のうち一晩はゾバイダと過ごすようにと言うように「心の傑作」に頼んだ。その晩も「心の傑作」のところに教王が来たが、服を脱いだときに「心の傑作」はゾバイダの所へ行くようにと教王に言ったので、事が済んだ後、教王はゾバイダの寝所に行った。
一人部屋に残った「心の傑作」が琵琶を弾いていると、どこからともなく老人が現れ踊りだしたが、それは老人の姿をした魔王イブリースであった。イブリースは「心の傑作」に、魔神(ジン)の国に来て琵琶を弾くように頼み、「心の傑作」は応諾したので、イブリースは「心の傑作」を連れて便所の穴から魔神の国に行き、そこから空を飛んで宮殿に行った。
宮殿では大宴会が行われており、美しい魔神の女王カマーリヤ姫と3人の妹ガムラ、シャラーラ、ワヒーマを始め多くの魔神が人間の形に化けて待っていた。しかしアル・シスバーンと御佩刀持ちマイムーンは、顔の中央に縦に裂けた一つ目と、牙の生えた口という魔神本来の姿をしていた。「心の傑作」が一曲歌うと、魔神たちは有頂天になり、恐い顔をした2人の魔神も喜んで踊りだした。「心の傑作」は続けて、「微風の歌」「薔薇の歌」「ジャスミンの歌」「水仙の歌」「スミレの歌」「睡蓮の歌」「ニオイアラセイトウの歌」「メボキ草の歌」「カミツレの歌」「ラベンダーの歌」「アネモネの歌」「燕の歌」「梟の歌」「鷹の歌」「白鳥の歌」「蜜蜂の歌」「蝶の歌」「鴉の歌」「戴勝の歌」を歌った。魔神たちは大いに喜んだ。
魔王イブリースは、歌手イスハークにも音楽を教えたことがあると言って、「心の傑作」に新しい琵琶の弾き方を教えたが、それは今までにない美しい奏法であった。「心の傑作」は一度で新しい弾き方を覚えると、魔王イブリースは「心の傑作」に、どのような鳥よりも美しく歌う歌手の称号「鳥の女代官」を贈り、紙に書いて署名した。さらに大量の宝物を用意し、魔神たちに運ばせて、「心の傑作」をバクダードの宮殿まで送り返した。
バグダードでは教王が「心の傑作」がいなくなったことを心配していたが、帰ってきたことを知ると大いに喜び、皆幸せに暮らした。

## バイバルス王と警察隊長たちの物語（第937夜 - 第954夜）
昔、エジプトのカイロにアル・マリク・アル・ザヒル・ロクン・アル・ディーン・バイバルス・アル・ブンドゥクダーリという帝王(スルタン)がいたが、民衆の暮らしぶりを知るため、カイロの警察隊長たちを集めて、それぞれ話をさせた。

### 第一の警察隊長の語った物語
第一の警察隊長は名をモイン・アル・ディーンといい、アラム・アル・ディーン・サンジャルが警察の長をしていた時に隊長になった者だったが、次のように語った。
ある日、モインが奉行(ワーリー)の屋敷の中庭に座っていると、100ドラクムの入った財布が落ちてきた。次の日も同じ場所に座っていると、100ドラクムの入った財布が落ちてきたが、誰が投げたものかは分からなかった。その次の日、同じ場所にいると、美しい女が現れ、頼みを聞いて欲しいと言って来た。モインが承諾すると、女は次のように話した。
その女は、法官(カーディー)の若い娘と恋仲であったが、法官が気付き、同性の恋愛を許さなかったので、会えなくなってっしまった。そこで明日の夕方、ベールで顔を隠し法官の家の近くにいるので、「夜道を女一人帰るのは危険だ」と保護し、法官の家に一晩預けて欲しい。
モイン隊長は女に言われた通りにし、女を法官の家に連れて行き、一晩泊めるよう頼んだ。法官は、ベールのため女が誰であるかに気付かず、女を泊めたが、翌朝、女は6千ディナールを盗んで法官の家から消えていた。法官はモイン隊長を呼びつけ、3日以内に女を捕まえ6千ディナールを弁償するよう言った。モインは女が誰なのかを知らなかったため、探すのを諦め、3日目の朝に覚悟して法官の家に向かったが、途中で例の女を見つけた。女は、モインに大量の宝物を見せ、頼みを聞いてくれれば宝を渡すと言い、次のように頼んだ。
法官の家に行ったら、女はこの家を出ていない可能性があると言って法官の家を探し、最後に台所の油の大甕のふたを開けなさい。すると、そこには血の付いたその女の服が入っているので、それを法官が女を殺した証拠としなさい。すると法官は大金を払い口止めをするので、受け取って法官の家を出なさい。
モイン隊長は言われた通りにすると、計画通り事が運んだ。その後数日して、法官は怒りと悲しみのあまり死んでしまった。謎の女と、法官の娘は、ナイル河のタンターの地に移り、幸せに暮らした。

### 第二の警察隊長の語った物語
第二の警察隊長は、結婚する際、妻の求めで「ハシーシュを使わない。西瓜を食べない。椅子に座らない。」と誓い、その条件で結婚した。しかし、警察隊長はその理由が知りたくて、あえて誓いを3つとも破ってしまった。妻は怒り、法官(カーディー)の所に行き、離婚を申し立てた。
法官は離婚の権利を認めつつも、夫を赦すことを勧めたので、妻は「初めは骨で、次は筋、次は肉になるものは何か」と問い、翌日までに答えられたら夫を赦すと言った。法官は答えが分からず困っていると、法官の14歳半の娘が「それは男性の一物で、15歳から35歳までは骨のように硬く、35歳から60歳までは筋のようであり、60歳を過ぎると肉のように役に立たない。」と教えてくれた。
翌日の法廷で法官がなぞなぞの答えを言うと、警察隊長の妻は「答えを見つけたのは法官の娘なのでしょうけど、若いのにそちらの方面に詳しいのね。」と笑い、法官に恥をかかせた。

### 第三の警察隊長の語った物語
第三の警察隊長エズ・アル・ディーンは、次のような話をした。
昔、ある国の漁師が病気になったので、普段は家から出ない妻が道具を持って漁師と一緒に魚を獲りに行ったが、丁度、宮殿にいた帝王(スルタン)に見られてしまい、帝王は美しい漁師の妻を自分の物にしようと考えた。
帝王は漁師を召し出し、大広間を敷き詰められる大きな絨毯を献上するよう命令し、献上できなければ殺すと言った。漁師が困っていると、妻が公園の井戸に住む女魔神から紡錘を借りてくるように言い、漁師がその紡錘を持って宮殿に行くと、紡錘が大広間を敷き詰められる絨毯を作り出した。
帝王は、再び漁師を召し出し、今度は生まれて一週間の赤子で、初めから終わりまで嘘の話をできる者を連れてくるように命令した。漁師が困っていると、妻が公園の井戸に住む女魔神から昨日生まれた赤子を借りてくるように言い、漁師がその赤子を連れて宮殿に行くと、赤子は「西瓜の中の町のナツメヤシの木の上の農園の百姓たちが割った卵から生まれた雛と、そのナツメヤシの枝の上の驢馬が運んでいた胡麻菓子」の話をした。帝王は「西瓜の中の町など聞いたことがない」と言ってしまい、嘘の話であることを認めた。
帝王は、女魔神が漁師に味方していることを知り、漁師の妻を諦めた。

### 第四の警察隊長の語った物語
第四の警察隊長モヒイ・アル・ディーンは次のように語った。
第三の警察隊長の語った漁師と妻には「利口者ムハンマド」という美しい子がいた。ムハンマドが学校に行く年になると、学校にいた帝王スルタンの子が先生に命じてムハンマドを鞭打ったので、学校を辞めて漁師になった。漁師になって初めて網を打つと、小さな魴鮄が取れたが、その魴鮄は人の言葉で命乞いをしたので、逃がしてあげた。
帝王はムハンマドに漁師の妻の一件の復讐をしようと思い、遥か彼方の国「緑の地」の帝王の姫君をつれてくるように命じた。ムハンマドが困っていると、魴鮄が現れ「王に黄金の屋形船を作らせ、それで行けば良い」と言い、ムハンマドは黄金の屋形船で出航した。
ムハンマドが「緑の地」に着くと、黄金の屋形船の珍しさに多くの人が見に着たが、帝王の姫君も見に来た。ムハンマドは姫君が船内を見ているすきに船を出航させた。ムハンマドは町に帰り、姫を帝王に謁見させた。帝王は姫に結婚を申し込むが、姫は「来る途中で海に落とした指輪が見つからなければ結婚しない」と言ったため、帝王は指輪の探索をムハンマドに命じたが、指輪は魴鮄が見つけていた。
姫は「火の中を歩き身を清めた者としか結婚しない」と言ったため、帝王はムハンマドに火の中を歩かせたが、ムハンマドは魴鮄に教えてもらった呪文のため無傷であった。それを見た帝王と帝王の息子と大臣は同じように火の中を歩いたが、呪文を言わなかったので焼け死んだ。ムハンマドは姫君と「緑の地」に行き結婚し、「緑の地」の帝王となり、両親を呼び寄せ幸せに暮らした。

### 第五の警察隊長の語った物語
第五の警察隊長ヌール・アル・ディーンは次のように語った。
昔、ある国の帝王(スルタン)が大臣に命じて、「余の機嫌が良ければ怒らず、怒っておれば喜ばぬ印章」を彫るように言ったが、大臣も都の印章職人たちも、どうすれば良いか分からなかった。大臣が困り郊外を歩いていると、農夫と出会い、農夫の娘ヤスミーンが「苦にせよ楽にせよ、あらゆる情はアッラーより我らに来る」と印章の文を教えてくれた。王は喜び、ヤスミーンをお妃にした。
しかし、王宮に入ったヤスミーンは体調を崩し、医師の見立てで、田舎から都に環境が変わったことが原因とのことで、海岸に御殿を建てて住むことになった。体調が回復したヤスミーンが窓の外に漁師を見つけ、網を打つように命じると銅の瓶が取れたので金貨で買い取ろうとすると、漁師は金貨よりキスを求めたが、そこに通り掛かった帝王が早合点し漁師を殺し、ヤスミーンを都から追放した。
ヤスミーンはある町で行き倒れるが、通りかかった商人に助けられた。しかし、商人の妻が嫉妬し、ヤスミーンを屋上の鳥小屋に監禁してしまった。ヤスミーンが漁師の取った銅の瓶のふたを開けると、水差しと食事と10人の女の白人奴隷が出てきて、踊りを踊り、黄金の詰まった財布を1人10個ずつ置いて瓶の中に戻って行った。瓶を開けるたびに同じことが起きたので、鳥小屋は金の財布であふれそうになった。商人はヤスミーンが鳥小屋に監禁されていることを知り、ヤスミーンに謝罪し解放し、妻を罰した。
ヤスミーンは金で豪華な城を建て、男装して城の主として振る舞った。帝王は豪華な城の出現に驚き、街に来て城の主と会見したが、ヤスミーンとは気づかなかった。ヤスミーンは帝王の前で瓶のふたを開け、瓶の魔法を見せてやり、この瓶が欲しければ身を売るようにと言うと、帝王は承知し裸になった。ヤスミーンは正体を明かし、「この瓶のためにご自身はそこまでするのに、漁師がキスを求めたくらいで殺すとは」と言った。帝王とヤスミーンは仲直りし、幸せに暮らした。

### 第六の警察隊長の語った物語
第六の警察隊長ガマル・アル・ディーンは次のように語った。
昔ある帝王(スルタン)にダラルという幼い王女がいた。ある日ダラルは虱(シラミ)を一匹台所の油の大甕に入れて蓋をした。何年も経ってダラルが15歳の美しい姫になったとき、虱は水牛ほどの大きさになり、甕を割って出てきた。王は虱を殺し、皮を剥いで、門の外に掛け、この皮が何であるかを当てた者はダラルと結婚できるが、外れた者は死刑にすると宣言した。何人もの男が挑戦したが、皆外れて死刑になった。
ある日、美しい若者が現れ、虱の皮であることを言い当て、ダラルと結婚し、しばらく一緒に暮らしたが、ダラルを連れて国へ帰ると言い去って行った。実は若者は食人鬼(グール)で、人里離れた家にダラルを連れて行き、毎日人を殺してその肉を食べ、ダラルには羊の肉を与えていた。食人鬼はダラルを試すため、ダラルの母親の姿になり家に来て、ダラルに「お前の夫は本当は食人鬼ではないのか」と聞いたが、ダラルは「食人鬼ではなく美しい王子です」と答えた。食人鬼は更にダラスを試すため、ダラルの叔母の姿になり同じことをした。三度目に、食人鬼がもう一人の叔母の姿で来たとき「ムハンマドに懸けて言えるか」と聞かれたので、ダラルは本当のことを言ってしまい、食人鬼は姿を現し、ダラルを食おうとした。ダラルは食われる前に浴場(ハンマーム)に行きたいと言い、食人鬼もその方が旨くなると思い、ダラルを浴場に連れて行き、女湯の前で待っていた。ダラルは女湯にいた豆売りの老婆と服を取り換え、豆売りの姿で、気づかぬ食人鬼の前を通り過ぎ逃げて行った。
逃げて来たダラルがある王の御殿の前で休んでいると、ダラルの美しさのため王妃が招き入れようとし、呼びに来た王子とダラルは互いに一目ぼれしてしまい、2人は結婚した。しかし、結婚式の日に食人鬼は進物の羊の姿で御殿に入り込み、夜になるとダラルをさらった。ダラルは便所に行きたいと言い、便所で預言者の娘ザイナブに祈ると、使いの女鬼神(ジンニーヤー)が現れ、食人鬼を殺し、助けてくれた。
女鬼神はダラルに「息子の病気を治すため、エメラルドの海の水を一杯すくってほしい。」と頼み、ダラルが承知すると、空を飛びエメラルドの海に行き、ダラルに水を一杯すくわせた。ところが、ダラルの手の水に濡れた所は緑色になってしまった。女鬼神はダラルを御殿に帰し、水をもらうと去って行った。一方エメラルドの海の番人は、水が減ったことに気づき、犯人を捜すため、腕輪商人の姿をして旅に出て、町々で腕輪を試させ手が緑色の人がいないか見て歩いた。ある日、番人はダラルの住む町に来て、ダラルの手を見てダラルを捕まえ、空を飛び、エメラルドの海の王のところにダラルを連れて行った。エメラルドの海の王はダラルの美しさに魅了されてしまい、結婚すれば水を盗んだことを許すと言ったが、ダラルは既に結婚しているので、代わりにダラルの10歳の娘と結婚することにし、みな幸せに暮らした。

### 第七の警察隊長の語った物語
第七の警察隊長ファハル・アル・ディーンは次のように語った。
昔、ある農家に泥棒が入ったと聞いてファハルが捕まえに行くと、泥棒はどこかに隠れて見つけられなかった。ところが、大きな屁の音が聞こえ、見ると泥棒が見つかった。泥棒は、「屁が役に立った。」と言ったので、ファアルは「人の役に立つ屁などあるか。」と言ったが、泥棒が「あなたが泥棒を見つけるのに役立ったでしょう。」と言ったので、ファハルは感心して泥棒を許してやった。

### 第八の警察隊長の語った物語
第八の警察隊長ニザム・アル・ディーンは次のように語った。
昔、ある笛吹き男の妻が男の子を出産したが、笛吹き男には金がなかったので外を歩いていると、雌鶏を見つけた。雌鶏が卵を産んだので市場で売ると、あるユダヤ人が卵1個を20ディナールもの大金で買ってくれた。笛吹き男はその金で産婆への支払いをし、妻に栄養のある食べ物を買い与えた。そのユダヤ人は毎日卵を1個20ディナールで買い続けたので笛吹きは大金持ちになった。何年かして、子が大きくなったある日、笛吹き男は一人メッカへ巡礼の旅に出かけたが、その留守にユダヤ人が雌鶏を売ってくれと笛吹き男の妻に言ってきた。妻は鞄一杯の金貨と引き換えに雌鶏を売り、ユダヤ人に言われたようにその雌鶏を料理したが、子が肉を一切れ食べてしまった。ユダヤ人は怒り、子を殺そうとしたので、子は逃げるため旅に出た。子はユダヤ人に追いつかれるが、雌鶏の肉の魔力で怪力になっており、ユダヤ人を返り討ちにして殺した。
子は旅を続け、ある王宮に着いた。その王宮では、姫とレスリングをして勝てば姫と結婚できるが、負ければ死刑になるということであった。子は姫に挑戦するが、姫も怪力で勝負はつかず、翌日再試合となった。御典医たちは子を麻酔で眠らせて体の秘密を調べ、胃を切り開き胃の中から雌鶏の肉片を取り出し、切り口を元に戻した。子は怪力を失い、再試合をせずに王宮を逃げ出した。
するとあるところで、3人の少年が絨毯を取り合っていた。それは魔法の絨毯で、中央を棒で叩くと空を飛び、どこでも行けるというものであった。子は少年たちを仲裁し、子が投げる石を最初に拾ってきた者が絨毯を取るとして争いをやめさせ、石を投げたが、少年たちが石を拾いに行っている間に絨毯に乗って飛び去り、姫の王宮に戻った。子は再び姫にレスリングを挑み、絨毯の上で試合を始め、姫が絨毯の上に乗ると、絨毯を飛ばし、遥か離れたカーフ山の山頂で絨毯を下した。姫は王宮を離れたことを悲しみ、子に負けを認めるが、子のすきを見て絨毯から子をはじき出し、絨毯を飛ばして一人王宮に帰った。
山頂に一人置き去りにされた子は、なんとか山を下りると、ナツメヤシの木を見つけた。黄色い実を食べると頭から蔓が伸び、木に絡みつき動けなくなってしまった。赤い実を食べると蔓は取れた。子は実を集めて、姫の王宮まで旅をし、ナツメヤシ売りに変装して、姫の御殿の近くで売り口上を述べた。姫は侍女にナツメヤシの実を買いに行かせ、子は黄色い実を売った。姫が実を食べると、頭から蔓が伸び姫が動けなくなってしまった。王様は、姫を助けた者は姫と結婚できるとし、子は赤い実を食べさせ姫を助け、姫と結婚し、幸せに暮らした。

### 第九の警察隊長の語った物語
第九の警察隊長ジュラル・アル・ディーンは次のように語った。
昔、ある若い夫婦がいたが、子が授からなかったので「たとえ亜麻の匂いで死ぬような子でも良いから子が欲しい」と祈ったところ、女の子が生まれ、シットゥカーンと名付けた。
シットゥカーンが10歳のとき、王子がシットゥカーンに一目ぼれし、ある老婆に手引きを頼んだ。老婆はシットゥカーンに亜麻の紡ぎ方を習うように説得し、シットゥカーンは従ったが、亜麻の切れ端が指に刺さってシットゥカーンは死んでしまった。老婆は両親に亭を建ててシットゥカーンを安置するように説得した。実はシットゥカーンは死んでおらず、王子が刺さった亜麻を抜くと息を吹き返し、その後、二人は毎日亭で逢引した。しかし、大臣が王子を諌めたので、王子は会いに来なくなってしまった。
シットゥカーンは悲しみ、さまよっているとスライマーンの指輪を見つけた。指輪を擦り、大きな宮殿と、もっと美しい顔に変わることを願うと、それは現実になった。王子は宮殿の出現に驚き、そこに住む別の顔になったシットゥカーンに一目ぼれしてしまった。王子は贈り物をして気を引こうとするが相手にされず、シットゥカーンから「結婚したいのなら、死んだと偽って自分の葬儀をし、例の亭に安置されるように」と言われた。王子は従い、死んだものとして亭に安置され、そこでシットゥカーンとともに邪魔されずに幸せに暮らした。

### 第十の警察隊長の語った物語
第十の警察隊長ヘラル・アル・ディーンは次のように語った。
昔、ある国にムハンマドという王子がいたが、年頃になり、結婚相手を探すために旅に出た。王子は韮を作っている農家の娘と出会い、気に入り、結婚を申し込むが、娘は「手に職のない男とは結婚しない」と言って結婚を承諾しなかった。それを聞いた父王は、都の職人を集め、最も短時間で手に職をつけられる職業を聞いたところ、機織りの職人の長が「一時間で一人前にできる」と言ったので、王子を任せた。機織りの職人の長は、王子に機織りを教え、王子は一時間で立派な機織りになった。王子が再度韮作りの娘に求婚すると、娘は承諾し、みな幸せに暮らした。

### 第十一の警察隊長の語った物語
第十一の警察隊長サラー・アル・ディーンは次のように語った。
昔、ある帝王(スルタン)の妻が王子を産んだ時に、王宮の厩の牝馬が仔馬を産んだので、帝王はその馬を王子の物とした。何年かして、王子の母親が亡くなり、帝王は後妻を娶ったが、その後妻にはユダヤ人医師の情夫がいた。後妻は王子を疎ましく思い、食事に毒を入れるが、王子の馬が言葉をしゃべり、王子に毒のことを教えたので、王子は難を逃れた。後妻は今度は馬を殺そうと、病気のふりをし、ユダヤ人医師が王様に「後妻の病気を治すには王子の馬の心臓から作る薬が必要」と申し上げたが、王子は馬に乗って逃げて行った。
王子はある国の水車小屋で働くが、その国の末の王女の目に留まった。その国の7人の王女たちは、婿選びをすることになり、国中の若い男たちが宮殿の窓の下を通り、王女たちは夫を選んで行き、末の娘は水車小屋で働く王子を選んだ。しかし、その国の王は、末の王女の相手のみすぼらしさに落胆し、病気になってしまった。御典医は「処女の熊の皮の袋に入れた熊の乳を飲めば治る」と言い、王女の夫たちは探すが、見つけることができず、ただ末の王女の相手である王子だけが馬の助けを借りて見つけ、王の病気は治り、王は王子を見直した。その後、王子は王の軍を借り、自分の国に帰ると、父王は既に亡く、後妻とユダヤ人医師の治世となっていたが、これを攻め滅ぼし、国を回復し、みな幸せに暮らした。

### 第十二の警察隊長の語った物語
第十二の警察隊長ナスル・アル・ディーンは次のように語った。
昔、ある王は子がないのを悩んでいたが、ある日マグリブ人が現れ、子が生まれる魔法の飴を出し、生まれてくる長男を渡すと約束するなら飴を渡すと言うと、王は承諾し、王が緑、王妃が赤の飴を舐めると、ほどなく子が生まれ、長男はムハンマド、二男はアリ、三男はマハムードと名付けられた。長男のムハンマドは聡明な子であったが、アリとマハムードは暗愚であった。
10年後、そのマグリブ人が長男をもらいに来たが、王は聡明なムハンマドではなく、暗愚なアリを渡した。マグリブ人はアリを連れて半日歩き、アリに空腹かと聞くと、「半日あるいて空腹でないはずがないだろう」と答えたので、マグリブ人はアリを聡明でないと思い、王の元に連れて帰り、本当の長男を要求し、王はムハンマドを渡した。マグリブ人はムハンマドを連れて半日歩き、空腹かと聞くと、「あなたが空腹なら私も空腹です。」と答えたので、マグリブ人は満足し、旅を続け屋敷に帰った。
マグリブ人は実は拝火教徒で、ムハンマドに1冊の魔法書を渡し30日で暗記するように言ったが、ムハンマドはその言語が分からず読むことすらできなかった。29日目に困って屋敷の庭にいると、木に自分の髪で吊り下げられている少女を見つけた。それはマグリブ人に捕えられたある国の王女で、ムハンマドは王女の髪を解き助けた。王女は魔法書の読み方をムハンマドに教えたが、「マグリブ人には暗記できなかったと答えるように」と言い、再び髪で木に吊り下げるよう言った。30日目ムハンマドが暗記できなかったと言うとマグリブ人は怒り、ムハンマドの右手を切り落とし、もう30日で暗記するよう言った。ムハンマドは再び王女と会うと、王女は魔法で右手を直し、魔法でラクダを2頭出して、「国に帰ったら、求婚しに訪ねてくるように」と言って、それぞれラクダに乗ってそれぞれの国に帰った。
ムハンマドは国に帰り、王と再会した。ムハンマドは、宦官にラクダの手綱は売らないように言ったが、宦官はラクダとともに手綱を売り、買った商人の元から魔法のラクダは消えたが手綱は残った。商人は驚いたが、そこに例のマグリブ人が来て、手綱を高額で買い取った。マグリブ人が魔法の手綱を使うと、ムハンマドはラクダになり、手綱につながれてしまった。マグリブ人はムハンマドのラクダに乗り、王女の国まで旅をしたが、王女の国に着くと、ムハンマドは手綱を食いちぎり逃げ出し、王宮の柘榴の木の実に変身した。マグリブ人はムハンマドを捕まえるため、その国の王に会い柘榴を求めるが、柘榴を取ろうとした瞬間、変身を解いたムハンマドに刺殺された。ムハンマドは王女と結婚し、幸せに暮らした。

## 海の薔薇とシナの乙女の物語（第954夜 - 第959夜）
シャルキスターンのある国の王ザイン・エル・ムールークは三人の王子をもうけたが、末の王子ヌールジハーンの運勢を占うために呼んだ占い師たちの予言は「ヌールジハーン王子の運勢は大吉だが、成人した王子を一瞬でも目にすると王は失明する」というものだった。
王はヌールジハーン王子とその母を遠くの宮殿に遠ざけ、決して自らが目にすることなく育てるように命じた。母親の申し分なく行き届いた養育により、ヌールジハーン王子は立派な騎士に成長する。
ある日、広大な森で鹿狩りをしていたヌールジハーン王子は、まったく偶然に同じ森で狩りをしていた王の視界に入ってしまい、王はたちどころに失明してしまう。王の治療のために集まった学者たちから、失明を治すためにはシナの王国の都の庭園に生えている「海の薔薇」が必要だと聞いた三人の王子は「海の薔薇」を手に入れる探索の旅に出るが、上の二人の王子の探索行は不首尾に終わる。
末の王子のヌールジハーンは旅の途中の森で出会った森の守護者の魔神と友誼を結び、彼の助力を得て空の魔神たちが守護する庭園に忍び込むことに成功する。
庭園の泉水のほとりに生えている「海の薔薇」を手に入れた後、ふとした好奇心から泉水の傍らの家に立ち寄ってみたヌールジハーン王子は、寝台で眠っている乙女「百合の顔（かんばせ）」の美しさに一目で恋に落ちてしまう。乙女の指輪を抜き取って自分のものと交換したヌールジハーン王子は、「海の薔薇」を手に父王の待つ故郷へと帰還する。
ヌールジハーン王子が王の眼前に「海の薔薇」を差し出したところ、王の失明はたちどころに回復し、喜びの限りに喜んだ王は1年間にわたって祝祭を執り行うように命じる。探索に失敗した二人の王子はヌールジハーン王子を妬み、失明の快癒は「海の薔薇」によるものではないなどと讒訴したため、薔薇の花に失明を癒す力を授けたもうたアッラーの全能に対する不信の咎で追放されてしまう。
一方「百合の顔」は、目覚めてみると「海の薔薇」が抜き取られ、指に嵌めていた指輪が別人のものになっていることに驚愕し、不遜な侵入者を捕らえて「海の薔薇」を取り戻すために旅に出る。長旅の末、国を挙げてのお祭り騒ぎのただ中にあるザイン・エル・ムールーク王の国に入った「百合の顔」は通りすがりの人に事情を聞き、ヌールジハーン王子がシナの国からもたらした「海の薔薇」によって王が失明から回復したお祝いであることを知る。
「百合の顔」は「海の薔薇」が植えられた庭園にたどり着き、窃盗犯を探すために物陰に隠れていたが、庭園にやってきたヌールジハーン王子を一目見るなり恋に落ちてしまう。「百合の顔」はヌールジハーン王子に宛てて想いを綴った手紙を書き、二人は人目を忍んで愛し合うようになり、ついには結婚して末永く幸福に暮らした。

## 蜂蜜入りの乱れ髪菓子と靴直しの禍をまきちらす女房との物語（第959夜 - 第971夜）
- バートン版「靴直しのマアルフとその女房ファティマー(第989夜‐第1001夜)」
- 東洋文庫版「靴直しのマアルーフとその妻ファーティマの物語(第989夜‐第1001夜)」

カイロの靴直し職人マアルフの底意地の悪い女房ファティマーはいつも夫をののしっていたが、ある日、高価な蜂蜜入りの乱れ髪菓子(クナーファ)を買って来るようマアルフに命令した。しかし、マアルフはその日まったく収入がなく、困っていると、親切な菓子屋が砂糖黍蜜の乱れ髪菓子をツケで売ってくれた。しかしファティマーは蜂蜜ではないことをさんざんなじったため、さすがに逆上したマアルフがちょっと手を上げると、ファティマーは「夫に暴力を振るわれた」と騒ぎ立て、近所の人を呼び、夫の歯を折り、髭を毟った。しかし、近所の人はファティマーの性悪さを知っているので、とりなして帰って行った。しかし、翌朝ファティマーは夫の暴力を法官に訴え、ファティマーが偽証の罪に問われるのを恐れたマアルフが黙っていると、法官たちはマアルフが罪を認めたと思い、足の裏の棒打ち刑にした。もう家に帰りたくなかった彼は、たまたま見かけた屋形船に乗り込み、船子としてあてもなく旅立った。
船は沈没し、マアルフはソハターン国ハイターンの町へ打ち上げられた。マアルフを助けた裕福な商人は、昔カイロで隣に住んでいた香料商人の長老アフマードの息子で、コプト人と諍いをおこして出奔してしまった彼の親友アリであった。アリはマアルフを大商人であると当国の市場に紹介し、その鷹揚な態度は国王の耳に届くまでになった。
王は、マアルフが豪商で、もうすぐ彼の大隊商が来ると信じ込み、大臣の反対を押し切ってマアルフを王女の夫とした。だが当然ながら、隊商はいつまでたっても到着しなかった。マアルフの大盤振る舞いにより国庫がカラになったとき、王は大臣の疑義もあって王女に事情を確かめさせたが、王女はマアルフを好きになっており、真実を聞き出した後も、解決の方法を思いつくまでマアルフを一時王宮から逃がし、王と大臣には「マアルフはベドウィンに襲われた隊商を救出に行った」と適当な嘘をついて時を稼いだ。
王宮から逃げ、ある村にたどり着いたマアルフは、貧しい農夫に出会った。農夫はマアルフを歓待しようと言い、その準備のため出かけたが、心苦しく思ったマアルフは農作業を手伝おうと畑を耕すと、畑の真ん中に埋もれた地下室を見つけた。そこには巨万の財宝と赤瑪瑙の指輪があり、指輪をこすってみると魔神「幸福の父」が現れた。その土地は円柱のイラムの設計者アードの息子シャッダードの古い宝物蔵で、魔神はシャッダード王の奴隷であった。マアルフは魔神に命じて財宝を運び出させ、魔法で大隊商とご馳走を出させた。そこに農夫が帰って来た。マアルフは農夫に感謝し、農夫が用意した食物のみを口にし、魔法で出したご馳走と多くの財宝を渡して、隊商と共に立ち去った。
こうしてマアルフは長い長い隊商を率いて王宮に凱旋し、財宝を国王と人々に分け与えた。大臣はこの謎を解き明かそうと、マアルフを酒に酔わせ本当の話を全て聞き出した。そして隙を見て指輪を奪うと、魔神を呼び出してマアルフと王を砂漠に放逐させ、王位と王女を我が物にしようとした。王女は言い寄る大臣に、指輪の精が見ていると服が脱げないと言い、大臣に指輪をはずさせるとそれを奪い返し、魔神の力によって大臣を牢に入れ、王とマアルフを呼び戻させた。大臣は串刺し刑に処され、以後指輪は王女が管理することになった。
しばらく安泰な日々が続いたが、ある夜、マアルフの寝室にファティマーが現れ、マアルフは恐怖のあまり気を失った。王女は、これがかの悪妻であると知り、魔神によって庭の木に縛りつけ、ファティマーは性根を直すか死ぬかの運命となった。それ以降、マアルフと王女は幸せな日々を送った。

## 智恵と歴史の天窓（第971夜 - 第994夜）
父の財産を受け継いだ青年は、長老の薦めに従って古今東西の書物を書閣と名づけた書物庫に収集し、読みふけった。業なると彼は、書閣に人々を招待し、説話をはじめた。

### 詩人ドライド、その高邁な性格と高名の女流詩人トゥマーディル・エル・ハンサーへの恋
詩人かつ剛勇の士であったジュサーム部族のドライドは、敵対するラビアー率いるフィラース部族を略奪に出る途中、女を連れた男を見つけた。女を差しださせるよう要求する使者を出すが、いずれの使者も男に突き倒され帰ってこない。それが数度におよび、自ら赴いたドライドは、男がラビアーその人であることを知る。そして、直前の使者を倒したときに槍を破損し、丸腰であるのを見て取ると、自分の槍を渡して立ち去らせた。
数年後、ラビアーが戦死し、復讐に燃えるフィラース部族はドライドを捕虜にした。名と身分を隠していたドライドだが、女たちの一人が彼の姿を認めた。以前ラビアーに守られていた女、ライタだった。ライタはかつてドライドがラビアーに対し高邁な態度を見せたことを説き、ドライドのものであった槍を渡し、彼を解放した。以後ドライドはフィラース部族とは戦わなかった。
年老いたドライドは、女流詩人トゥマーディル・エル・ハンサーに恋をし結婚を申し込む。トゥマーディルは女奴隷に命じてドライドが小用を足すところを覗かせ、男の機能を判断した上で断りを入れる。ドライドはそれに対し風刺詩をうたい、世間の評判をとった。対するトゥマーディルも、弟が戦死したときに見事な詩を吟じ、その才は男を凌ぐものと評価された。

### 詩人フィンドとその二人の娘、女丈夫日輪オファイラと月輪ホゼイラ
ジムマーン部族のフィンドは詩人ながら高名な騎士でもあった。強力な部族との戦いで、百歳になるフィンドも駆り出され、七十の軍勢を率いて参加したが、そのなかに彼の娘、日輪オファイラと月輪ホゼイラも含まれていた。「髪切りの日」と呼ばれる名高い戦がたけなわとなったとき、姉妹は丸裸となって両翼に展開し、詩をもって士気を鼓舞し、勝利につなげた。

### 王女ファーティマと詩人ムラキースとの恋の冒険
イラク地方のヌーマーン王は、王女ファーティマの操を守るため、宮殿に幽閉し番兵を立てて守らせていた。しかし王女はやがて詩人ムラキースと恋仲になり、こっそり引き入れるようになった。その方法は、侍女が背にムラキースを背負い、足跡がつかぬようにして運び入れるというものであった。
だがあるとき、ムラキースの友人が、背格好が似ているのを幸いに、入れ替わらせてくれと頼んでくる。別人であることに気づいた王女は男を叩き出し、ムラキースに別れの詩を送った。

### フジル王の復讐
獰猛さで知られたフジル王は、留守にしている間に宿敵ジヤードの侵略を受け、愛妾ヒンドを奪われた。取り戻すために急追をかけたフジル王が斥候を出すと、ヒンドはジヤードと旧知の様子で、フジル王の悪口を言いながら戯れあっていた。この報告を受けたフジル王は、不意打ちをかけて一気にジヤードを殺し、ヒンドを馬裂きに処した。

### 妻からの夫の品定め
ヤマーンの女たちが夫の品定めをはじめ、あるものは口汚く罵り、あるものは尊敬を口にした。最後に預言者の妻アーイシャは、女性のあるべき姿に関しての夫の言葉を伝えた。

### 両断者ウマル
公正で私心なく、「両断者」と渾名されていた教王ウマルの小逸話集。

### 歌姫空色のサラーマー
音楽家のクーファ人ムハンマドの教え子で、もっとも容色を誇ったのは「空色」サラーマーだった。多くのものが彼女にかなわぬ恋をしたが、中でもイェジェード・ベン・アユーフは、恋に殉じることになった。ふた粒の真珠と引き替えに唇を奪った彼は、サラーマーの抱え主につけ狙われ、鞭打たれて死んでしまったのである。

### 押しかけ客
トファイルはあらゆる宴会に押しかけていく「碾臼男」の異名を持っていた。ある宴会で魚を賞味していた一同は、大きな魚を隠してトファイルに小魚を出す。大きい魚に気づいたトファイルは、小魚の一匹が、あそこに隠れている大魚が海で死んだあなたの父を食った仇ですよ、と囁いた、と小芝居をうつ。一同は笑って大魚をトファイルに差し出した。

### 薄命の寵姫
教王アル・マハディーは、長兄アル・ハーディーの死後は次子ハールーン・アル・ラシードに跡を継がせるように遺言した。即位したアル・ハーディーはアル・ラシードと母を妬んでいたが、あるとき、ついにマスルールを呼び出し、アル・ラシードの首を斬るように命じる。相談を受けた母ハイズラーン王妃が、アル・ラシードを隠して兄王に真意を問うと、アル・ハーディーが見た夢で、アル・ラシードが彼になりかわって愛妾ガーデルと戯れていたというのである。
王妃の説得で気をとりなおしたアル・ハーディーはガーデルと宴会をはじめるが、そのうちに足に腫れ物ができ、それが破れるとともに命を失ってしまった。その原因は、王妃がアル・ハーディーに飲ませたタマリンド入りのシャーベットの中にあった。
即位したアル・ラシードは、ガーデルらとともに酒宴を開く。ガーデルは、これは昨日兄王が見た光景であると指摘し、詩句をうたうと、突然地に倒れて死んでしまった。

### 悲しき首飾り
歌手ハーシェム・ベン・スライマーンは、アル・ラシードから下賜された首飾りを見て泣き出した。そのわけは以下のとおりである。
ハーシェムがシリアに住んでいたころ、ウマイヤ朝の教王アル・ワリード二世とふたりの歌姫が乗っている船に招かれた。はじめはハーシェムを下賎のものだと思いからかうつもりだった一行だが、彼が何者であるかに気づくと、歌姫のひとりは常々尊敬していることを明かし、教王から下されていた首飾りをハーシェムに贈った。
だがその歌姫は、船から足をすべらせて河に落ち、捜索にもかかわらず、ついにその姿を見つけることができなかった。悲しんだ教王は、ハーシェムから首飾りを譲り受け、かわりに財宝を贈ったのである。その首飾りが、アル・ラシードが征服した国々の財宝にまぎれ、回り回ってハーシェムの手に戻ってきたのである。

### モースルのイスハークと新曲
歌手モースルのイスハークは、ヘジャズの音楽家マアバドの孫と知り合い、彼の祖父が遺したすばらしい音楽を聞かせてもらった。帰ったのちに耳コピしようと考えていたイスハークだが、どうしても旋律が思い出せない。ふたたびヘジャズへの旅を決心していると、ひとりの乙女があらわれ、かのマアバドの歌をうたう。イスハークは彼女の才能を認め、家に迎え入れて以後長く楽しんだ。

### 二人の舞姫
音楽家イブン・アブー・アティクは、その浪費のためにいつも貧乏していた。友人で教王の侍従アブドゥッラーが、彼の困窮をみかねて教王に紹介するが、望むものを与えるという教王に対し、イブン・アブー・アティクはその場にいたふたりの美しい舞姫を所望する。面目をつぶされたアブドゥッラーがイブン・アブー・アティクを訪ねると、彼は舞姫たちを両膝にのせて上機嫌であった。
それ以後もイブン・アブー・アティクは、細かいことを気にせず明るく楽しく暮らした。

### 落花生油のクリームと法学上の難問解決
- 類似の話:悶着解決

最高法官ヤアクーブ・アブー・ユースフは、貧しい家に生まれたため少年のころ染物屋に奉公に出されたが、長老の説法を聞くためにたびたび店を抜け出していた。それを案じた母が長老をなじると、長老はいずれこの子はここで学んだことにより落花生油のクリームを食べる身分になるだろうと答えた。最高法官になったあと教王アル・ラシードと食事をしていると、たまたま落花生油のクリーム菓子が供された。法官は若きころの師の言葉を思い出し、その逸話を教王に語った。
また、ある夜、法官は突然教王に呼び出される。イッサが所有する女奴隷を譲ってくれと頼んでいるのに、頑として承知しないというのだ。イッサは、背いた場合にはすべての奴隷を解放し全財産を寄付する約束で、けして女奴隷を手放さない誓いをたてていたのである。法官は、女奴隷の半分を献上し、半分を売ることで、その難題を解決した。また、男の所有だった女奴隷が次の男の所有になるとき一定期間を待たなければならない決まりについては、女奴隷を解放して自由女性として結婚することで、それを回避した。

### 泉のアラビア娘
アル・ラシードの子、アル・マアムーンの嫁選びの方法について。

### しつこさの報い
アル・マアムーンが即位するとき、異母兄王エル・アミーンとの争いが起こったが、戦いが終結したあともっとも頭を悩ませたのは、兄の母セット・ゾバイダの扱いであった。結局アル・マアムーンはゾバイダ妃を迎え入れるが、ゾバイダはいつまでも教王に対し恨みがましい目を向けていた。あるときゾバイダは教王を見ながら何やらもごもご言っていたが、それを見咎めたアル・マアムーンが問い詰めると、ゾバイダは次の話をした。
むかし教王とシャトランジの勝負をしたとき、負けた罰として裸で走り回ることを強要された。その屈辱を忘れず、次に自分が勝ったとき、一番醜く汚い女奴隷と寝る罰を教王に課した。そのとき、女奴隷と教王のあいだにできた子がアル・マアムーンである。あのときしつこく復讐しようとした報いで、自分はいま我が子を失っているのだ。

## ジャアファルとバルマク家の最後（第994夜 - 第998夜）
教王ハールーン・アル・ラシードはメッカ巡礼の帰途、僧院で饗宴を開いていた。しかし普段陪食する大臣・ジャアファルは、医師のジブライル・バフティアス等と共に狩に出ていたためその場にいなかった。
その晩ジャアファルがテントでマンドラの演奏を聞いていたところ、教王の御佩刀持ちマスルールがいきなり訊ねてくる。胸騒ぎを覚えたジャアファルが何事か訊ねると、教王がジャアファルの首級を欲しがっていると告白された。驚いたジャアファルはマスルールに、処刑の理由を王に聞いてくるよう頼んだが受け入れてもらえなかった。観念したジャアファルは自ら目隠しをして、首を落とされることとなる。
マスルールが首級を持ち帰ったところ、教王はそれに痰を吐き掛けたばかりでなくジャアファルの遺体を磔にするなどしてバルマク一門に恥辱を与えた。また一千名に値するバルマク家の一族は投獄され、ジャアファルの父・ヤハヤーと兄のエル・ファズルは拷問に処された。
この動機については話中で以下のことがあげられている。
- バルマク家に権力が偏りすぎ、また民衆の人気がジャアファル達に傾いていることを教王が不満に感じたため。このことは医師のジブライル・バフティアスが直接教王の口から聞いたとされている。
- アッバース朝の脅威になるかもしれないと判断され、暗殺の計画が立てられていたアリー家の子供を、哀れに思ったジャアファルが逃がしてしまったため。この行為について教王が問いただしたとき、全く反省の様子を見せなかったジャアファルに怒りを抱いたとされている。
- 元来拝火教の一門でありながら回教に改宗したバルマク家だが、邪教とされた他宗教の肩を持つことが多く、信仰心が疑われたから。
- また教王は自分の妹アッバーサを深く愛していたため、これをジャアファルと結婚させた。しかし教王は二人に対し、教王の前以外で二人の逢瀬を重ねることを禁止し形式のみの結婚を強要した。ジャアファルは律儀にこれを守ろうとしたが、これに不満を抱いたアッバーサは女奴隷に扮し夜ジャアファルの部屋に行く。女奴隷の正体がアッバーサだと気づかなかったジャアファルは王との誓約を破り、一夜を共にしてしまう。これで身ごもってしまったアッバーサとジャアファルは王の逆鱗に触れることとなってしまったから。

ジャアファルの処刑後のある日、風呂屋にて詩人のムハンマドがエル・ファズルの令息の誕生を祝うために作られた自作の詞を口ずさんでいると、風呂屋の少年が気を失ってしまい、泣きながら逃げ出してしまった。
風呂から出たムハンマドがそのことについて問い詰めたところ、その少年は自分がエル・ファズルの令息だったと告白する。落ちぶれてしまった少年の身を案じたムハンマドは養子をしてその子を引き取ろうとするが、誇り高い少年はそれを断ってしまった。
教王の方はバグダードに戻ろうとはせず、ラッカーの地に居を定めにいった。しかしジャアファルを殺してしまった教王はそのことを悔やみ、他の宦官がバルマク家のことを思い出させる発言をする度不機嫌になった。また教王はジャアファルを殺したことや子供達に王位を狙われていることで苦しむ中、マスルールやジブライル等をも不信に感じるようになる。
そして教王はホラーサーンの遠征途中で眠っていたところ、頭に手が伸びてくるのを見た。その手は赤土を握り、またある声が「トゥースの町にて教王は死す」という旨のことを言った。後日病の悪化でトゥースの町に立ち寄った教王は激しい不安を感じ、マスルールに町の土を取ってこさせる。その土は赤く、教王は夢を思い出して嘆いた。そして教王はトゥースの町で崩御し、アッバース朝第5代は幕を閉じた。

## ジャスミン王子とアーモンド姫の優しい物語（第998夜 - 第1001夜）
ある老齢の王に七人の子がおり、七番目のジャスミン王子はなかでも最も美しかった。あるとき愛の使者だという修道僧がジャスミンのもとにやってきて、となりの国の美しいアーモンド姫が、なにかに焦がれて悲しみに暮れているという話をして立ち去る。それを聞き、アーモンド姫への恋がめばえたジャスミンは、やもたてもたまらず、そのまま出奔してしまった。
一方、アーモンド姫の悲しみとは、夢に見た美しい若者への恋によるものであった。侍女たちは気鬱に悩む姫に気晴らしをさせようと外に連れ出すが、そのうちの一人が、数日前からジャスミンという美しい笛吹きの若者が城下に来ているという話をする。侍女の話によれば、その姿は夢に見た若者とそっくりである。また、遠いところからこの地までやってきた理由とは愛に他ならないだろうと諭すと、姫は悲しみなどふっとばし、恋文を書きはじめた。
なんどか文を交わしたのち、相手がお互いの求めている人物だと知ったジャスミンとアーモンドは、たちまち恋仲になった。アーモンドは父王に頼み、ジャスミンを家畜の監視係に採用させ、密会を楽しむようになる。
だがやがて、このことが父王に知れることになる。王は怒り、ジャスミンを成敗するよう姫の兄弟たちに命ずる。ちょうどそのとき、ジャスミンは国の者どもが恐れる豚鹿の住む森にいた。家畜を狙って襲ってきた豚鹿を、笛を取り出してその音であやつり、誘導して檻の中に捕らえたジャスミンは、その功績によって罪を問われることをまぬがれた。
なおも兄弟はふたりの恋を妨害しようと、アーモンドを彼女の従兄弟と結婚させることにする。婚礼の席に潜んでいたジャスミンが姫に目くばせすると、アーモンドは隙をみてぬけだし、手に手をとって駆け落ちしてしまった。
以後、ふたりの姿を見たものはいなかった。

## 大団円
千一夜目「ジャスミン王子とアーモンド姫の優しい物語」を語り終わったシェハラザードはこっそりと、妹のドニアザードにシェハラザードの子供達を連れてくるよう頼んだ。王は連れてこられた子供達の存在を知らなかったが、シェハラザードはその子供達が王の子供であることを告白する。喜びに震えるシェフリヤール王は、シェハラザードを殺さないこと、また彼女を正妻にすることを誓った。
そして弟のシャハザマーン王にそのことを伝えると、シャハザマーン王も再度の結婚を決意する。シャハザマーン王は相手としてドニアザードを選ぶが、シェハラザードは結婚条件として兄弟夫婦が同居することを提示した。この条件を呑んだシャハザマーン王はドニアザードを后に迎え、サマルカンドの王位を放棄することを決意した。そしてサマルカンドの王位はシェハラザード達の父である大臣が受け継ぐこととなり、大臣はサマルカンドに旅立った。
弟の結婚の後、シェハリヤールは国中で優秀な年代記編者と書記を集め、自分とシェハラザードとの間に起こったことを書き記すことを命じた。そして全三十巻となった金字の原本を王室の文庫に治め、写本を全領土の隅々まで配った。
そうした一連の出来事、千一夜に渡って紡がれた物語が、「千夜一夜物語」である。